# Cimabue
Cenni di Pepo, dit Cimabue, né vers 1240 à Florence et mort en 1302 à Pise, est un peintre italien de la pré-Renaissance.
Cimabue est l’un des premiers peintres à chercher à représenter le monde, les objets et les corps tels qu’ils existent et les émotions humaines telles qu'elles se manifestent. Il assure ainsi le renouvellement de la peinture chrétienne en s’écartant des pratiques proches de l’art byzantin que ses prédécesseurs et la plupart de ses contemporains employaient en Italie. La manière de Cimabue a imprégné de nombreux artistes. Avec lui, quelques peintres, dont Duccio di Buoninsegna, cherchent aussi à susciter l’implication émotionnelle des fidèles par ces peintures d'un style nouveau. Ils le font en réponse à la demande de l'ordre des Frères mineurs, les franciscains, grands commanditaires de l'époque avec les dominicains, l'ordre des Prêcheurs.
Ses types physionomiques sont encore héritiers de la tradition byzantine. Il introduit — peut-être progressivement — des éléments de la peinture gothique : un certain degré de naturalisme dans la représentation du corps et dans l’expression des visages, ce qui en fait le précurseur du naturalisme en peinture de la Renaissance florentine.
Cependant, la notion de naturalisme étant très subjective, la chronologie des œuvres de Cimabue ne peut s’appuyer sur cette notion que de manière problématique. Par ailleurs, la vie de Cimabue est très peu documentée. En revanche, ses peintures étant, pour l’essentiel, des commandes passées par l’ordre des Frères mineurs — les franciscains — le sens des innovations apportées par Cimabue peut être éclairé par la connaissance de cette culture religieuse, qui a un grand retentissement au XIIIe siècle.
Développée par Duccio (Sienne, v. 1255-1260 - v. 1318-1319), arrivé à Florence vers 1280, et par Giotto (Florence, v. 1266/67 - 1337), l'impulsion qu'il a donnée s'est communiquée à toute la peinture occidentale.
En 2025, une exposition « Revoir Cimabue : aux origines de la peinture italienne » a lieu au musée du Louvre.

## Cimabue novateur

### Vue d'ensemble
L’Italie du XIIIe siècle suit une voie différente de la France gothique, voisine, même si elle en reçoit quelques effets. L’art gothique étant apparu dans la Basilique Saint-Denis autour de 1144 et la Cathédrale Notre-Dame de Paris ayant été bâtie entre 1165 et 1345. L'église supérieure de la basilique Saint-François d'Assise (1228-1253), qui a joué un rôle important dans la diffusion du gothique en Italie, présente une partie romane et des arcs en ogive -  qui traversent la nef et des vitraux - caractéristiques de l'art gothique.
Comme tous les peintres italiens de son époque, Cimabue travaille pour l'Église et presque exclusivement pour l'Ordre des Frères mineurs, les franciscains : il peint des Crucifix, des tableaux d'autels et des fresques (une partie de celles réalisées dans la Basilique Saint-François d'Assise). Nous conservons aussi un ensemble de petits panneaux qui constituaient un support à la prière et, plus précisément, à la dévotion privée, un type d'objet qui apparait à ce moment-là précis. Lui et ses patrons franciscains se sont engagés sur des idées intellectuelles et théologiques compliquées, créant des œuvres d'art innovantes qui célébraient l'Ordre des Frères mineurs et ont permis de nouveaux modes de dévotion chrétienne, qu’il s'agisse des croix et des fresques pour les assemblées dans les églises des franciscains, ou des diptyques et triptyques pour la dévotion privée dont ils étaient les promoteurs actifs. Enfin, sa peinture est inventive ; elle ne reprend pas les conventions en usage, pose une nouvelle démarche tournée vers le monde visible et les émotions humaines.
Mais une grande partie de la production de ce peintre et de son atelier a, malheureusement, disparu. Certaines des fresques d’Assise 
ont  perdu de grandes parties en raison des séismes qui touchent régulièrement l'Italie. Le grand Crucifix de la basilique Santa Croce de Florence a été touché, lui aussi  mais par les inondations de Florence en 1966. Enfin les couleurs d'origine ont disparu sur une partie des fresques. En effet, Cimabue a utilisé sur ces fresques une préparation à la céruse (un blanc réalisé à base de plomb) pour les couleurs claires : toutes ces parties sont devenues noires, et c'est souvent tout ce qui reste sur le fond ocre de la couche de préparation. Malgré tout, nous pouvons encore voir avec ce qui subsiste quelle est la place essentielle, innovante, de ce peintre, au tout début de la pré-Renaissance. Et l’on vient d’en retrouver très récemment une partie significative.

### Débuts. Crucifix

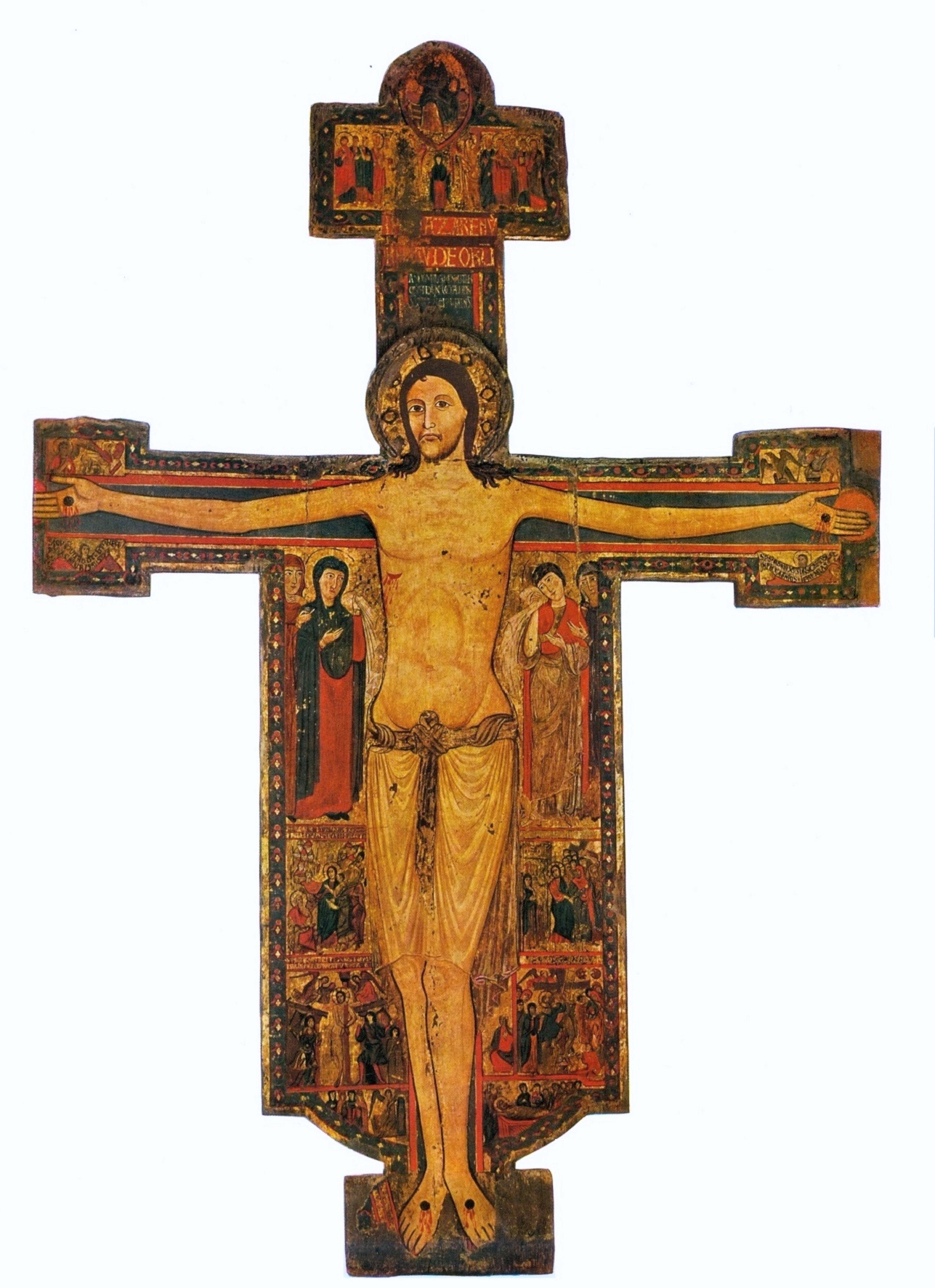
Crucifix, Sarzana cathédrale. Maître Guglielmo, XIIe siècle
H. 2,99 m.

Dans l'Italie centrale du XIIe siècle est née la tradition des croix peintes, destinées à être accrochées à la voûte des églises ou au-dessus de l'iconostase, ou à la structure qui séparait la nef, utilisée par les laïcs, de la partie réservée au clergé. Les crucifix étaient peints directement sur le bois, a tempera, ou sur des feuilles de parchemin ou de cuir, puis collées sur le support en bois, construit en forme de croix. Au début du XIIIe siècle, une nouvelle forme apparaît, celle du Christ mort, qui dérive du Christ souffrant (Christus patiens) venu de la tradition byzantine jusqu'en Italie au XIIIe siècle, mais aussi de la prédication franciscaine de l'époque.
Le Christ est représenté dans une attitude de souffrance, celle du Christus patiens. L'une des toutes premières représentations de ce type, en Italie, est venue de la tradition byzantine et elle remplace celle du Christ en gloire ou triomphant  (Christus triumphans) de l'art du Moyen Âge occidental. Elle serait précisément apparue à Pise au début du XIIIe siècle, dont celle, bien conservée du Crucifix n° 20 par un maître byzantin. Or Cimabue a eu sa formation de peintre à Pise et, ainsi, à un moment où la représentation de la douleur qui affecte le corps de Jésus doit être figurée, dans son corps d'homme, d'être humain avec cette charge émotionnelle dont témoignent ses Crucifixions. Cimabue peint des images qui émeuvent, qui font ressentir de l'empathie, et cette empathie occupe une place centrale pour les franciscains, ceux vont lui commander la plupart de ses peintures. 

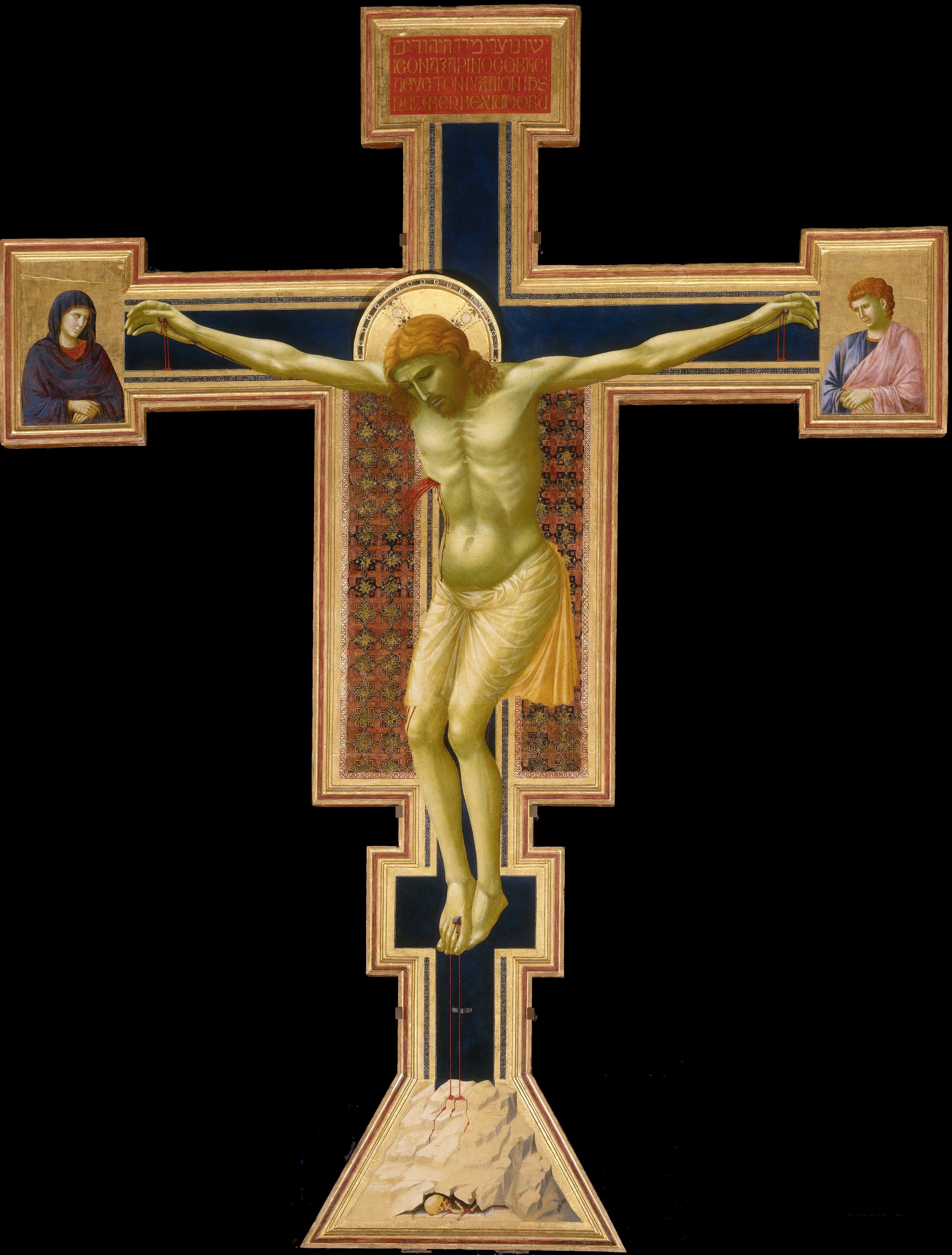
Crucifix. Santa Maria Novella. Giotto, 1290-1300, H. 5,78 m.

Indépendamment de cette charge émotionnelle, l'art de Cimabue est perçu aujourd'hui comme essentiellement à deux dimensions, pour ces Crucifix qui nous font face, qui se dressent frontalement au regard. En cela il n'innove pas, il se situe dans l'héritage des peintres qui l'ont précédé, une tradition qui est transmise par les peintres byzantins émigrés en Italie. Ce point de vue sur le mode de représentation est orienté par l'apparition, après Cimabue, de ce qu'apporte Giotto (1266/67-1337) : une vision qui est bien plus à trois dimensions. Cette "rupture" apparaît dès le chantier du campanile de la cathédrale de Florence, sous la direction de Giotto pour ce qui est du soubassement. Elle est facilitée par le climat intellectuel entretenu à Florence autour des sculpteurs Arnolfo di Cambio (v.1245-1302/1310) et Nicola Pisano (1225/1230-1278/1284), qui appartenaient aussi à la génération de Cimabue (v. 1240-1302).
Le Crucifix d'Arezzo, considéré comme sa première œuvre actuellement connue, suit cette coutume des croix peintes. Mais ici c'est comme un S monumental sur la croix : le contrapposto du corps est extrême, exprimant par une belle courbe l'abandon du corps dans la mort. En s'approchant de très près, autant qu'il est possible, on peut aussi remarquer le rendu schématique de la musculature des bras et de l'abdomen. Ces deux procédés, le contrapposto et le rendu schématique de la musculature, se retrouvent chez ses contemporains. Mais le corps du Christ de Cimabue ne présente pas la moindre trace de cette cambrure raide que l'on rencontrait chez ses prédécesseurs - encore bien visible sur le Crucifix de Coppo di Marcovaldo.

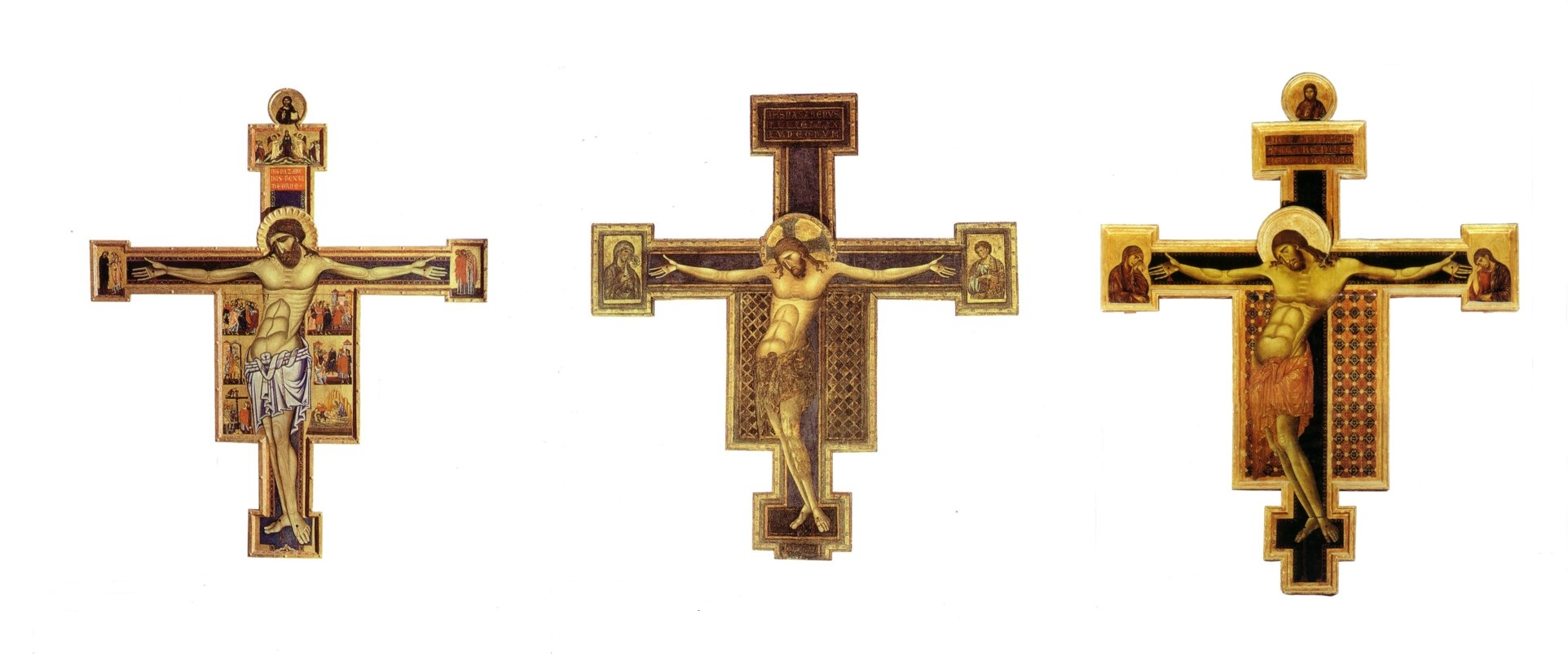
Crucifix. De gauche à droite : 1)Coppo di Marcovaldo, vers 1260. San Gimignano, Pinacothèque. 2)Giunta Pisano, vers 1250. Bologne, San Domenico. 3)Cimabue. Arezzo, San Domenico, 1268 / 1271.

Cet artiste plaçait aussi le corps crucifié devant un damier de petites cases illustrant les Histoires de la Passion, et avec, au-dessus de la tête, une image de l'Ascension. Cimabue simplifie, comme son aîné Giunta Pisano, actif entre 1229 et 1254, Cimabue étant né vers 1240 et mort en 1302. Giunta apportait déjà un peu plus d'humanité, un nouveau regard venu d'Orient. Les petits tableaux de l'histoire de la Passion ont disparu de leurs Crucifix remplacés par un damier. Par contre, le damier de Cimabue, avec ses motifs rouge, noir et or, produit un effet de plan vertical plus vif que celui de Giunta. Et dans la représentation du corps, il crée des formes plus évocatrices de la chair du Christ en plaçant des ombres sur les points stratégiques, sur les jambes, le torse, les mains et sous les bras.
Tous utilisent la peinture a tempera : les pigments sont liés dans une émulsion dont la composition varie. Le peintre juxtapose des traits, plus ou moins courbes, plus ou moins longs en nuançant ses couleurs. Des vues rapprochées des visages du Christ selon les artistes font ressortir le trait nerveux de Giunta, les contrastes qui traversent la chevelure du Christ, et son visage souffrant. Cimabue prend le parti d'un visage plus apaisé, comme endormi, un profil moins heurté, et un trait de pinceau beaucoup plus fin dans ses passages du clair à l'obscur.
Cimabue n'est pas centré sur Florence. À ce qui apparait aujourd'hui comme ses débuts, Cimabue sort de sa ville natale, Florence, et regarde ce que fait ce grand artiste, Giunta Pisano, qui ne se contente pas de travailler dans sa ville, Pise, mais aussi à Bologne, en Ombrie et à Rome.

Cimabue se sera aussi confronté à un autre pisan, le Maître de Saint Martin auquel il aura repris le procédé que celui-ci semble avoir inventé : un pointillé du fond d'or dans l'auréole de sa Madone du Musée national de Pise. Cimabue l'emploie pour son Crucifix d'Arezzo, où la tête se détache clairement sur ce fond d'or. Cimabue reprendra ce travail en micro-relief qui accroît la vibration lumineuse de l'or, comme on peut le constater sur les nimbes de la Maestà du Louvre, et les autres générations de peintres en feront de même.

Auréole : or à pointillé et poinçonné
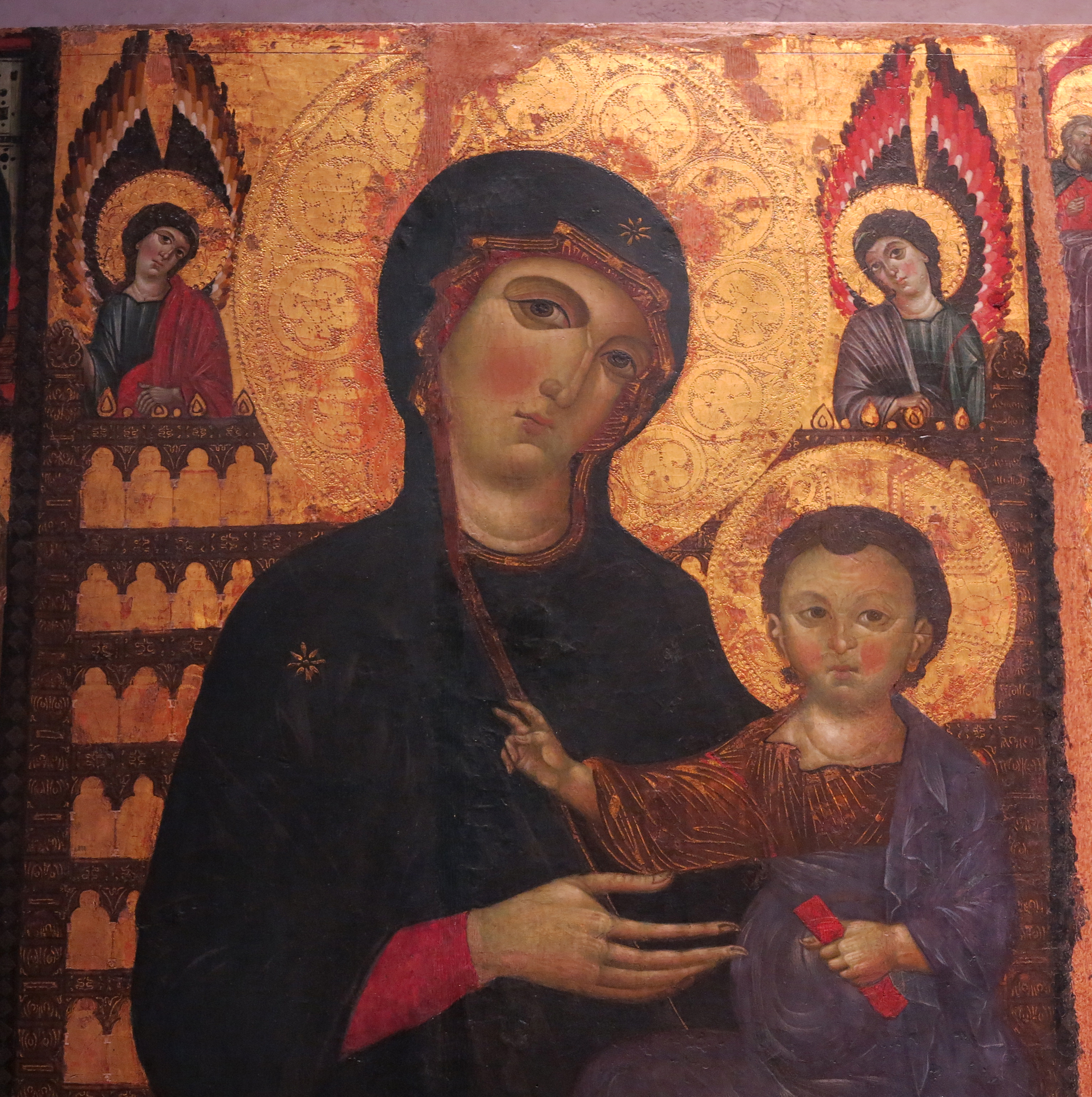
Maître de Saint Martin, Madonna di San Martino,  Musée national San Matteo, Pise, 1270- 1280
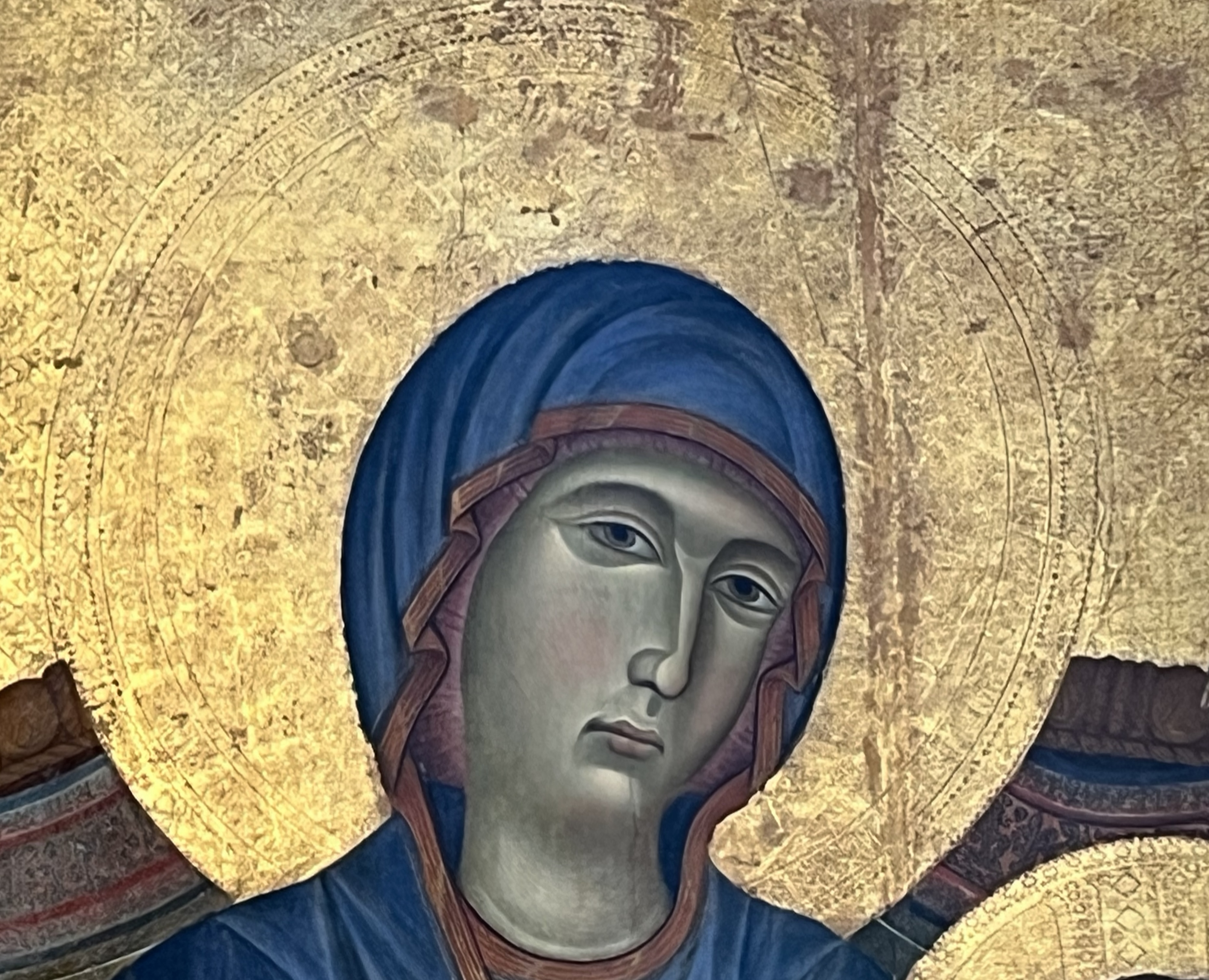
Cimabue, Maestà, Louvre, vers 1280[N 1]

Ainsi, il aura su effectuer, dès sa première œuvre conservée, des choix personnels et apporter des innovations dans le monde des arts de son temps. Aujourd'hui, les chercheurs reconnaissent les réalisations de Cimabue pour elles-mêmes, et pas seulement en relation à d'autres peintres contemporains ou postérieurs.

### Comparaisons par l'image: le naturalisme de Cimabue

Des Crucifix de plus en plus monumentaux (tempera et or sur bois)
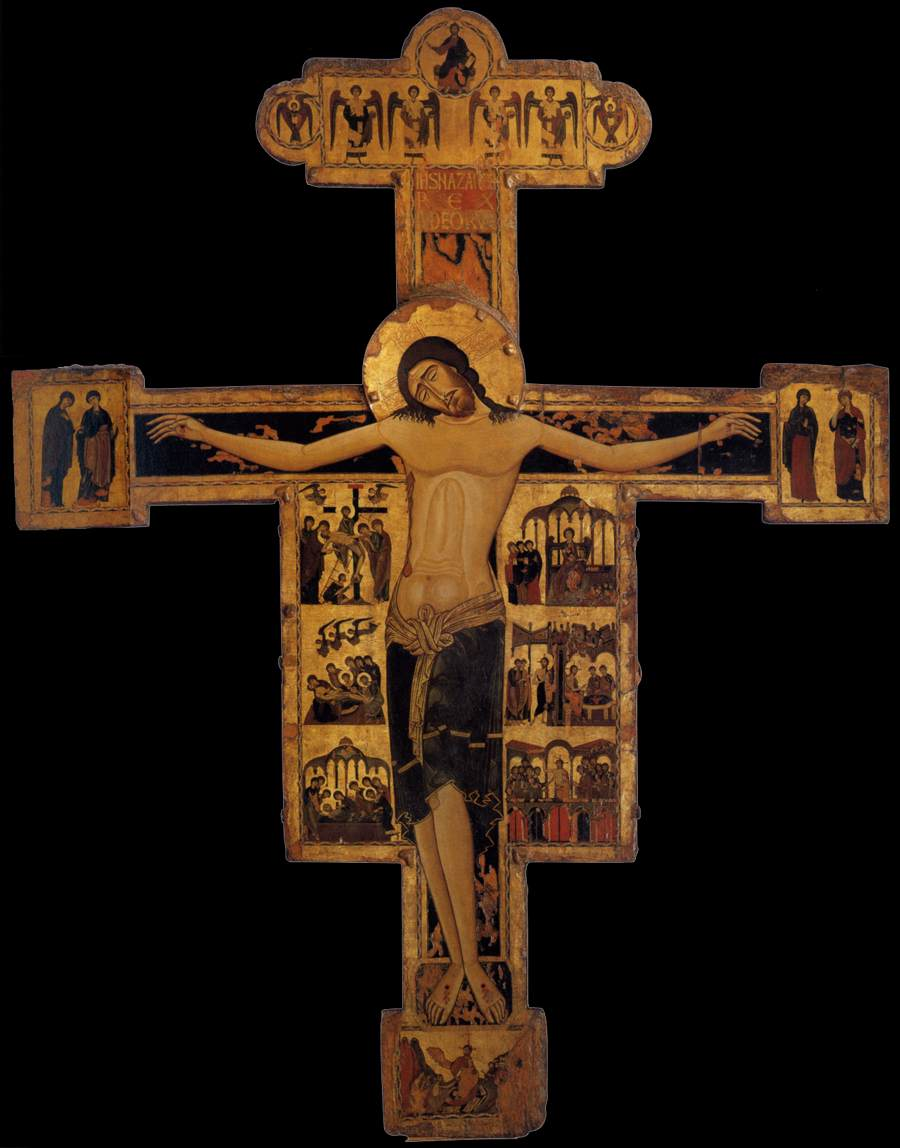
Maestro bizantino del Crocifisso di Pisa, Pise vers 1230. H. 2,97 m. Tempera, parchemin et or sur bois, musée national San Matteo.
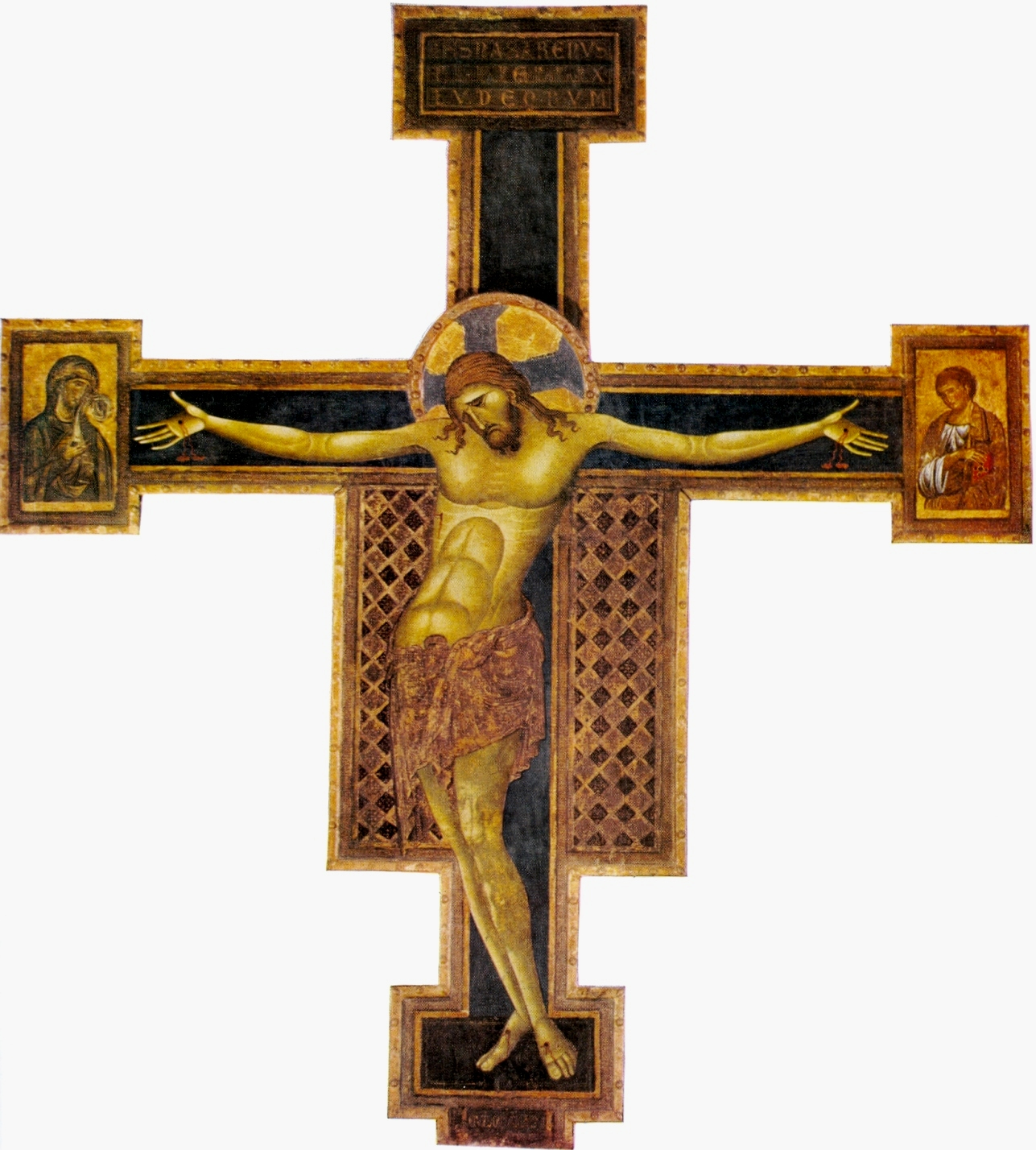
Giunta Pisano, vers 1250, H. 3,16 m. Bologne, San Domenico.
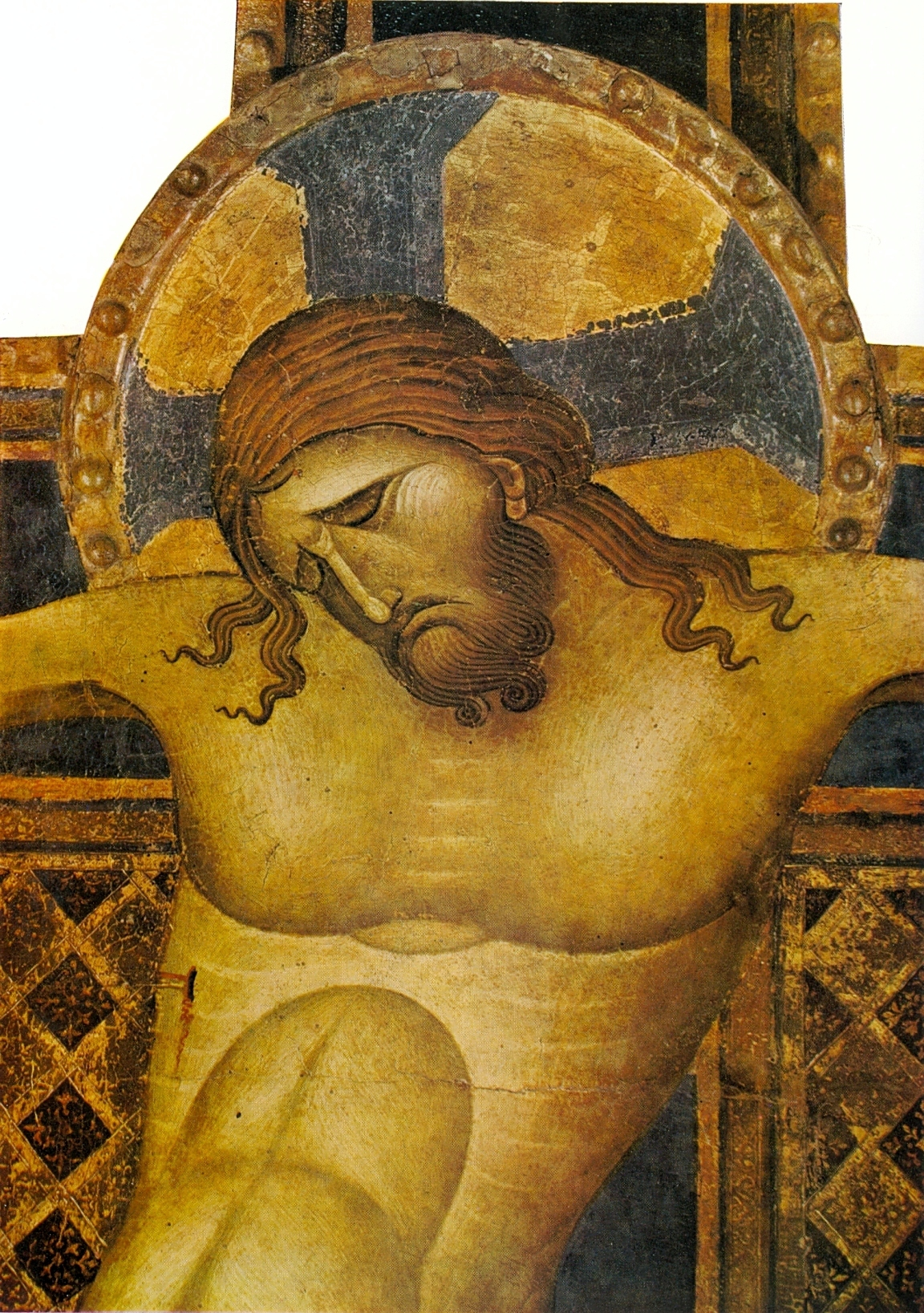
Giunta Pisano, Bologne, San Domenico, détail.
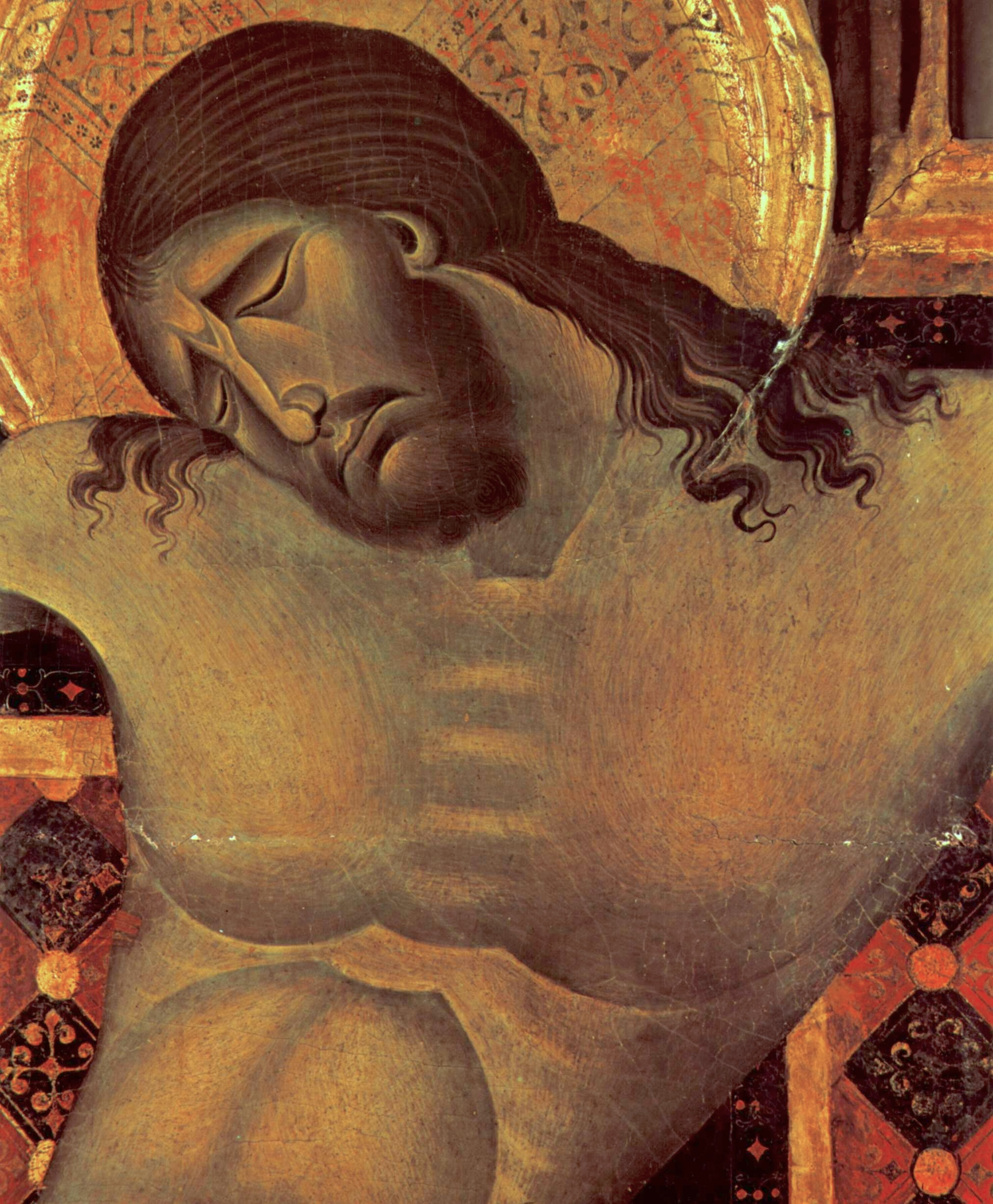
Cimabue. Arezzo, détail, entre 1268 et 1271.
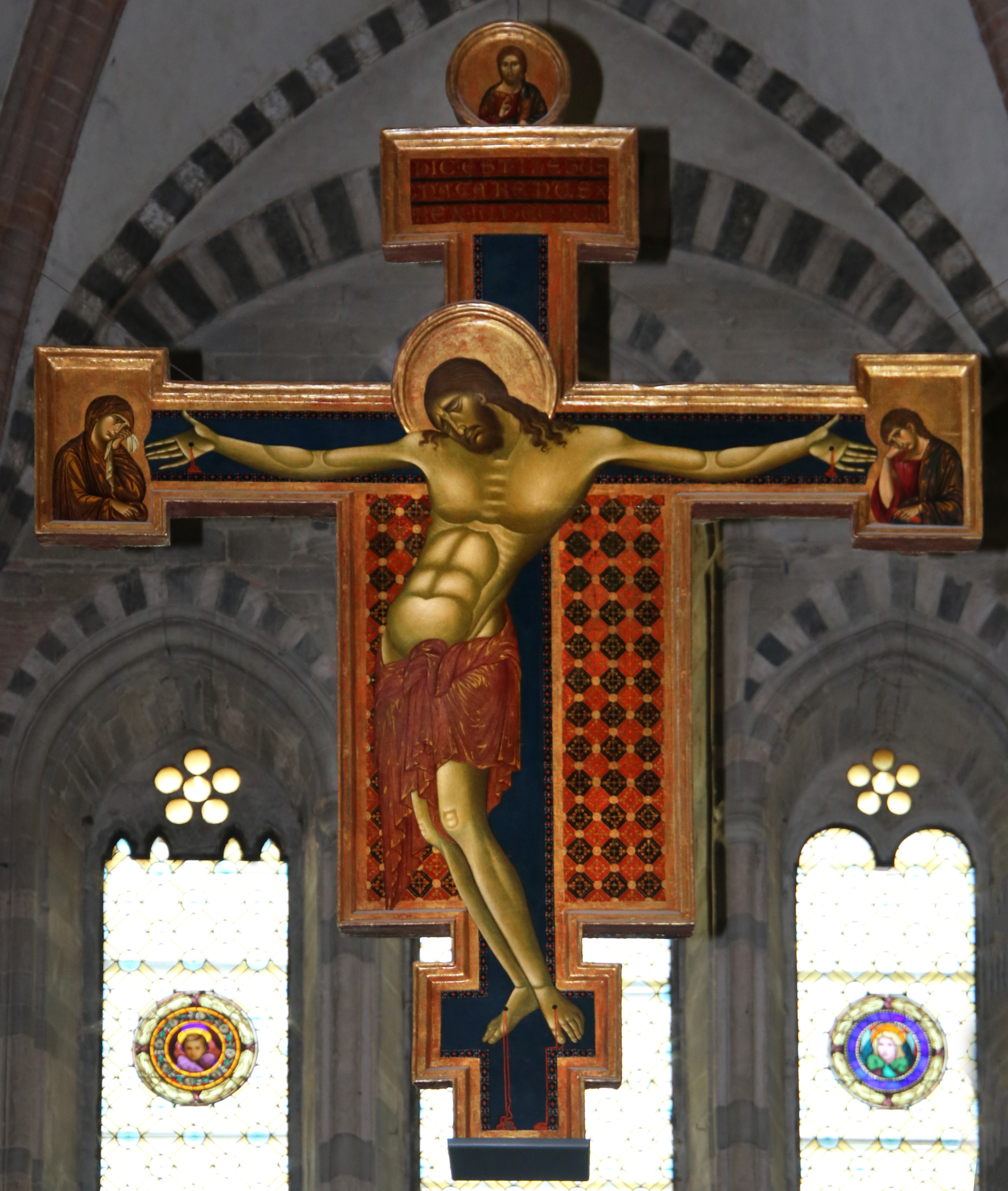
Cimabue. H. 3,36 m. Arezzo, San Domenico.
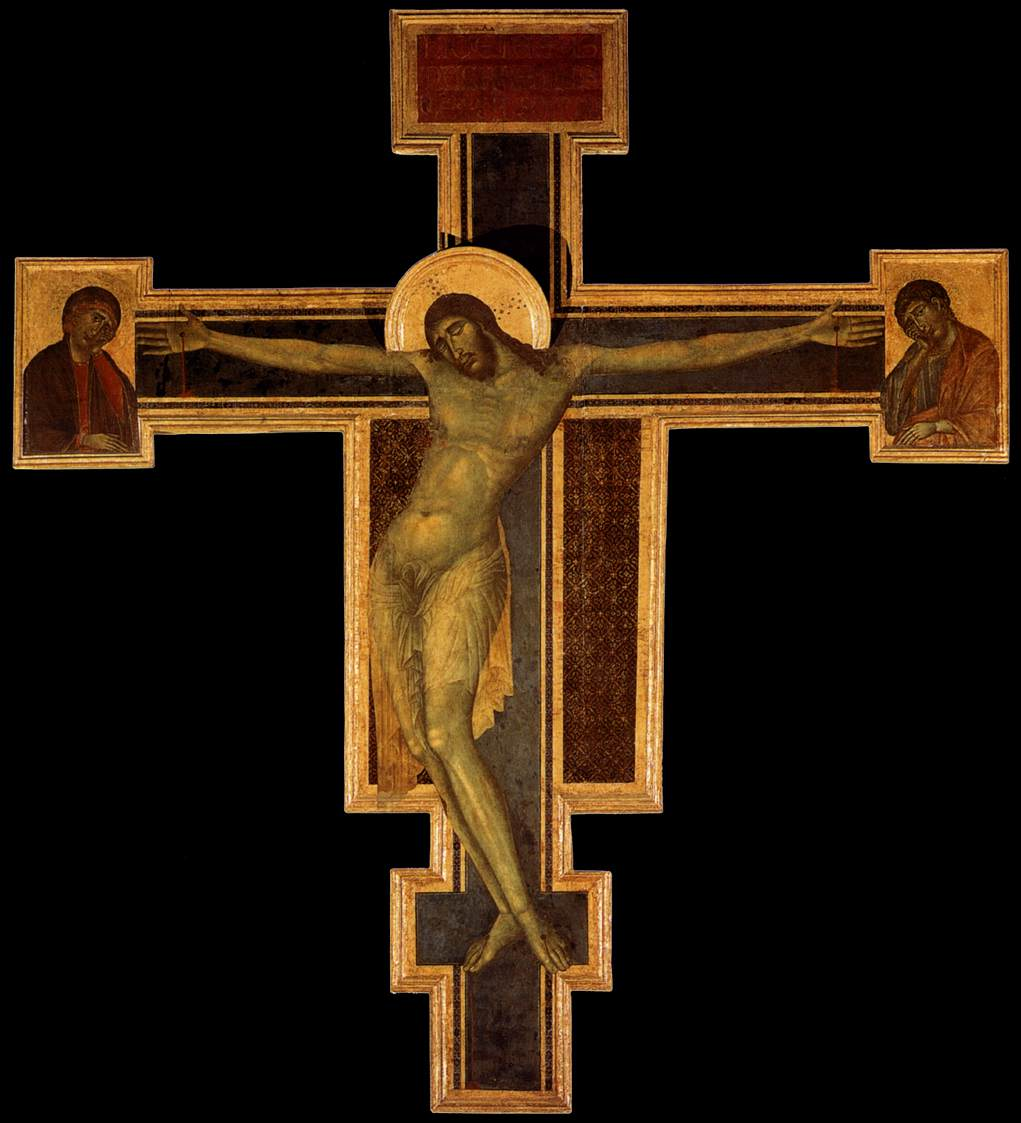
Cimabue. Florence, Santa Croce (image d’avant 1966). H. 4,48 m, 1287-88.

Environ quinze ans après le Crucifix d'Arezzo, le Crucifix qu'il peint pour la basilique franciscaine Santa Croce, à Florence, manifeste les choix précédents avec plus de précision. Ainsi, les muscles tendus sont bien identifiables, représentés dans leur volume mais avec douceur. C’est avec le même souci de naturalisme que le volume de l’abdomen est rendu par les muscles apparents d’un corps amaigri. La chair de l’abdomen, elle-même, est traitée avec de très subtils passages dans le modelé, quand la tradition se contentait de quelques ruptures nettes.
Le Christ de Florence est donc de beaucoup plus naturel que tous ceux qui l’avaient précédé et même, bien plus que le Christ d’Arezzo, qu’il avait peint au début de sa carrière, pour les dominicains. Ici, dans cette église franciscaine, le naturalisme avec lequel est représenté le corps du Christ met l’accent sur le fait que c’est en tant qu’homme qu’il est crucifié. Avoir mis l’accent sur ce signe est en parfait accord avec la théologie de l’Incarnation. Les franciscains y attachaient la plus haute importance pour comprendre et faire l’expérience de Dieu.

Vierge à l'Enfant (et détail)
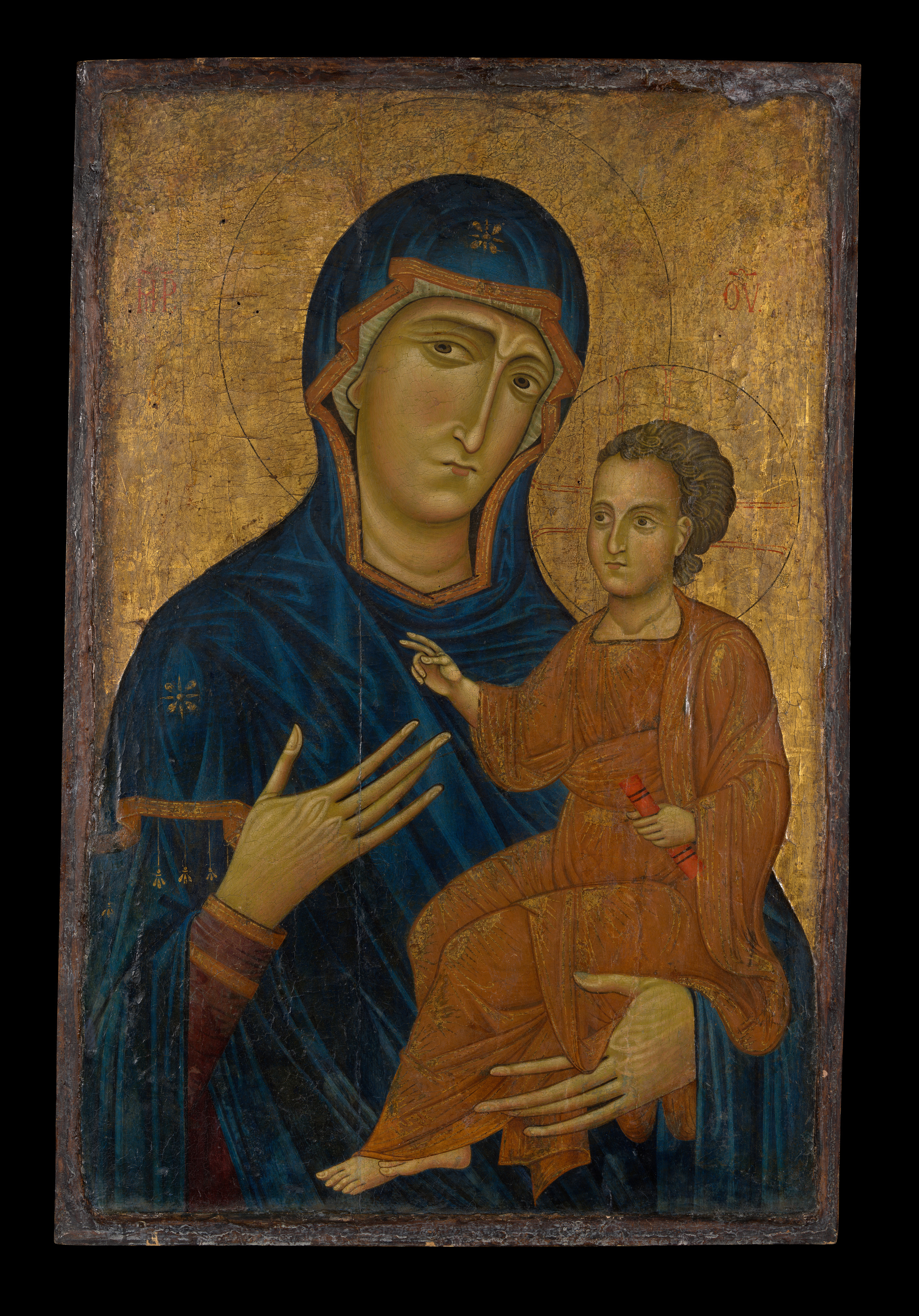
Vierge à l'Enfant. Berlinghiero, vers 1230, alors le principal peintre de Lucques[N 2], The Met.
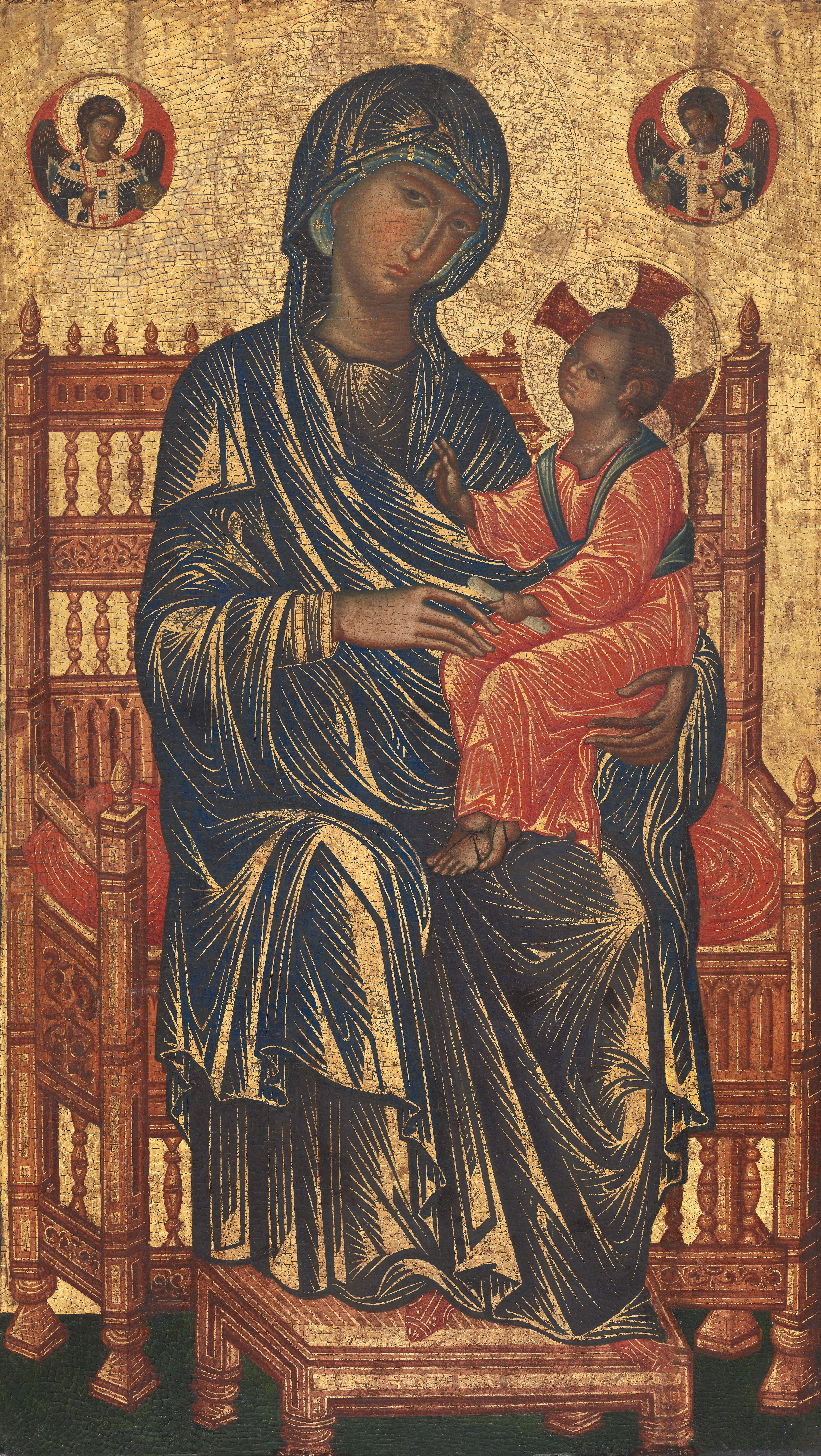
Vierge à l'Enfant (« Madonne Kahn »). Peintre italo-byzantin, vers 1250-1275[N 3], Washington, National Gallery of Art.
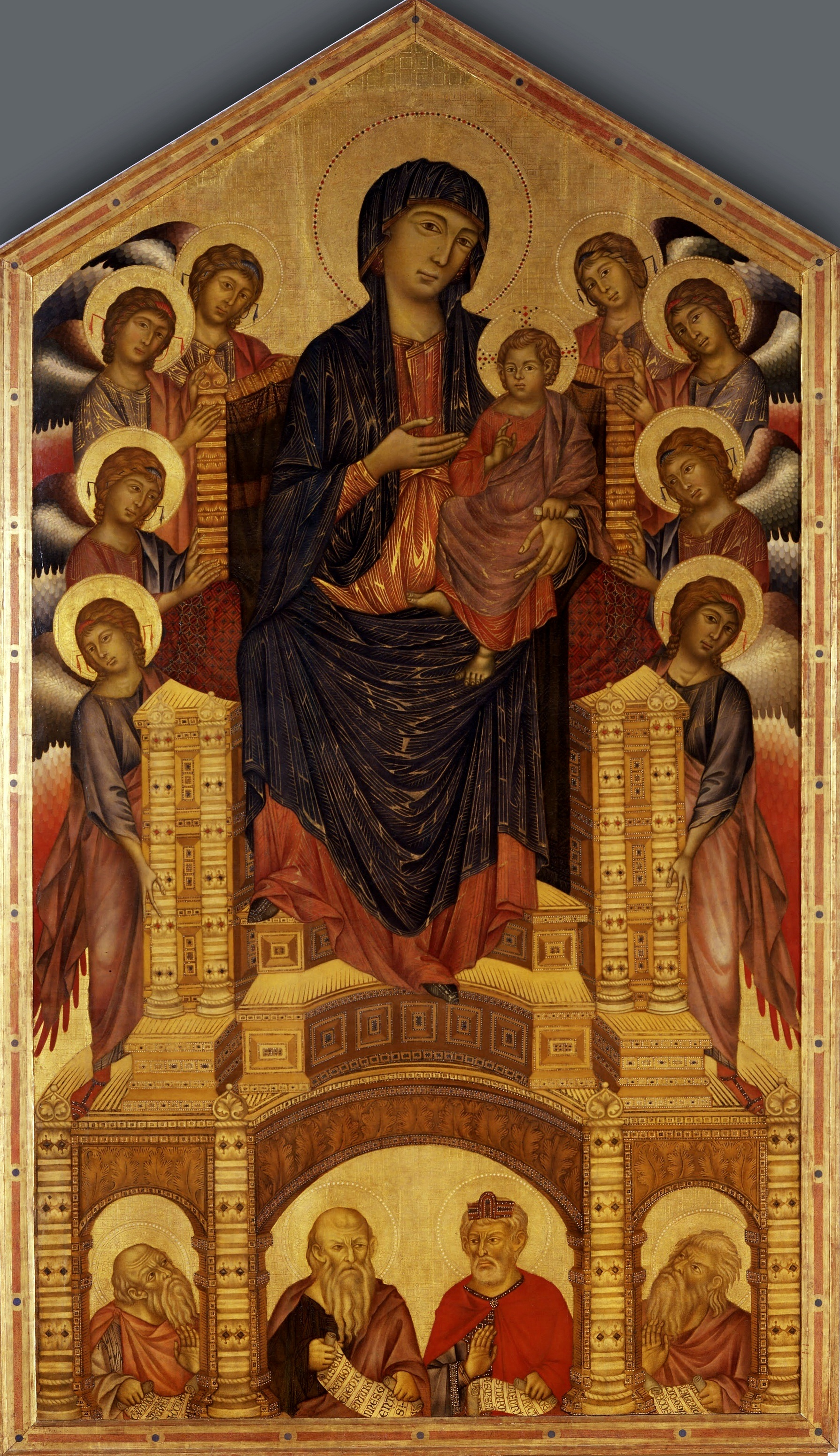
Vierge en Majesté de Santa Trìnita, Florence. Cimabue, 1290-1300[18],[19], Galerie des Offices.
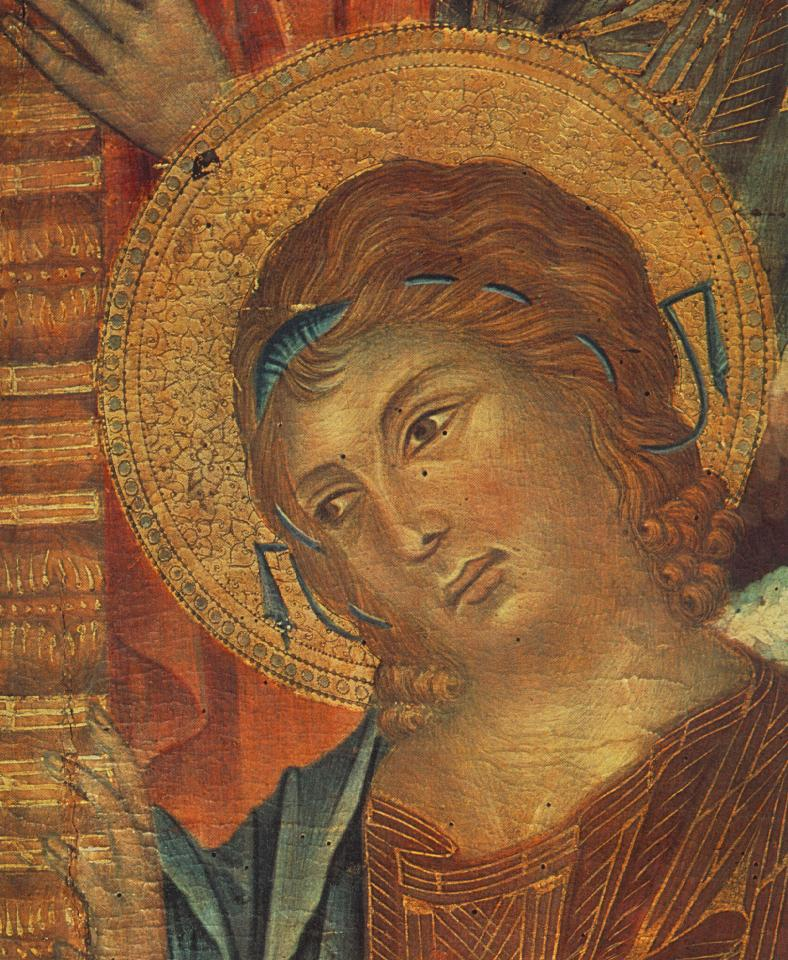
Détail sur un ange.

Détails de saint Jean
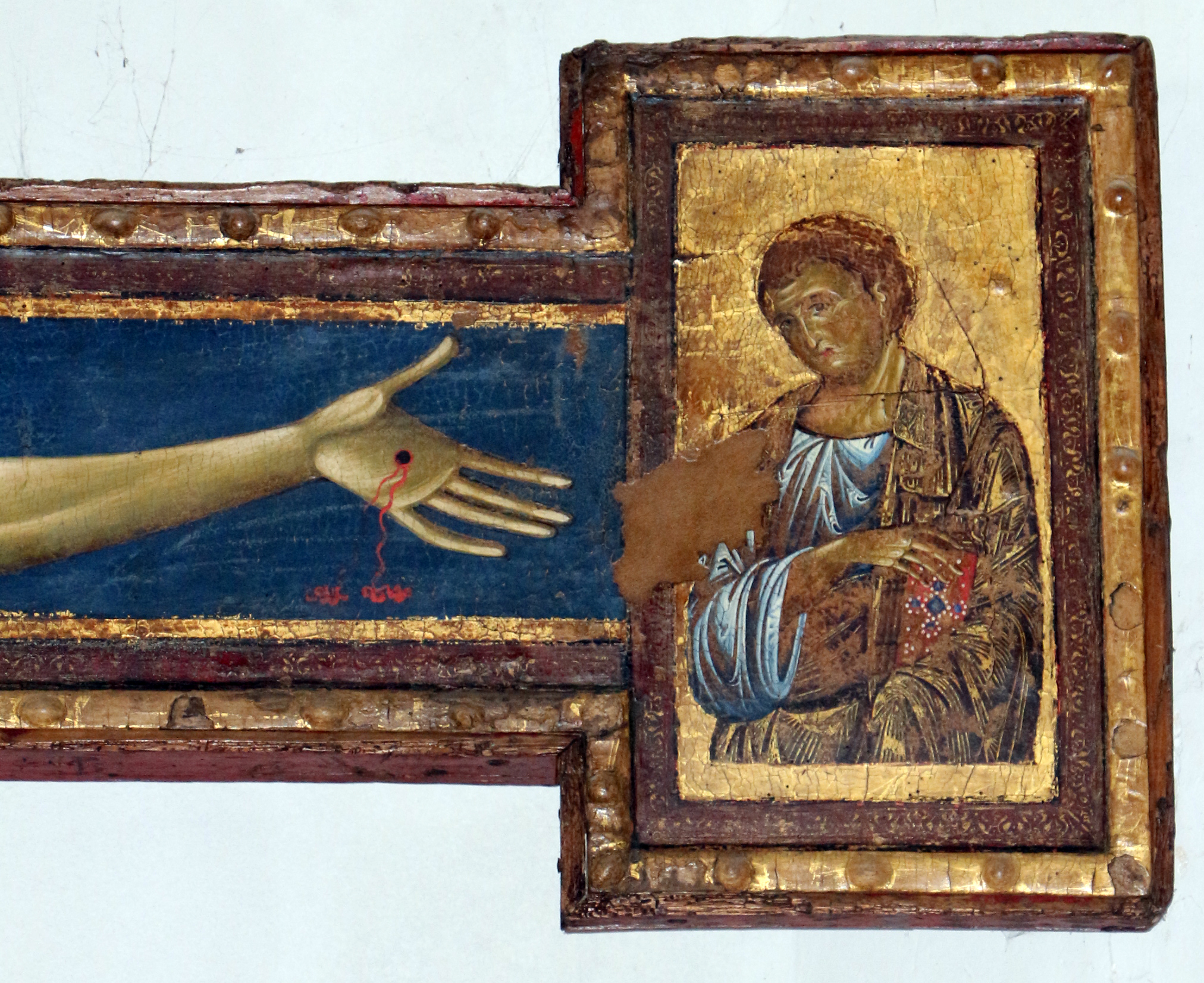
Saint Jean : détail du Crucifix de Bologne. Giunta Pisano vers 1250.
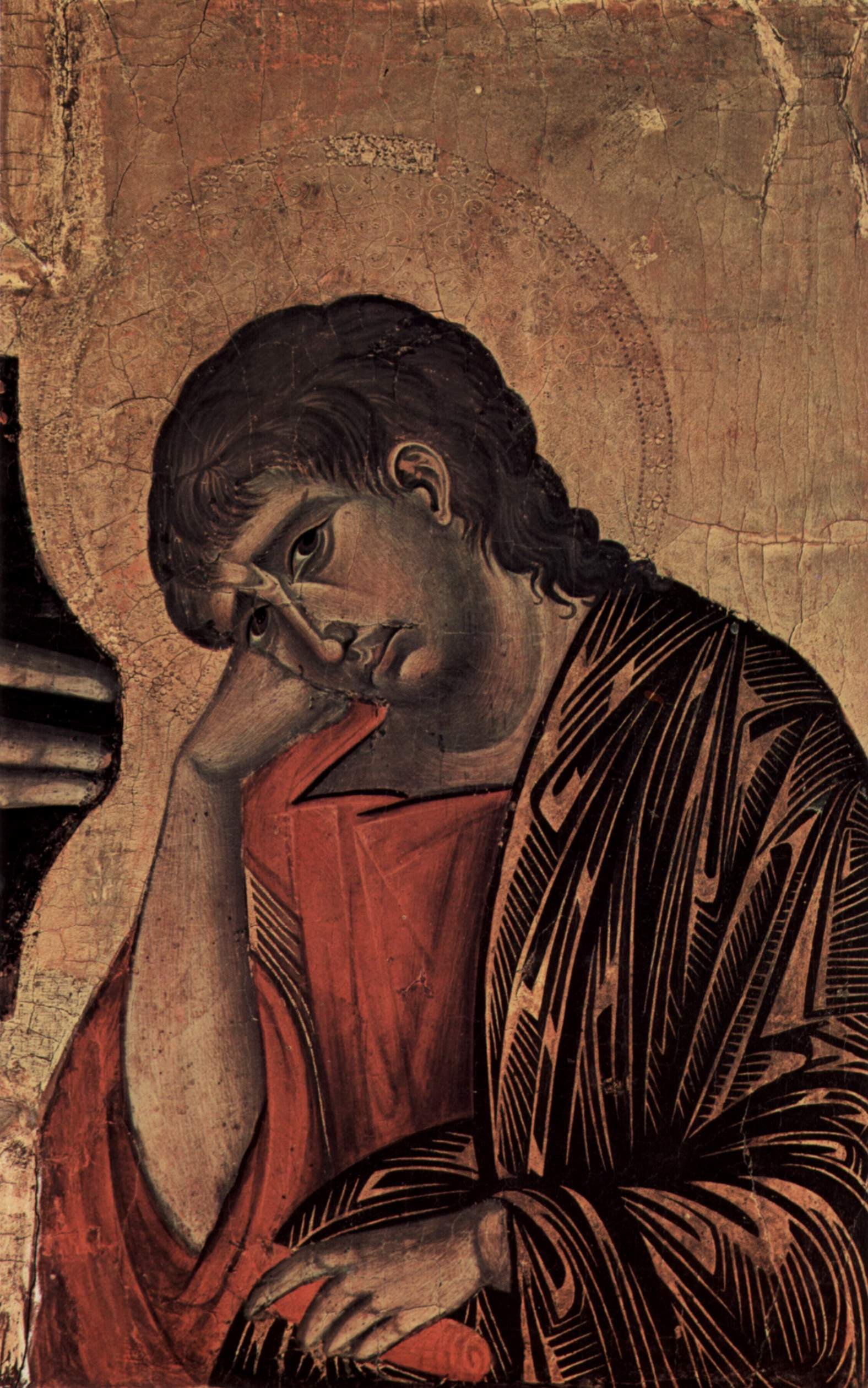
Saint Jean : détail du Crucifix d'Arezzo. Cimabue entre 1268 et 1271.
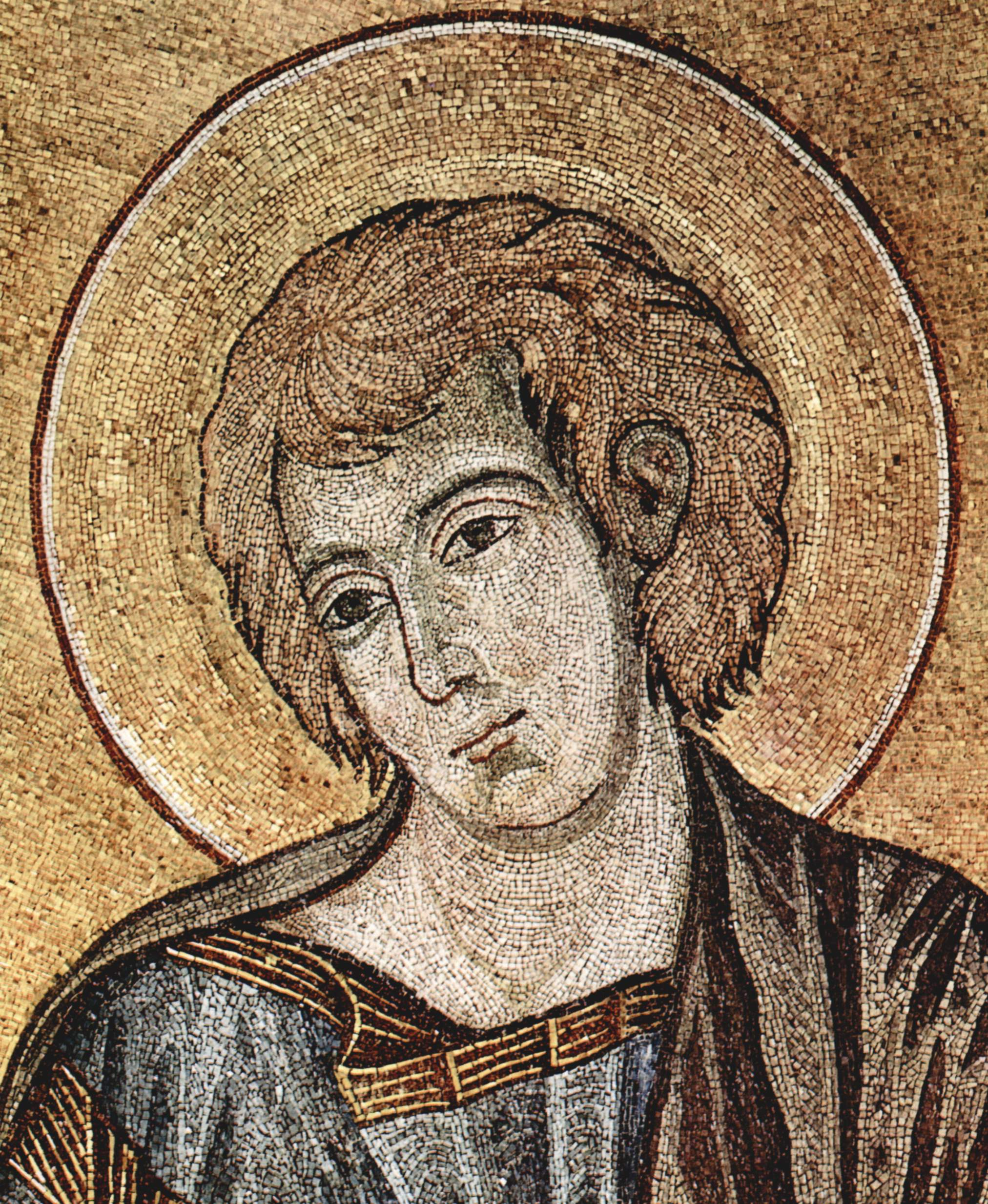
Saint Jean l'évangéliste, détail. Cimabue (mosaïque), Abside du dôme. Pise, 1301/1302.

Les franciscains ont, aussi, fortement encouragé le culte de la Vierge Marie, qui, bien que vénérée depuis le IVe siècle, avait pris dans la dévotion des croyants du XIIIe siècle une place presque égale à celle du Christ. Le retable de la Vierge en Majesté de Santa Trìnita (1290-1300), qui trône sur le monde, était placé sur le maître-autel de l'église. Lorsqu'il avait encore son cadre, ce retable devait atteindre environ 4,60 m de haut et la Vierge, elle-même, avait l'aspect d'une figure humaine bien plus grande que nature. Crucifix et retables, quand ils sont placés au centre de l'église, deviennent de plus en plus monumentaux.
Par ailleurs, les piétements du trône de la Vierge en Majesté de Santa Trìnita permettent moins de figurer un trône réel que de répartir, au bas du retable, les figures des prophètes en deux groupes distincts : au centre, Abraham et David qui indiquent la souche qui a donné naissance au Messie, puis, à gauche et à droite, Jérémie et Isaïe, qui dirigent leurs regards vers la Vierge et l'Enfant et répètent les prophéties sur la naissance de Jésus ; les textes qu'ils lisent étant inscrits entre leurs mains à tous. Le dessin du premier niveau de ce trône, en trois arches ou en deux avec un renfoncement, est soumis à cette présentation des prophètes. La représentation exacte d'un volume dans l'espace semble, ici, hors du propos de Cimabue. Une telle question ne commence à prendre forme qu'avec Giotto, et, par exemple, avec sa Vierge d'Ognissanti, réalisée entre 1300 et 1303.

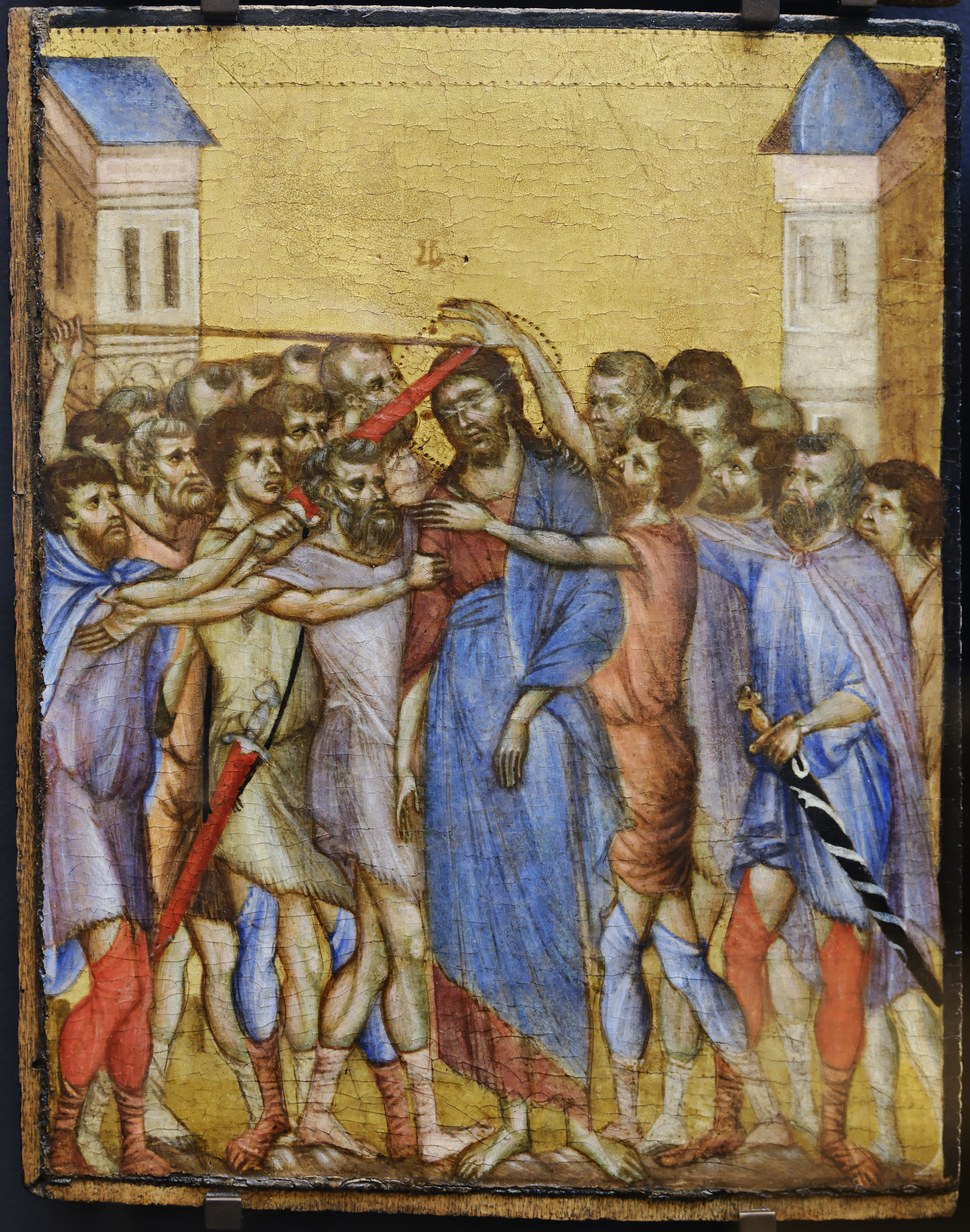
La Dérision du Christ.

Ces deux séries permettent de voir aussi une « évolution » par comparaison entre les solutions trouvées par les peintres : dans les expressions des visages et dans le rendu des corps : la gradation des couleurs de la peau présente, de plus en plus, de douces nuances plutôt que des lignes fermes, précisément avec les peintures et mosaïques de Cimabue, seul.
Contemporain du Crucifix de Santa Crocce, à Florence, La Dérision du Christ est l'un des panneaux du diptyque de dévotion de Cimabue.
Le sujet présente la contrainte d'un grand nombre de personnages. Cimabue maîtrise un modelé subtil pour les nuances de leurs physionomies, toutes différentes et expressives, jamais caricaturées. Le volume et la plasticité des corps, des bras et des jambes, est bien visible. Les costumes sont indiqués avec précision et avec des effets de drapés qui tombent naturellement. La mode de l'époque apparaît : on découvre le mode d'attache des chausses au moyen de cordonnets ou de rubans. Les mains qui saisissent sont bien représentées en raccourcis sur les premières phalanges. Les visages sont, quasiment, tous de trois quarts, et bien dessinés - un seul personnage est vu de profil : le profil distingue Judas, suivant le code en usage au Moyen Âge.
À ce propos, ce serait la première fois que l'on fait assister Judas à la Dérision. Cimabue est alors clairement engagé dans une démarche novatrice, où le naturalisme est, dans la production d'images, au service des nouvelles représentations collectives : celles de l'humanisation de la personne du Christ parmi les hommes.

### Les nouvelles peintures de culte et de dévotion auXIIIesiècle
« La peinture italienne de croix sur panneaux, de retables et d'images de dévotion surgit au XIIIe siècle avec la violence d'une explosion, se propageant en ondes concentriques de plus en plus vastes ». On trouvait, auparavant, l'image de la Vierge mais sous la forme d’une statue de bois ou de métal, derrière l'autel et dans un tabernacle. Auparavant, en Italie encore, seuls Rome et le Latium avaient été des lieux de production de l'icône. C'est au cours de ce siècle qu'en Toscane apparaissent de nouveaux types d'images d'autel : le polyptyque à plusieurs figures, le retable de saint et la pala de la Vierge Marie (pala mariale). Dès le XIIe siècle la croix peinte placée au-dessus de l'entrée du chœur ou sur l'autel va inspirer toutes les autres croix.
Une de ces innovations revient aux Franciscains. Ceux-ci commandèrent à Cimabue, pour l'Église Sainte-Claire de Pise , un retable d'un type nouveau, ayant une prédelle (partie en longueur placée sous le panneau principal). L'ensemble était probablement la création la plus originale de Cimabue, mais elle est perdue. C'est la première mention d'un retable à prédelle, un élément qui est devenu traditionnel au cours des siècles suivants.

### Cimabue et les objets venus du monde islamique

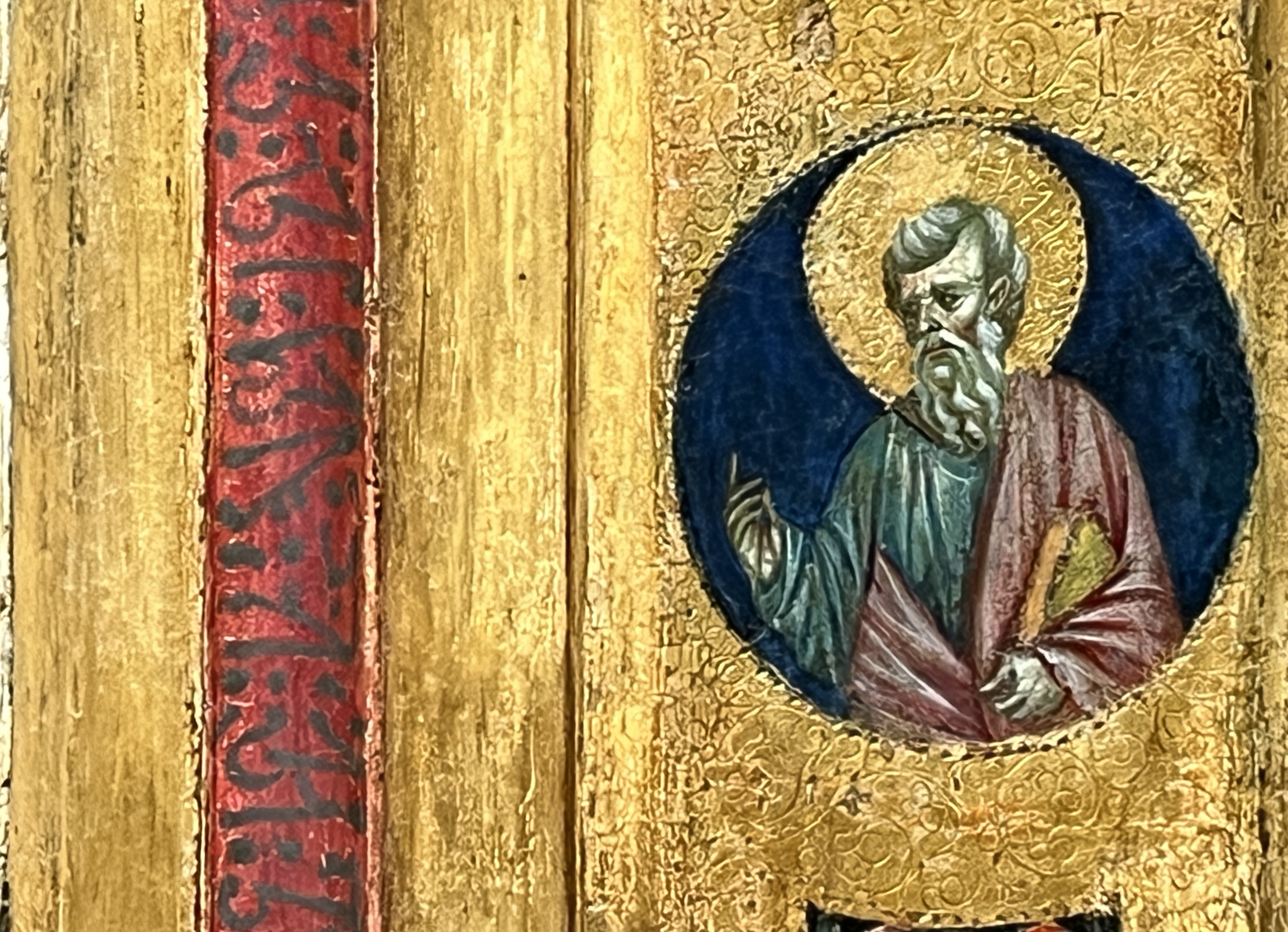
Bordure recouverte de pseudo-inscriptions sur fond rouge. Cadre de la Maestà du Louvre avec un apôtre (?).

L'exposition de 2025 a démontré l'usage que Cimabue fait de l'univers des formes issues de ces objets. Ceux-ci, qu'il s'agisse de caractères de la calligraphie arabe ou de motifs décoratifs, tous ont manifestement nourri son inspiration. Ainsi plusieurs éléments du décor de textiles se retrouvent dans ses peintures : l'aigle stylisé, placé dans un médaillon ; des motifs géométriques entrelacées ; et surtout des décors d'inscriptions ou de pseudo-inscriptions arabes - sur un tissus placé contre le trône, derrière la Vierge de la Maestà du Louvre  - comme on a pu en découvrir la présence sous forme d'une devise de la dynastie nasride sur une dalmatique du XIIe siècle), etc. On peut rencontrer ces motifs, en effet, sur des textiles précieux, à chaîne de lin et trame de soie, en usage dans les mondes byzantins et islamiques du XIIe siècle, mais aussi en Espagne (comme la dalmatique d'Ambazac) et jusqu'en Italie dans le troisième quart du XIIIe siècle. C'est aussi un monde fortement inter-connecté par les échanges commerciaux maritimes, comme les importations de céramiques fabriquées en Tunisie, par exemple, qui a favorisé de tels emprunts au monde islamique.
La restauration de la Maestà du Louvre en 2025 a permis de constater de tels emprunts dans les nimbes des saints, anges et prophètes sur le cadre (gravés sur or) ; dans les phylactères peints des prophètes ; sur tout le pourtour intérieur du cadre, peints sur fond rouge ; dans le nimbe de la Vierge (gravés sur or) et dans le tissu peint, derrière le trône, en caractères cursifs arabes. Dans les éléments lisibles, les épithètes reproduites par Cimabue correspondent à celles d'un gobelet en verre émaillé conservé, autrefois, dans une église d'Orvieto et aujourd'hui au Louvre. L'artisanat mamelouk, auquel ce gobelet appartient, donc les verreries, mais aussi les métaux, étoffes, et céramiques étaient décorés d'inscriptions arabes en style thuluth à la gloire d'un sultan, ce qui est le cas du gobelet d'Orvieto. En comparant ces inscriptions sur verre et celles de la peinture il semble que Cimabue ait scrupuleusement recopié ces termes élogieux, mais aussi les ait déformé, et associé à des éléments du langage chrétien, en leur attribuant une nouvelle valeur symbolique. Le gobelet semble bien rattaché à la neuvième croisade à laquelle avait participé celui qui allait devenir le pape Grégoire X en 1271 (à Orvieto en 1272-1273), et également rattaché au retour de cette croisade (par Orvieto) d'Édouard 1er d'Angleterre, lequel avait conclu un traité de paix avec le sultan mamelouk Baybars. 
Cet usage de caractères arabes par Cimabue témoigne des dynamiques interculturelles qui animaient la vie intellectuelle et religieuse au XIIIe siècle.

### Cimabue et les peintures byzantines
L'apogée de l'empire byzantin, au cours de la dynastie des Comnènes (1081-1185) et de celle des Anges (1185-1204), s'achève brutalement avec la prise de Constantinople lors de la quatrième croisade, par les croisés eux-mêmes. La dynastie suivante, celle des Paléologues, reprend Constantinople en 1261. De nombreux artistes byzantins se retrouvent alors en Italie de manière accrue autour de 1200 et cela se poursuit sur les chantiers, de Venise jusqu'à Rome. On rencontre, alors, des peintres italo-byzantins dans la région de Florence et Pise.
André Chastel souligne, dans l'art byzantin, dans les miniatures et les icônes et dans la peinture - en particulier dans celle des églises de Cappadoce - la présence de thèmes pathétiques (Pietà et Christ de Pitié, Marie embrassant les pieds du Christ), mais aussi des sujets moins tragiques comme les bergers de la Nativité. Ces thèmes qui apparaissent dans l'art byzantin au XIIe siècle vont se retrouver, ensuite, en Italie. Mais il fait remarquer ensuite que la sculpture gothique qui s'épanouissait dans les cathédrales françaises apportait, elle aussi, un grand art chargé d'humanité et qui s'est répandu dans toute l'Italie autour de 1200.

#### Subtilités du pinceau

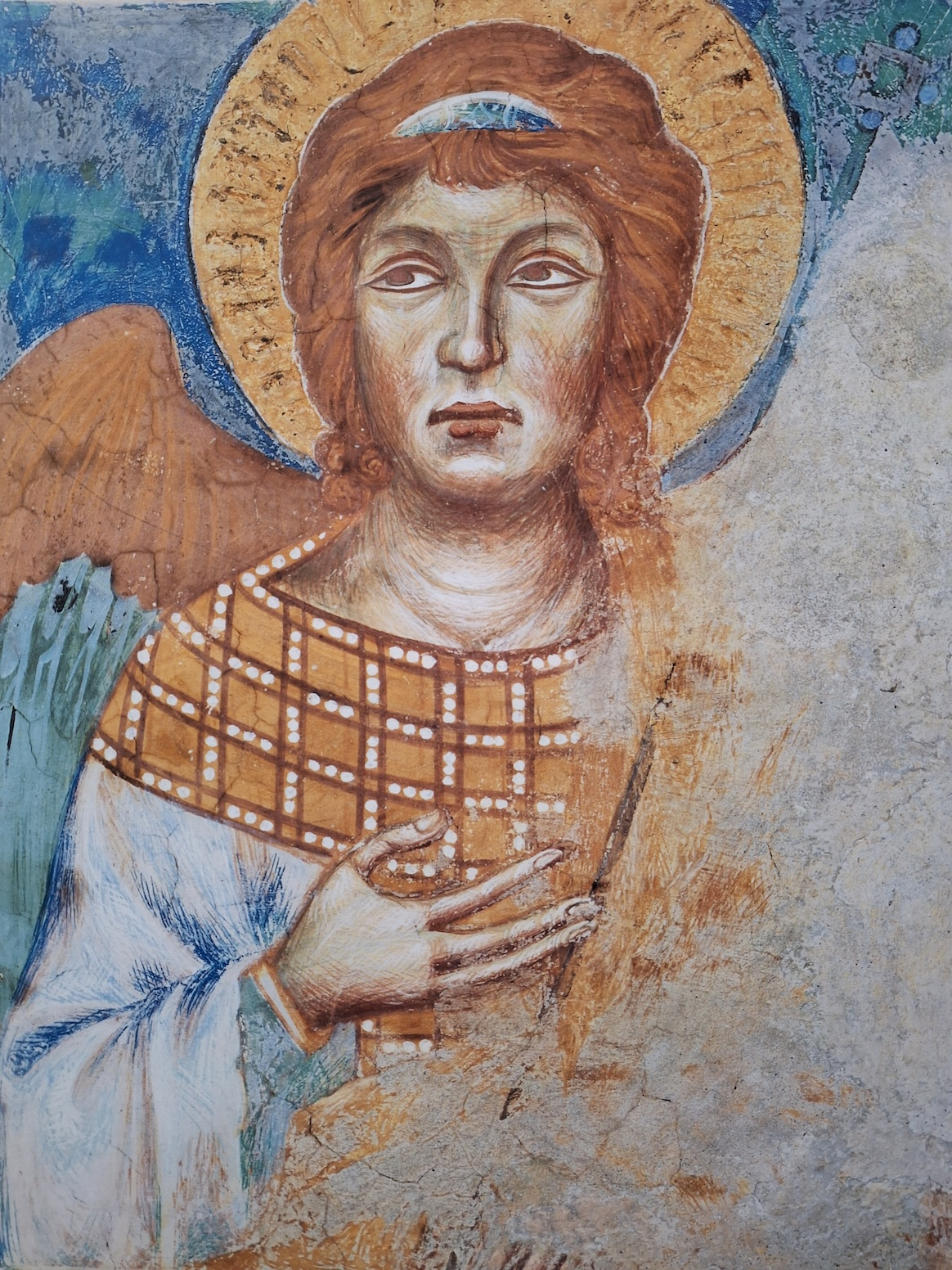
Ange. Transept gauche, basilique sup. Assise, vers 1288-1290.

La technique de la peinture byzantine, fresque ou a tempera sur parchemin, évolue au XIIe siècle : si, traditionnellement, cette méthode favorise des contrastes forts et un travail du pinceau très linéaire, à cette époque le nombre de couleurs augmente, permettant des gradations plus subtiles. Un véritable mélange de tons, créant un modelé, apparait dans les visages. Il est aussi possible de rencontrer en territoire byzantin des corps et des visages expressifs, comme pour une Crucifixion du monastère de Áyios Neóphytos à Chypre, vers 1200, et pour cette exceptionnelle lamentation sur le corps du Christ, à l'église Saint-Panteleimon de Nerezi, vers 1164 en Macédoine du Nord. Mais cela reste des exceptions.
Par contre, le Crucifix d'Arezzo que peint Cimabue, a tempera sur bois entre 1268 et 1271, présente un très subtil travail du pinceau sur le visage du Christ, des traits extrêmement fins qui produisent un effet de modelé délicat, dès cette première œuvre conservée de Cimabue. Ce travail du pinceau le distinguera encore vers 1288-1290, des peintres de son atelier sur le chantier des fresques d'Assise. Ainsi cet ange du transept gauche dans la basilique supérieure se distingue de ses voisins, précisément par ce trait en courbes juxtaposées, ici plus espacées que sur le Crucifix d'Arezzo en raison des contraintes de rapidité posées par le buon fresco (en) . Cette méthode où l'on peint "dans le frais", par la couleur pure diluée à l'eau, sur l'enduit de chaux et de sable à l'eau, avant qu'il ne sèche (ce qui garantit une parfaite conservation des couleurs). Luciano Bellosi indique, dans le manteau de cet ange, « un "divisionnisme" du clair-obscur » où les plis du tissu suggèrent un effet changeant avec la lumière, du bleu d'azur au rouge.
La dernière réalisation connue de Cimabue, la participation aux mosaïques du dôme de Pise - Saint Jean l'évangéliste (1301-1302) - semble participer d'un retour d'intérêt pour l'antique tradition byzantine. Les mosaïques couvraient encore de grandes parties des églises qu'il avait pu voir déjà lors de son séjour, documenté, à Rome au début de sa vie d'adulte. La figure de son Saint Jean transpose sa technique de peinture, par traits juxtaposés, dans la mosaïque. D'autre part, sa Vierge en Majesté de Santa Trìnita (1290/1300) reprenait le procédé de peinture à l'or dans le tracé des lumières - les chrysographies qu'il emploie rarement depuis le Christ d'Arezzo - et qu'il déploie sur le manteau de la Vierge, selon la tradition byzantine. Par ses choix il se distinguait de la jeune génération, de Giotto en particulier, dont les procédés novateurs faisaient le succès, par exemple, des drapés au modelé plus fondu et au dessin plus naturel, des corps plus anatomiques et expressifs.

#### Drapés

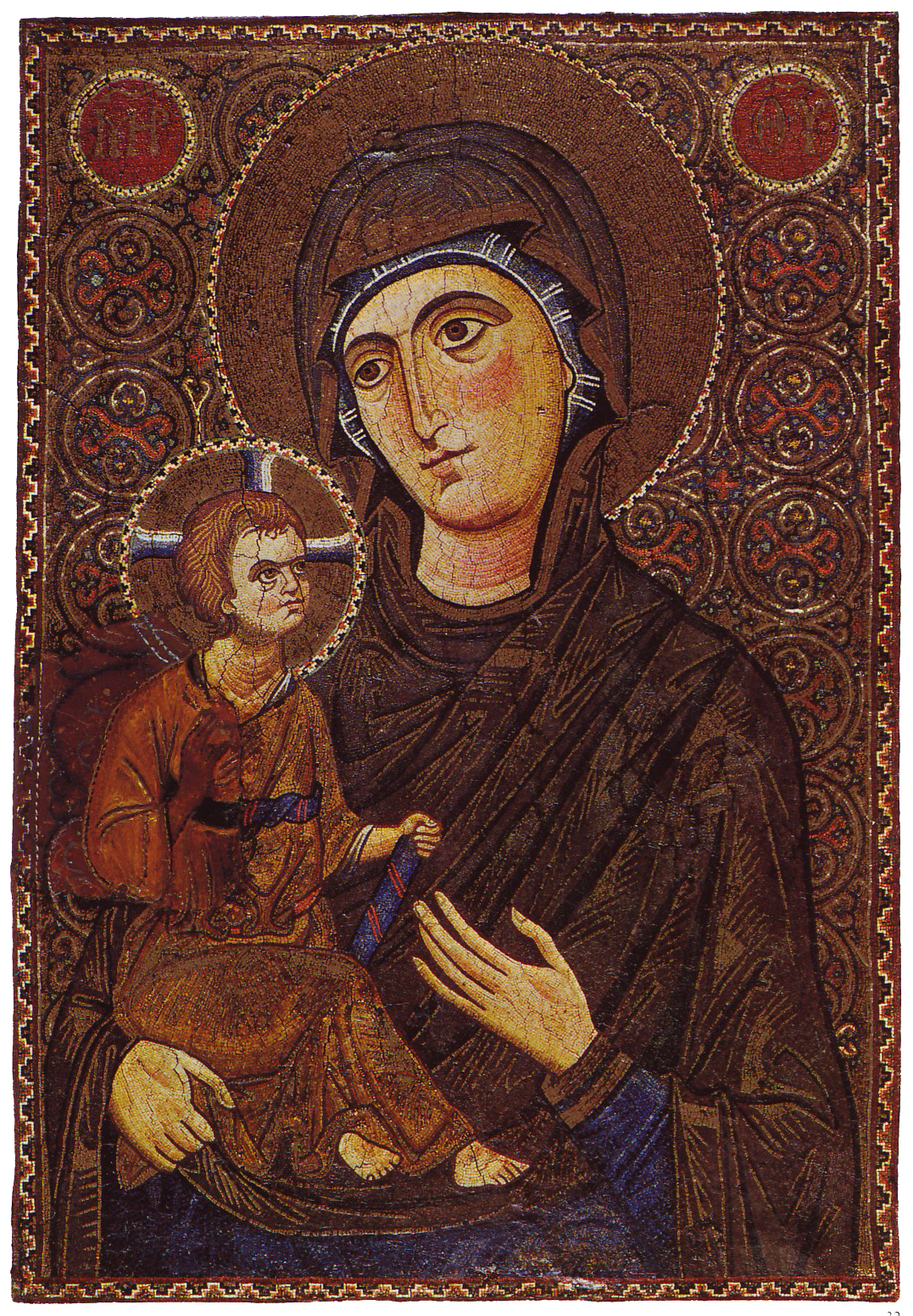
Vierge à l'Enfant. Vierge Hodégétria. Icône mosaïque début XIIIe siècle. Monastère Sainte-Catherine du Sinaï.
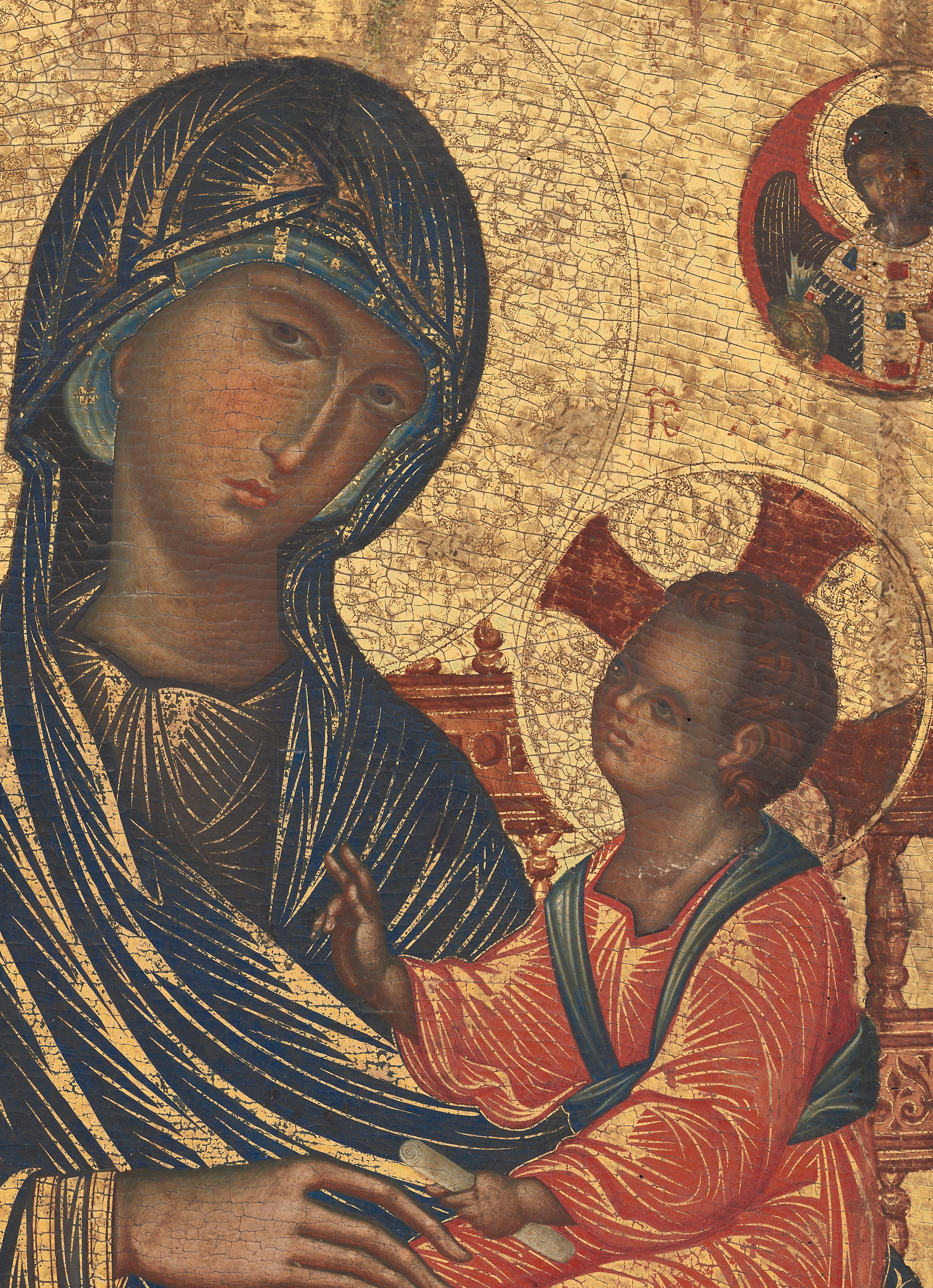
Vierge à l'Enfant (Madonne Kahn). Détail. Peintre italo-byzantin, v. 1250-1275. National Gallery of Art.
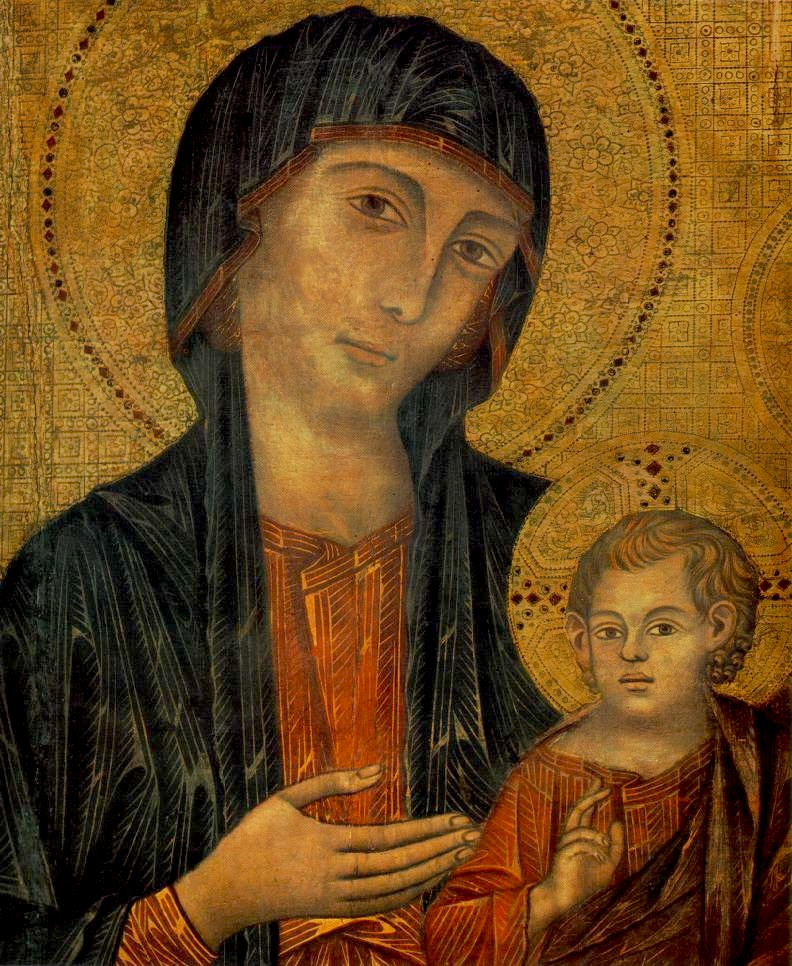
Vierge en majesté de Santa Trinita. Détail. Cimabue, vers 1290-1300. Galerie des Offices.
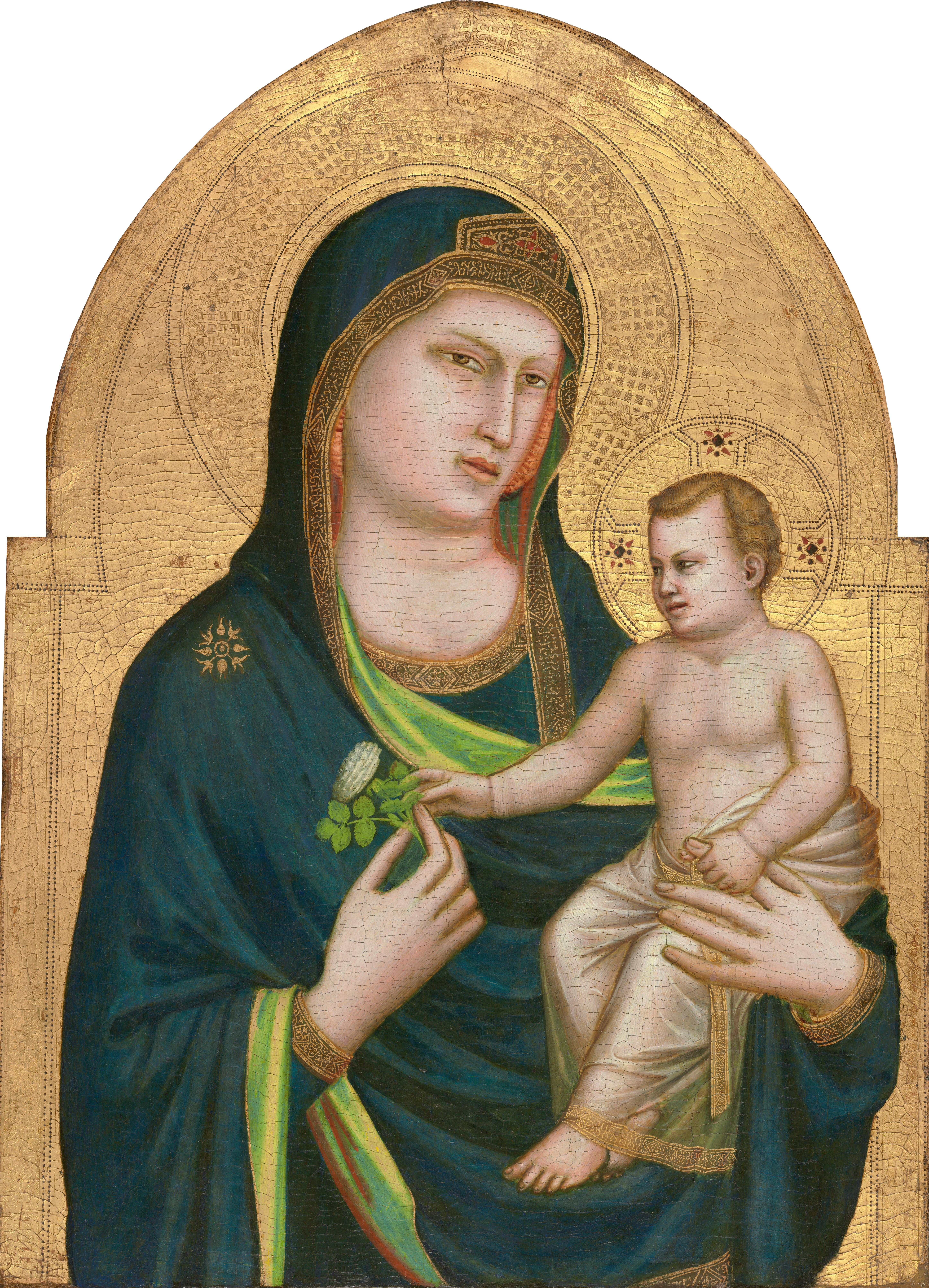
Vierge à l'Enfant. Giotto vers 1320. National Gallery of Art.
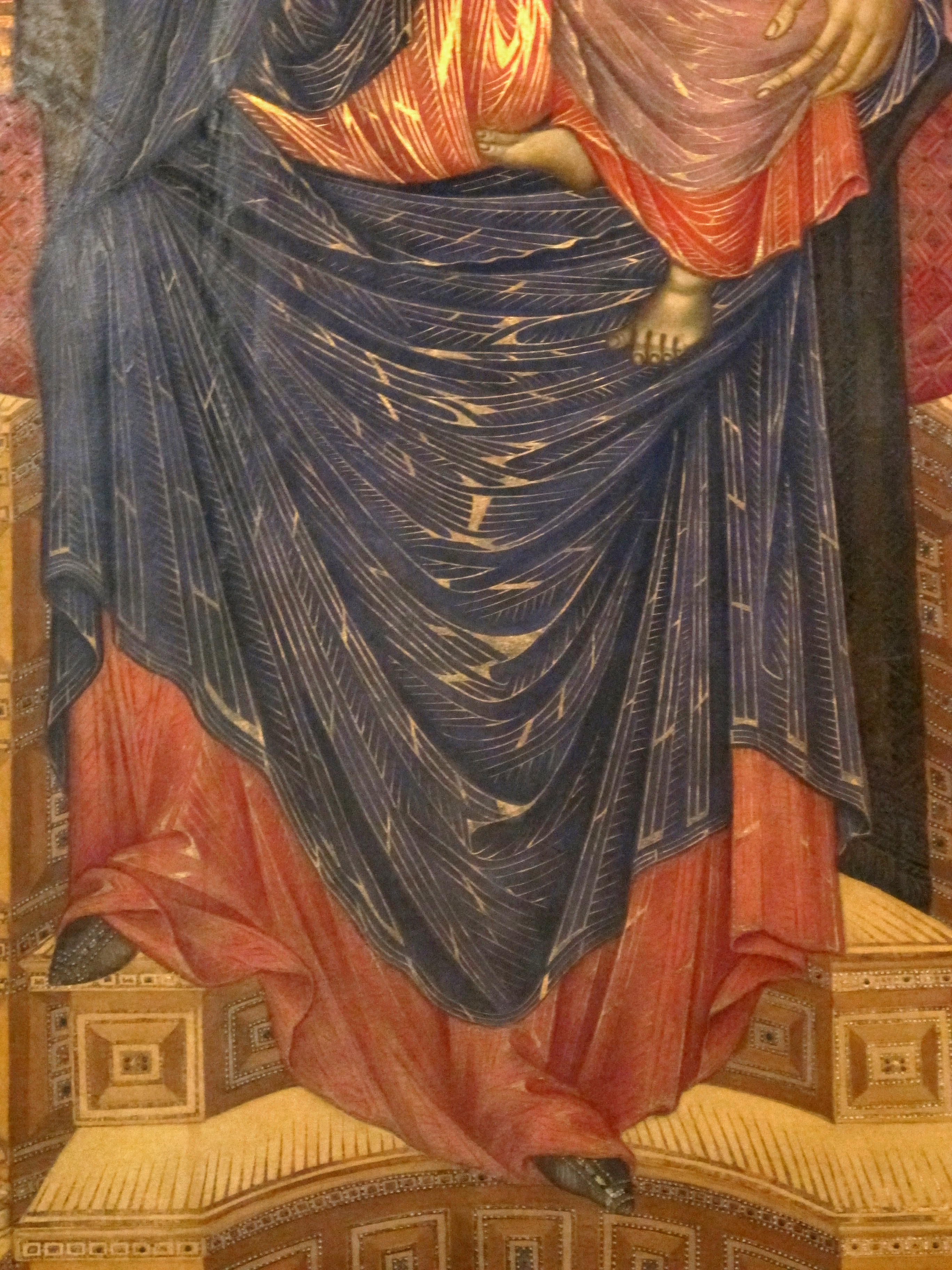
Vierge en majesté de Santa Trinita. Détail. Cimabue, vers 1290-1300. Galerie des Offices.
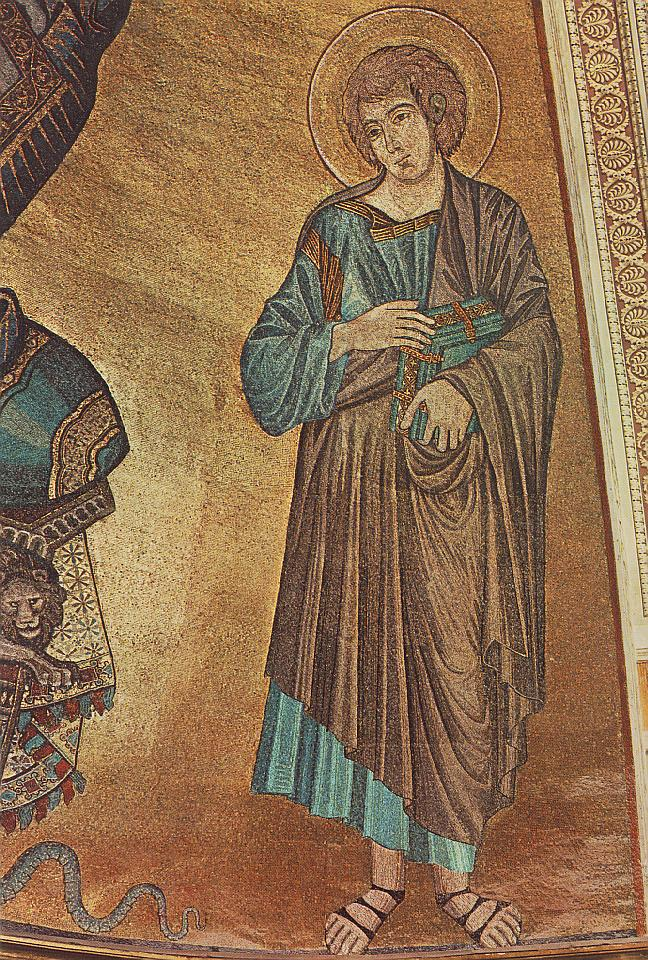
Saint Jean l'évangéliste. Cimabue, 1301-1302. Abside du dôme, Pise. Mosaïque.

Cimabue reprend, encore pour la Madone du Louvre, la tradition byzantine du maphorion, voile qui couvre la tête et les épaules de Marie. Dans cette tradition les plis sont presque en arcs concentriques. Par contre, il ne conserve pas cette tradition : à Assise et pour la Vierge en majesté de Santa Trinita ; ces plis tombent presque verticalement et se détachent, plus naturellement, sur le fond d'or, créant une série de petites bosses. Le tombé des plis de ce voile, naturellement plus ou moins vertical, sera repris par le jeune Giotto, vers 1320, pour sa Madone des douleurs sur le Crucifix de Santa Maria Novella (une église dominicaine), vers 1290-1295, et aussi, plus tard, pour sa Vierge de la National Gallery of Art. Pourtant, Cimabue, ne rompt pas avec d'autres traditions byzantines : pour la Vierge en majesté de Santa Trinita, il emploie à nouveau les motifs byzantins à l'or pour exprimer les plis du vêtement de la Vierge, comme une calligraphie en lettres d'or. Selon Luciano Bellosi, c'est un geste qui pourrait manifester, à la fin de sa carrière, « sa spécificité d'artiste héritier d'un passé plus riche et plus exigeant » que ce moment qui voyait le succès du jeune Giotto. Alors que, dans le même geste, pour sa Madone de Santa Trinita, les plis eux-mêmes sont plus « grandioses et lâches ». Ce sont ces mêmes plis que l'on retrouve sur le corps de Saint Jean, sa dernière œuvre conservée.

#### Visages expressifs
Cimabue introduit une plus grande attention à manifester des visages expressifs, plus naturels. Le groupe qui entoure le Christ dans La Dérision (le panneau français du diptyque) est composé de visages expressifs et ayant tous une identité physique bien caractérisée. L'aspect du Christ, lui même — son attitude, son corps — correspondent bien à ce que vise Cimabue : humaniser les figures saintes. Sa Vierge en majesté de Santa Trinita sourit, à la différence des Vierges byzantines de l'époque des Comnènes, au visage, certes humain mais grave, voire triste, comme Notre-Dame de Vladimir.

#### La question de la «ressemblance» et de son prototype au début duXIIIesiècle

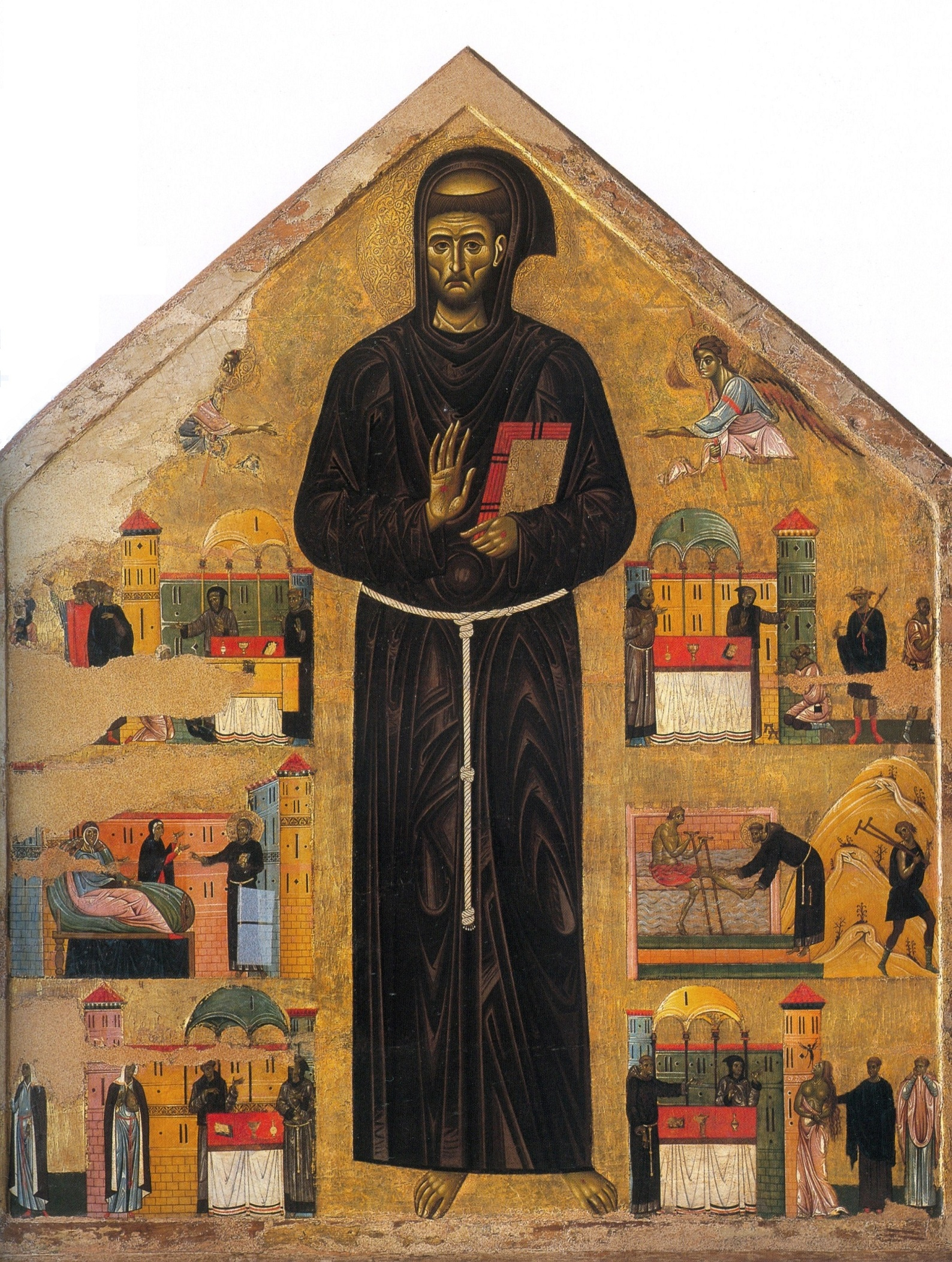
François et six miracles. Giunta Pisano 1250/1260. Couleurs, or, bois. H. 1,55 m. MN San Matteo, Pise.

L'art byzantin est très présent sur le sol italien dès les premiers temps. Les icônes d'importation, peintes à la manière grecque et des répliques qui se distinguaient à leur époque par leur archaïsme, étaient considérés comme des originaux vénérables, d'un temps ancien. Ces icônes ont été réalisées de tout temps, mais c'est au XIIIe siècle « que leur influence sur les panneaux peints fut la plus grande, en particulier en Italie ».
L'art byzantin n'est pas homogène. La figuration des visages et du modelé anatomique est parfois traitée avec une attention classique à l'expression. Les mosaïques du monastère de Daphní, datées de la fin du XIe siècle présentent plusieurs visages, dont ceux de la Vierge, tout à fait expressifs avec un modelé subtilement nuancé.
Juste avant Cimabue, le retable de saint François à Pise par Giunta Pisano, image qui était aussi un modèle pour sa communauté ; l'image festive des franciscains, fut fixée très tôt après la canonisation de saint François (1228). Le tableau devait donner une image « ressemblante » du saint : le moine aux joues creuses porte une courte barbe. Son vêtement est un habit de moine simple, tenu par une cordelette : il montre, ainsi, un idéal de pauvreté. Il porte l'Évangile : donc il est tourné vers la prédication. Et enfin il porte les stigmates qui le distinguent de tous les autres saints. Avec ces stigmates qui le distinguent et les clichés en usage à cette époque pour les images de saints, le tableau était donc « ressemblant », selon l'usage qui en était fait.

Peindre la Vierge à l'époque de Cimabue
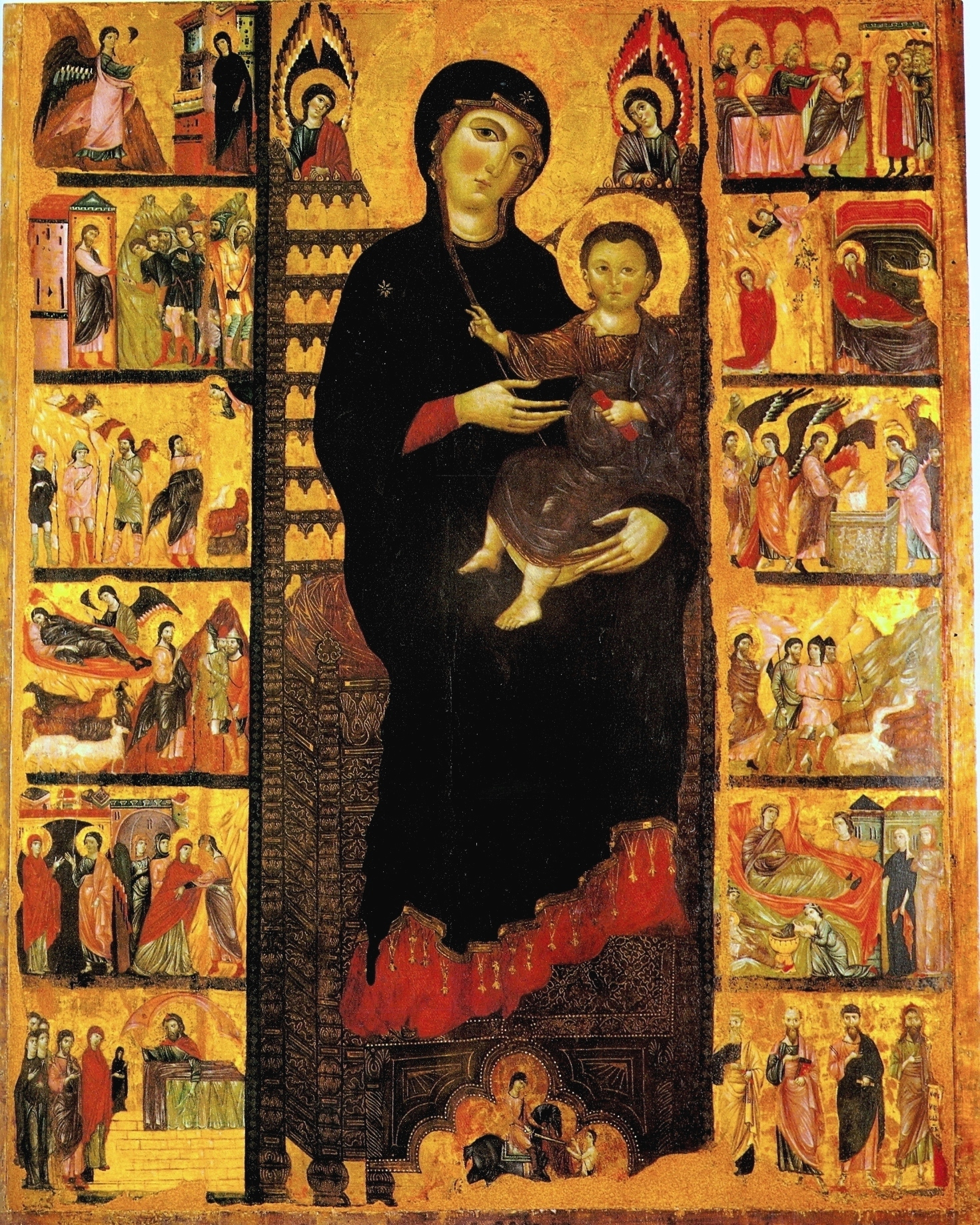
Maestà Hodigitria, « qui montre la voie ». Maître de San Martino. 1260-70. H. 1,62 m. Musée national San Matteo, Pise.
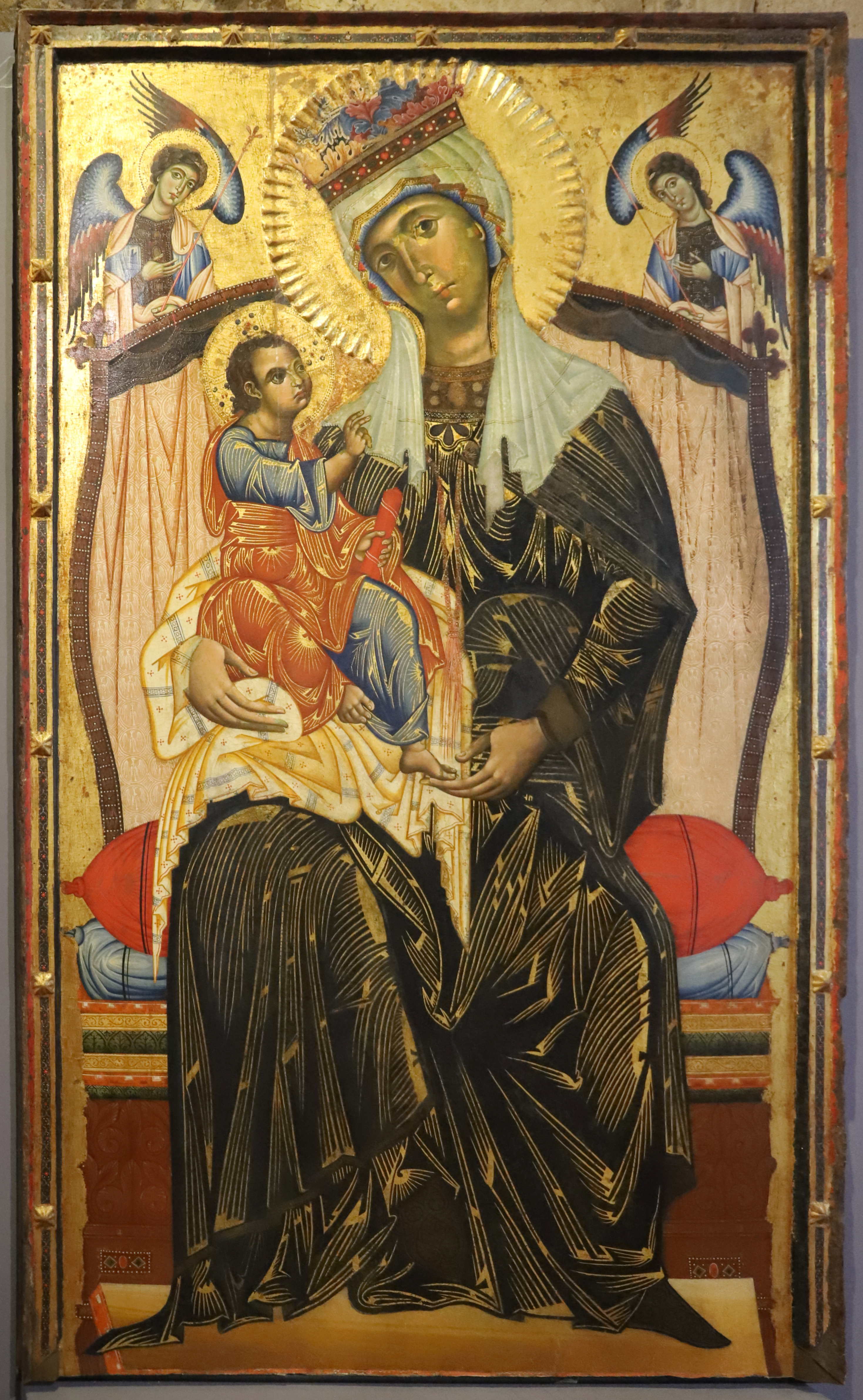
Vierge en majesté (Maestà), Madone des Servites. Coppo di Marcovaldo (attr.), 1265-70. H. 2,38 m. Orvieto, Museo dell'Opera del Duomo.
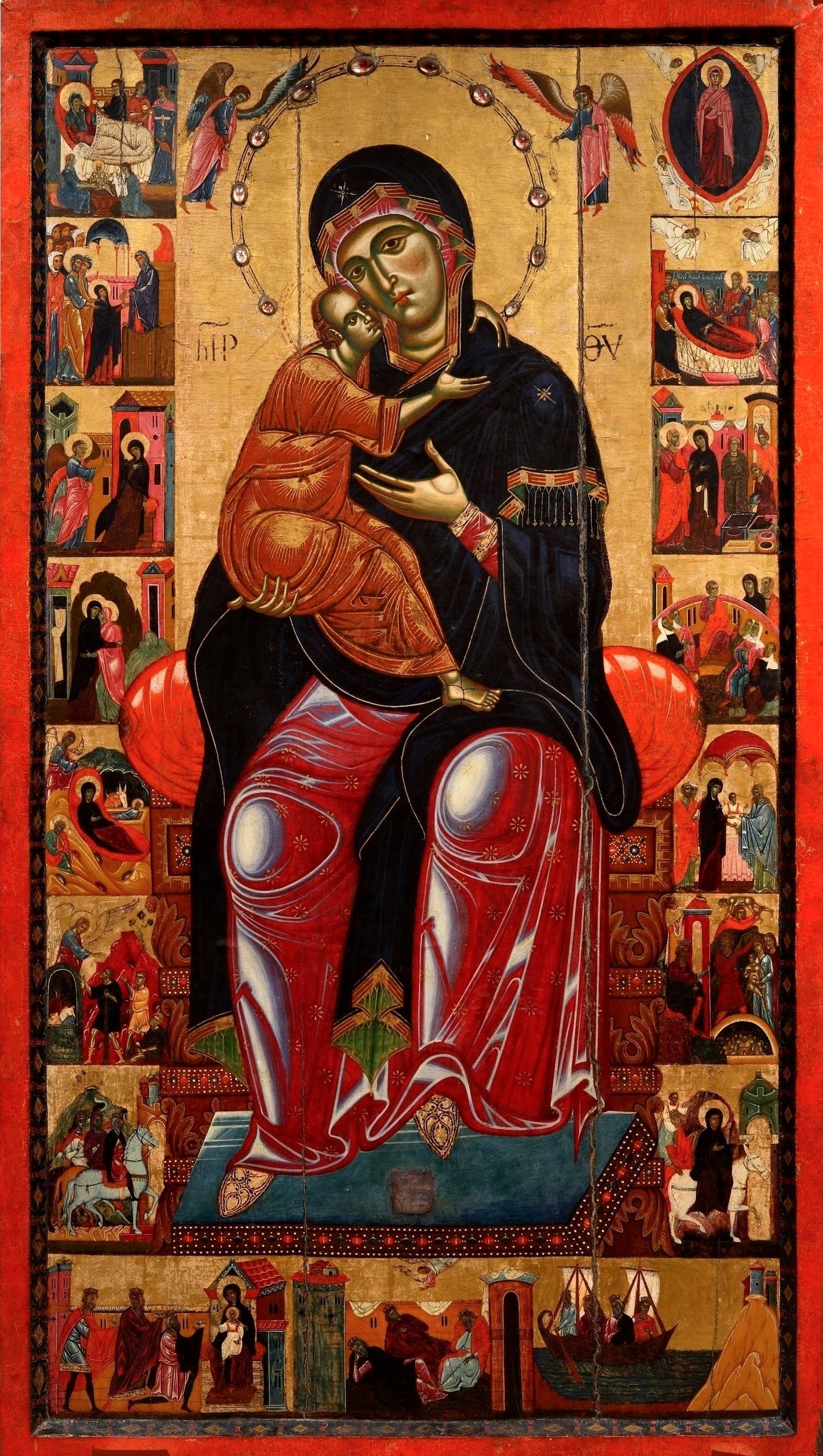
Vierge de Tendresse, Éléousa. Cercle de Marcovaldo. 1275-80. H. 2,46 m. Musée Pouchkine.
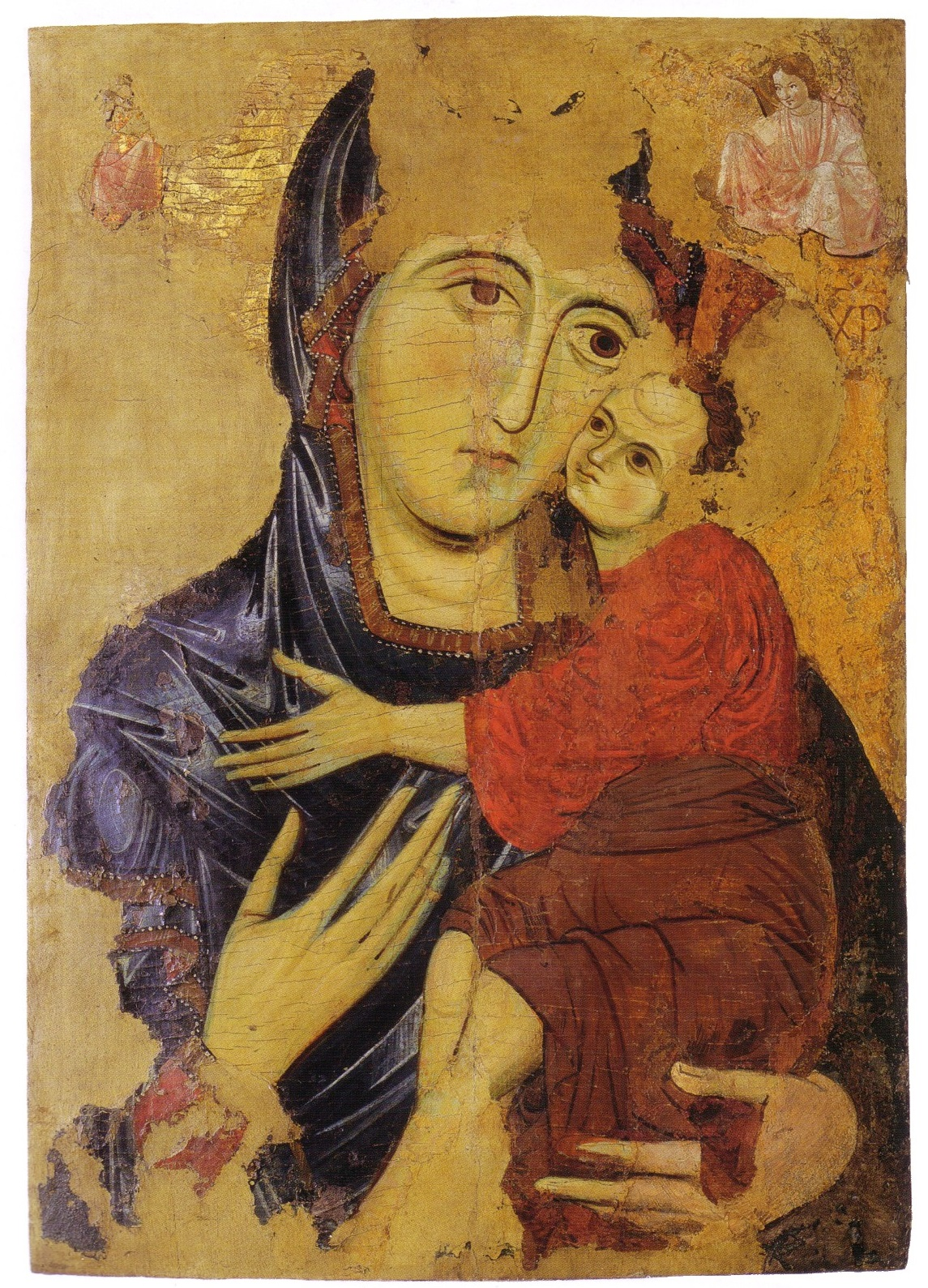
Vierge de Tendresse, Éléousa. Enrico di Tedice. Chiesa di San Michele in Borgo. Musée national San Matteo, Pise.

Cimabue et ses contemporains reprennent des formules traditionnelles en Orient. Ainsi la Vierge de Santa Trinita, qui est placée pourtant tout à la fin de sa carrière, vers 1290-1300, et où Marie présente l'Enfant aux fidèles reste semblable, par la pose, à celle du Maître de San Martino en 1260-70. Cette formule est dérivée d'une icône byzantine appelée Hodégétria, signifiant "celle qui montre le chemin".

### Cimabue et l'usage de l'espace
Autant les voûtes du transept de la basilique supérieure d'Assise avec leurs architectures urbaines semblent en accord avec la représentation d'autres objets dans l'espace sur les peintures de Cimabue, autant, pour les scènes du transept droit ce travail semble avoir été peint par sa boutique, son atelier. Mais dans ses vues de la cité, quand il évoque Rome, il le fait en multipliant des indices, des détails qui premettent de reconnaître ces monuments avec une attention à représenter le réel que n'avaient pas ses prédécesseurs. Pour arriver à son objectif il multiplie les solutions pour évoquer les volumes et s'appuie sur le détail : ainsi pour évoquer la basilique Saint-Jean-de-Latran il n'omet pas de rappeler les grandes figures en mosaïques qui en ornaient la façade, à l'époque.

Architectures. Assise. Basilique supérieure
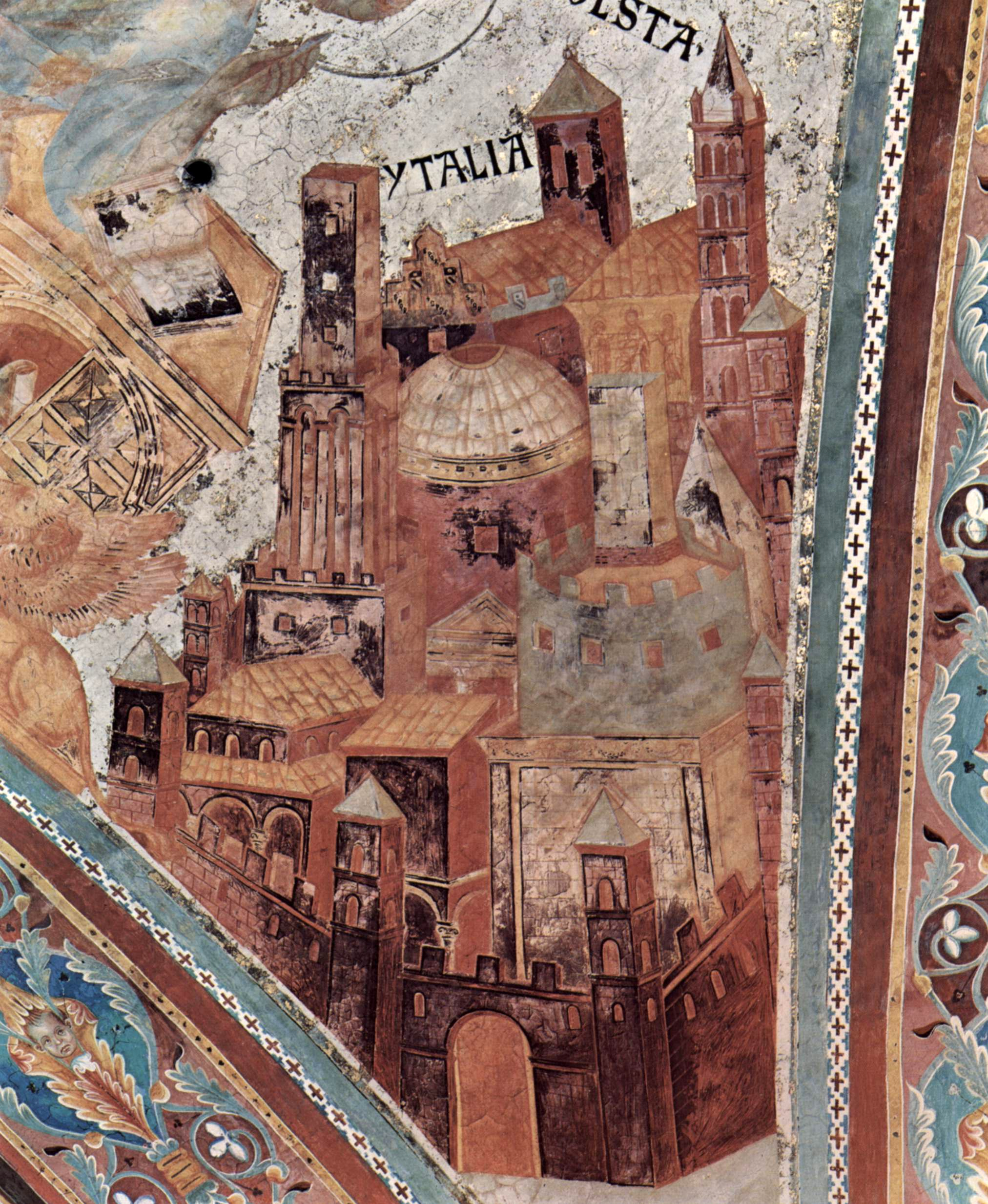
Voûtes. Les évangélistes : Saint Marc en Italie : bâtiments de Rome. Cimabue.
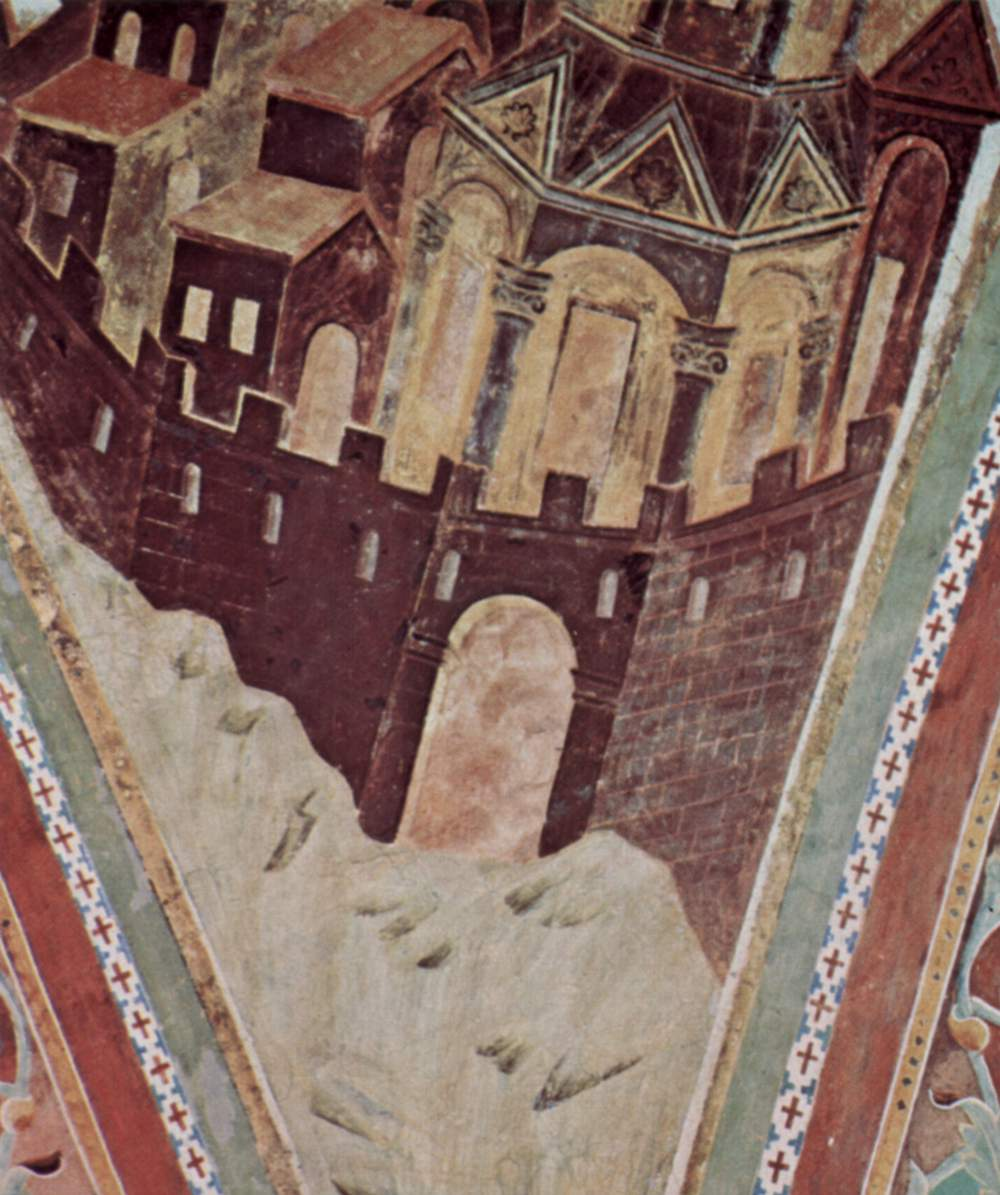
Voûtes. Les évangélistes : Saint Luc en Achaïe. Cimabue.
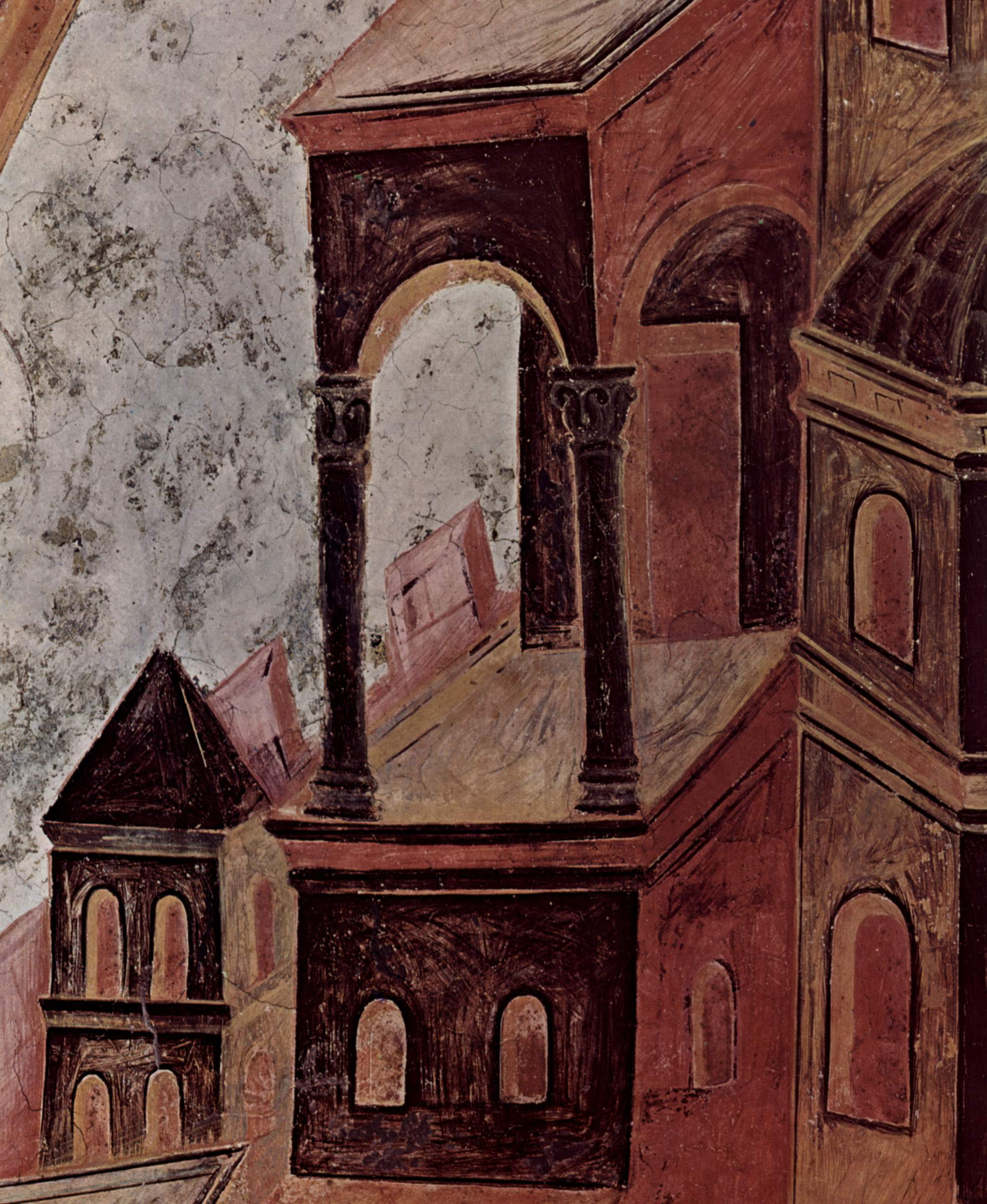
Détail de la voûte dédiée à saint Matthieu.
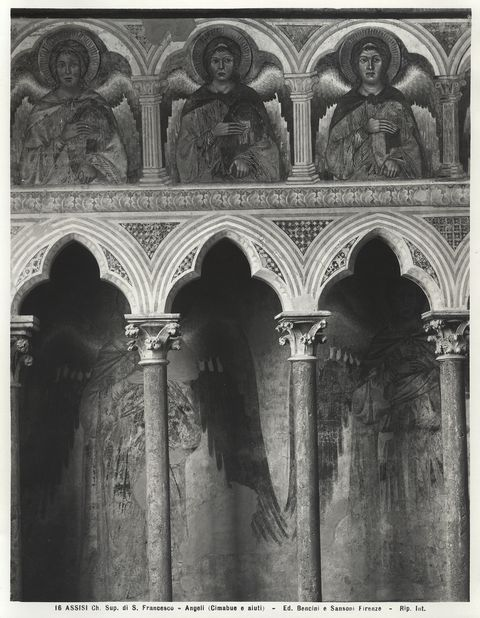
Au-dessus des loggias, des anges peints.
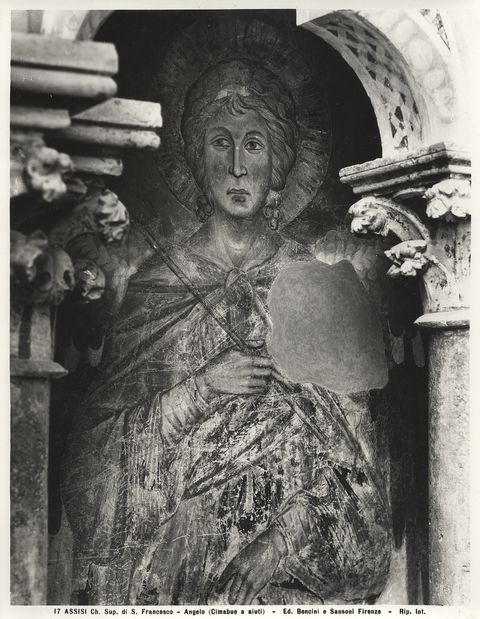
Loggia: dans son ombre un des anges peints sur le mur.

Sur les voûtes, le choix d'évoquer le territoire auquel l'évangéliste adressait son évangile - par une cité entourée de murailles et par un nom de lieu inscrit à côté - ce choix est considéré par Luciano Bellosi comme une innovation décisive. Ainsi, Saint Marc est placé à côté de Rome, dont on peut reconnaitre quelques monuments. Selon Holly Flora, Cimabue inverse la perspective de ces images narratives ; les diagonales encadrant le point central de chaque scène pointent vers l’extérieur et non vers l’intérieur - en direction d’un point de fuite central, créant ainsi une sensation d’espace en saillie (par opposition à un espace en retrait) - sous-entendu : « celui de la perspective linéaire ».
Il joue aussi, comme en trompe-l'œil, sur des anges qui apparaissent dans l'ombre des loggias tandis que d'autres apparaissent au-dessus, entre de fausses colonnes dont les bases sont dessinées en perspective. Et, dans les écoinçons on peut découvrir des décors géométriques en faux-relief, peints de manière illusionniste, comme on en trouvait dans l'antiquité.

### L'invention d'un effet d'ensemble

Transept gauche. Histoires des apôtres. Vers 1280. Atelier de Cimabue.
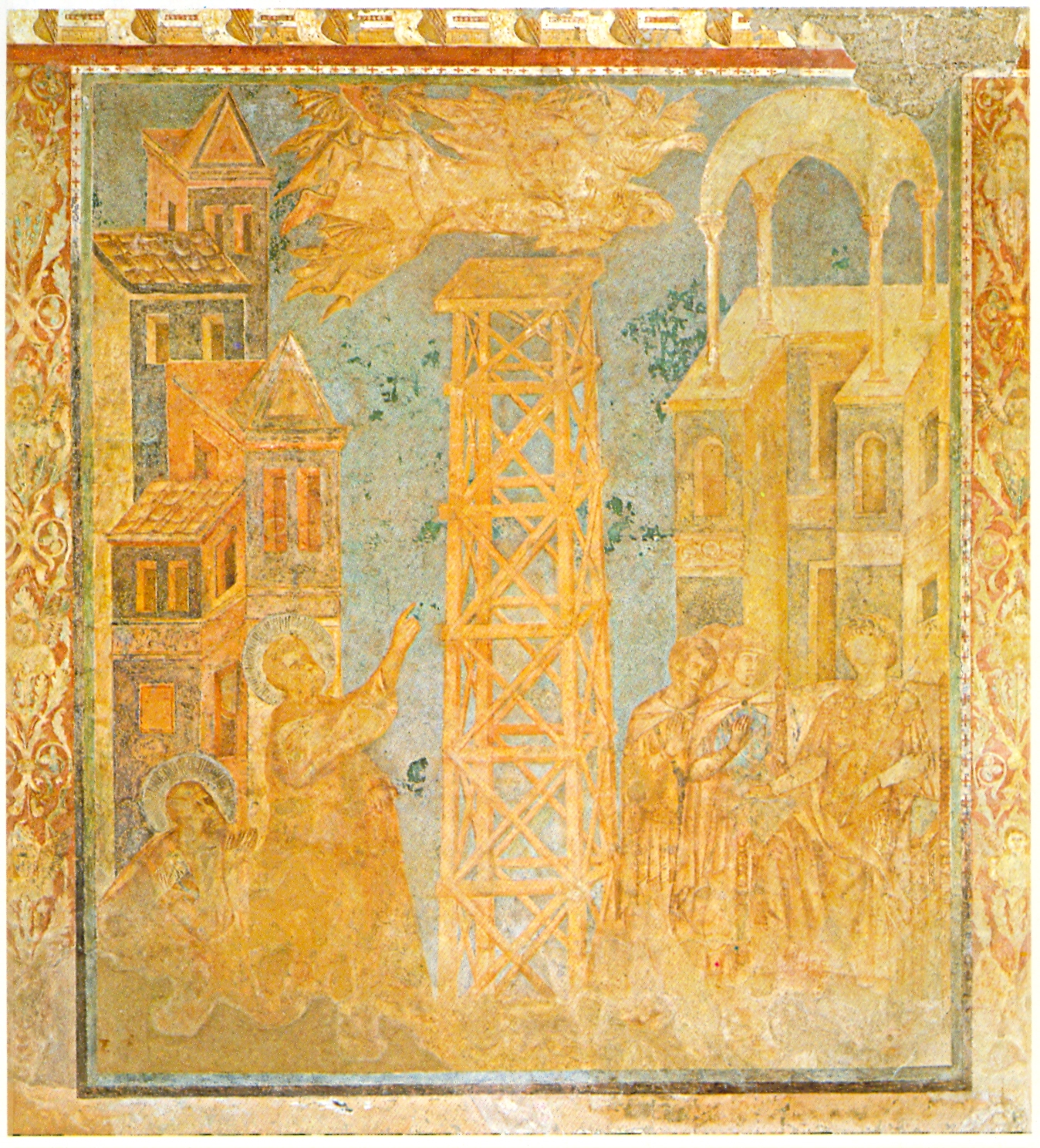
Chute de Simon le magicien.  Vers 1280. L. 3 m.
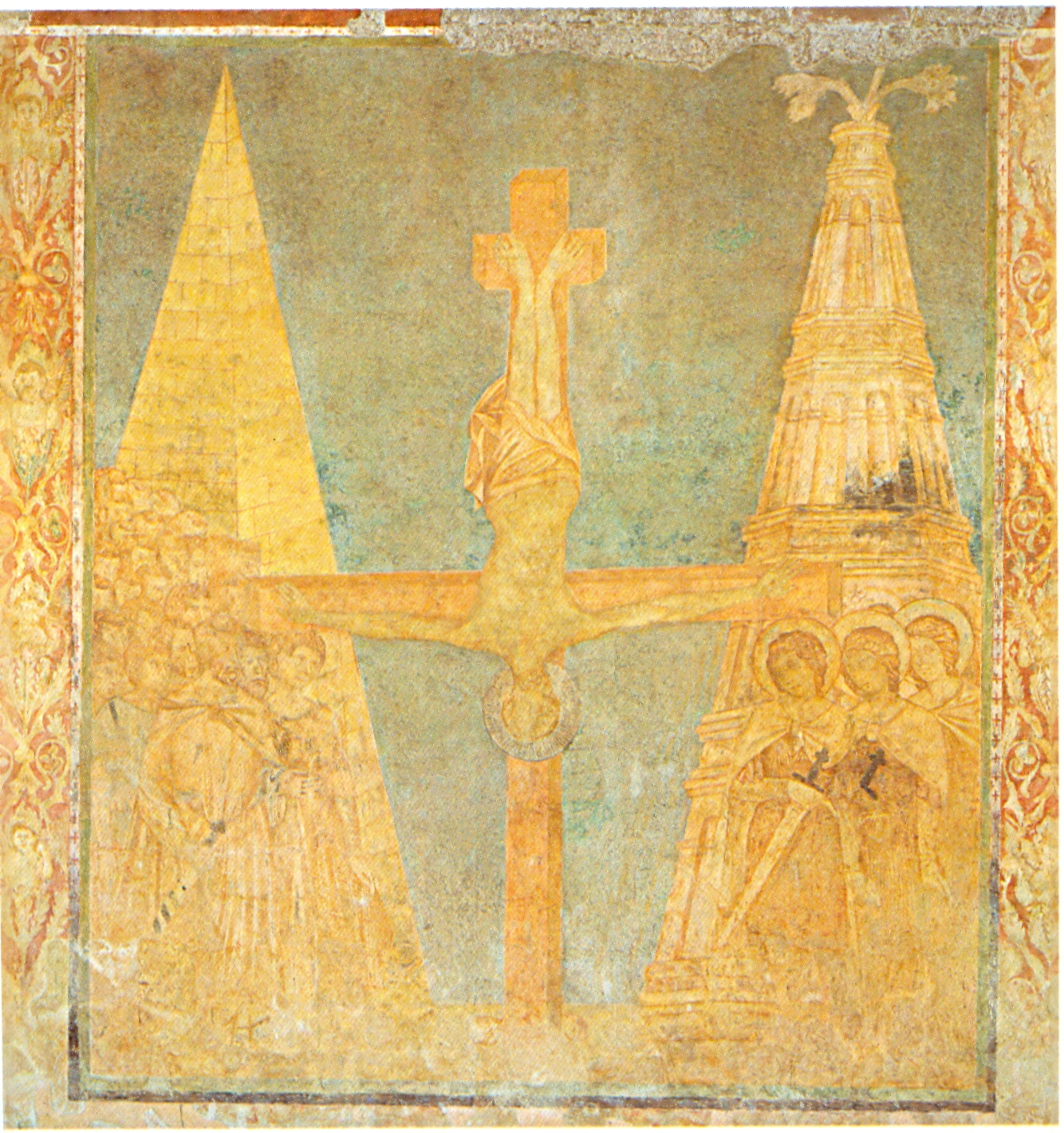
Crucifixion de saint Pierre. Vers 1280. L. 3 m.
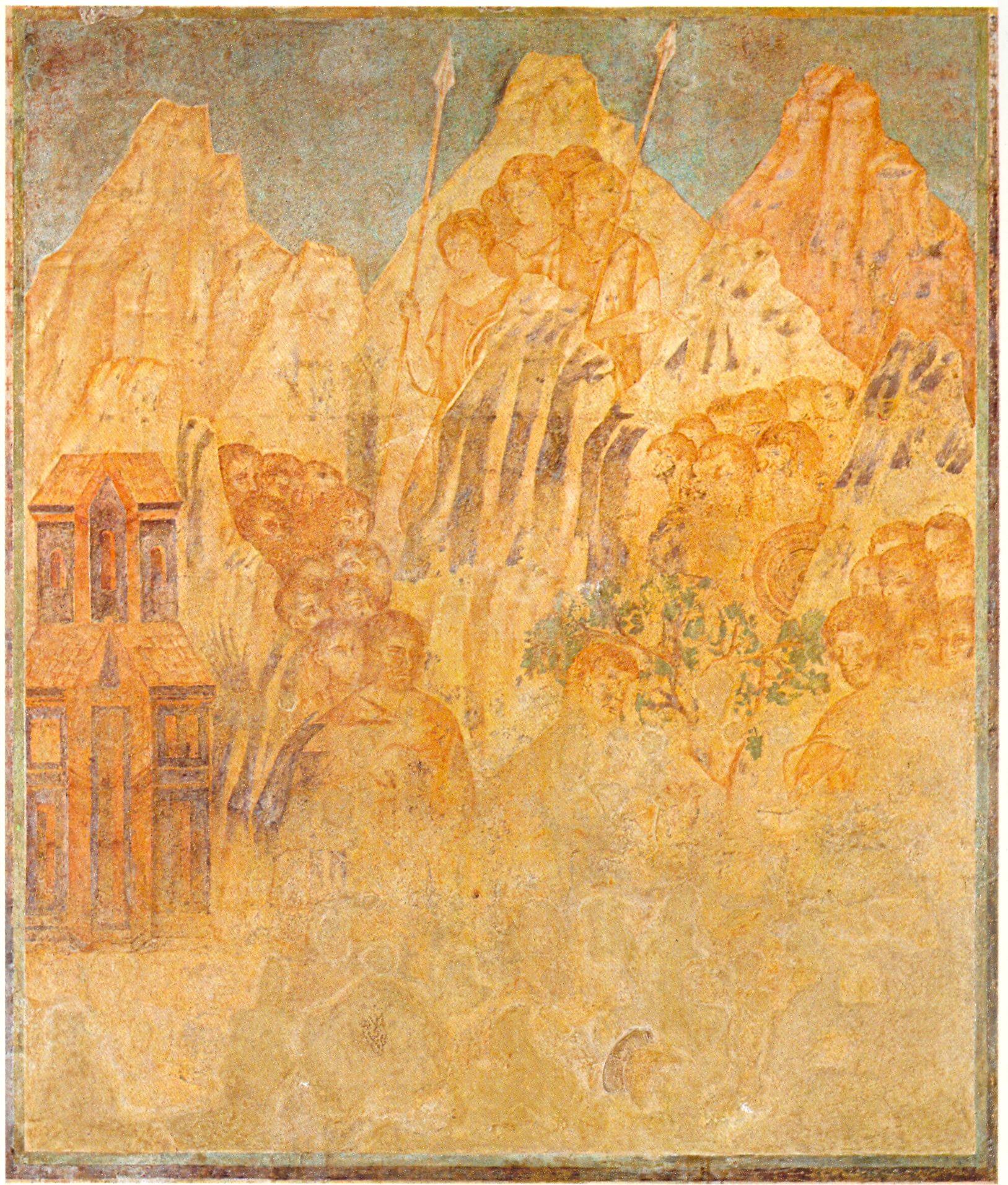
Martyre de saint Paul . L. 3 m.

Cimabue compose des ensembles qui sont structurés de la même manière ou suivant des effets qui se répondent. Ainsi, dans le Diptyque de dévotion, l'étude de la composition des scènes montre, chaque fois, la présence d'une figure au centre d'un arc qui traverse l'image de gauche à droite. Ce principe appliqué à tous les panneaux confère l'unité à l'ensemble.
Autre solution, cette fois-ci, dans les scènes peintes avec du blanc de plomb, les histoires des apôtres présentent un bel effet de symétrie, avec deux fresques présentant un rythme en trois grands motifs semblables verticaux, de part et d'autre d'une fresque composée sur un grand V avec la Croix placée au centre de cet ensemble.

## Commanditaires intéressés
Les confréries, hôtes des ordres mendiants, avaient les moyens financiers et la volonté d'asseoir leur statut grâce à des images comme les Madones de Sienne. Le tableau géant peint dans l'atelier de Cimabue (Louvre) a sans doute été commandé à une confrérie qui possédait son image cultuelle dans l'église San Francesco de Pise. Plus tard, cette recherche de la notoriété est à l'origine des tableaux de très grande taille. La Madone Rucellai (1285) de Duccio a été conçue par les commanditaires pour être d'un format exceptionnel, mais cette fois à Florence : commanditée par la confrérie des Laudesi afin de battre tous les records, surpasser les autres confréries. De telles images servaient à la fois d'enseignes et d'objets d'identification. « Leur » Madone, qui était reconnaissable dans l'image, différait donc des autres, au moins par la taille.
La basilique Santa Croce de Florence avait été élevée en 1294 sur les fondations d'une petite église érigée en 1252 par des franciscains peu après la mort de saint François d'Assise. Cimabue y avait accroché le grand Crucifix réalisé vers 1272-1288. Mais le luxe qui envahissait peu à peu ce nouvel édifice dévoyait totalement l'idéal franciscain ; d'où les protestations du franciscain Ubertino da Casale en 1310. Ce qu'André Chastel appelle « le grand tournant du Moyen Age italien » correspond à cette entrée, de plus en plus, d'un décor magnifique au sein de l'église, comme celle d'Assise. C'est à ce tournant qu'apparaissent les Primitifs italiens, les grands précurseurs de la Renaissance artistique, laquelle sera au service des nouvelles élites et de leur prestige.

## Le naturalisme de Cimabue et la culture duXIIIesiècle

### Culture et société
Les rapports très étroits entretenus entre Cimabue et les franciscains permettent de percevoir la rupture qui marquera ce moment de l’histoire des images.
L'Ordre des Frères mineurs est le principal commanditaire de Cimabue (né vers 1240). François d'Assise (mort en 1226), en tant que fondateur de cet Ordre des Frères mineurs, un ordre mendiant, avait établi de nouveaux rapports avec les hommes, fait de nouveaux choix. Par exemple, les images peintes - quand elles sont là, même 
si elles coûtaient bien moins cher que les images sculptées - sont faites pour la prédication dans les églises que les Frères mineurs font construire aux quatre coins des villes, dans les faubourgs. Ces églises sont de simples halles, avec une chaire pour la prédication et aucune sculpture mais des images. C'est une imagerie simple, démonstrative, frappante comme dans l'église supérieure d'Assise. L'image est le support privilégié de l'enseignement religieux aux populations. Comme dans l'Antiquité, la population est à 90% agricole, les artisans constituant l'essentiel de la population restante. Comme ils sont tous illétrés, le choix n'est pas l'apprentissage et la récitation de textes qui leur resteraient obscurs, mais le commentaire oral des images, de grand format, qui puissent être visibles par toutes et tous lors de la prédication.
Mais il est, alors, nécessaire de rappeler que la basilique d'Assise est une propriété du pape et qu'elle dispose, dans l'abside, d'un trône réservé au pape. Les fresques ne peuvent contenir aucune allusion hostile à la papauté, alors immensément riche, quoique cette église était consacrée au saint de la pauvreté. Si l'ordre franciscain a pu participer aux décisions concernant la construction et la décoration de la basilique d’Assise il n'a jamais eu le dernier mot.
Ces faits, aisément constatés par l'ensemble des historiens, ne nous permettent pas de comprendre ce qui justifie la recherche de « réalisme » de Cimabue, « naturalisme » semble plus juste. Le deuxième concile de Nicée, en 787, établissait, contre les iconoclastes, la légitimité de l'image - tout particulièrement celle du Christ - comme un vecteur, un « véhicule » permettant au croyant de se représenter le modèle du Christ, son prototype : Dieu, puisque Dieu s'est fait homme, s'est incarné dans le Christ, au sein de Marie. « C'est le seul et unique cas où image et modèle sont non seulement identiques mais consubstantiels, puisque le Père et le Fils sont un seul et même Dieu ». L'humanité de Jésus-Christ autant que sa nature divine est l'objet de nombreux penseurs au sein de l'Église à l'époque de Cimabue. Les débats sur la nature de Jésus-Christ, sur Marie (mère de Jésus), sur le mystère de l'Incarnation, sont soutenus par les grands penseurs de l'Église aux XIIe et XIIIe siècle : saint Bernard de Clairvaux (1090-1153) et plus tard le dominicain saint Thomas d'Aquin (v. 1225-1274), mais, pour ce qui concerne les franciscains : saint François d'Assise lui-même (v. 1182-1226), et les franciscains saint Antoine de Padoue (1195-1231) enfin, surtout pour ce qui concerne Cimabue, saint Bonaventure, (v. 1220-1274) qui présente François comme alter Christus dans sa « Vie de saint François », publiée en 1263. La dévotion à Marie devient, aussi, immensément populaire aux XIIe et XIIIe siècles. L'image de Jésus souffrant, la douleur exprimée sur son visage sont donc essentiels, de même que l'humanité de la Vierge et de l'Enfant : l’image corporelle n’est plus seulement un vecteur mais peut engager le regardeur activement "dans un processus de réalisation et de rédemption".

### La Vierge en majesté

La Vierge et l'Enfant en majesté entourés de six anges, Cimabue vers 1280[N 8], probablement autel de l'église San Francesco de Pise, Louvre.
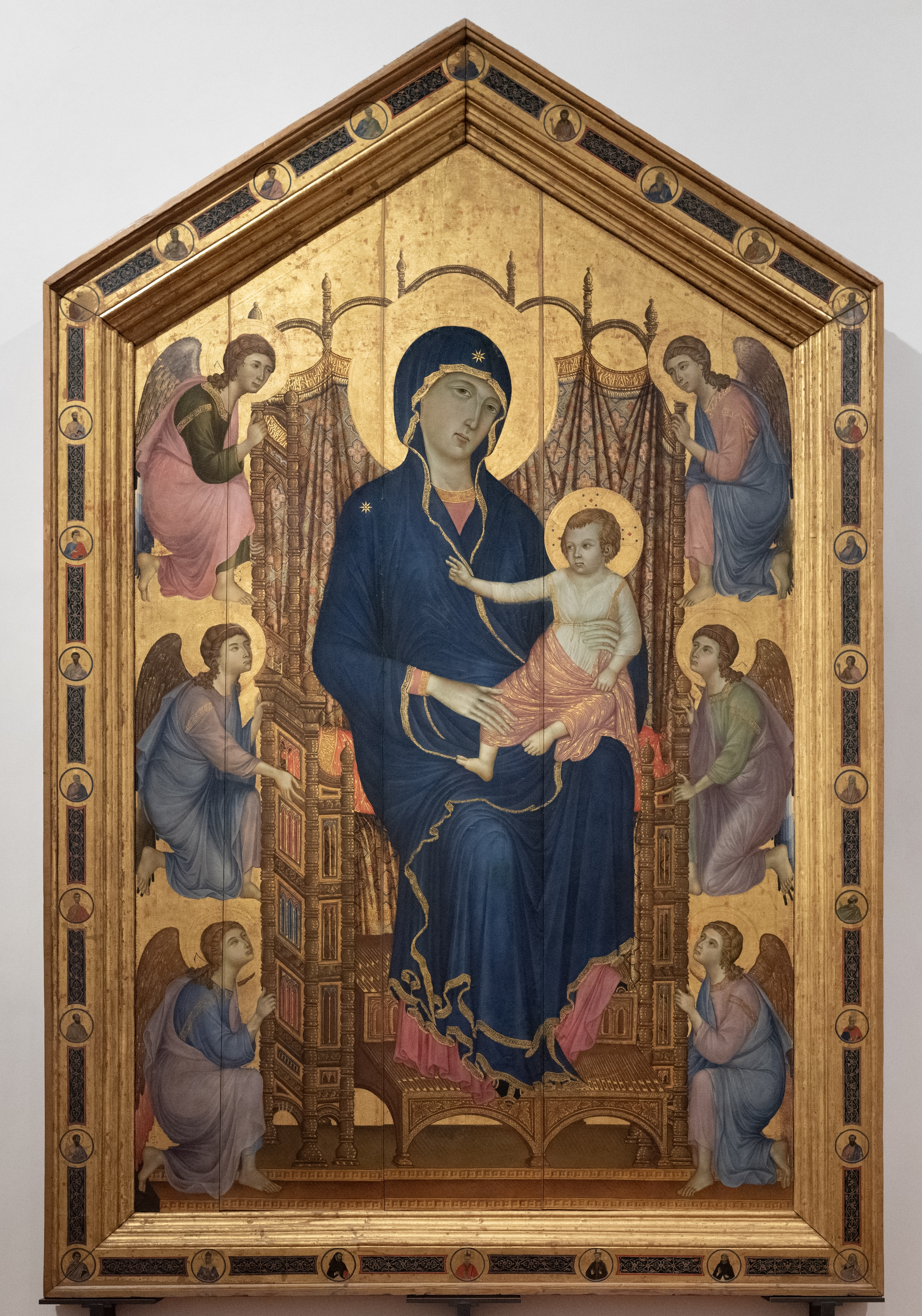
Madone Rucellai, Duccio, vers 1285[N 9], de la basilique Santa Maria Novella, Galerie des Offices[54].
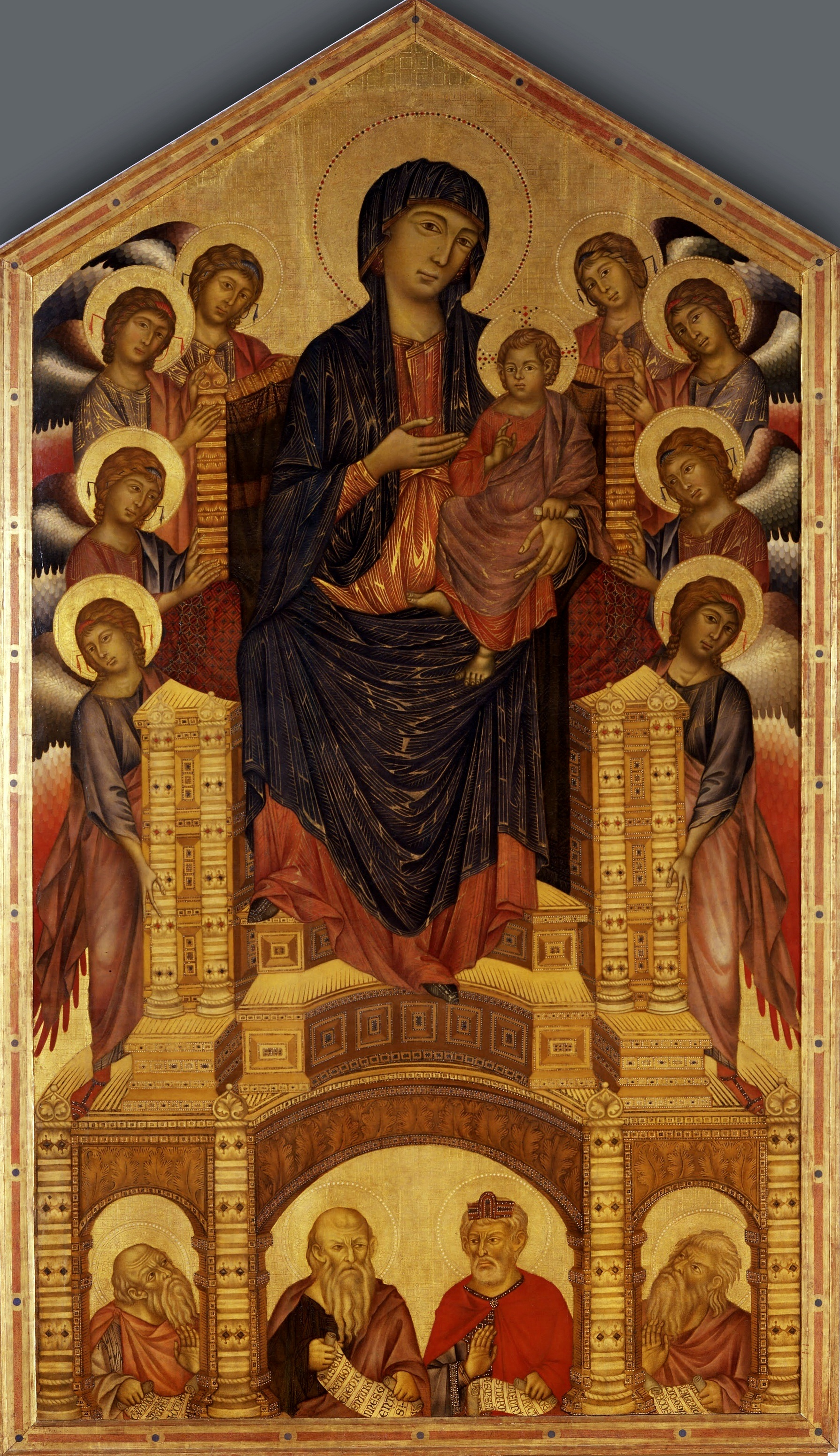
Vierge en Majesté de Santa Trìnita, Florence. Cimabue, 1290/1300[18],[N 10], Galerie des Offices[54].

La Vierge à l'Enfant entourée par des anges, de Pise, actuellement au Louvre et la Madone Ruccelai, de Florence témoignent bien de la grande proximité entre Cimabue et Duccio. Toutes les deux, en majesté sur leur trône, ces figures de la Vierge dérivent d'icônes byzantines en particulier par le dessin du trône, vu sur l'angle, dans une perspective oblique, afin d'évoquer de manière convaincante la profondeur de l'espace. Mais, alors que Duccio valorise les détails décoratifs Cimabue ne retient pas les qualités de la ligne sinueuse qui distingue Duccio dans ces éléments décoratifs. Par contre, Cimabue va donner plus de volume à ses figures par des effets de clair-obscur plus naturels : la main de l'Enfant est peinte en volume ses doigts écrasent le rouleau qui se déforme ; les personnages et leurs costumes appartiennent à un monde proche de celui des hommes.
Par ailleurs, Holly Flora relève la très grande proximité entre les deux Maestà et suppose, dans les innovations de part et d'autre et dans les formats, le résultat d'une rivalité entre confréries, franciscaine pour Cimabue à Pise et dominicaine pour Duccio à Florence. Peu de temps après que la grande Maestà du Louvre (4,27 m x 2,80 m) ait été placée sur le tramezzo (la cloison qui sépare la nef du chœur) de San Francesco de Pise, le jeune et talentueux disciple de Cimabue, Giotto, plaçait vers 1297-1299 son « Saint François d’Assise recevant les stigmates » (3,13 m x 1,63 m) exactement dans le même lieu, juste à côté. 
Plus tard, le dessin du trône de la Vierge en majesté de Santa Trinita suivra les règles de la perspective linéaire, centrale, en usage dans la peinture gothique, au-delà des Alpes, et ainsi s’écartera encore un peu plus de la tradition byzantine.
André Chastel évoque, dans Histoire du retable italien, des origines à 1500 l'origine de la Pala, dès les grandes pale du XIIIe siècle avec Cimabue, l'espace surnaturel où réside la Madone. « [Le retable] posé sur l'autel, en bordure de la table ou dressé immédiatement derrière » […] « il s'élève au dessus du tabernacle et domine le reliquaire. » Mais dans les églises cathédrales, au fond du chœur se trouvait la chaire épiscopale (la cathèdre) que l'écran du retable vint masquer, et obligea à déplacer. [À Assise c'est le trône papal qui s'y trouve]. « Il est remarquable que dans les plus anciens retables c'est la vision du trône qui actualise le sacré […] comme si la cathèdre de l'abside se retrouvait en projection sur l'écran du retable. »

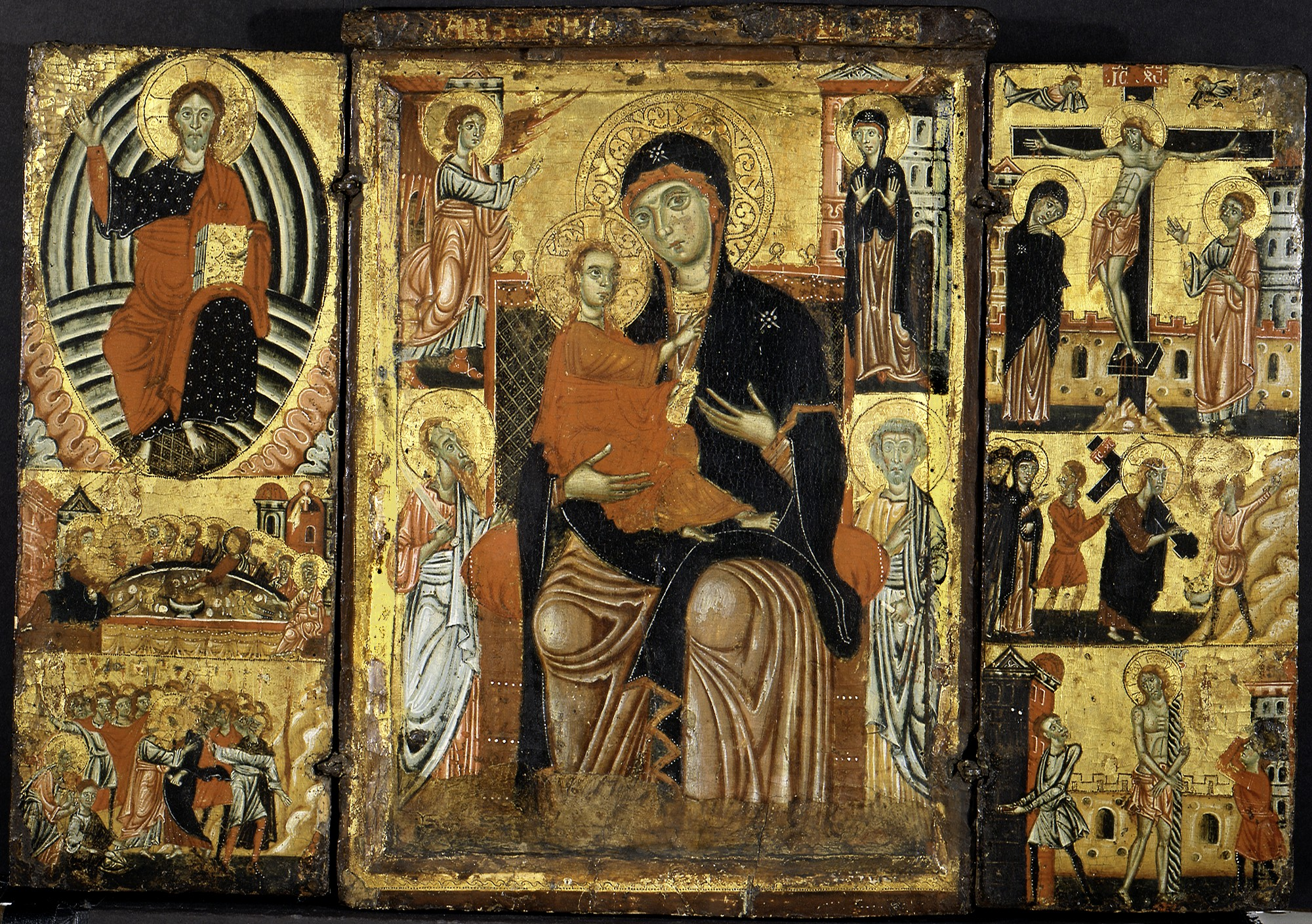
Maître de la Madeleine, actif à Florence: 1265–95. Triptyque, 40,6 cm x 56,6 cm. The Met.

### Diptyque de dévotion
Il s'agit de trois panneaux d'un ensemble de huit panneaux assemblés initialement en diptyque, incomplet aujourd'hui. Il a été réalisé par Cimabue vers 1285-1290. Ces trois panneaux nous sont parvenus en ordre dispersé. Ce dyptique était destiné à la dévotion privée d'une communauté de clarisses

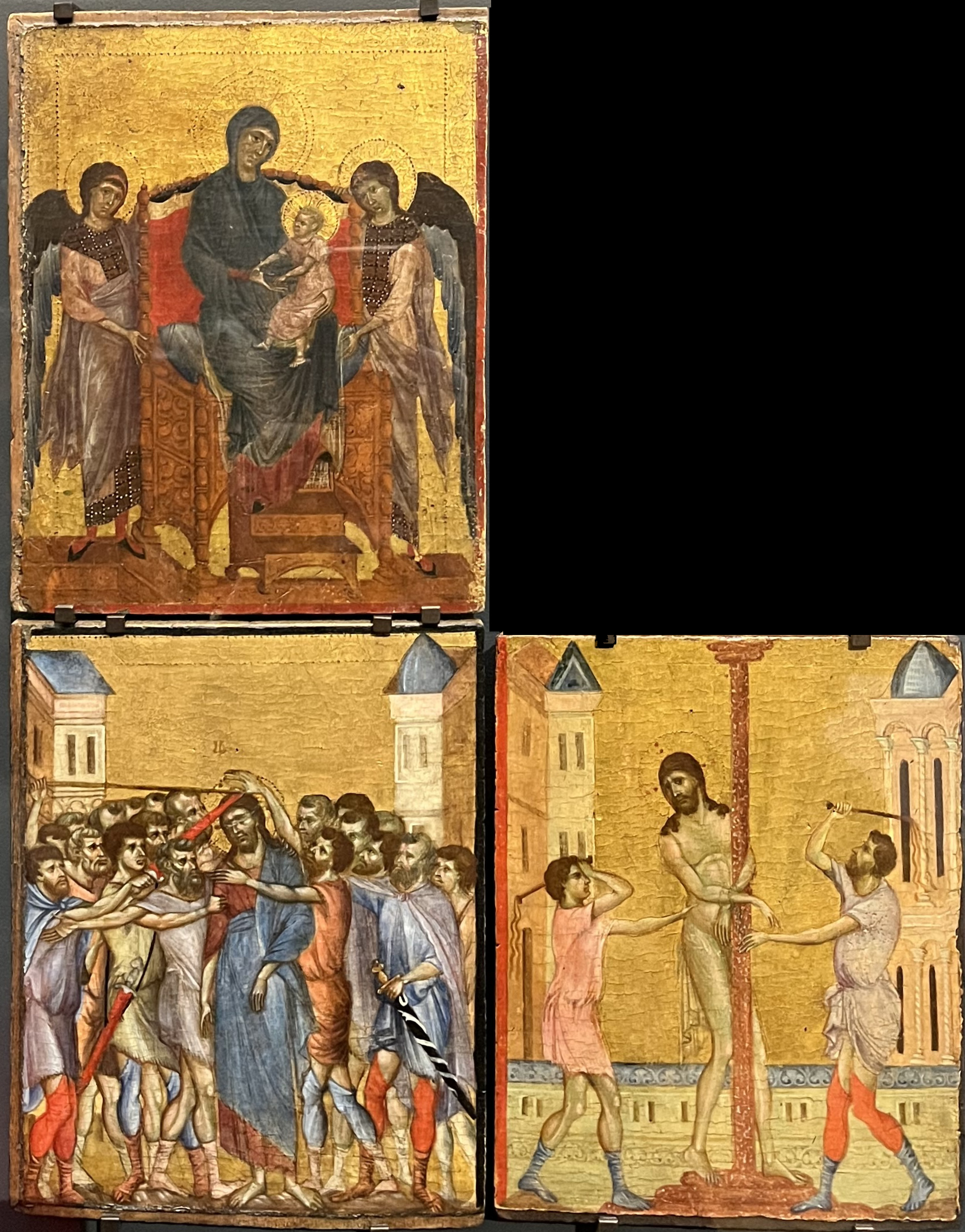
Cimabue. Trois panneaux d'un ensemble.Vierge à l'Enfant trônant et entourée de deux anges : H. 25,7 cm ; Dérision du Christ: H. 25,8 cm ; Flagellation : H. 24,7 cm.

À l'époque de Cimabue les ordres mendiants créent un nouveau marché pour des textes et des images destinées à la dévotion privée. Le croyant est d'autant plus ému qu'il a le texte manuscrit ou l'image, d’un petit format, au plus près de son corps, plus ou moins entre les mains. L'ensemble de panneaux peints par Cimabue aurait pu être conçu ainsi, comme un aide visuel à la prière individuelle, dans un cadre domestique ou pour de petits groupes.
Comparant la Flagellation, de cet ensemble, avec le Crucifix de Santa Crocce, Holly Flora fait remarquer que dans les deux cas le perizonium qui voile la nudité du Christ est transparent. Un tel voile transparent est une étoffe luxueuse à cette époque. L'Enfant porte un tel sous-vêtement sur la Maestà du Louvre, faisant ainsi allusion au voile de la Crucifixion de Santa Crocce. Le motif du perizonium transparent a été repris ensuite, et par Duccio sur un triptyque avec une Crucifixion. Mais pour les franciscains la dénudation est un élément central dans la conversion de François : sa conversion se clôt, en effet, sur la scène célèbre de sa dénudation complète au tribunal de l’évêque d’Assise, pour signifier son renoncement à l’héritage paternel. Il quitte alors l'assemblée simplement revêtu, d'abord, du manteau de l'évêque, puis de la chemise d’un paysan. L'expérience de la nudité de saint François rappelle, donc, la nudité initiale du Christ au bas de la croix avant que la Vierge ne recouvre ce corps nu d'un voile qu'elle aurait elle-même tissé. Ce tissu de prix sur le corps crucifié pouvait ainsi éveiller aux complexes dualités de la nature du Christ et de la conversion de François.
Le panneau de la Flagellation du Christ présente celui-ci attaché à une colonne qui ruisselle du sang du Christ, mais dont les gouttes, blanches sur le fond rouge de la colonne montent jusqu'au sommet du panneau, et semblent atteindre le ciel. Cette colonne rouge tachetée de blanc fait probablement allusion aux caractéristiques du porphyre, la roche associée au monde Antique et une pierre de très grande valeur. Un fragment d'une colonne dite de la flagellation qui est conservé dans la basilique Sainte-Praxède de Rome est elle-même constellée de "gouttelettes ruisselantes". Le panneau aurait ainsi fait allusion, pour le croyant, à l'expérience du pèlerinage aux saintes reliques.

Dérision du Christ. Détails, L. environ 10 cm. chacun.
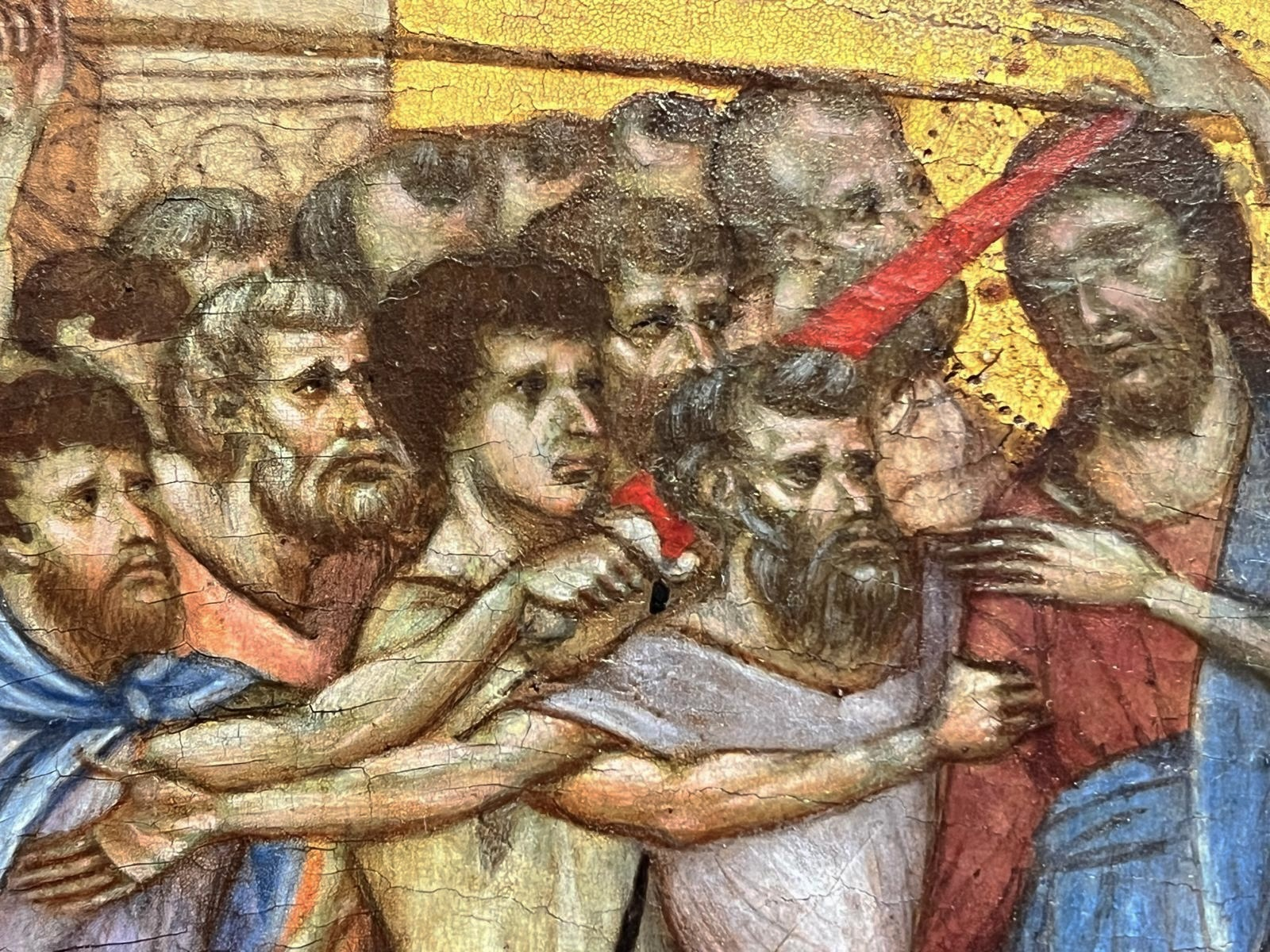
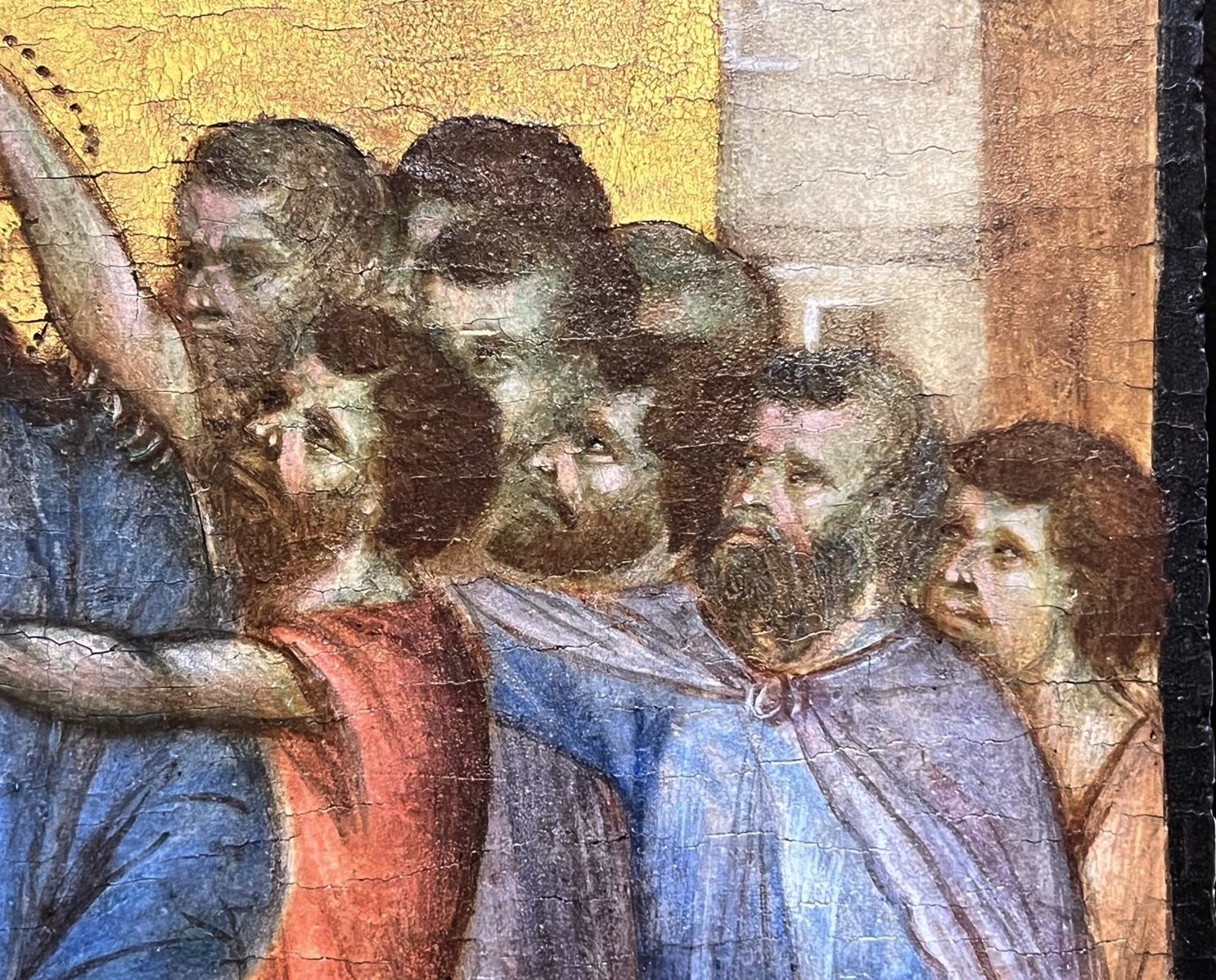

Avec la « Dérision du Christ », Cimabue place la scène « dans le quotidien de son temps, en osant habiller les personnages de vêtements de son époque. Il fait ainsi écho aux préoccupations des Franciscains, promoteurs d’une spiritualité plus intériorisée et immédiate ». Il emploie, comme sur la Maestà de ce dyptique, un jeu de couleurs au maximum de leur puissance. Pour cette dérision, autour du Christ qui a les yeux bandés d'un voile très fin, la foule rassemblée est composée de personnages nettement individualisés par leurs caractères physiques et par des expressions du visage plutôt complexes et nuancées. Chaque visage, peint à petits traits précis dans une peinture fluide, transparente, est personnalisé et expressif. Chaque corps indique une attention à l'anatomie des membres saisis dans leurs mouvements naturels. Quant à l'unique figure de profil, selon Thomas Bohl, il pourrait s'agir du traître, Judas, dont le profil le distingue des autres figures du Nouveau Testament et du peuple, jusqu'à cette époque, encore : il renouvelle ce profil du traitre dans les Histoires de Joseph (fils de Jacob) sur les mosaïques du baptistère de Florence. Le peintre lui a donné, à cette échelle miniature, une expression agressive qui le distingue des autres visages. Ceux-ci paraissant plutôt inquiets ou interrogateurs.

## Cimabue et les Franciscains. Assise

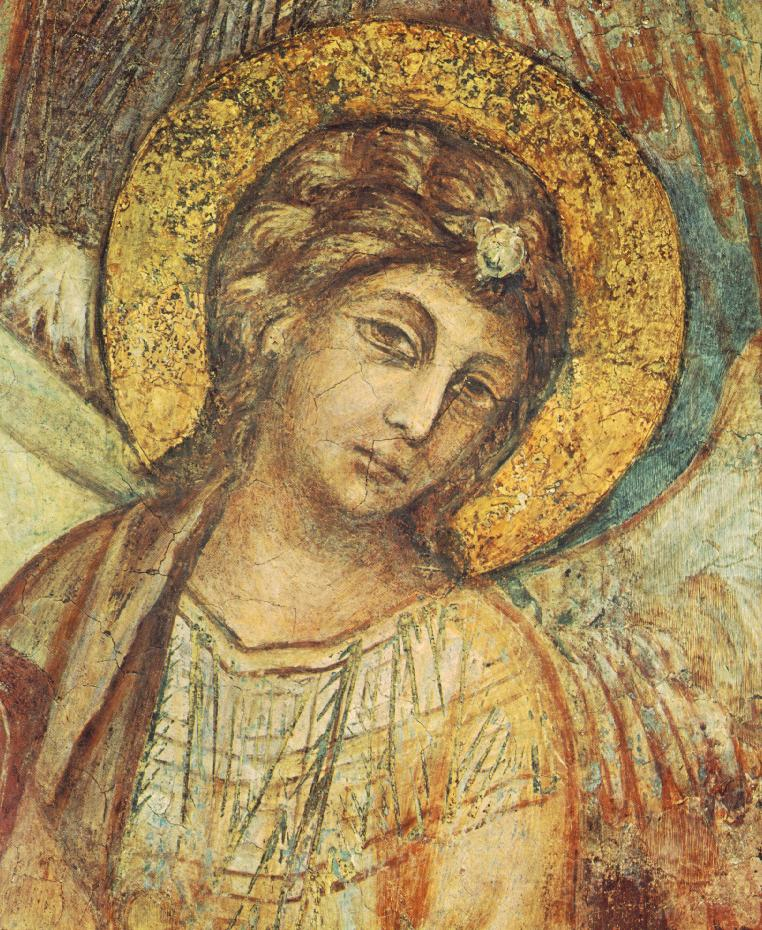
Ange de la Maestà d'Assise, vers 1280 (avant la restauration de 2024).

Les premières années de Cimabue sont très peu documentées. Un premier crucifix est réalisé probablement dans les années 1260, pour les dominicains à Arezzo. Mais ceux-ci étaient assez réticents à l’égard de l’image. C’est la seule commande exécutée par Cimabue pour les Dominicains que nous connaissions. On sait que le peintre est à Rome en 1272, si la raison de ce déplacement est obscure, par contre il est cité à côté de hauts dignitaires de l'ordre dominicain chargés de l'accueil d'une communautée de clarisses roumaines, réfugiées à Rome. Après cette période initiale, presque toutes ses peintures sont en relation étroite avec les franciscains. Une très grande partie est conservée dans la basilique d’Assise. La basilique Saint-François d'Assise ayant été l’un des plus grands chantiers de son temps, sinon le plus grand.
La décision de couvrir l’œuvre de saint François par un monument gothique éblouissant a été prise par la papauté qui est restée responsable financièrement du projet artistique. C’était, en quelque sorte, nier le vœu de pauvreté de François. Par contre ce sont les frères franciscains qui ont fait le choix de la couleur à fresque et des thèmes des peintures ainsi que de leur emplacement, au lieu des sculptures attendues dans une architecture gothique. Ce monument d’architecture a été, néanmoins, l’un des premiers jalons de la pénétration du gothique en Italie, sur des modèles angevins et bourguignons, et avec de grandes fenêtres à vitraux, réalisés par des verriers germaniques en même temps que les peintures.
Des recherches publiées en 2013 ont montré que, si les fonds provenaient de Rome, les décisions portant sur les choix iconographiques et décoratifs seraient revenues aux franciscains d’Assise. Ainsi, pour ce qui concerne ces peintures, les détails des commandes passées à Cimabue seraient bien à l’initiative des frères et d’eux seuls, mais la complexité des idées théologiques exprimées laisse supposer un dialogue soutenu entre l’artiste, son atelier et les frères. En même temps il est important de reconnaître que Cimabue, comme d’autres artistes de cette époque jouissaient d'une grande liberté et qu’ils étaient en mesure de donner forme à des idées intellectuelles et spirituelles subtiles.
En général, les églises des ordres mendiants étaient divisées entre l’espace réservé aux frères, à proximité du grand autel, et l’espace réservé aux laïques. Une cloison percée d’ouvertures, ou, au moins, une poutre faisait office de séparation. Le plus souvent, une image de Marie y décorait l’espace des laïques, image reposant sur la poutre de séparation et suspendue à la charpente : la grande Maestà du Louvre était, très probablement, ainsi disposée dans l'église San Francesco, de Pise. Des peintures monumentales représentant la Vierge et l’Enfant, ou Maestà, étaient particulièrement populaires. Par ailleurs, les frères favorisaient la création de « confraternités » qui se rassemblaient pour chanter des hymnes en priant la Vierge devant ces grandes images. Une Maestà pouvait ainsi être l’objet de prières et de chants de la part des frères (saint François en a composé). En effet, au XIIIe siècle, la dévotion à Marie est au cœur de la foi chrétienne, en Europe. François a manifesté un amour particulier à Marie qui a donné l’impulsion initiale à sa propre formation et à la création de l’Ordre ; les premiers frères se sont d’ailleurs réunis autour de lui à Santa Maria degli Angeli, de Porziuncola, dans la vallée en dessous d’Assise. Cette église a été le lieu des miracles les plus significatifs de la vie de saint François.
Dans ce contexte la Maestà est devenue un leitmotiv des églises d’Italie à la fin du XIIIe siècle. Cimabue en peint quatre, dont deux pour les franciscains : la fresque dans l’église basse d’Assise, et le grand panneau originellement pour l’église Saint François, à Pise, actuellement au Louvre. On y décèle l’émergence d’un réalisme « optique » (le point de vue oblique sur le trône, premier essai de perspective dans la théologie du naturalisme de la Pré-Renaissance) ainsi qu’une nouvelle fonction des images de la Madone.
Dans l’église basse d’Assise, la Maestà peinte à fresque se situe sur la tombe de François et des cinq premiers compagnons de François quand ils étaient à Santa Maria degli Angeli, là où il a reçu les stigmates. La figure de saint François aux stigmates est peinte à côté de la Madone, c’est aussi la figure la plus proche du grand autel qui est aussi le tombeau du saint. Cette Maestà, avec l’image de François en faisait un centre de dévotion important. Sur la foi d’une légende, de nombreux pèlerins espéraient la rémission de leurs péchés en faisant le pèlerinage. Ils passaient devant la Maestà, déposant leurs offrandes dans l’église basse, après avoir participé à la messe et reçu la communion dans l’église haute, et sur le chemin de leur pèlerinage à Porziuncola. Cette peinture, de très grande importance pour les franciscains, a été repeinte de nombreuses fois et le travail de Cimabue avait, en grande partie, été effacé jusqu'à la restauration de 2024.

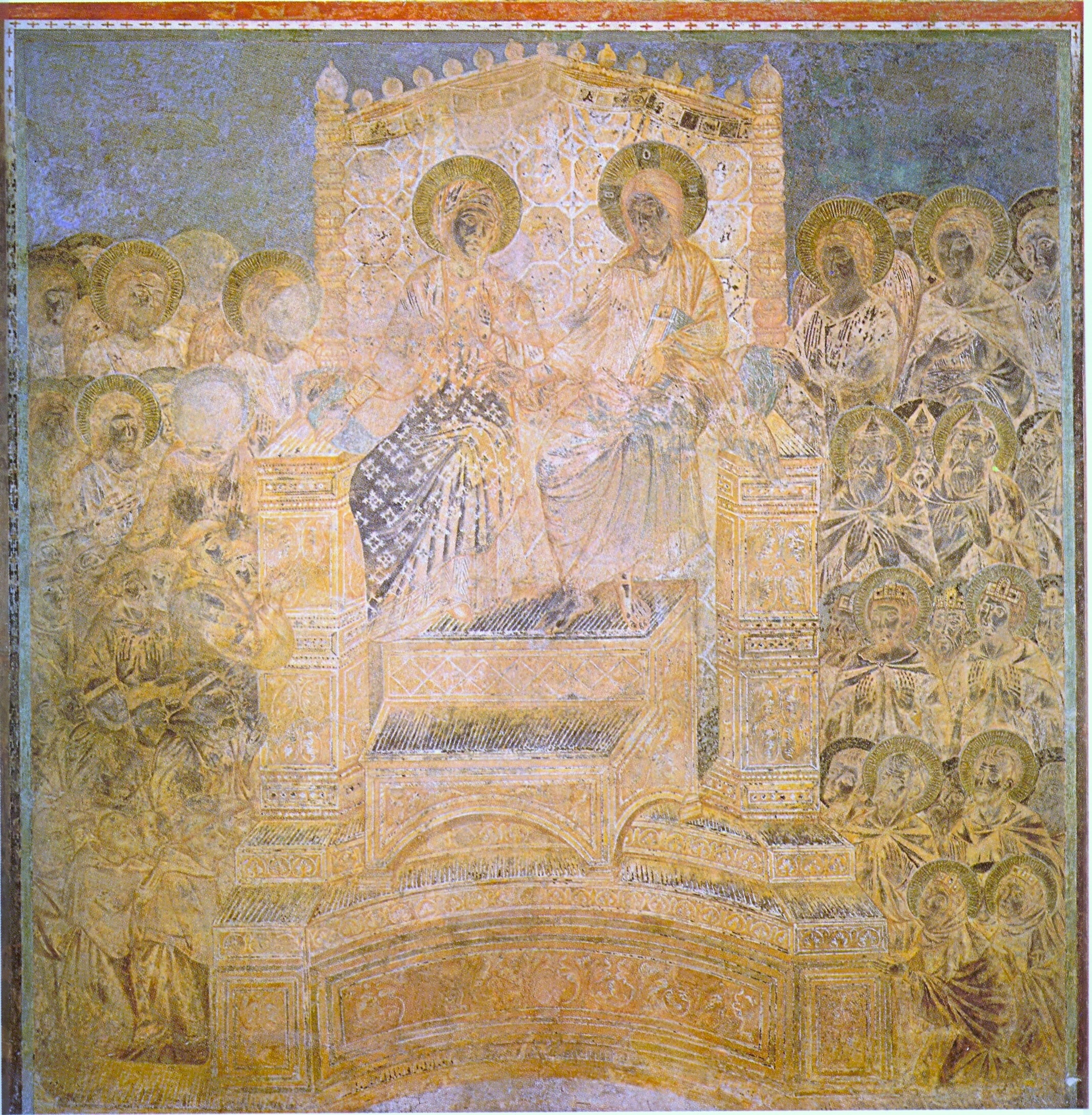
Le Christ et Marie sur le trône du monde. Église haute, abside. Basilique de Saint François, Assise.

Dans l’église haute le grand autel est dédié à Marie et l’abside présente, en bas des murs, à hauteur d’œil, les scènes de sa vie, sa mort,  son Assomption. Cette description de la relation entre Marie et les apôtres la fait reconnaître comme celle qui prend 
la défense des franciscains, lesquels se considéraient comme les nouveaux apôtres. Alors que dans l’église basse le peintre a eu la mission de créer, pour Assise, une version franciscaine de la Madone sur le trône, pour commémorer les premiers moments de l’Ordre à Santa Maria degli Angeli.
De telles innovations aidaient les franciscains à se démarquer des autres ordres mendiants. Les églises d’alors contenaient de nombreuses images, des monuments commémoratifs, des tombeaux de saints, d’hommes d’église et de laïques, des tombeaux anciens ou très récents, qui invitaient à faire du présent un constant travail de mémoire tourné vers le passé, la messe en étant l’acte central, en mémoire de la « Dernière Cène ». Les rituels servaient ainsi à générer les souvenirs d’une société, ce que Maurice Halbwachs appelait une « mémoire collective ». Ici, on renouait les liens initiaux entre saint François, la Vierge et l’Enfant.
Bien qu'ils aient été les promoteurs d'une image plus naturaliste, plus humanisée favorisant l'implication émotionnelle des fidèles, les commanditaires, franciscains  étaient motivés par leur foi et les représentations mystiques qui touchaient, en particulier, le domaine de l’image dont ils percevaient la valeur métaphysique.
Pour les franciscains le blanc pur et les couleurs claires sur le blanc apportent la lumière : La lumière divine entrait ainsi dans l’église, avec les images peintes, a fresque selon une technique qui remontait au temps du Christ, bien mieux qu’au travers des vitraux, d’origine étrangère, et moderne à l’époque.

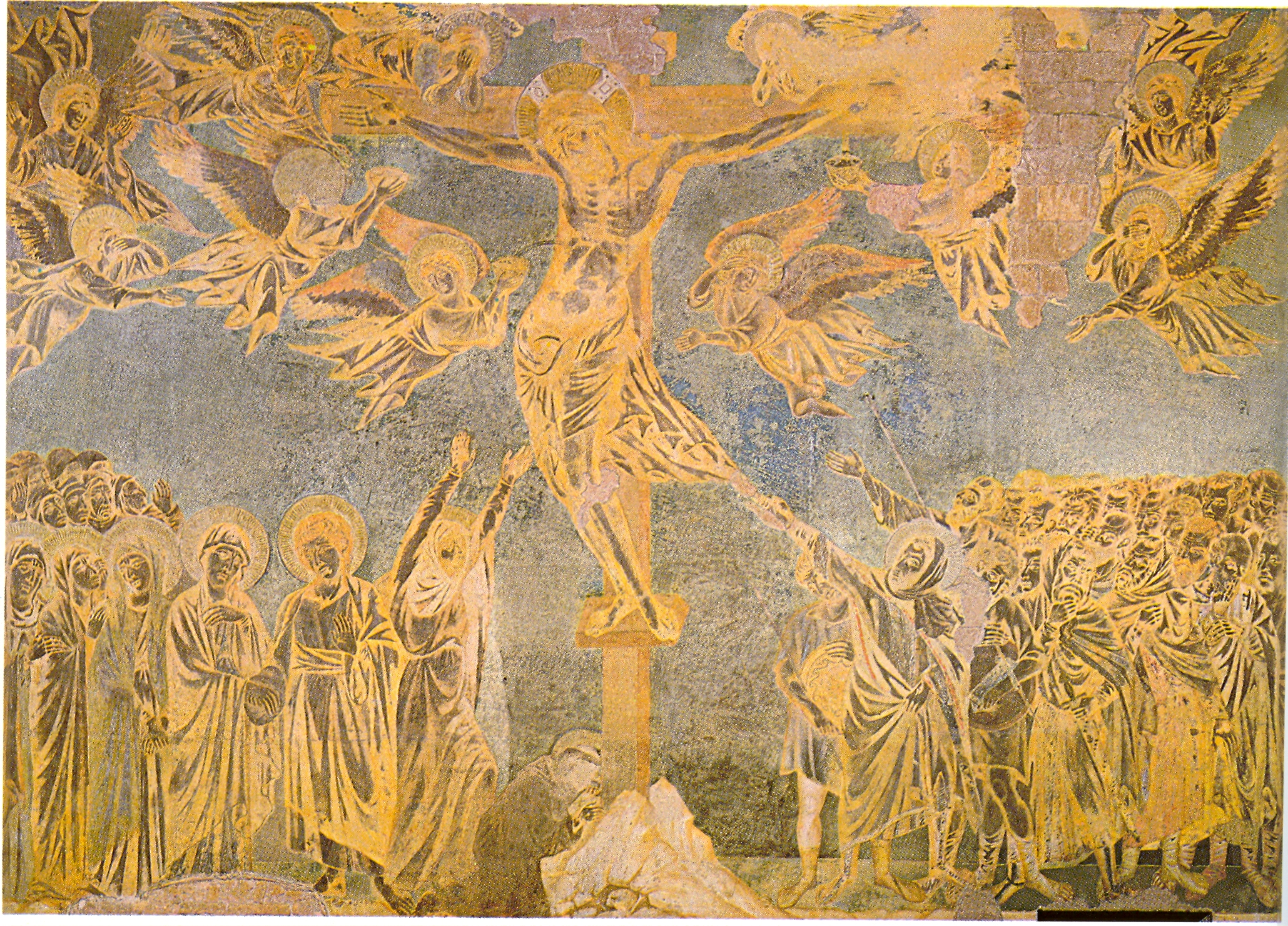
Crucifixion, église haute, transept sud. Basilique de Saint François. Assise.

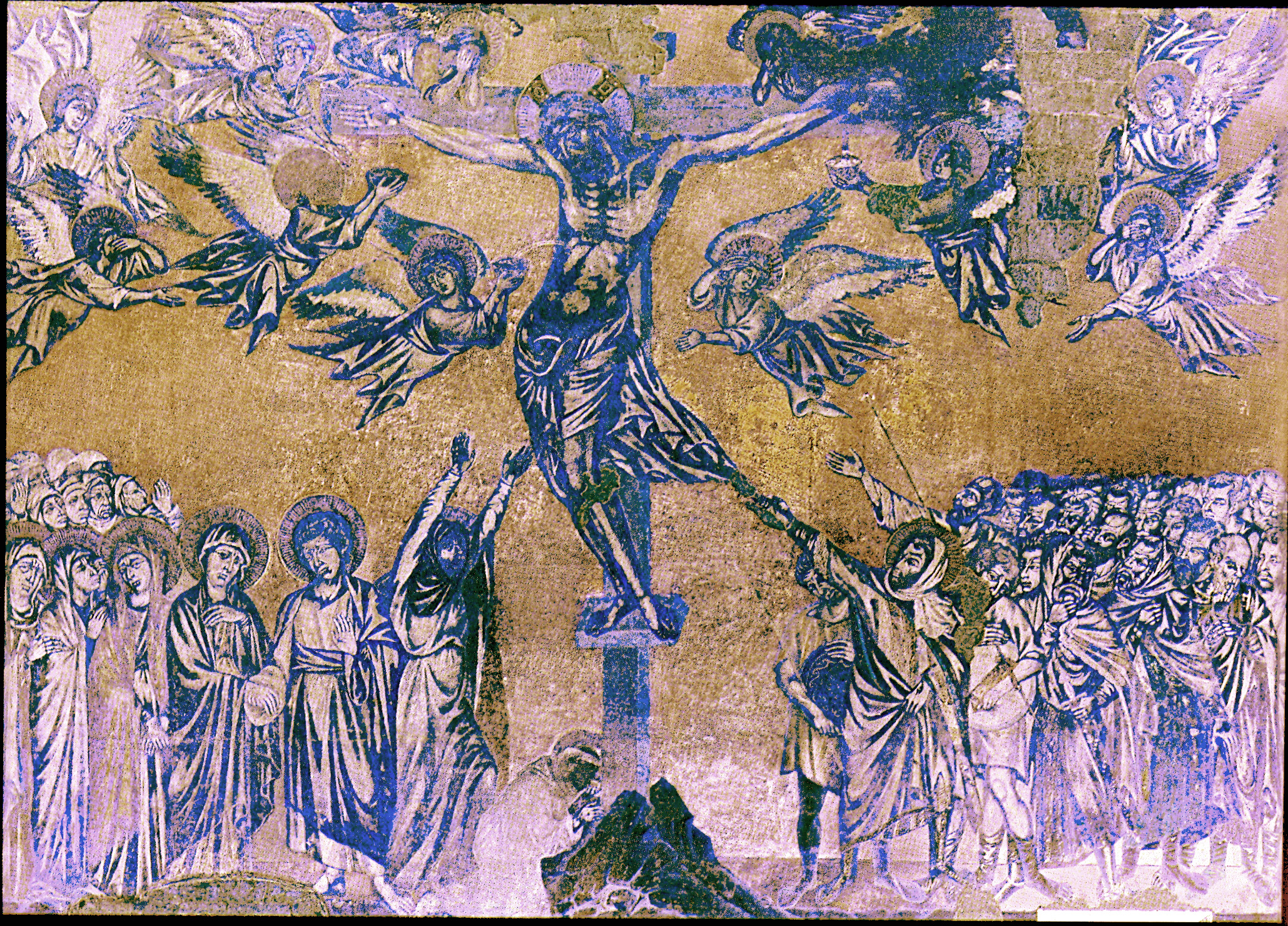
image négative avec variation des teintes de la Crucifixion d'Assise de Cimabue.

Or, une grande partie des fresques réalisées par Cimabue et son atelier dans l’église haute ont, curieusement, l’aspect d’un négatif photographique, aujourd'hui. Leur étude a prouvé l’usage, à grande échelle, de blanc de plomb qui a noirci avec le temps. Si les pigments blancs étaient parmi les moins cher - ce qui convenait aux choix des franciscains pour leurs églises - ils auraient pu aussi faire employer un blanc argileux, le blanc de saint Jean. Le choix du blanc de plomb a donc attiré l’attention des chercheurs.
À l'époque, les franciscains et en particulier le philosophe et frère Roger Bacon (v. 1220 - v. 1292) s’intéressent au pouvoir de l’alchimie et à son rôle dans l’espoir chrétien du salut. Le fait, remarquable, que le plomb métallique noir pouvait se métamorphoser en poudre blanche, devenait le signe d’un probable pouvoir alchimique. Cimabue fit donc usage du blanc de plomb pour les fresques de l’abside. Et comme les fenêtres à vitraux étaient en place au moment de la mise en place des fresques, il a pu réaliser l’effet de cette lumière colorée mouvante, au fil de la journée.
Le peintre et ses commanditaires franciscains se sont ainsi engagés dans des idées, purement intellectuelles et théologiques, qui portaient sur les matériaux et les matières picturales, la mémoire, la beauté et l’expérience, créant avec tout cela des œuvres novatrices qui célébraient l’Ordre et rendaient possibles de nouveaux types de dévotion chrétienne.
C’est aussi ce que l’on peut constater si l’on s’étonne de l’aspect « transparent » du périzonium, le voile qui enveloppe le bas du corps du Christ crucifié, tel qu’il est peint par Cimabue dans la basilique Santa Croce de Florence. Cette église, les franciscains l’ont reconstruite probablement ou moment de la commande de la croix en question, dans les années 1280, après que les dominicains aient construit de leur côté l’impressionnante Santa Maria Novella en 1279. Après une autre rénovation, achevée en 1295, la croix était probablement en place. Pour les franciscains, la quasi-nudité du Christ est l’emblème de sa pauvreté. Mais cette nudité est aussi intimement liée à la sainteté de François, dans sa proximité avec le Christ. Dans un geste resté fameux, François, fils de drapier, s’était dépouillé de son vêtement pour un mendiant, en signe de renonciation à la vie mondaine. Saint Bonaventure, héritier direct de la pensée de François, rappelle qu’« en toute circonstance il voulait sans aucune hésitation être conforme au Christ crucifié, suspendu à sa croix, souffrant et nu. Nu, il s’était traîné devant l’évêque au début de sa conversion, et pour cette raison, à la fin de sa vie, il a voulu quitter ce monde nu ». Les franciscains attachaient la plus grande importance à cet acte symbolique. Un acte, donc, hautement significatif que cette peinture de périzonium transparent.
La proximité que François entretient avec le Christ apparaît aussi dans la fresque de l'église inférieure, à Assise, son corps portant clairement les stigmates. Le saint est, par ailleurs, nettement identifiable comme un être humain ordinaire par des traits qui le caractérisent, comme un portrait, en échappant au type conventionnel de l'image du saint.

## Biographie

### Les documents
Bien qu’il s’agisse d’un des peintres les plus importants de la peinture occidentale, Cimabue n’échappe pas au sort de nombreux artistes du duecento (XIIIe siècle) pour lesquels nous n’avons que très peu d'informations documentées. De plus nous n’avons qu’un seul document concernant le jeune Cimabue (daté de 1272), tous les autres documents précèdent de quelques mois seulement sa mort (de septembre 1301 à février 1302).
8 juin 1272
Cimabue comparaît à Rome, en tant que témoin d'un acte notarié, relatant l’adoption de la règle augustinienne par les moniales de l’ordre de Saint-Pierre Damien (franciscain) qui avaient fui l’Empire Byzantin (« de Romanie exilio venientes »). Parmi les nombreux témoins (« aliis pluribus testibus »), seuls sept sont nommés : cinq religieux (le dominicain fra Rainaldo, évêque de Marsica et qui en 1273 sera élu évêque de Messine ; Pietro, chanoine de Santa Maria Maggiore, membre de la grande famille romaine des Paparoni ; fra Gualtiero da Augusta, un autre dominicain ; Gentile et Paolo, chanoines de l’église San Martino ai Monti et Armano, prêtre de San Pietro in Clavaro) et seulement deux laïcs : Jacopo di Giovanni, de la célèbre famille romaine del Sasso et enfin Cimabue (« Cimabove, pictore de Florencia »). Mais surtout deux personnalités prestigieuses sont présentes, en tant que protecteurs des moniales : le dominicain fra Tommaso Agni, tout juste nommé patriarche latin de Jérusalem (1272-1277), envoyé personnel du pape Grégoire X (1272-1276) et le cardinal Ottobuono Fieschi, neveu du pape Innocent IV (1243-1254) et futur pape sous le nom d'Adrien V (1276).
Ce document montre ainsi Cimabue – vraisemblablement âgé d'une trentaine d'années pour pouvoir témoigner – considéré comme une personne de qualité, au milieu de hautes personnalités religieuses, notamment dominicaines, ordre pour lequel il avait déjà réalisé le grand Crucifix d'Arezzo.
5 novembre 1301
Il s'agit de la commande d'un polyptyque muni d'une prédelle par l’hôpital Santa Chiara de Pise à Cimabue (« Cenni di Pepo ») et « Nuchulus » : « un tableau avec des colonnettes, des tabernacles, une prédelle, représentant les histoires de la divine et bienheureuse Vierge Marie, des apôtres, des anges et autres figures également peintes ».
Une série de 21 documents échelonnés entre le 2 septembre 1301 et le 19 février 1302
Ces documents évoquent les rémunérations des journées de Cimabue (« Cimabue pictor Magiestatis ») travaillant sur la mosaïque absidiale du dôme de Pise.
Le dernier document - celui du 19 février 1302 - indique que Cimabue a réalisé le saint Jean (« habere debebat de figura Sancti Johannis »), qui est ainsi l’unique œuvre de Cimabue documentée.
19 mars 1302
Dans un document cité par Davidsohn en 1927 mais non retrouvé, il est mention des héritiers de Cimabue (« heredes Cienni pictoris »).
4 juillet 1302
La Société des Piovuti reçoit une nappe anciennement propriété de Cimabue. Cimabue, n'étant pas pisan, il semble peu probable qu'il ait été membre de la Compagnia dei Piovuti, réservée aux citoyens pisans (peut-être le propriétaire de son logement).
En résumé, nous n'avons donc que très peu d’informations documentées concernant la vie de Cimabue: il est né à Florence, était présent à Rome le 8 juin 1272; il œuvra à Pise en 1301 et 1302, exécutant le Saint Jean et il est mort en 1302.
Tous les autres éléments biographiques découlent soit des textes anciens - tous posthumes - soit de l'étude de son œuvre.

### Date de naissance
La majorité des historiens d'art la situent vers 1240 pour entre autres les raisons suivantes :
- sa présence en tant que personne de qualité lors de l’établissement de l’acte notarié du 22 juin 1272
- la maîtrise nécessaire à l'exécution du Crucifix d'Arezzo que l’on date vers 1265-1270, qui n’est certainement pas l’œuvre d’un apprenti,
- c'est la date avancée par Giorgio Vasari dans ses Vite[85] (même s'il fixe de manière erronée celle de sa mort à 1300)[86].

### Dénomination. Premières mentions
Son vrai nom Cenni di Pepo (forme ancienne de « Benvenuti di Giuseppe ») ne nous est connu que par le document du 5 novembre 1301 (la commande du polyptyque Santa Chiara de Pise).
Le prénom Giovanni ne figure sur aucun document historique : il semblerait donc que cela soit une erreur tardive (XVe siècle) de Filippo Villani, malheureusement rapidement propagée par l'Anonyme Magliabechiano et surtout les Vite de Vasari. Il sera utilisé jusqu'en 1878 !
Partout ailleurs c’est son surnom « Cimabue » qui est utilisé et qui passera à la postérité.
Deux interprétations de ce surnom prédominent, suivant que l’on considère « cima » comme substantif ou comme verbe.
Comme substantif ('sommet' ou 'tête'), Cimabue pourrait alors être compris comme « tête de bœuf », surnom qualifiant généralement une personne obstinée, têtue. Pour un autre exemple, on pourrait citer le surnom de Volterrano : Cima de buoi.
Comme verbe (cimare : au propre 'couper, écimer' ; au figuré : 'écorner, railler'), Cimabue signifierait un homme fier, méprisant,. Cette deuxième acception semble être confirmée par les études étymologiques, par la citation de Dante au chant XI du Purgatoire, chant consacré aux orgueilleux, et surtout par le commentaire de l'Ottimo Commento, ouvrage daté de 1330, commentaire écrit donc quelque temps après la mort de l’artiste et qui pourrait fort bien rapporter une tradition populaire encore vivante :

« Cimabue fut un peintre de Florence, de l'époque de notre auteur (Dante), très important, que tout un chacun connaissait ; mais il était tellement arrogant et fier avec cela, que si quelqu’un découvrait un défaut dans son travail, ou s'il en avait perçu un lui-même (comme cela arrive souvent à l'artiste qui échoue du fait de son matériel, ou des défauts des instruments qu’il utilise), il abandonnait immédiatement ce travail, aussi coûteux soit-il. »

Ce texte fut repris entre autres par Giorgio Vasari, qui lui assura une large diffusion. Il montre à la fois un homme fier, orgueilleux, de fort caractère, mais surtout extrêmement exigeant envers lui-même et son art, notamment dédaigneux des considérations matérielles. Cette attitude qui nous paraît extrêmement moderne, est étonnante pour un artiste du XIIIe siècle, où le peintre est avant tout un humble artisan, travaillant au sein d’un atelier, encore bien souvent de manière anonyme. Aussi Cimabue préfigure la révolution du statut de l’artiste, généralement située à la Renaissance. Ceci, et le fait que Cimabue est florentin expliquent que la biographie de Cimabue ouvre le célèbre ouvrage des Vite de Vasari, cet ensemble de biographies à la gloire de Florence qui mène à celle de Michel-Ange, figure de l’artiste créateur par excellence selon cet auteur.
Le point de vue de Vasari, fier de la renommée de sa ville natale, Florence, a été repris par les auteurs des XVe et XVIe siècles, faisant de lui la première lumière de la renaissance de la peinture; la véritable lumière revenant à son héritier, le florentin Giotto. Le lien entre les deux artistes étant fermement inscrit dans les textes humanistes, c’est ainsi qu’est né le mythe selon lequel Cimabue aurait été le maître de Giotto.

## Liste des œuvres de Cimabue

### Œuvres attribuées de manière quasi unanime aujourd'hui

Représentation schématique du Diptyque de dévotion (Cimabue)

Crucifix
- Crucifix d'Arezzo (vers 1265-70), tempera et or sur panneau, 336 × 267 cm, Arezzo, église San Domenico (Toesca 1927)
- Crucifix de Santa Croce (vers 1275), tempera et or sur panneau, 433 × 390 cm, Florence, Basilique Santa Croce (Francesco Albertini 1510 et 1909 (SUDOC 166138959) (SUDOC 06477791X))

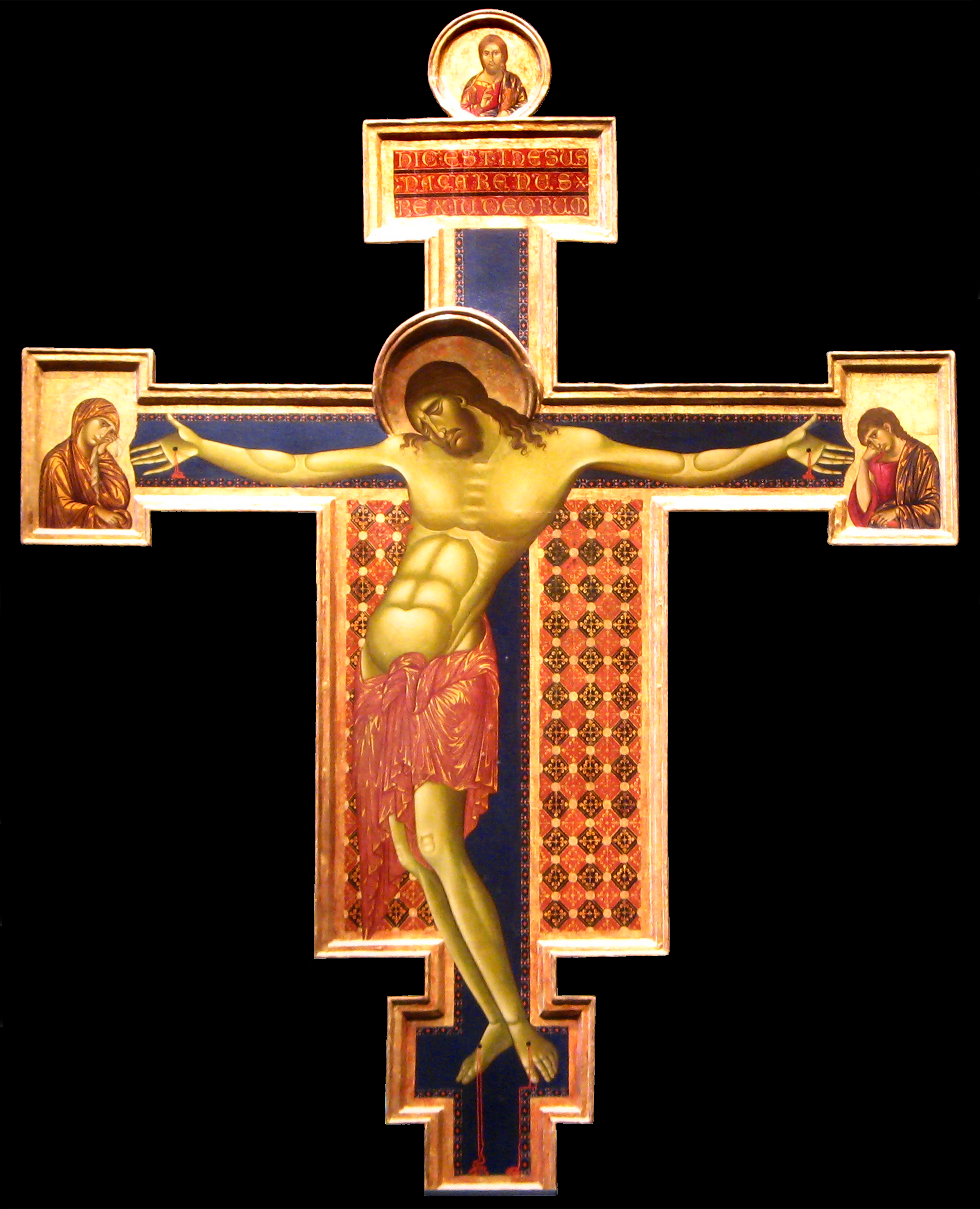
Crucifix d'Arezzo.
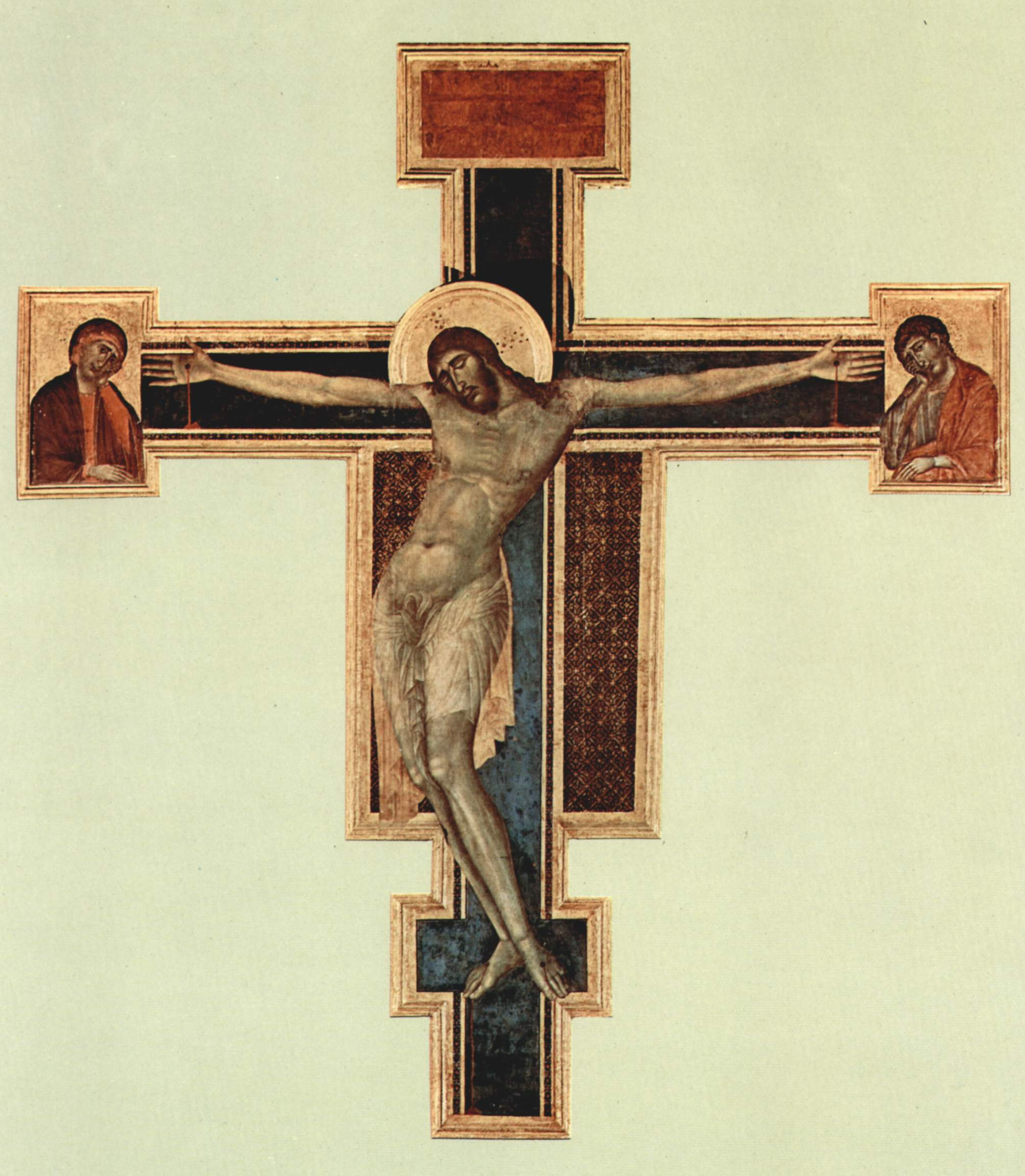
Crucifix de Santa Croce.

Baptistère Saint-Jean de Florence

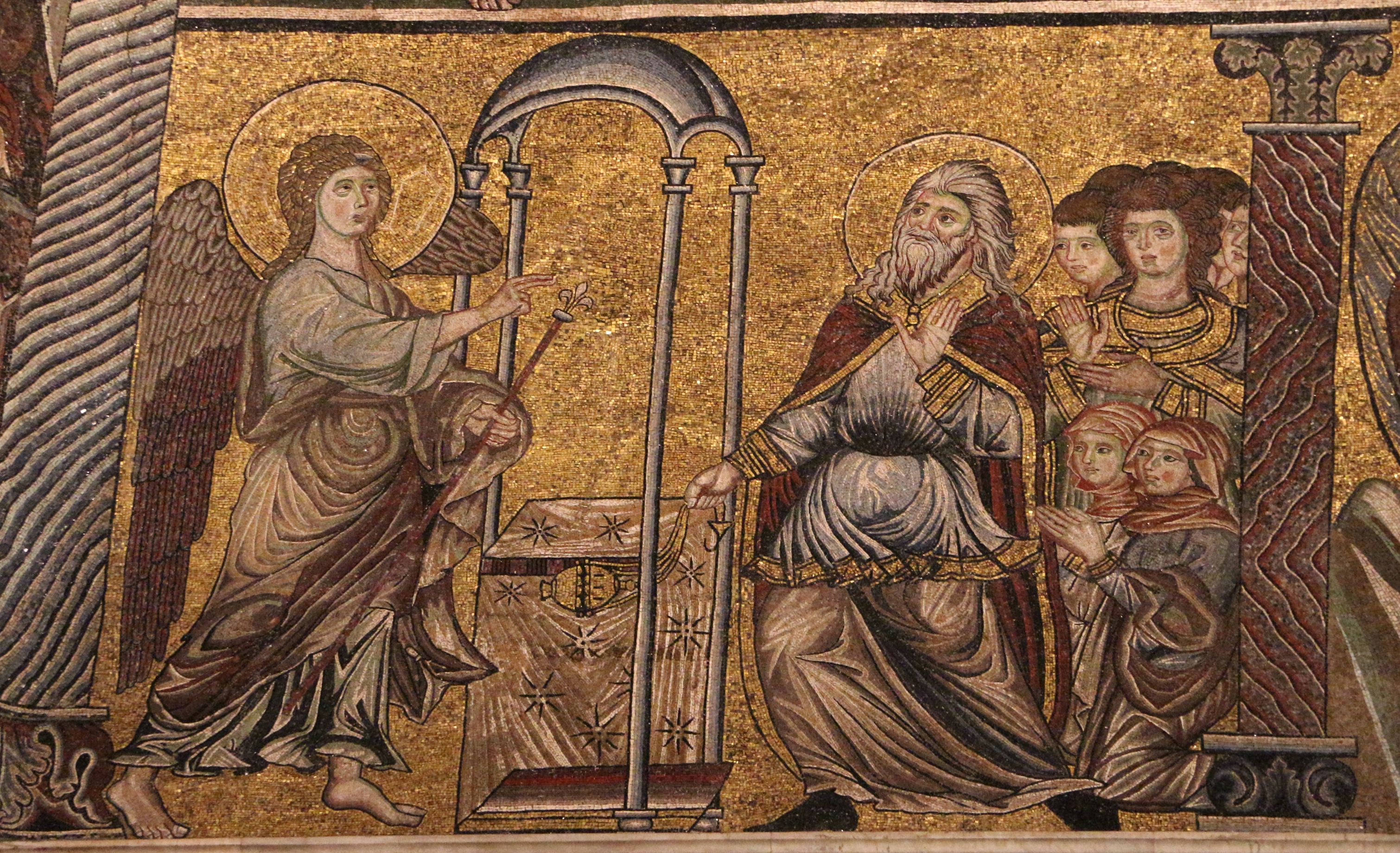
Annonce à Zacharie.
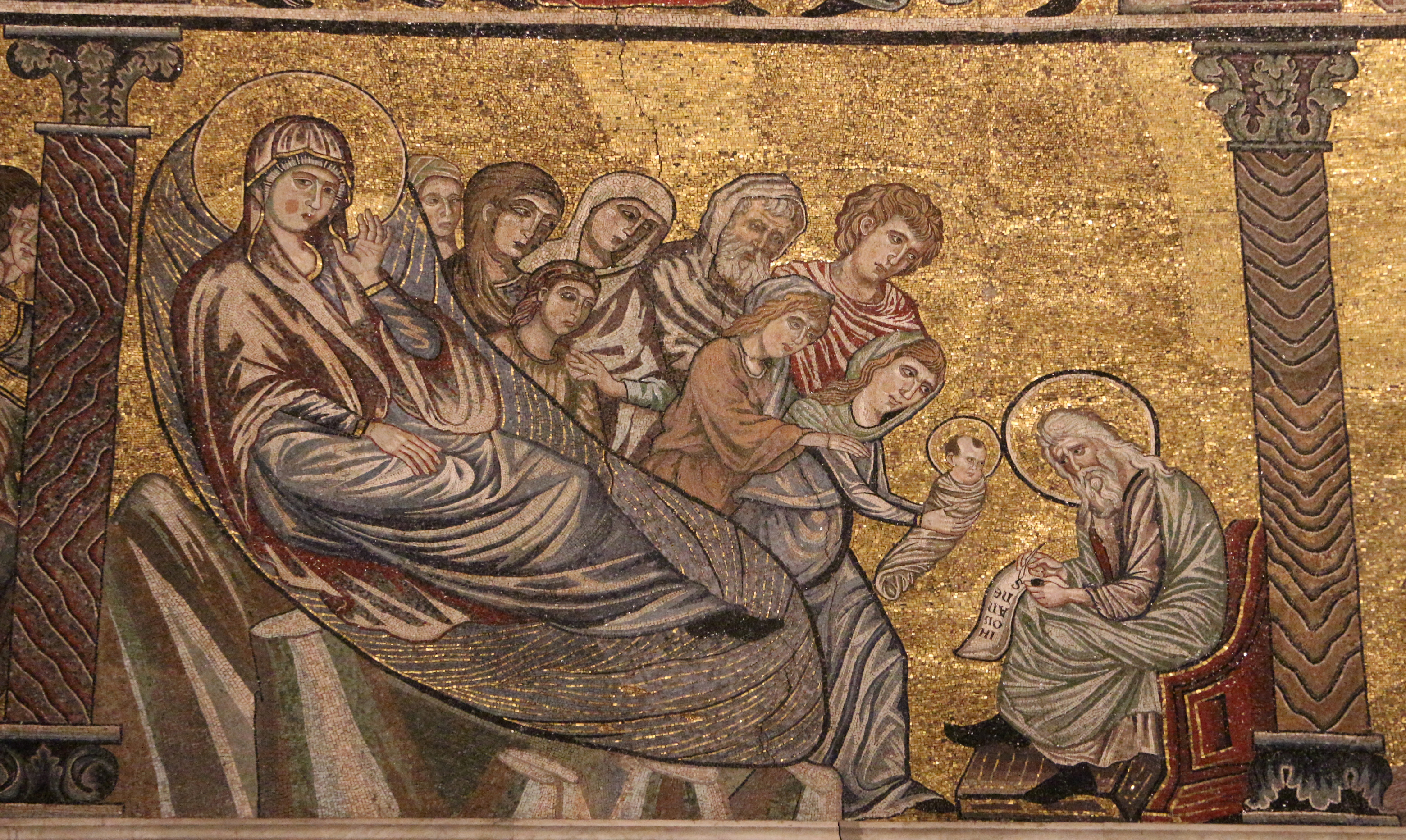
Naissance et apposition du nom.
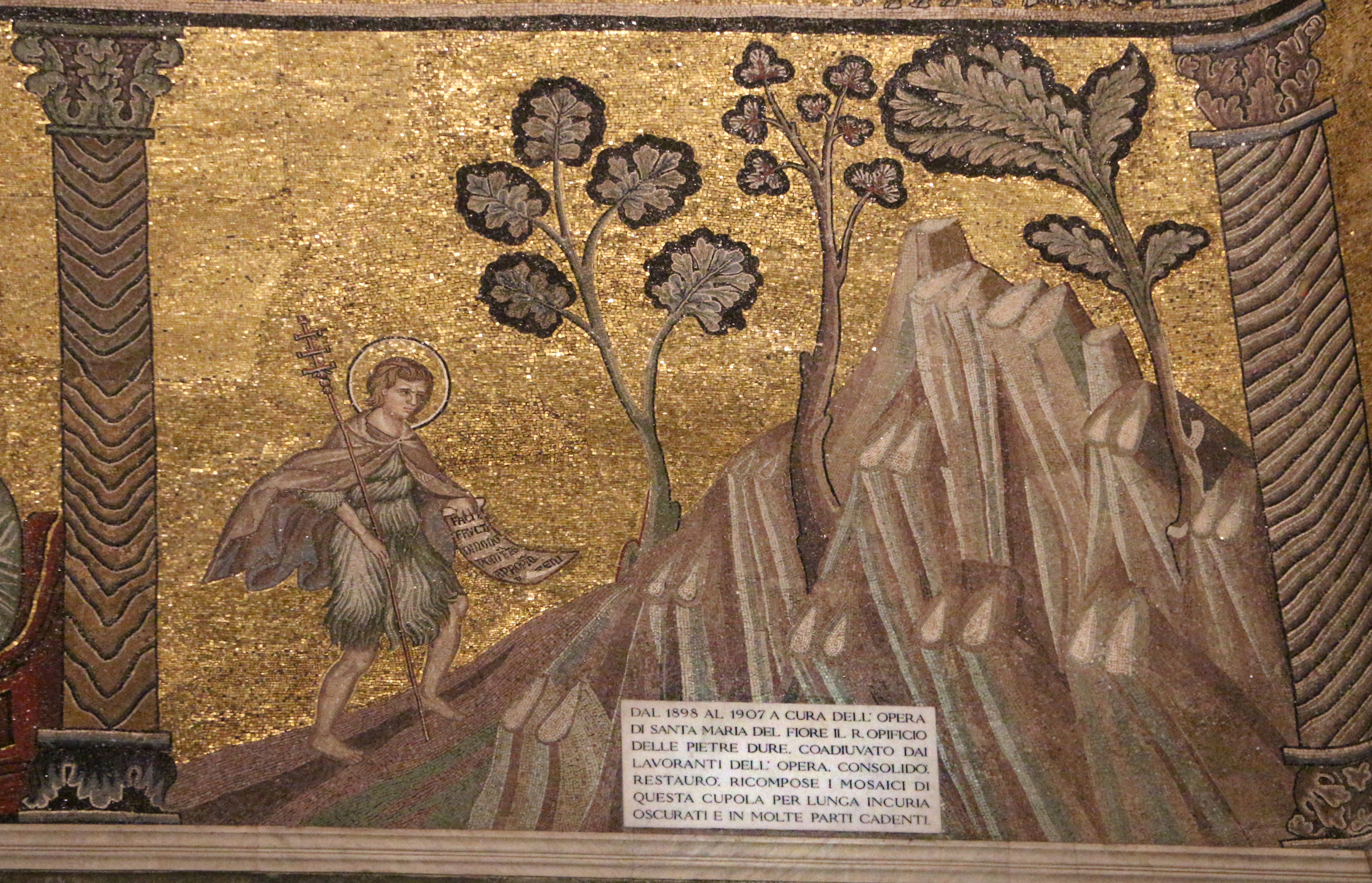
Saint Jean Baptiste dans le désert.
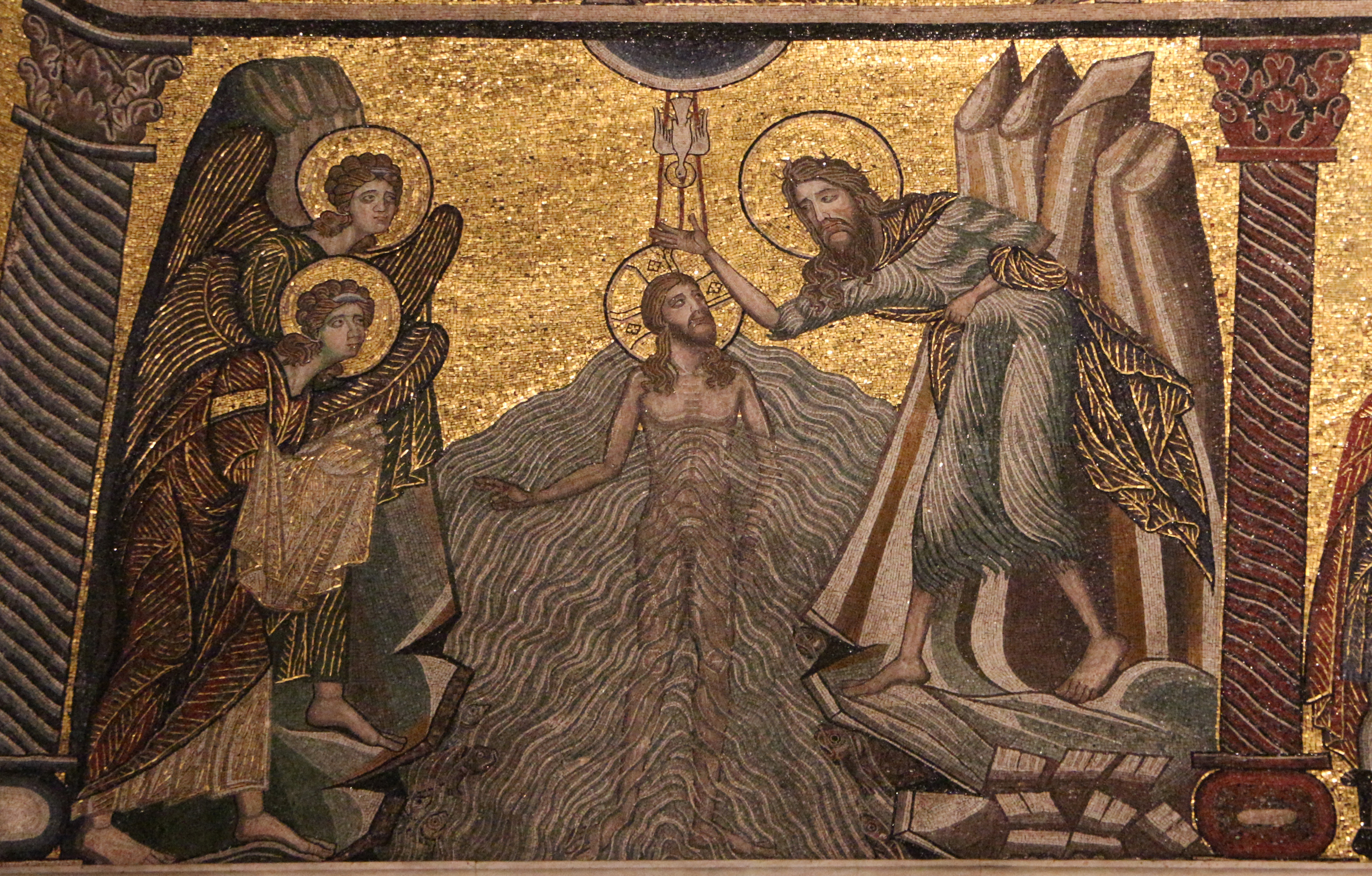
Baptême du Christ.
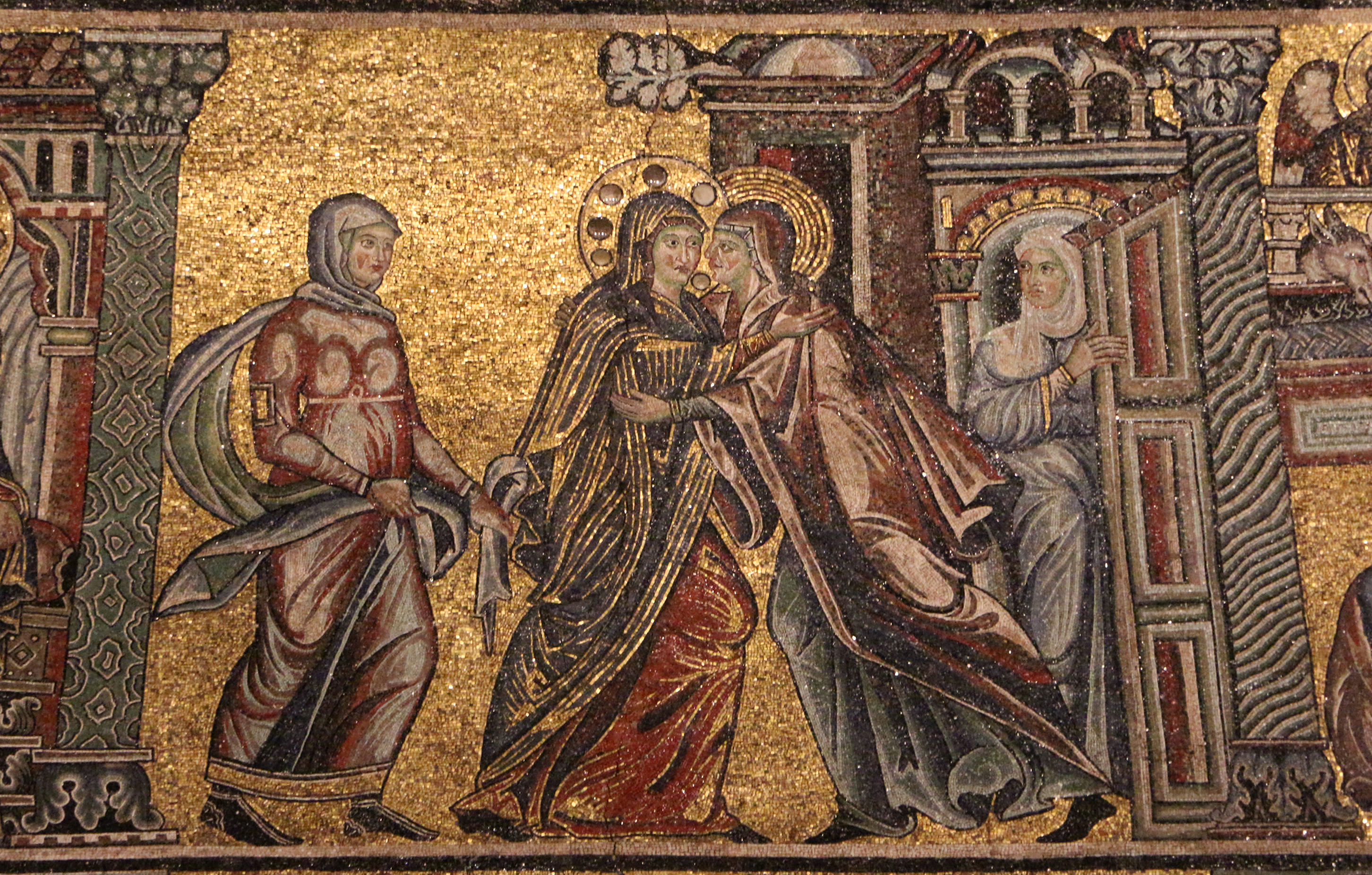
Visitation.
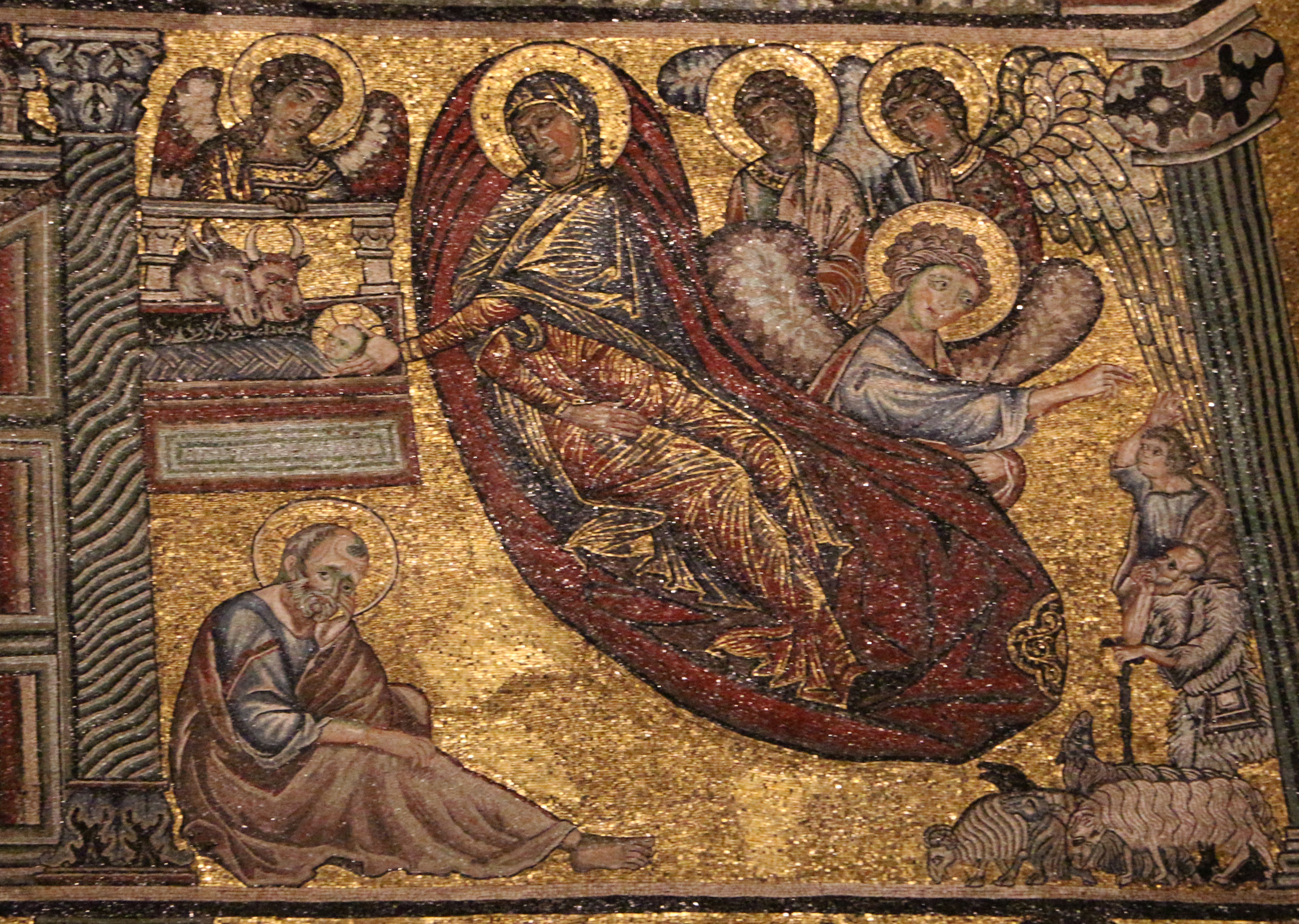
Nativité.

Vierge à l'Enfant
- La Vierge et l'Enfant en majesté entourés de six anges (vers 1280), tempera et or sur bois, 427 × 280 cm, Paris, musée du Louvre (inv. 254) (Vasari 1568). Initialement pour l'église San Francesco de Pise[12],[91]
- Maestà di Santa Trinita (vers 1280), tempera et or sur bois, 385 × 223 cm, Florence, Galerie des Offices (La Vierge est vêtue d'un ample manteau bleu, et non pas noir[N 21]).
- Maestà di Santa Maria dei Servi (vers 1280-1290), tempera et or sur panneau, 218 × 188 cm, Bologne, basilique Santa Maria dei Servi (Bologne) (Thode 1885)
- Vierge Gualino, tempera et or sur panneau, 157 × 86 cm, Turin, galerie Sabauda (ré-attribuée à Cimabue)[N 22]

Maestà du Louvre.
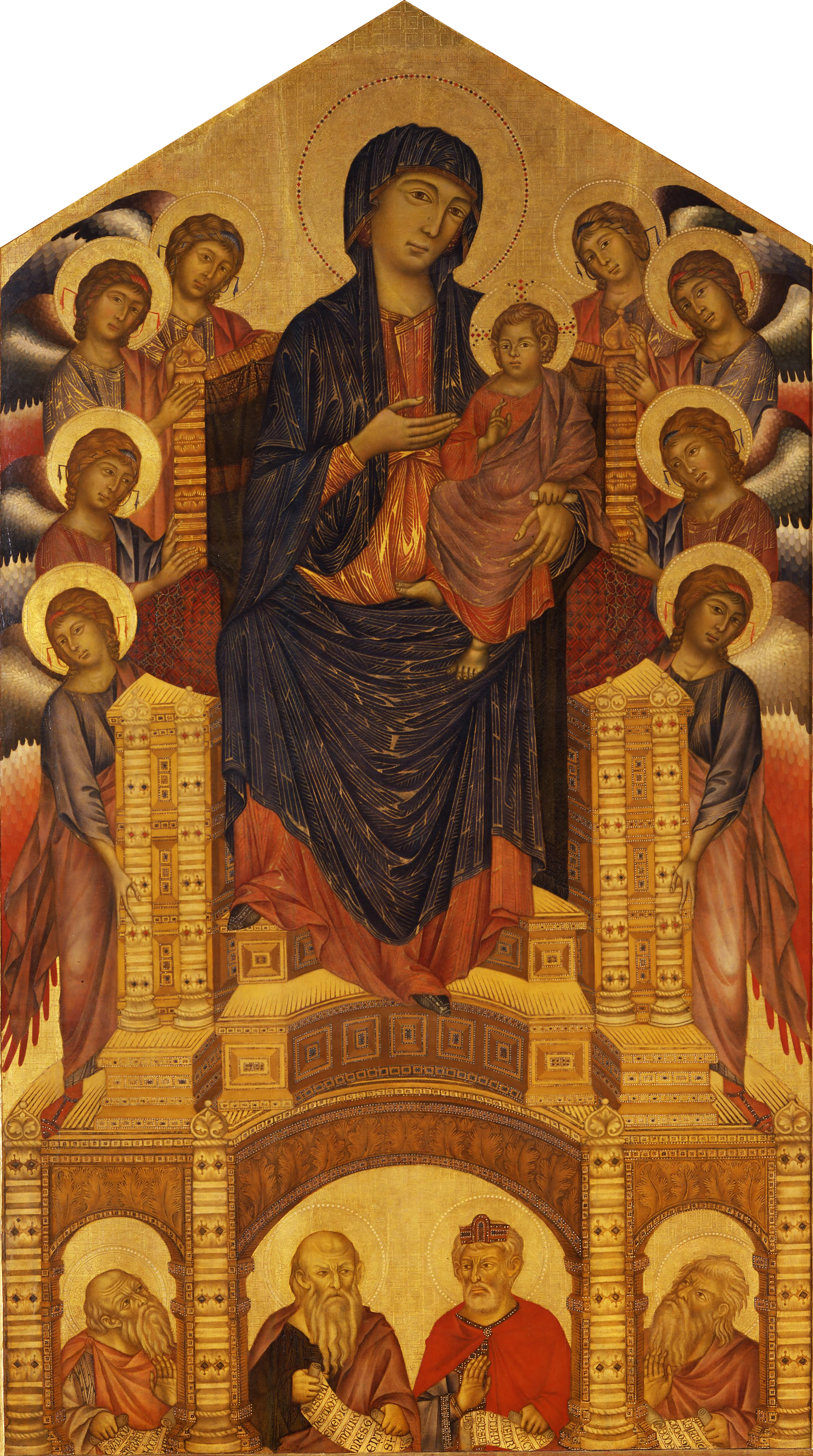
Maestà de Santa Trinita.
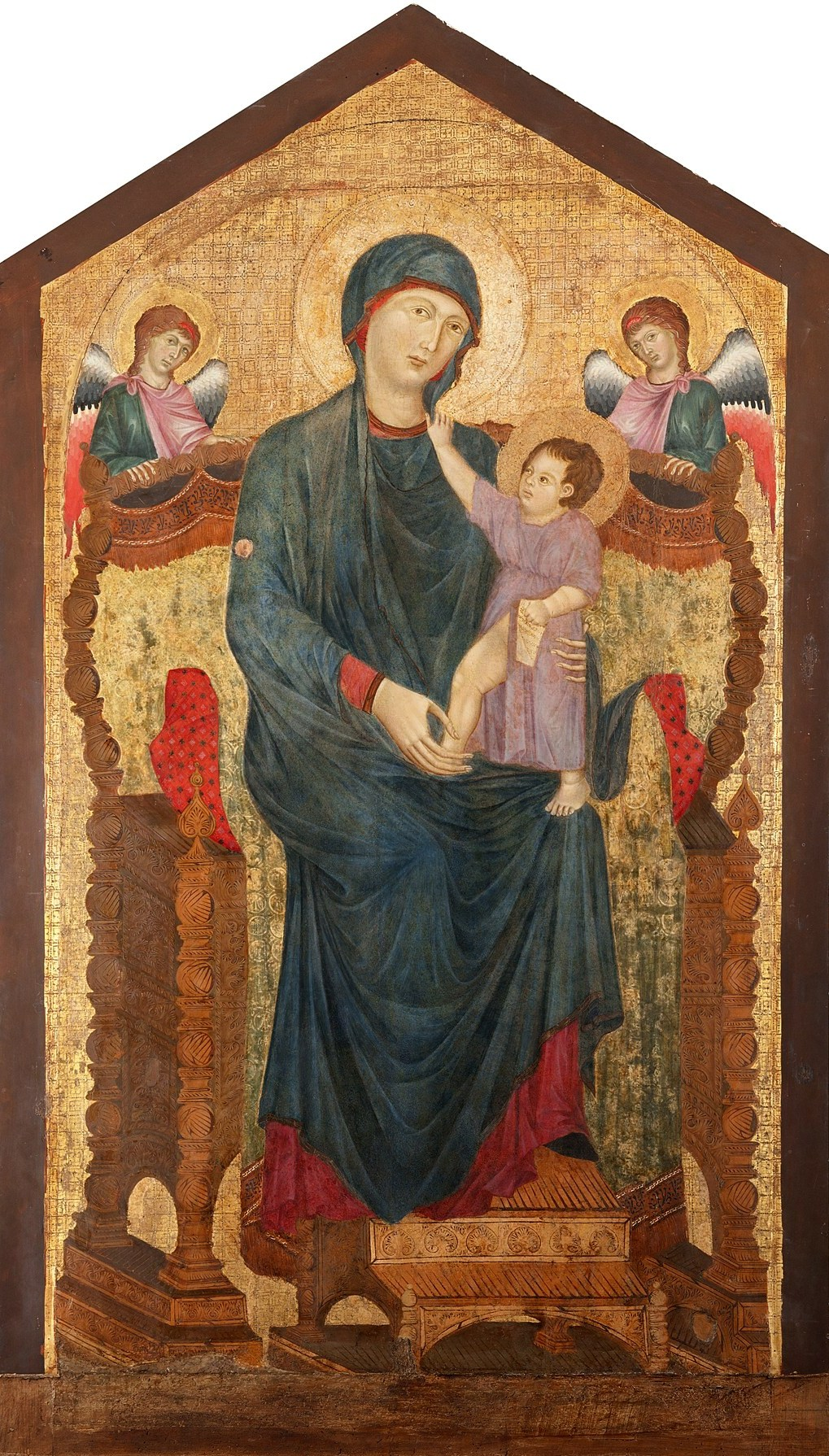
Maestà de Santa Maria dei Servi.
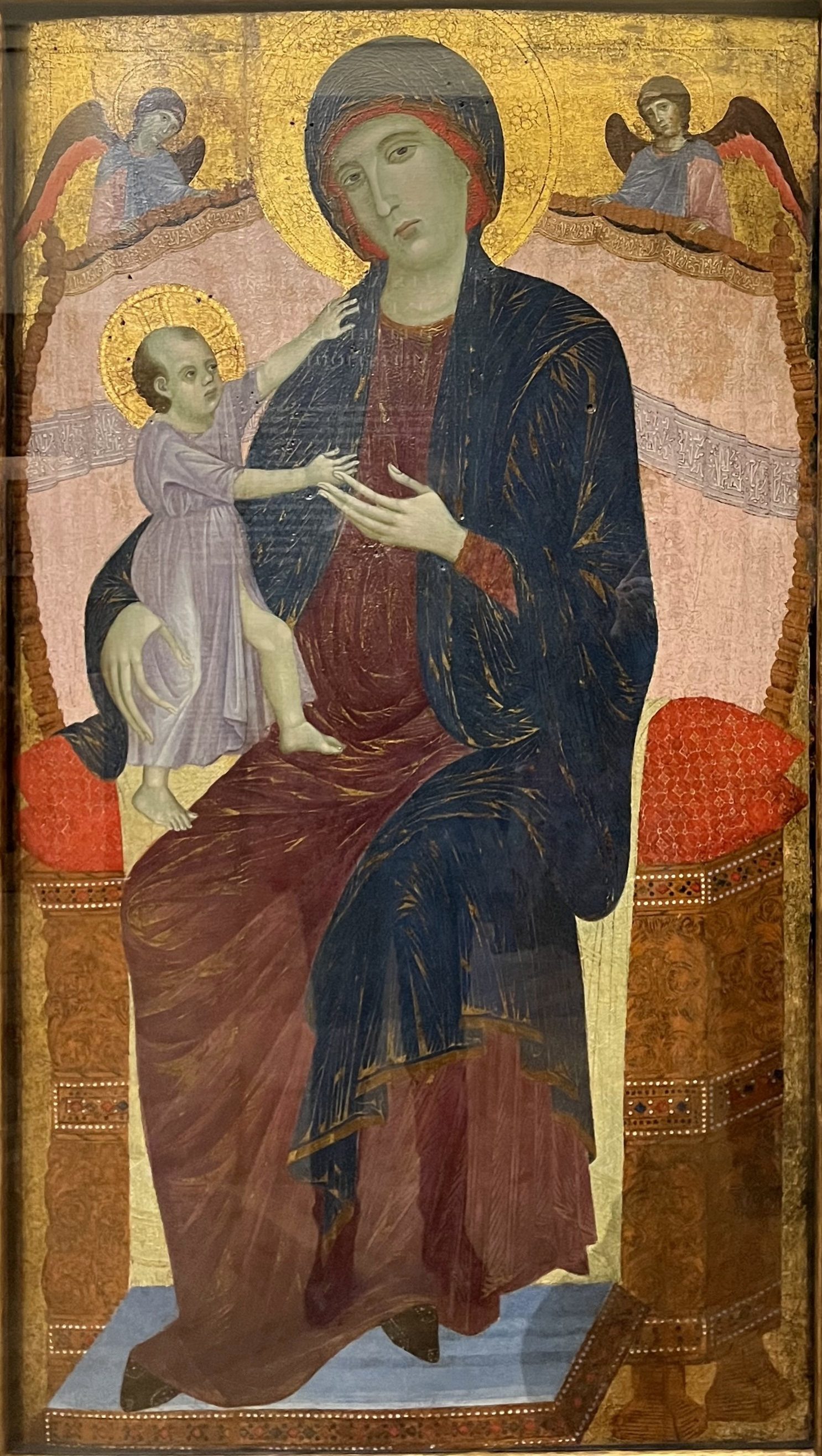
Vierge Gualino ré-attribuée à Cimabue.

Diptyque de dévotion (vers 1280)
Diptyque de dévotion composé de huit panneaux représentant des scènes de la Passion du Christ dont seuls quatre panneaux du volet gauche sont connus :
- La Flagellation du Christ, tempera et or sur peuplier, 25,2 × 20,3 cm, New York, The Frick Collection (inv. 50.1.159) (Longhi 1951), bas droit[92] ;
- La Vierge à l'Enfant trônant et entourée de deux anges, tempera et or sur peuplier, 25,7 × 20,5 cm, Londres, National Gallery (inv. NG 6583), haut gauche ;
- Le Baiser de Judas (perdu), haut droit[92] ;
- La Dérision du Christ, tempera et or sur peuplier, 25,8 × 20,3 cm[N 23]

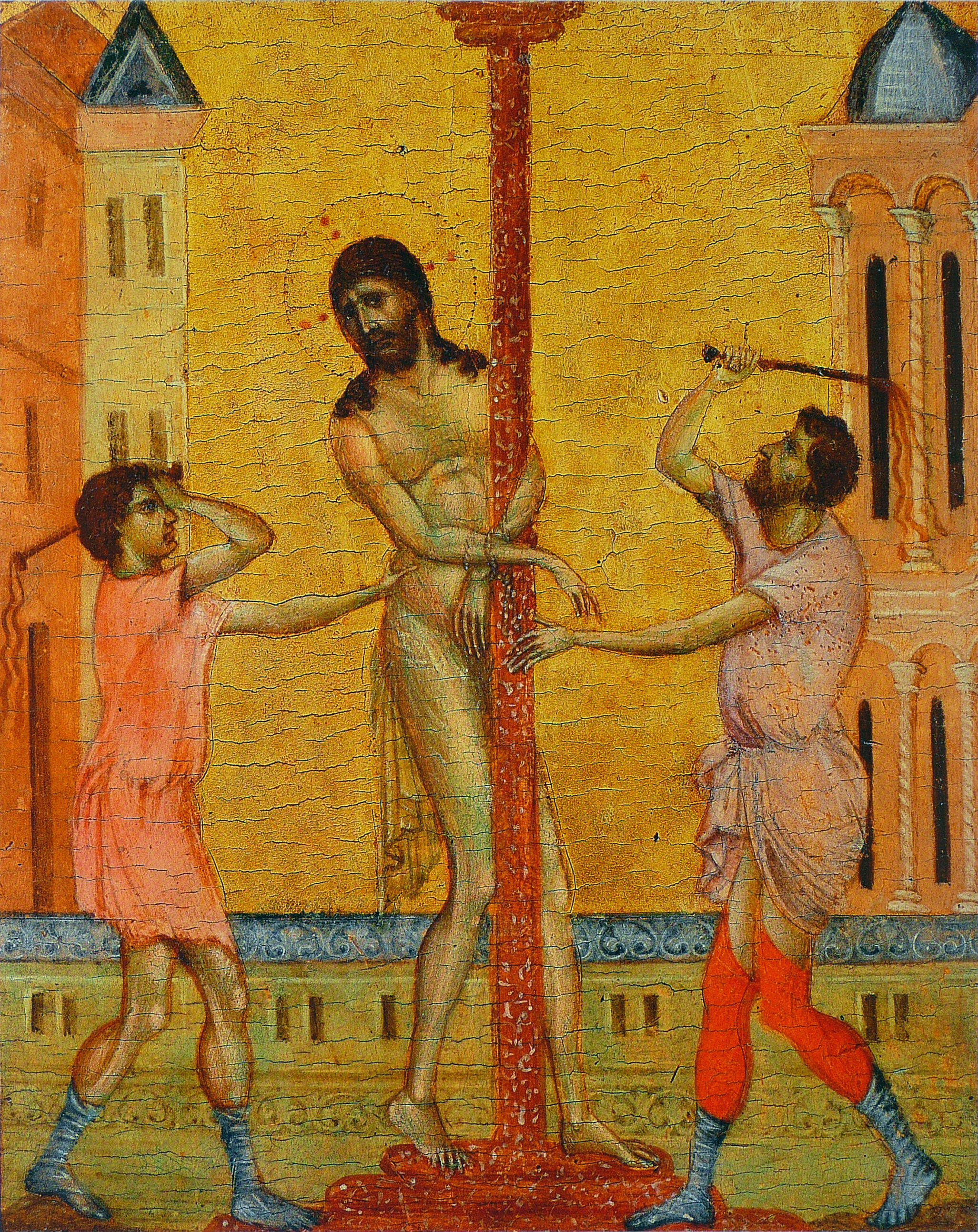
Flagellation.
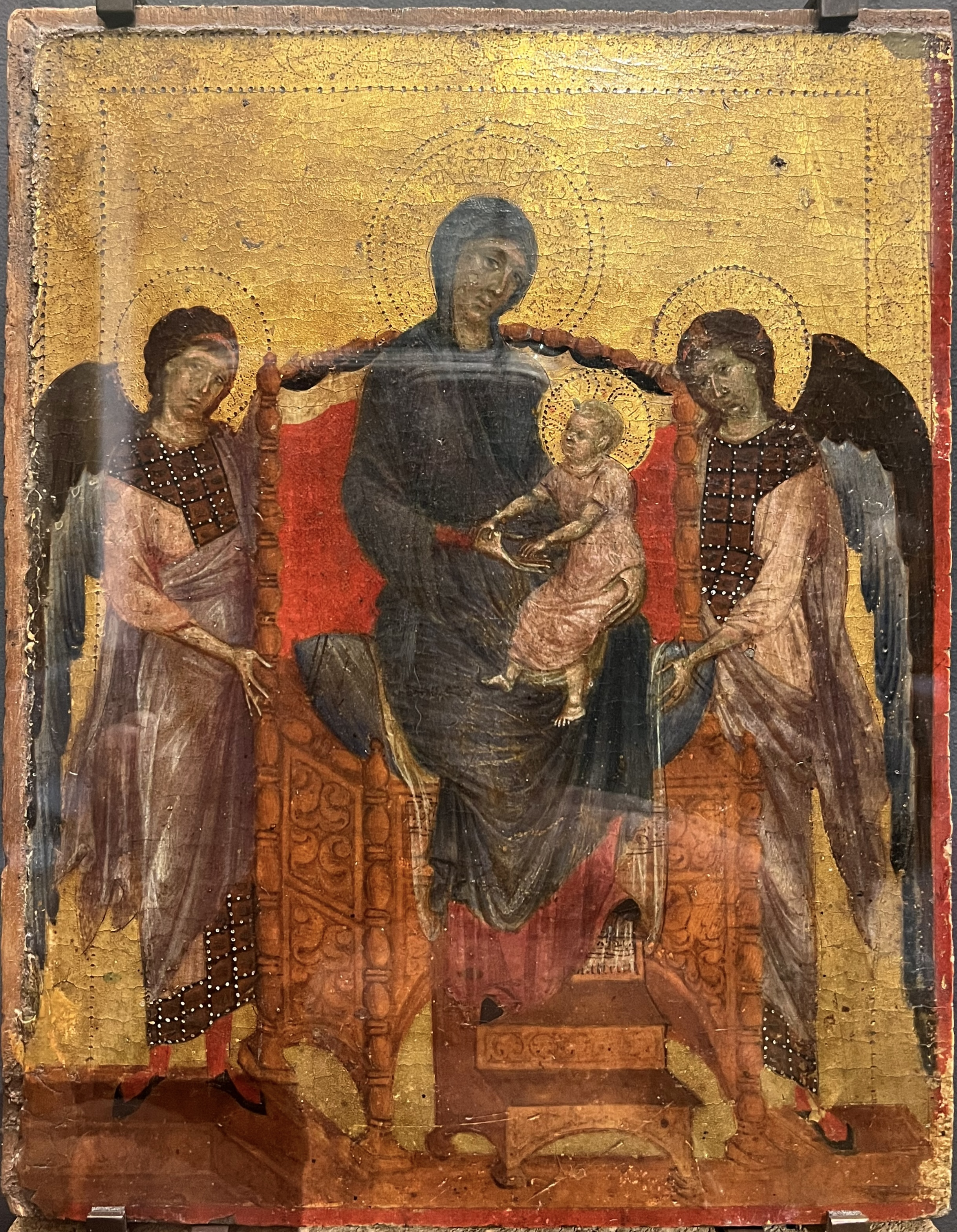
Vierge à l'Enfant trônant, entourée de deux anges.
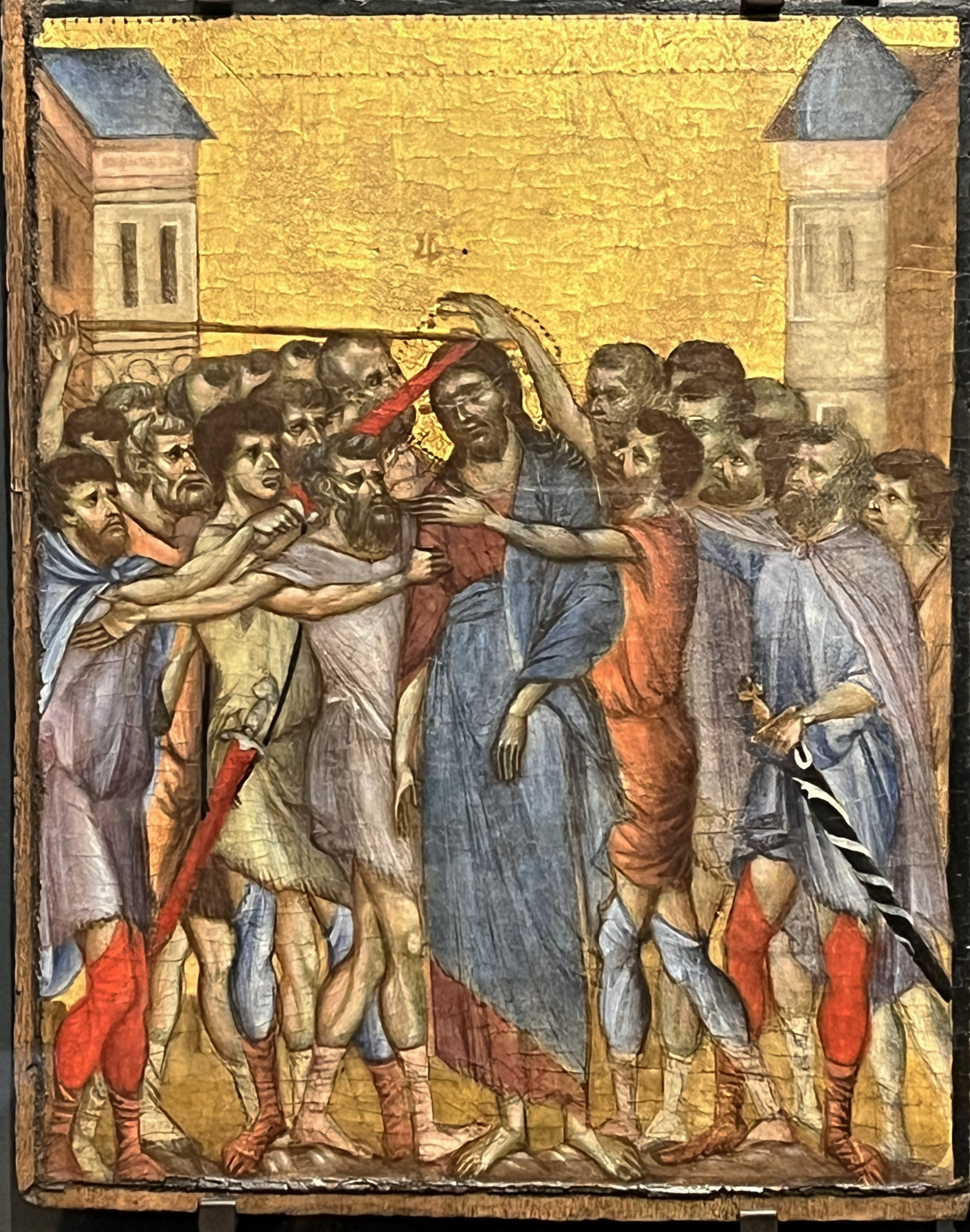
Dérision du Christ.

Fresques dans la Basilique Saint-François d'Assise (entre 1278 et 1292)
- Église inférieure - transept droit : Madone avec saint François (Cavalcaselle 1864, (SUDOC 269563709)). Cette fresque a été restaurée en 2024. Une vue de cette restauration a été publiée dans la presse en ligne[66] :

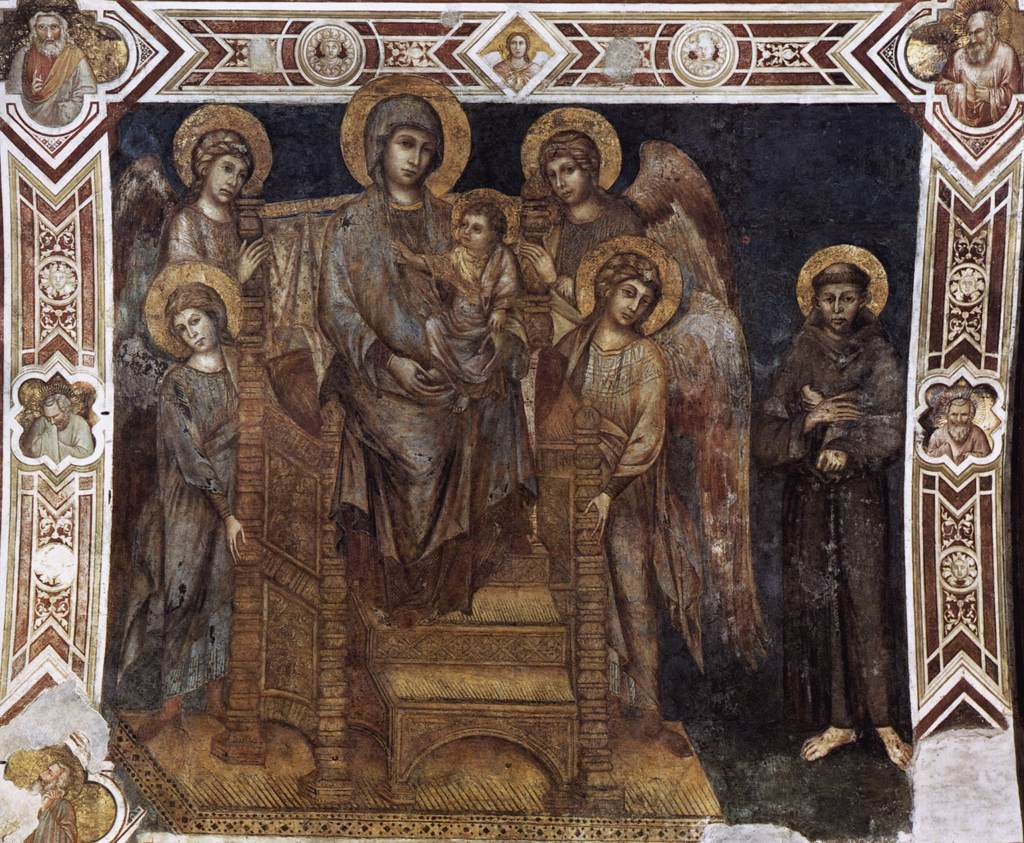
Madone avec saint François et quatre anges.

- Église supérieure - voûte des Quatre évangélistes (Cavalcaselle 1864, (SUDOC 269563709))

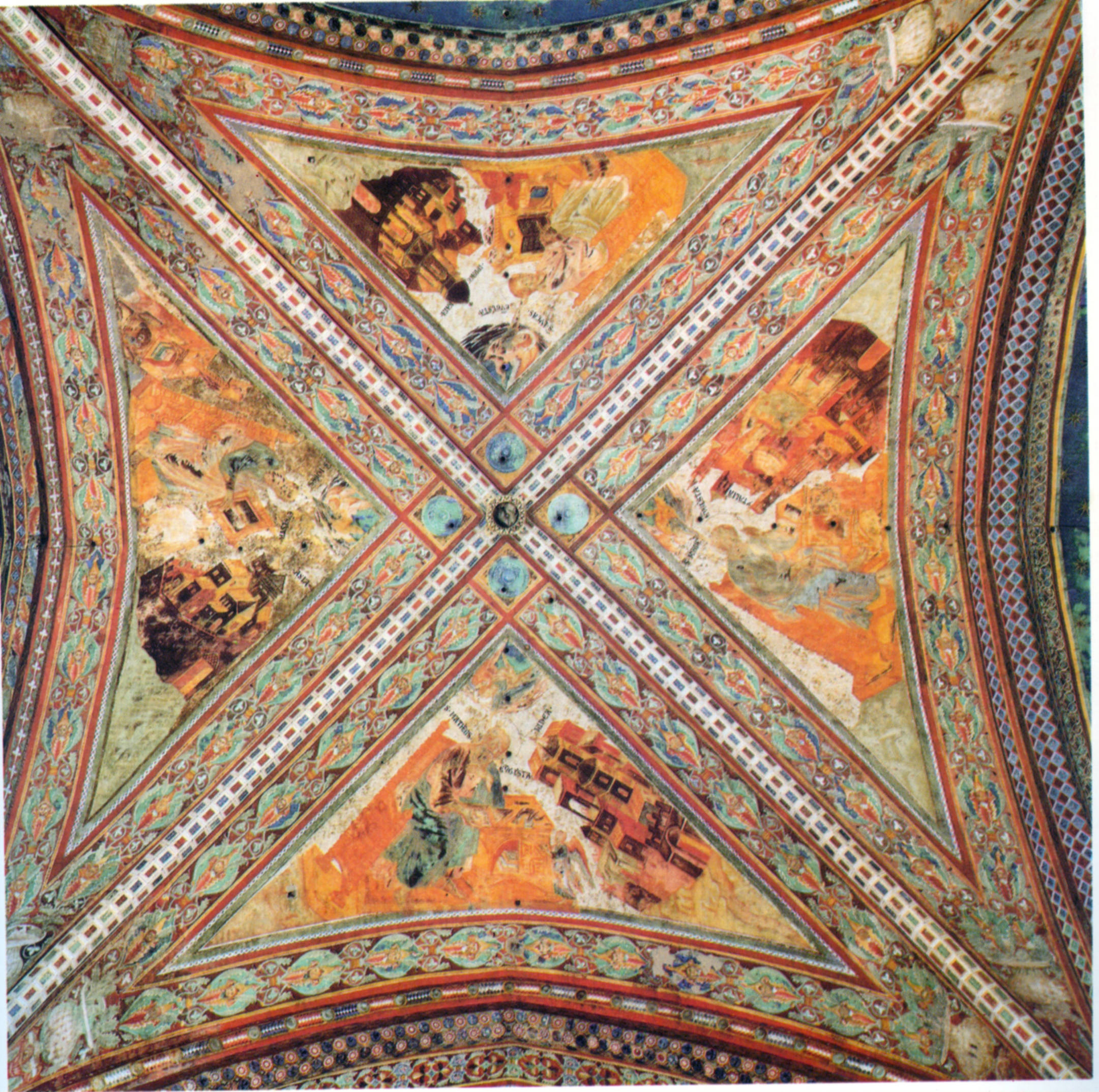
Voûte des quatre évangélistes.
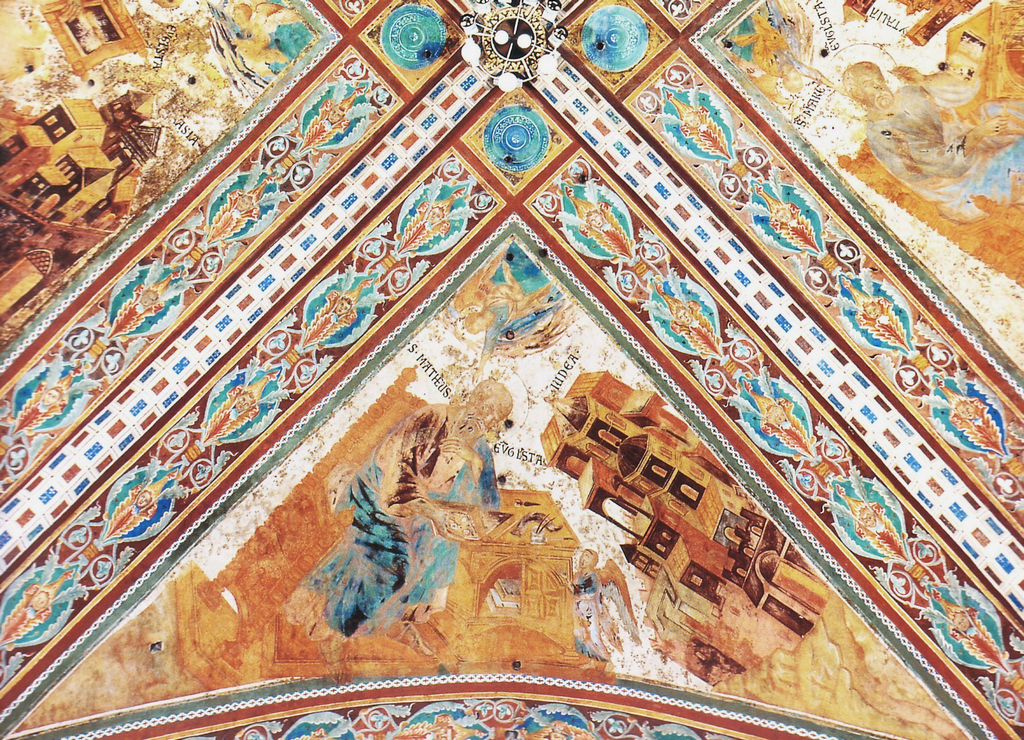
Saint Matthieu (avant sa destruction en 1997).
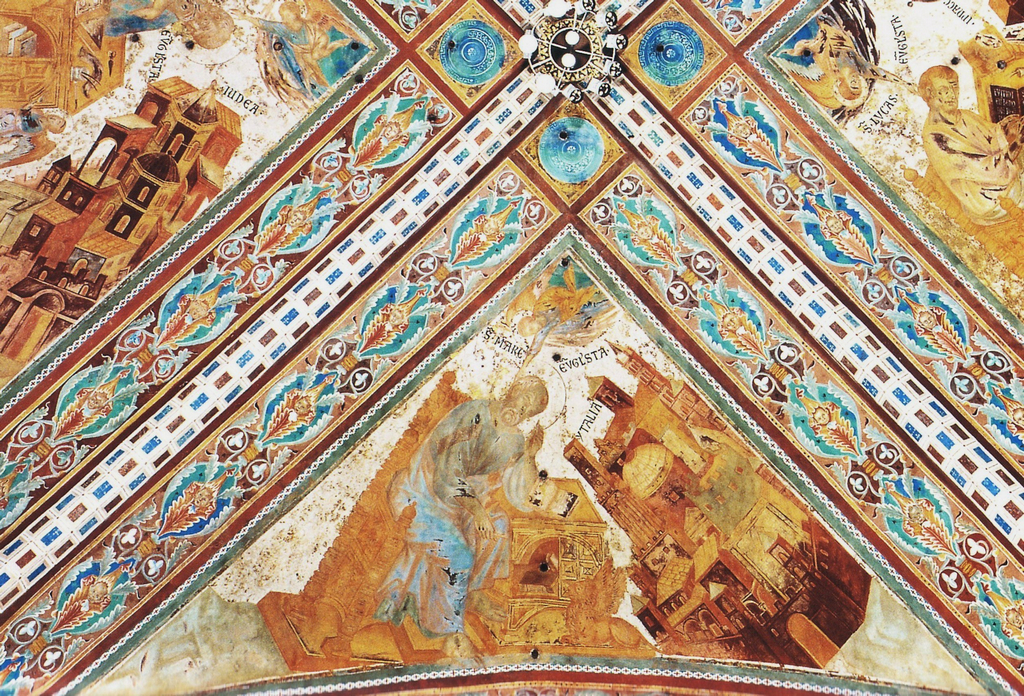
Saint Marc.
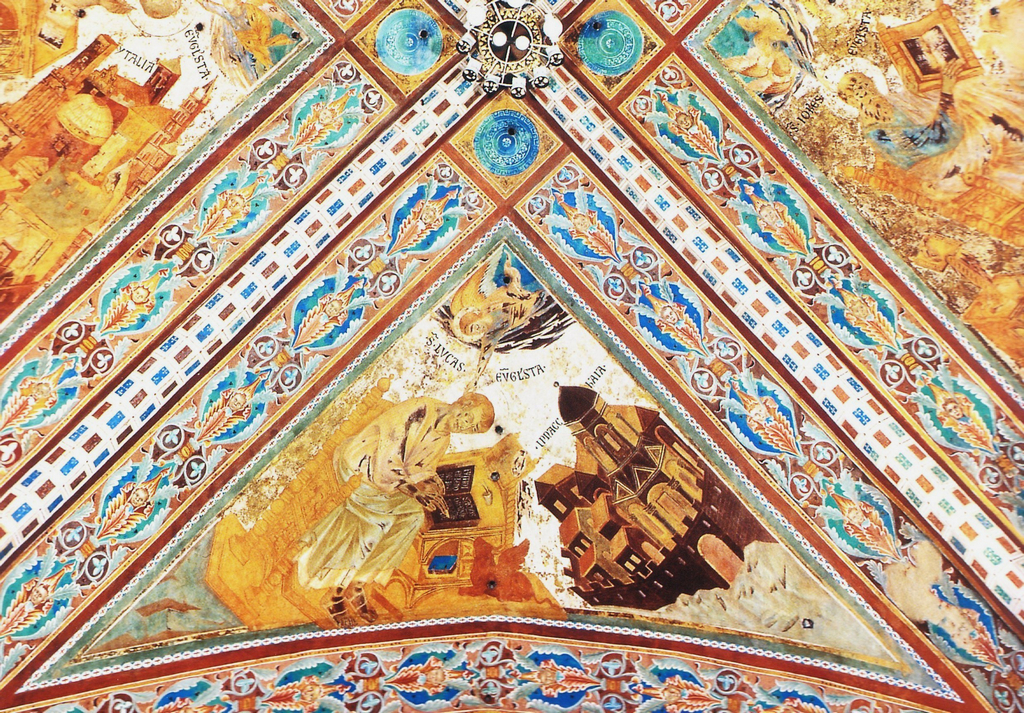
Saint Luc.
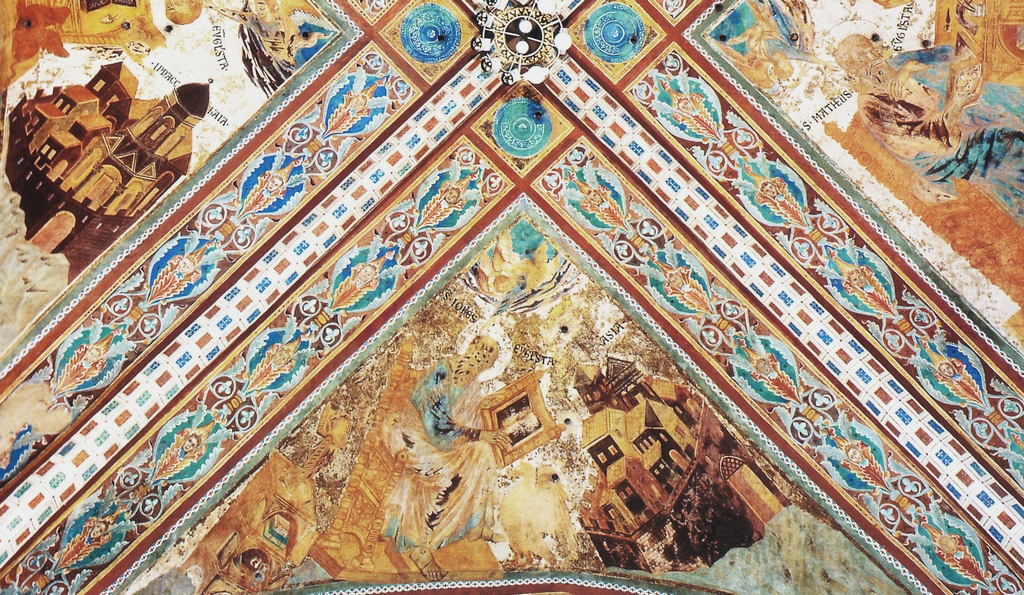
Saint Jean l'évangéliste.

- Église supérieure - transept gauche - Scènes de l'Apocalypse (Henry Thode 1885 (SUDOC 066712580))
  - Crucifixion
  - Christ en gloire
  - Vision du trône et livre des sept sceaux
  - Vision des anges aux quatre coins de la terre
  - Christ de l'Apocalypse
  - Chute de Babylone
  - Vision de Saint Jean à Patmos
  - Saint Michel et le dragon
  - Anges en pied

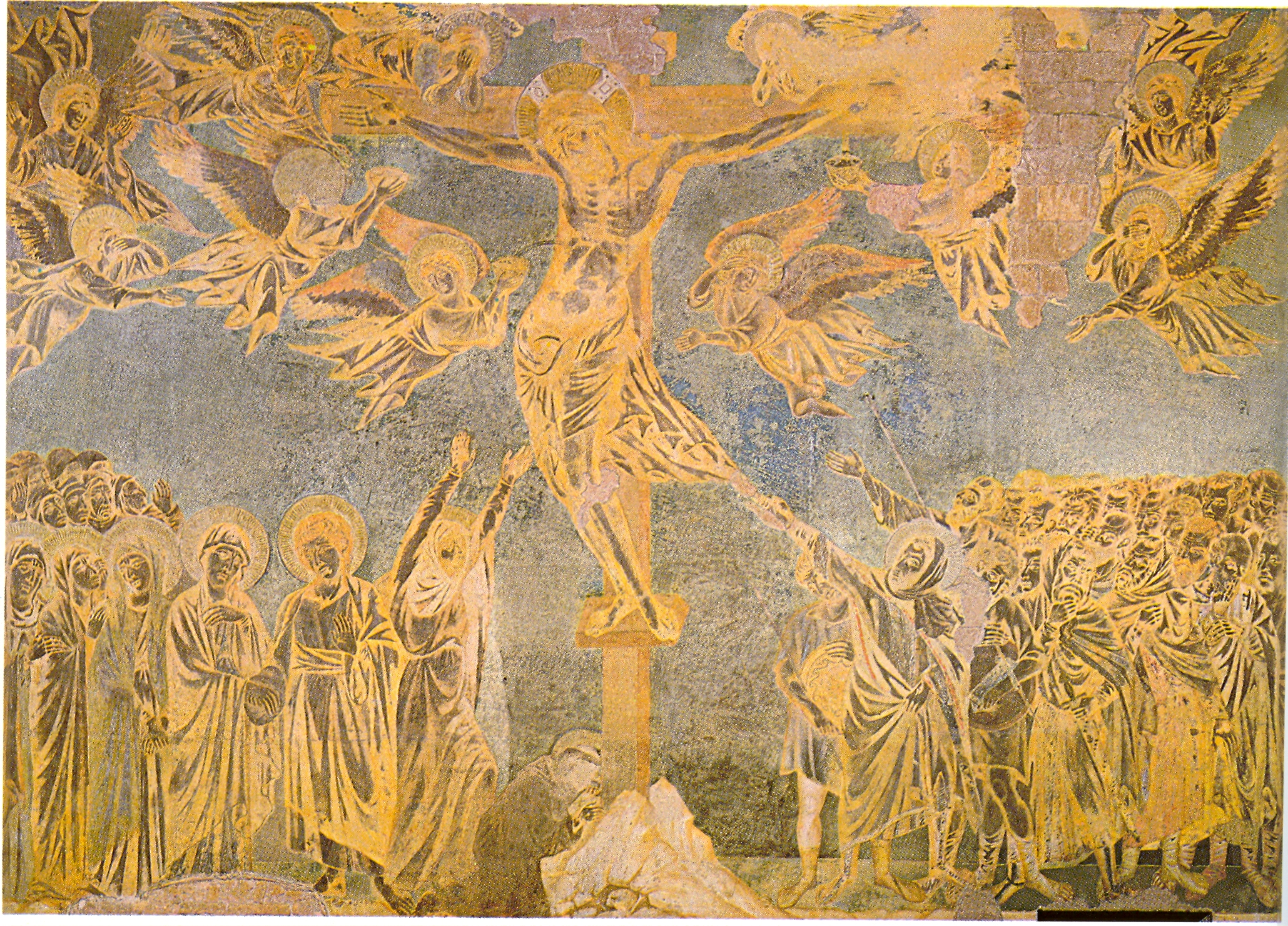
Crucifixion (transept gauche).
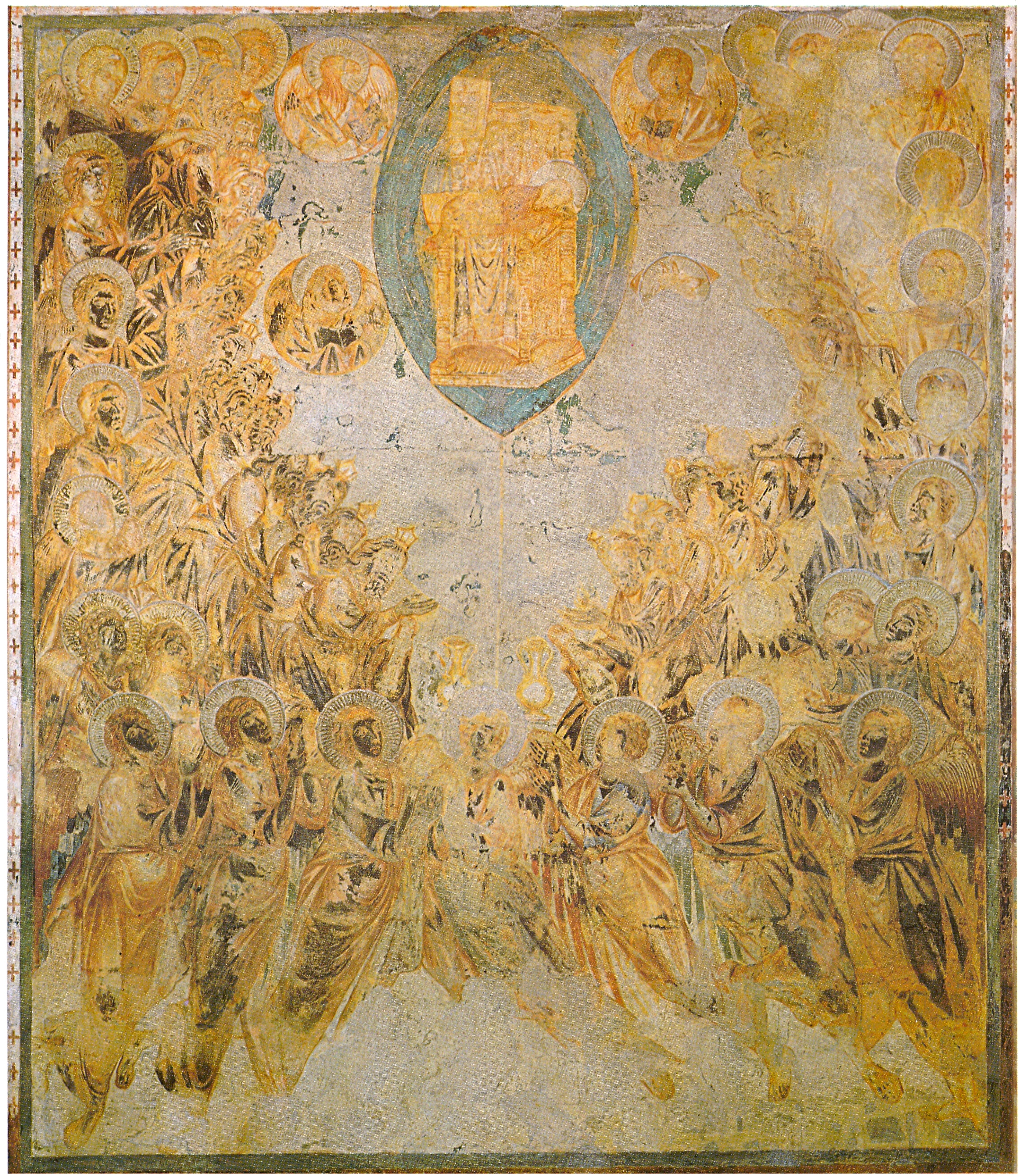
Vision du trône.
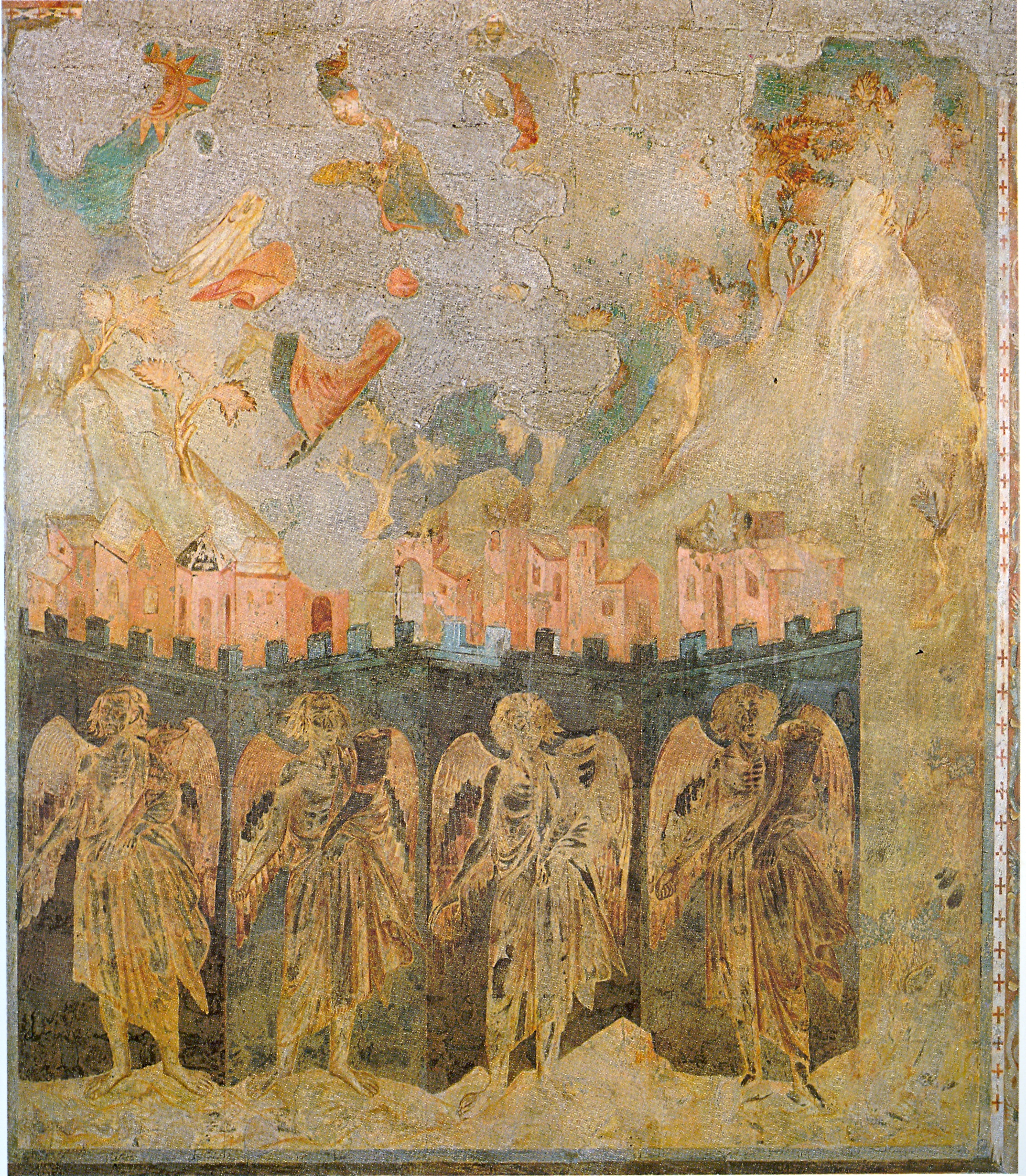
Vision des Anges aux quatre coins de la terre.
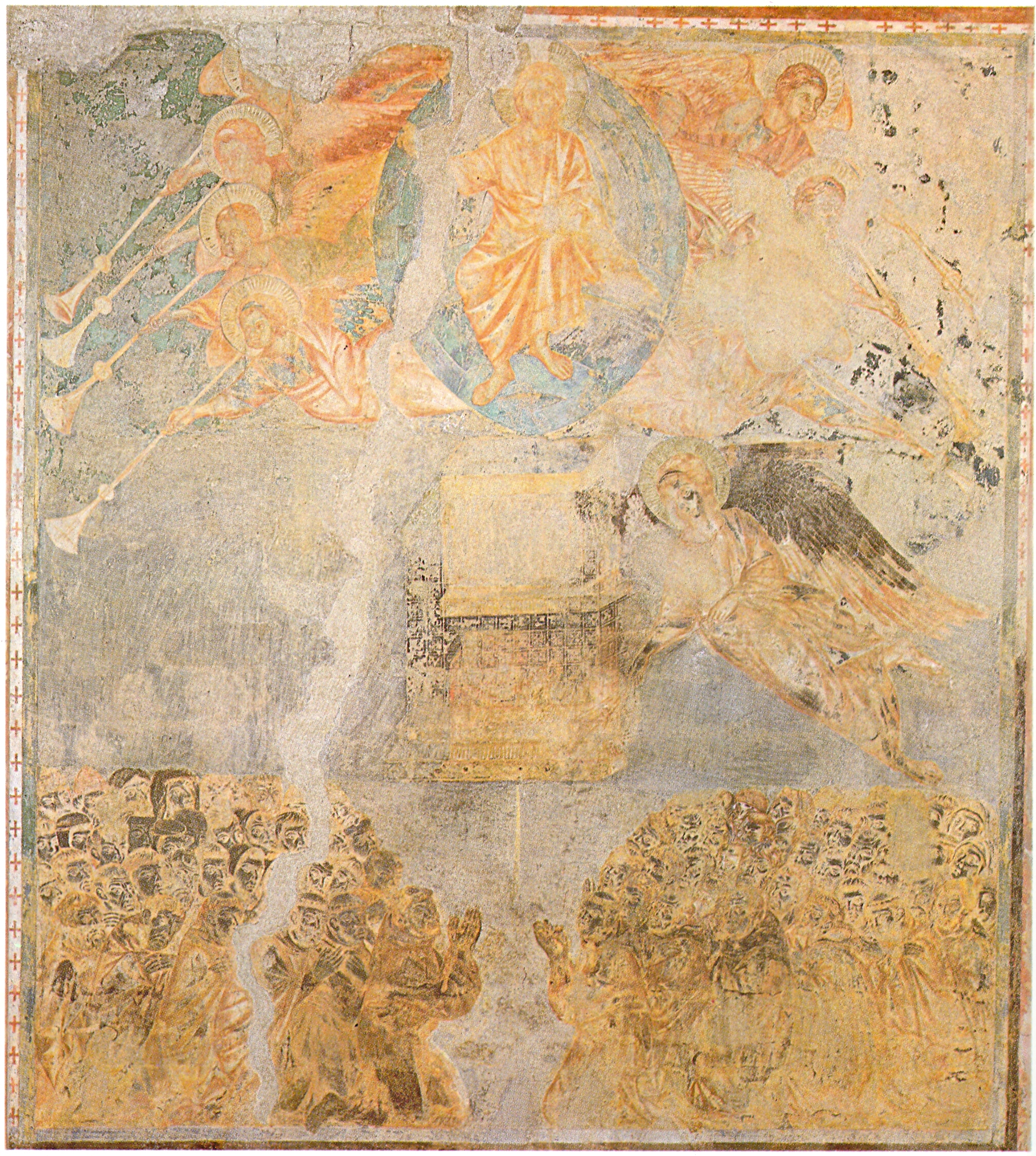
Christ de l'Apocalypse.
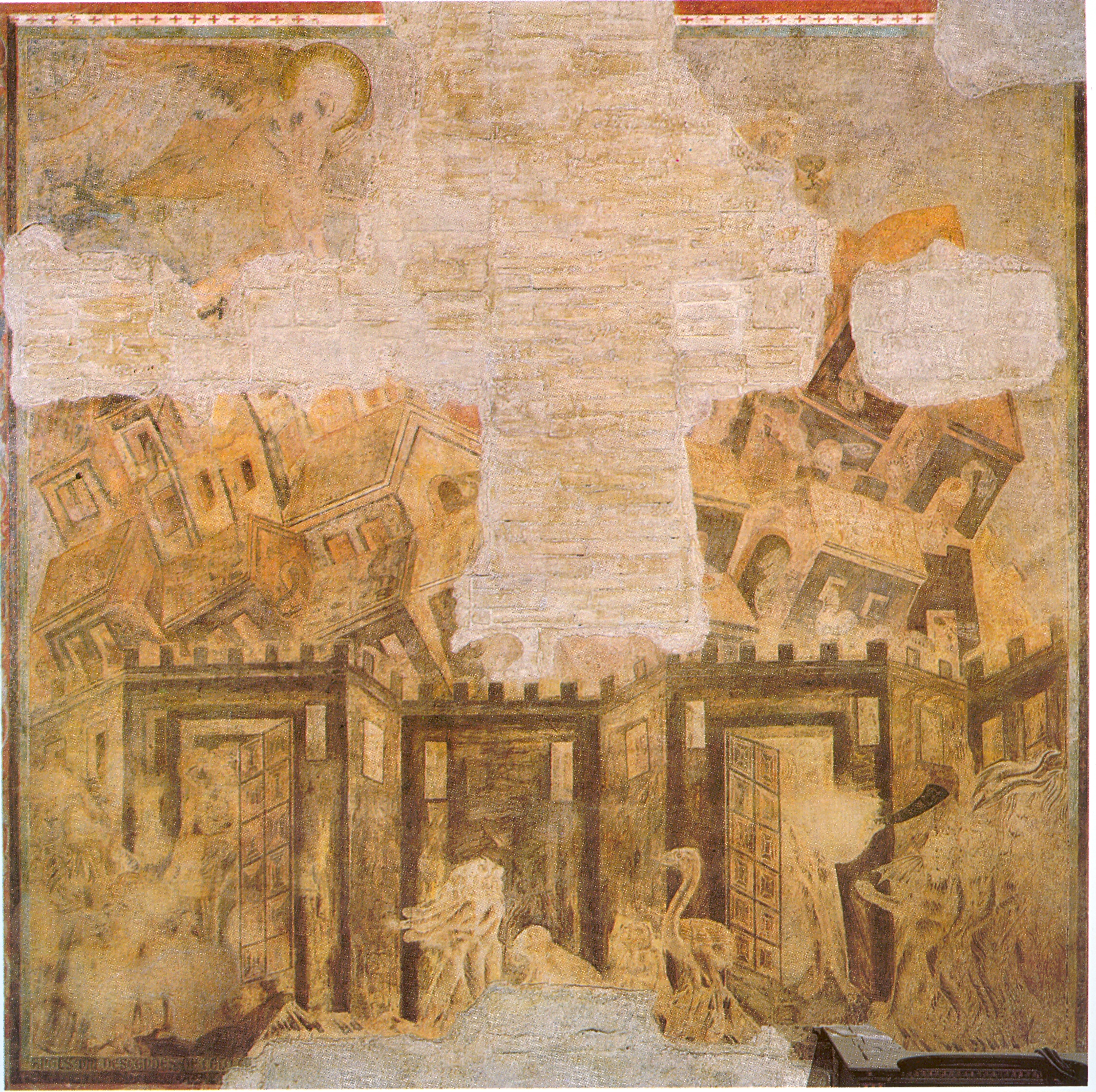
Chute de Babylone.
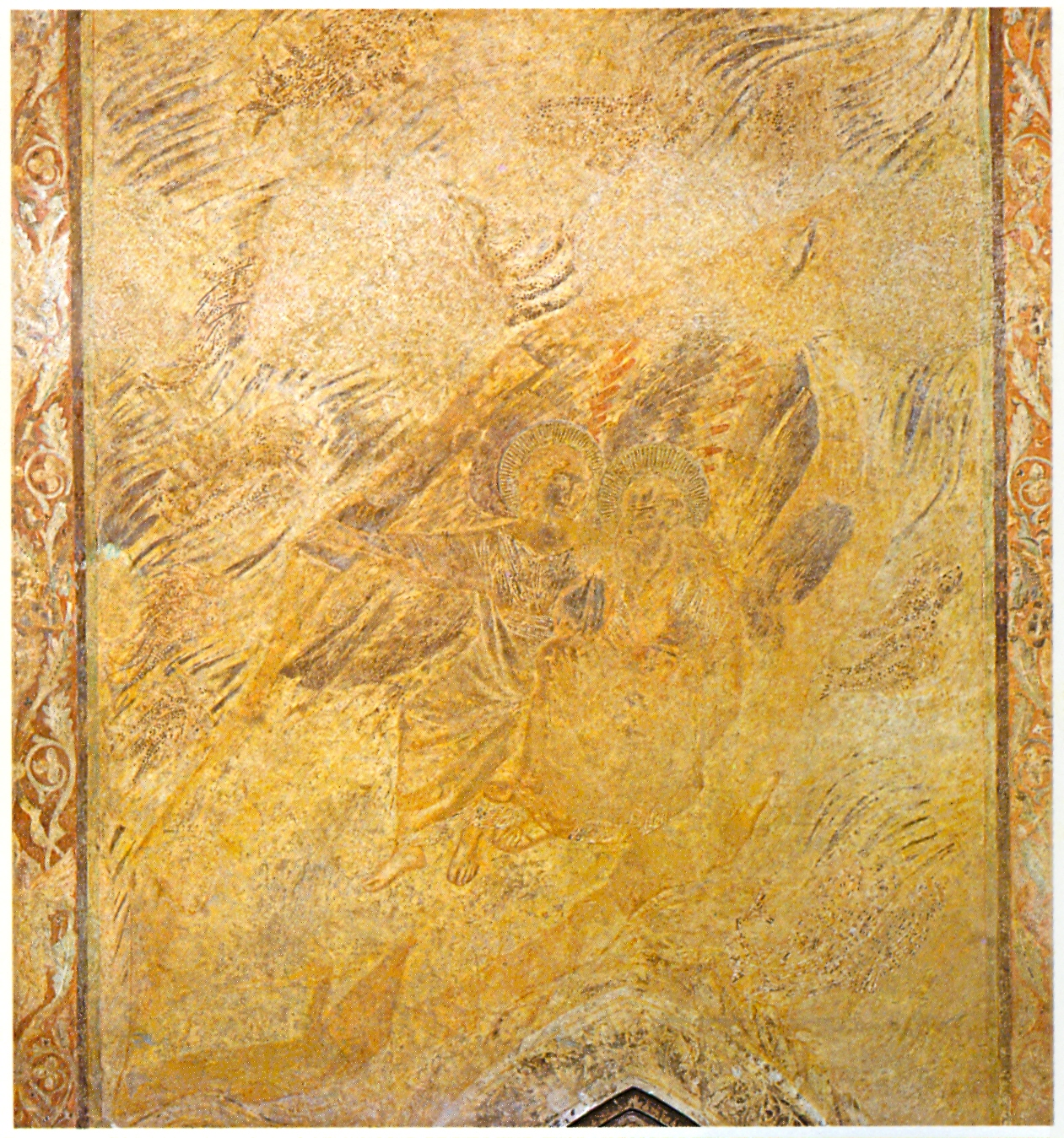
Vision de Saint Jean à Patmos.
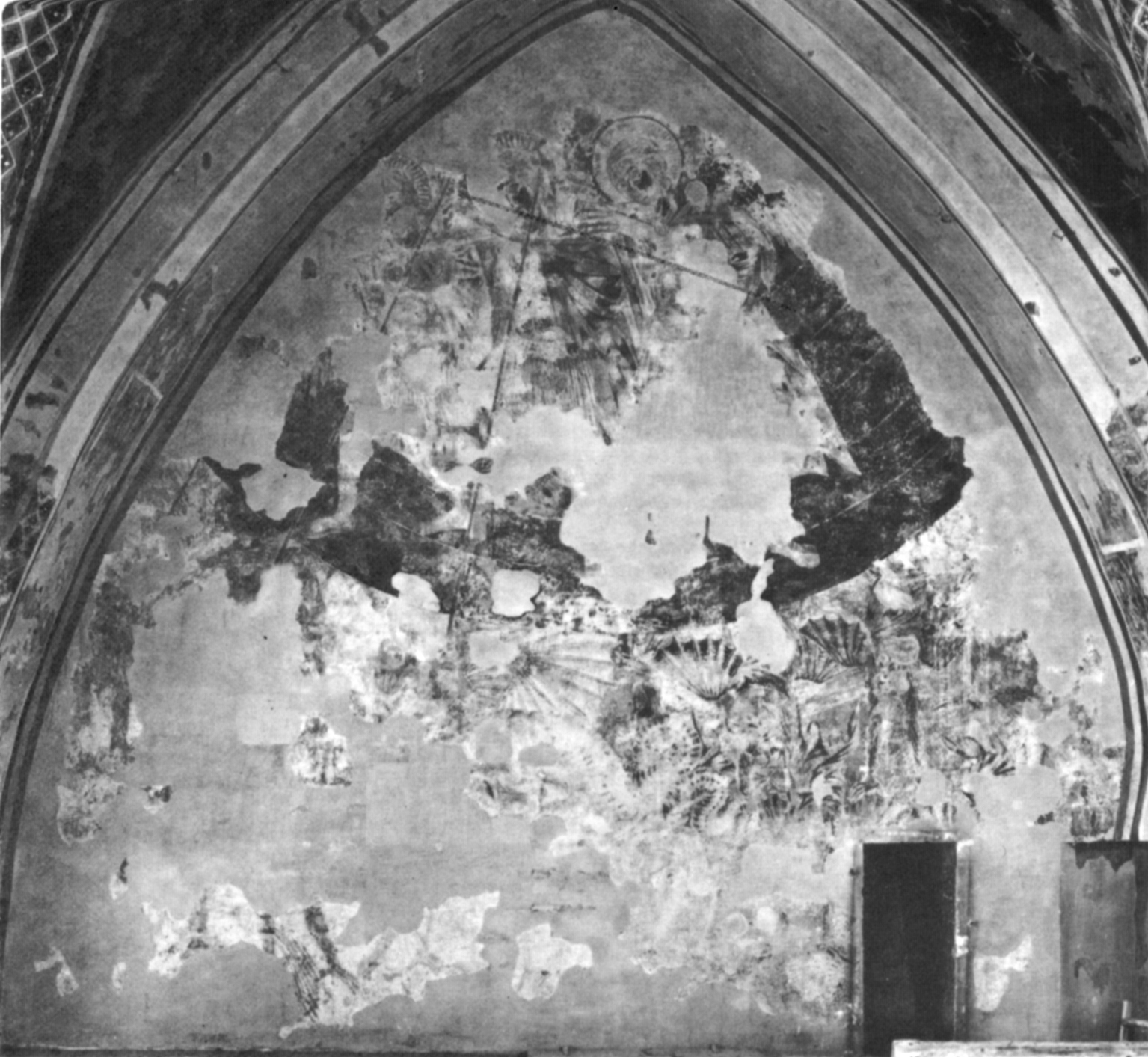
Saint Michel et le dragon.

- Église supérieure - abside - Histoire de la Vierge (Henry Thode 1885 (SUDOC 066712580))
  - Annonce à Joachim et son offrande
  - Vierge entre deux anges
  - La nativité et Mariage de la vierge
  - Vierge à l'enfant
  - La Mort de la Vierge
  - Dormition de la Vierge
  - Ascension de la Vierge
  - Le Christ et la Vierge en gloire
  - Saints en buste

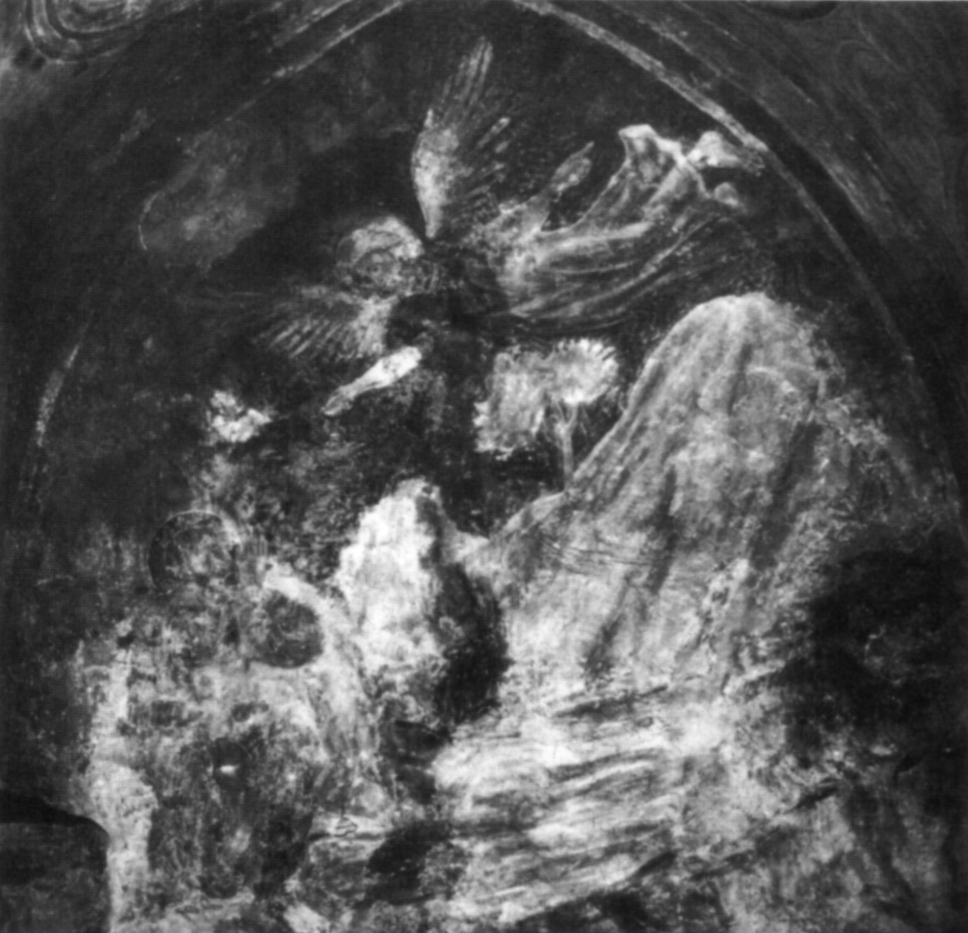
Annonce à Joachim.
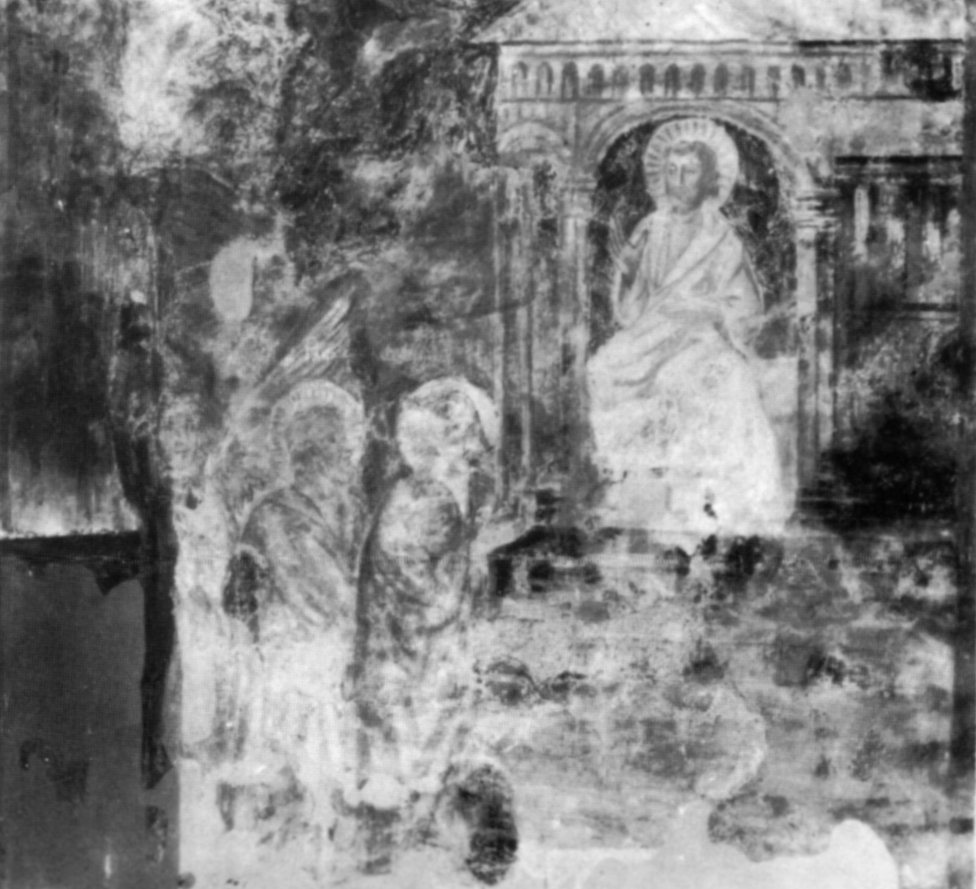
Offrande de Joachim.
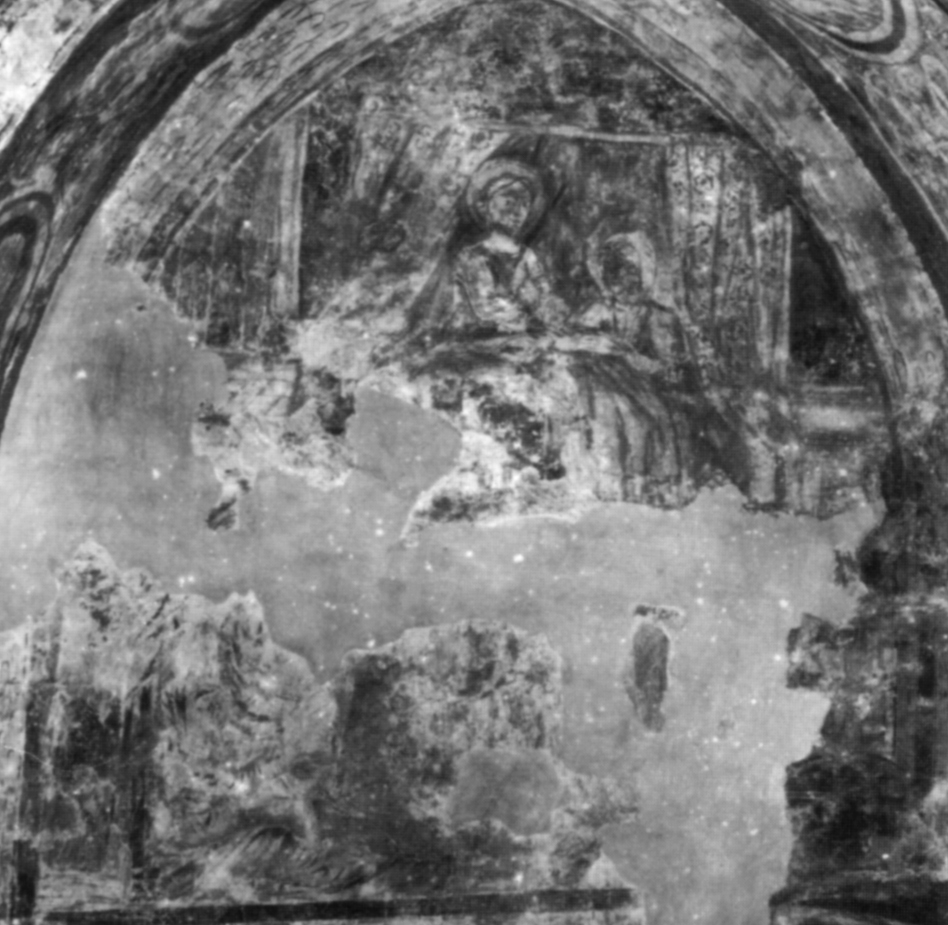
Nativité.
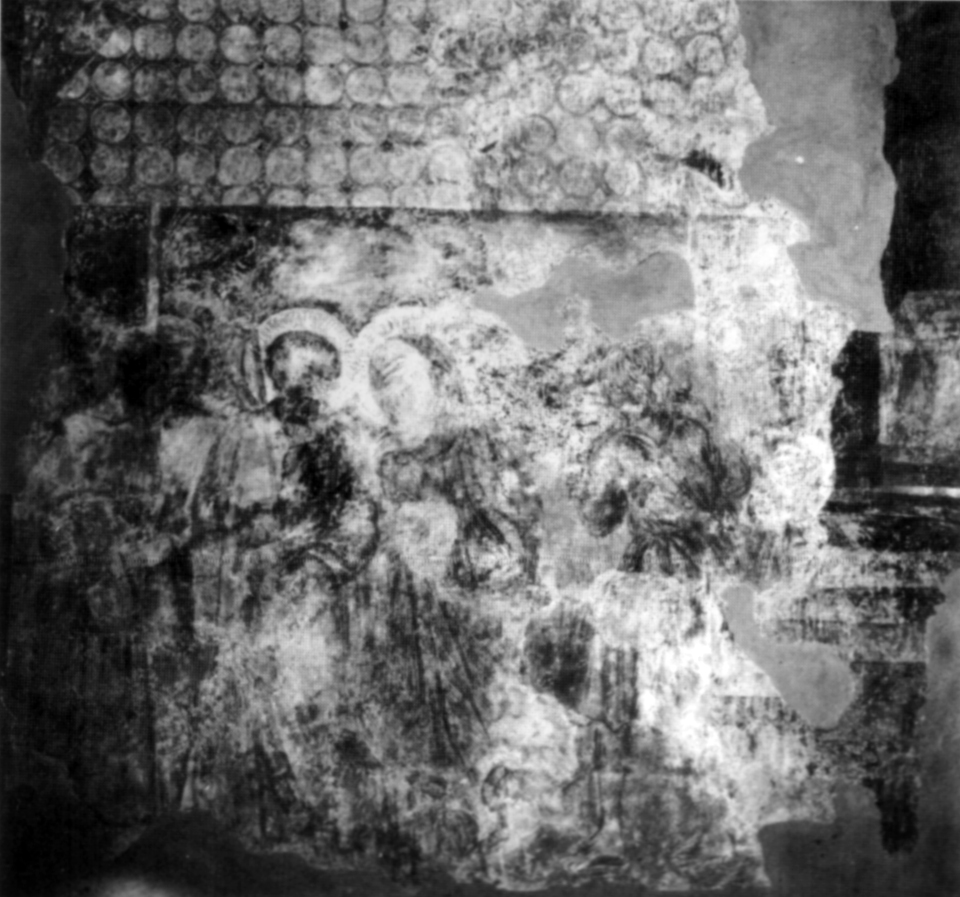
Mariage de la Vierge.
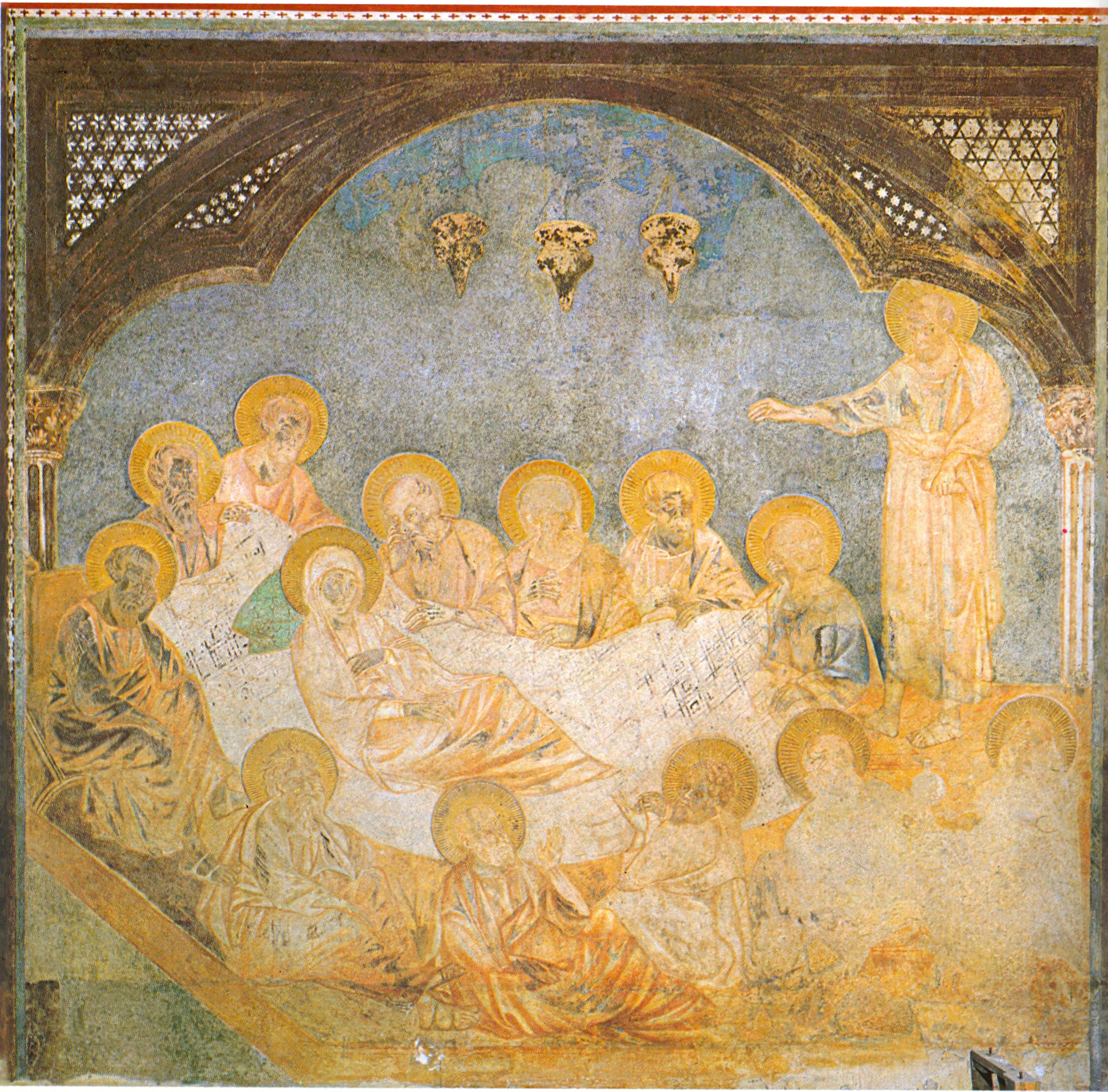
Mort de la Vierge.
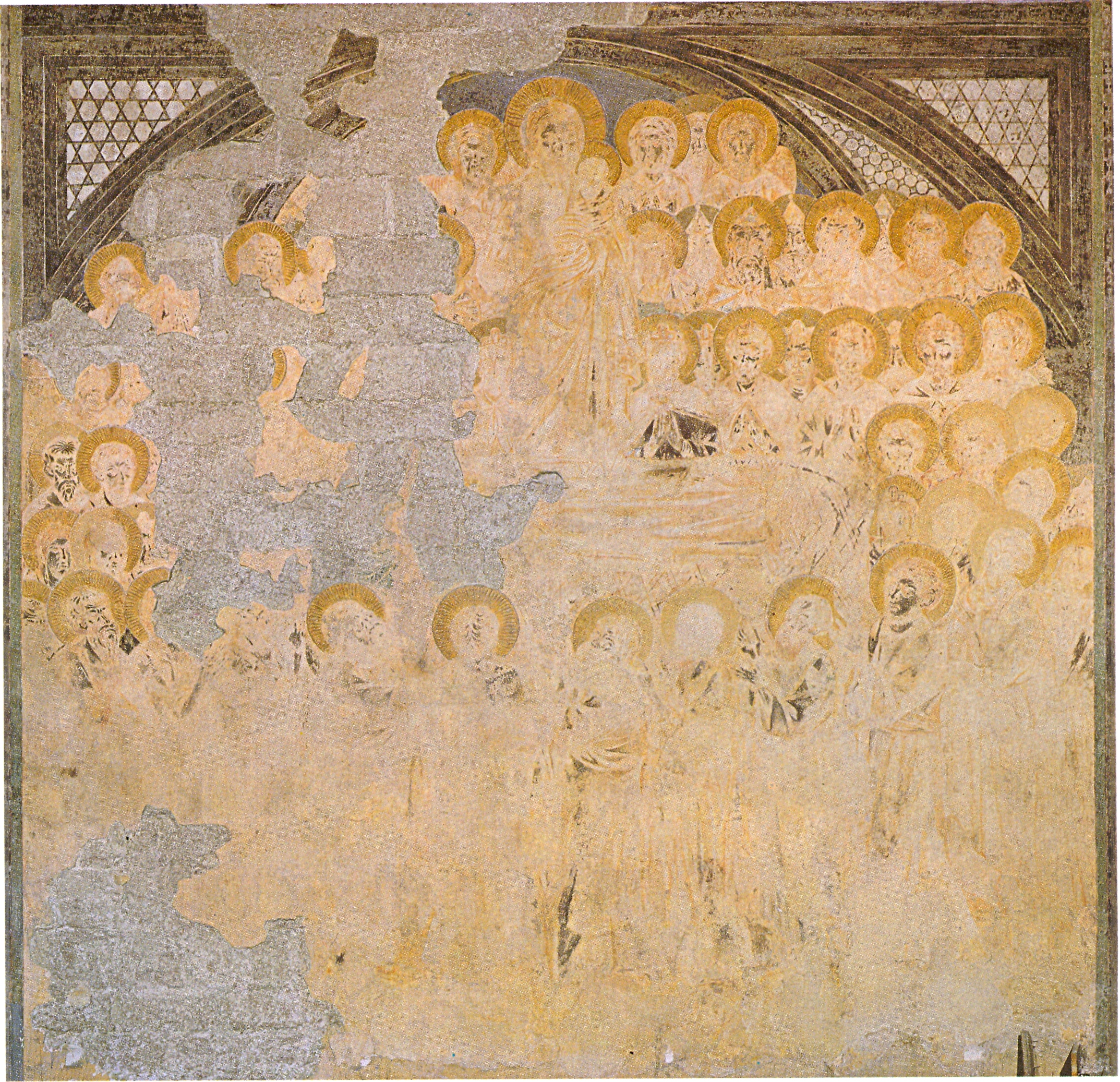
Dormition de la Vierge.
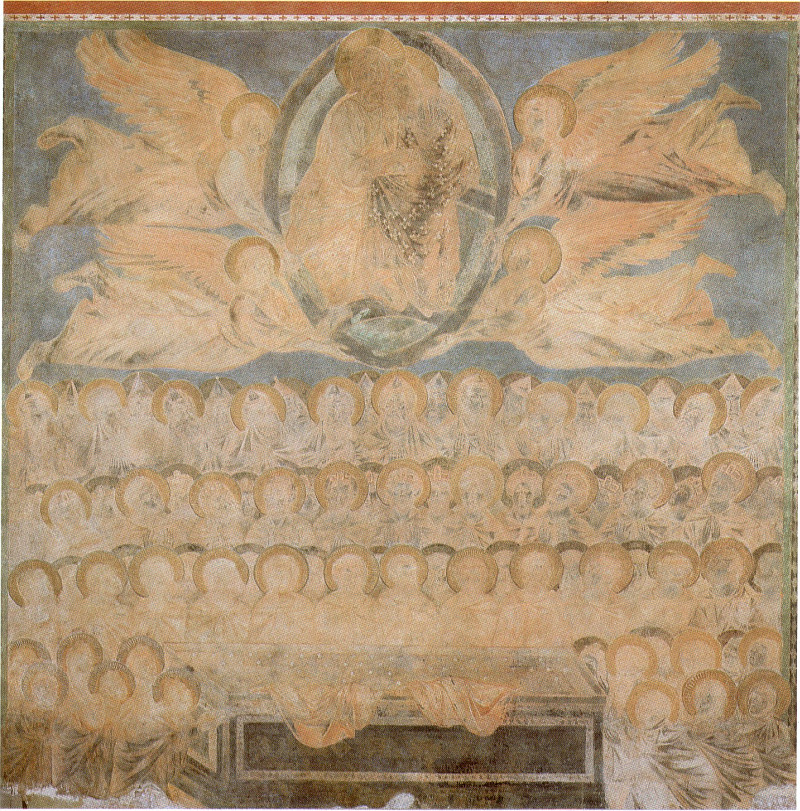
Ascension de la Vierge.
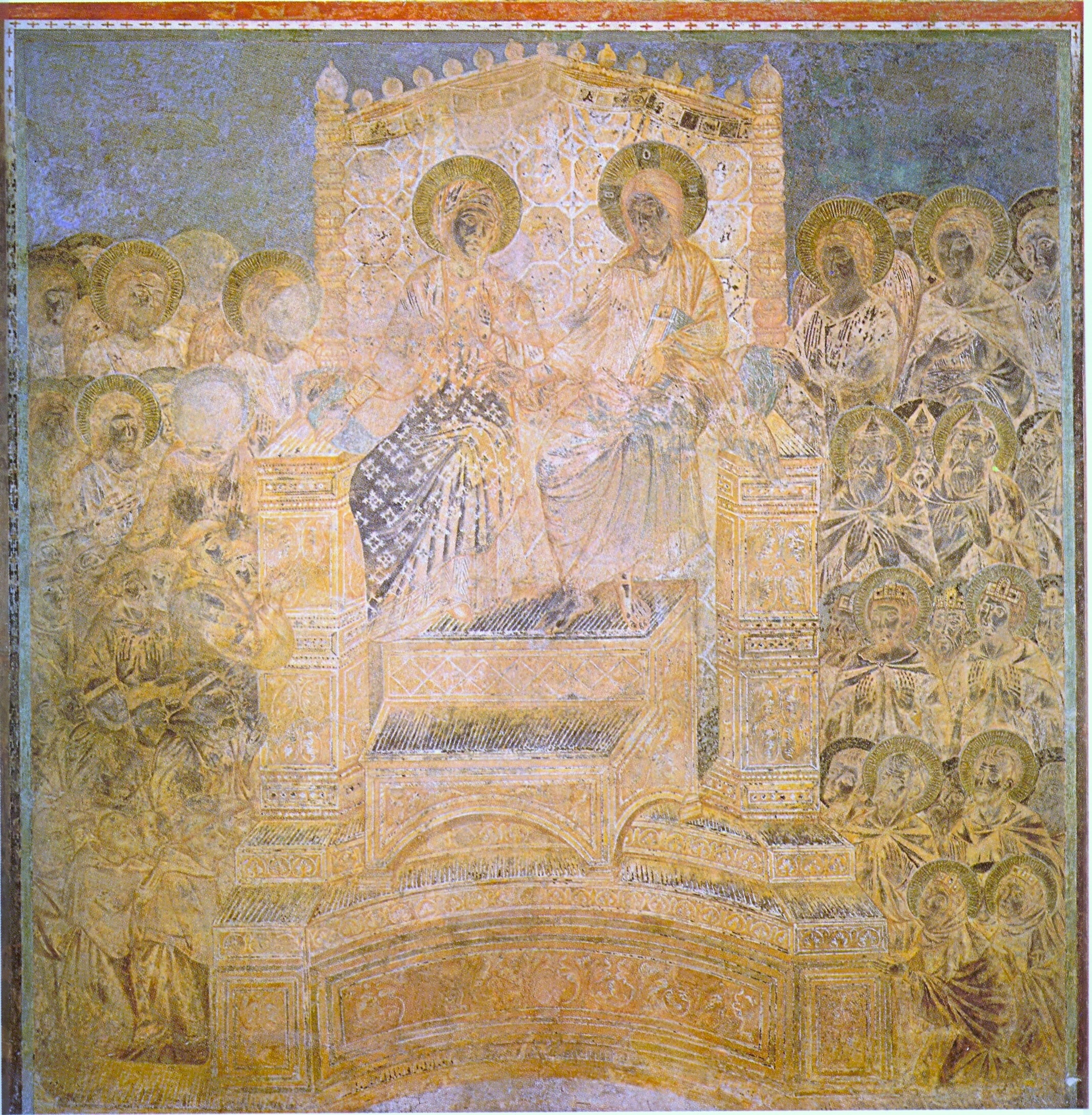
Le Christ et la Vierge en gloire.

- Église supérieure - transept droit - Histoire de Saint Pierre et Saint Paul (Cavalcaselle 1864, (SUDOC 269563709))
  - Crucifixion
  - Saint Pierre guérissant le boiteux
  - Saint Pierre soulageant les malades et libérant les possédés
  - Chute de Simon le magicien
  - Crucifixion de Saint Pierre
  - Décapitation de Saint Paul
  - Anges

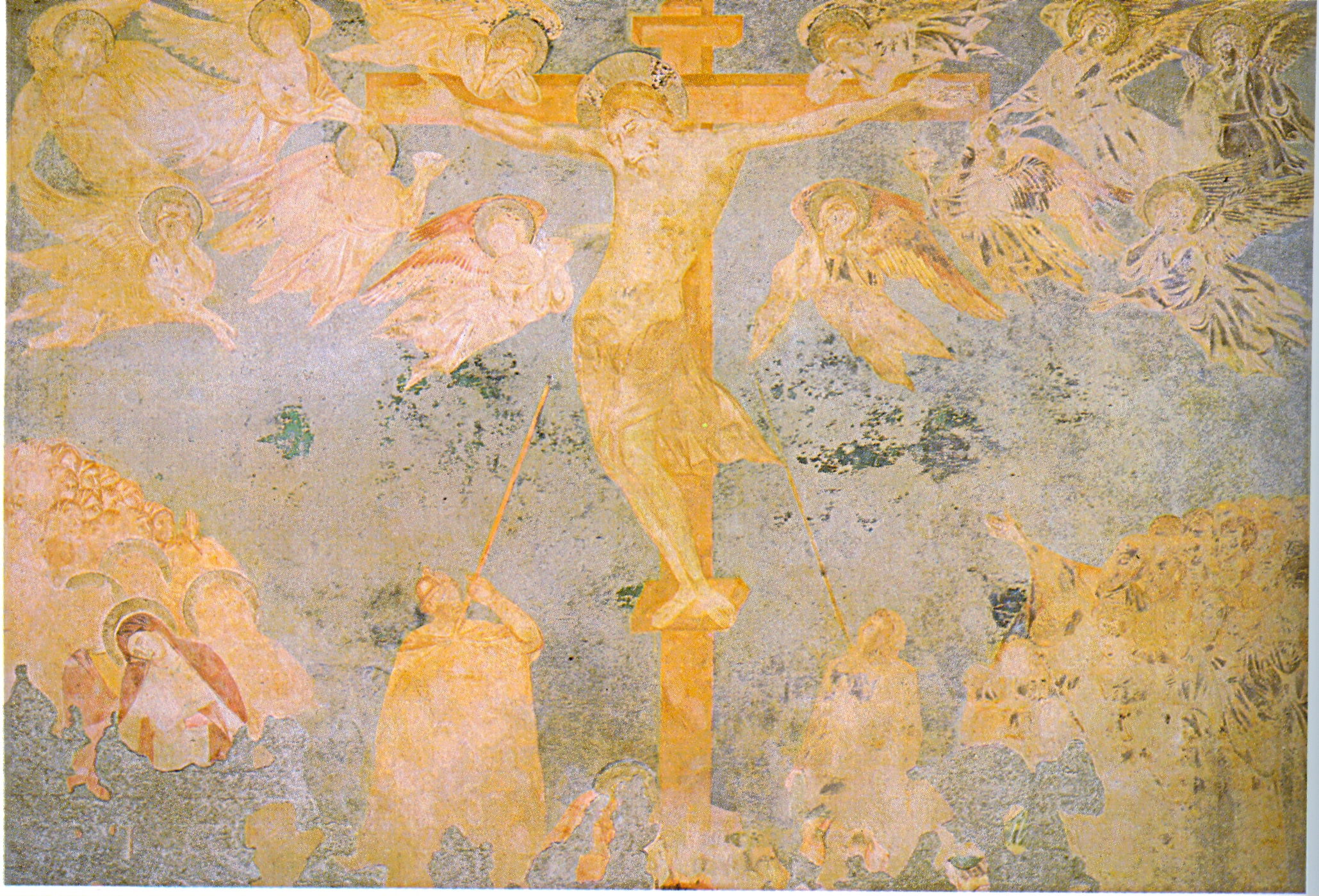
Crucifixion (transept droit).
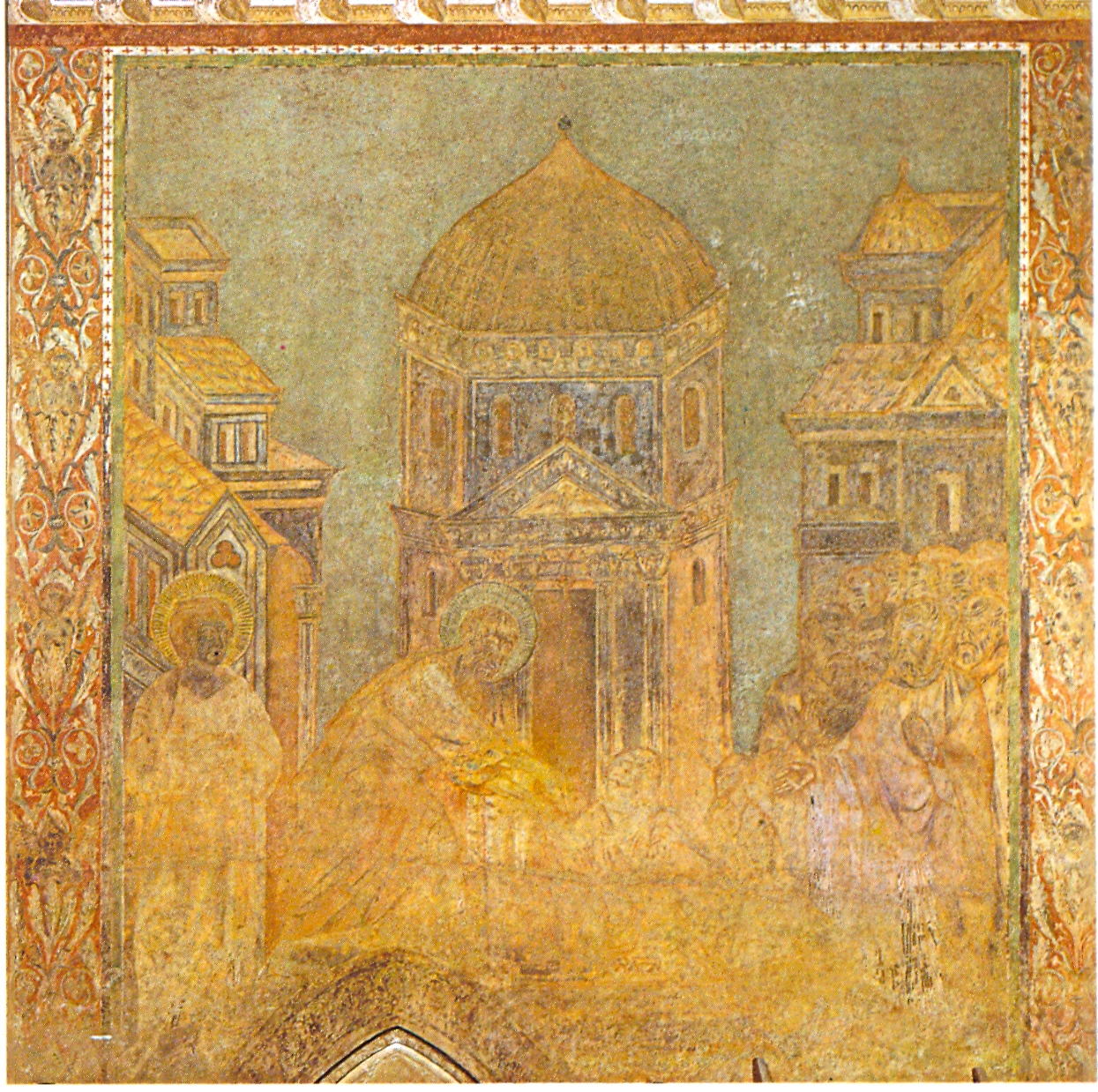
Saint Pierre guérissant le boiteux.
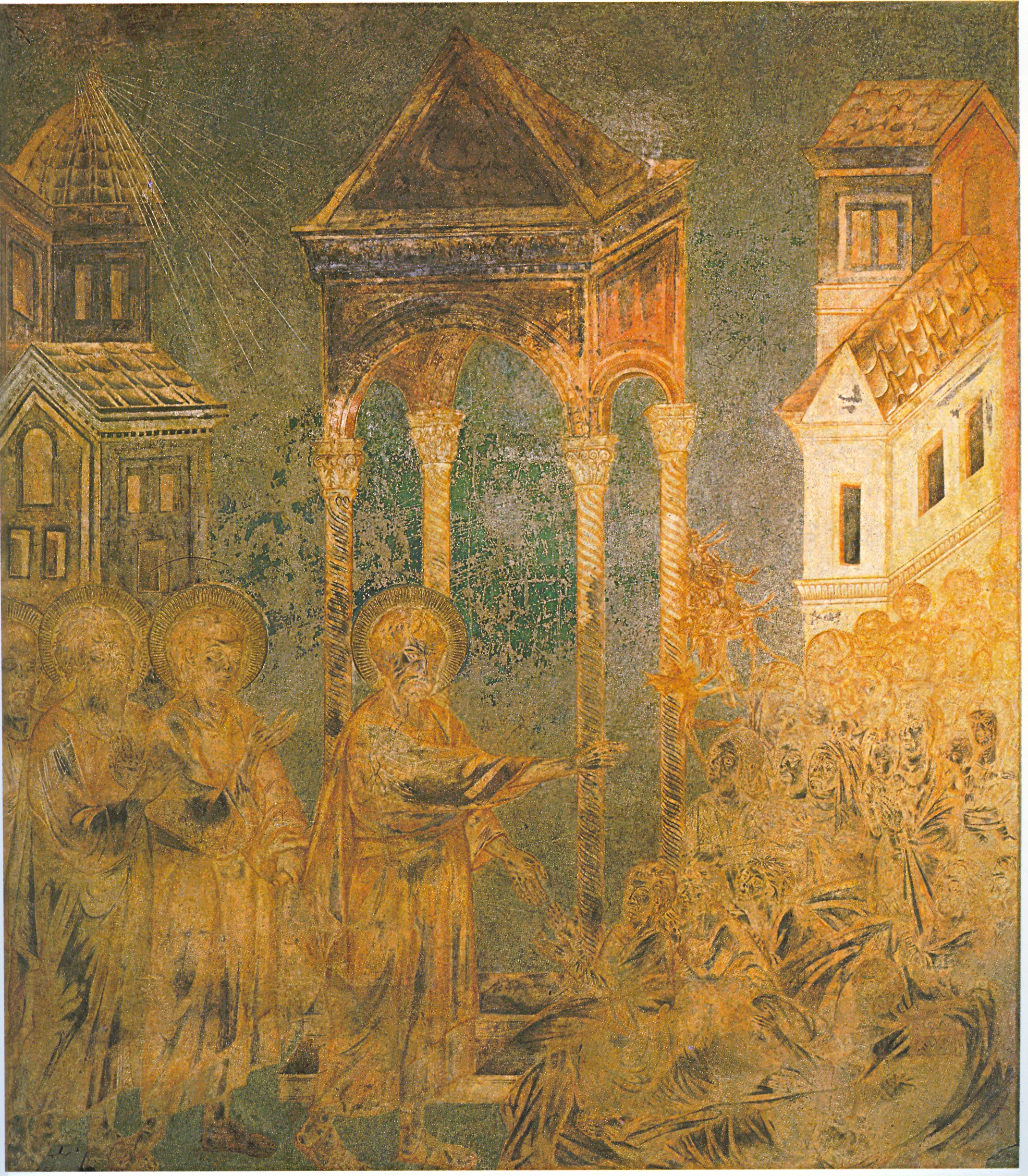
Miracles de Saint Pierre.
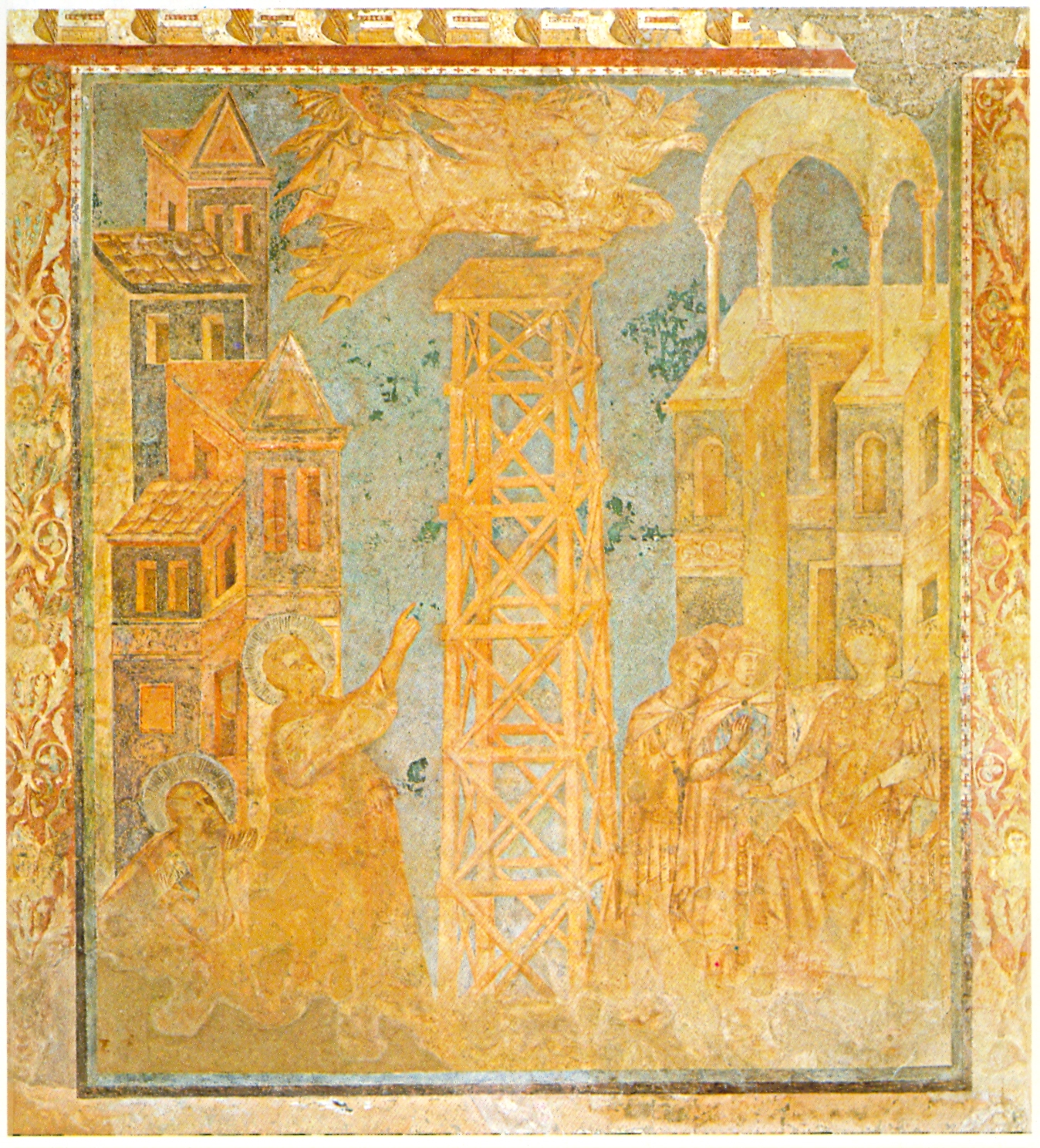
Chute de Simon le Magicien.
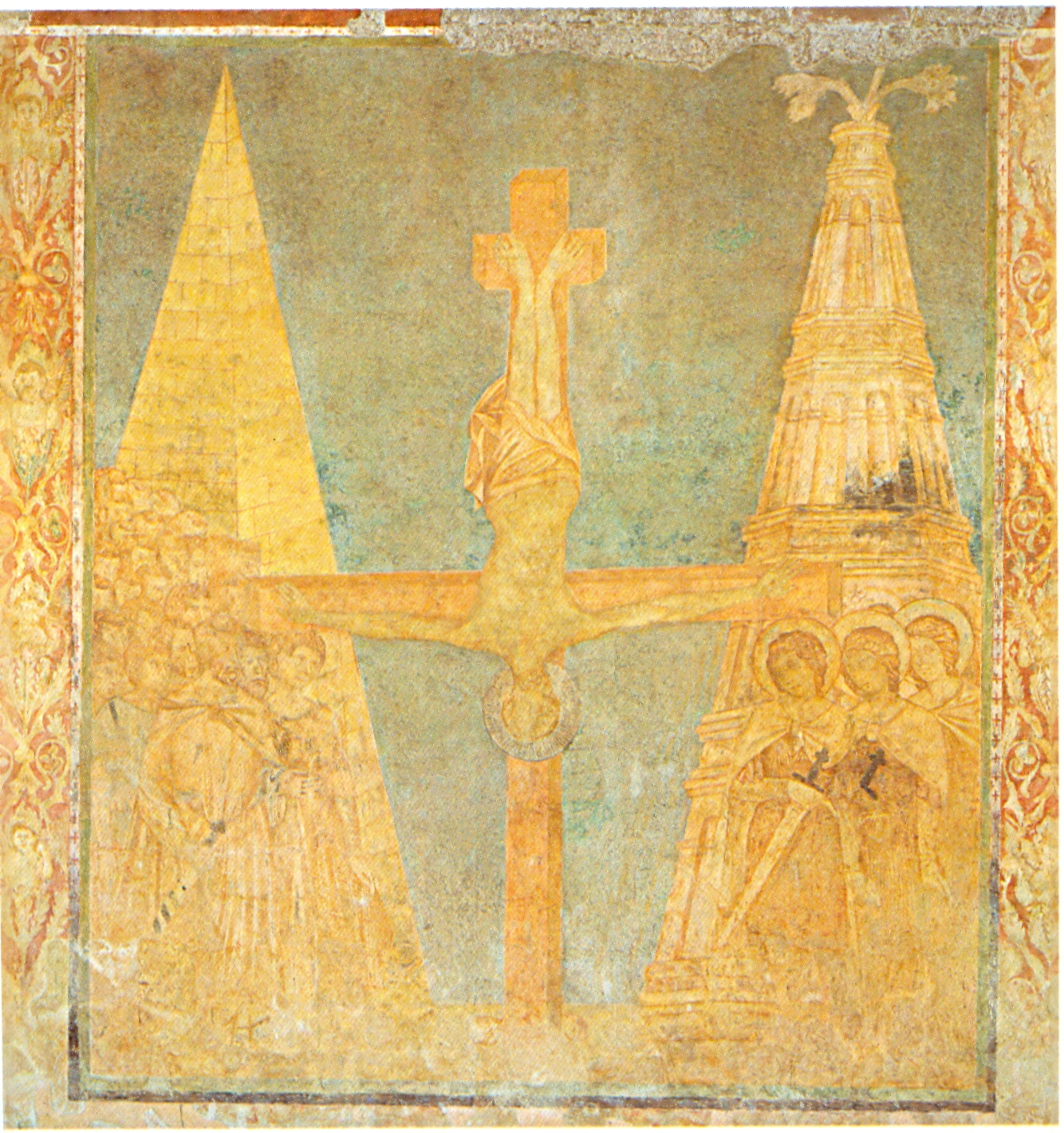
Crucifixion de Saint Pierre.
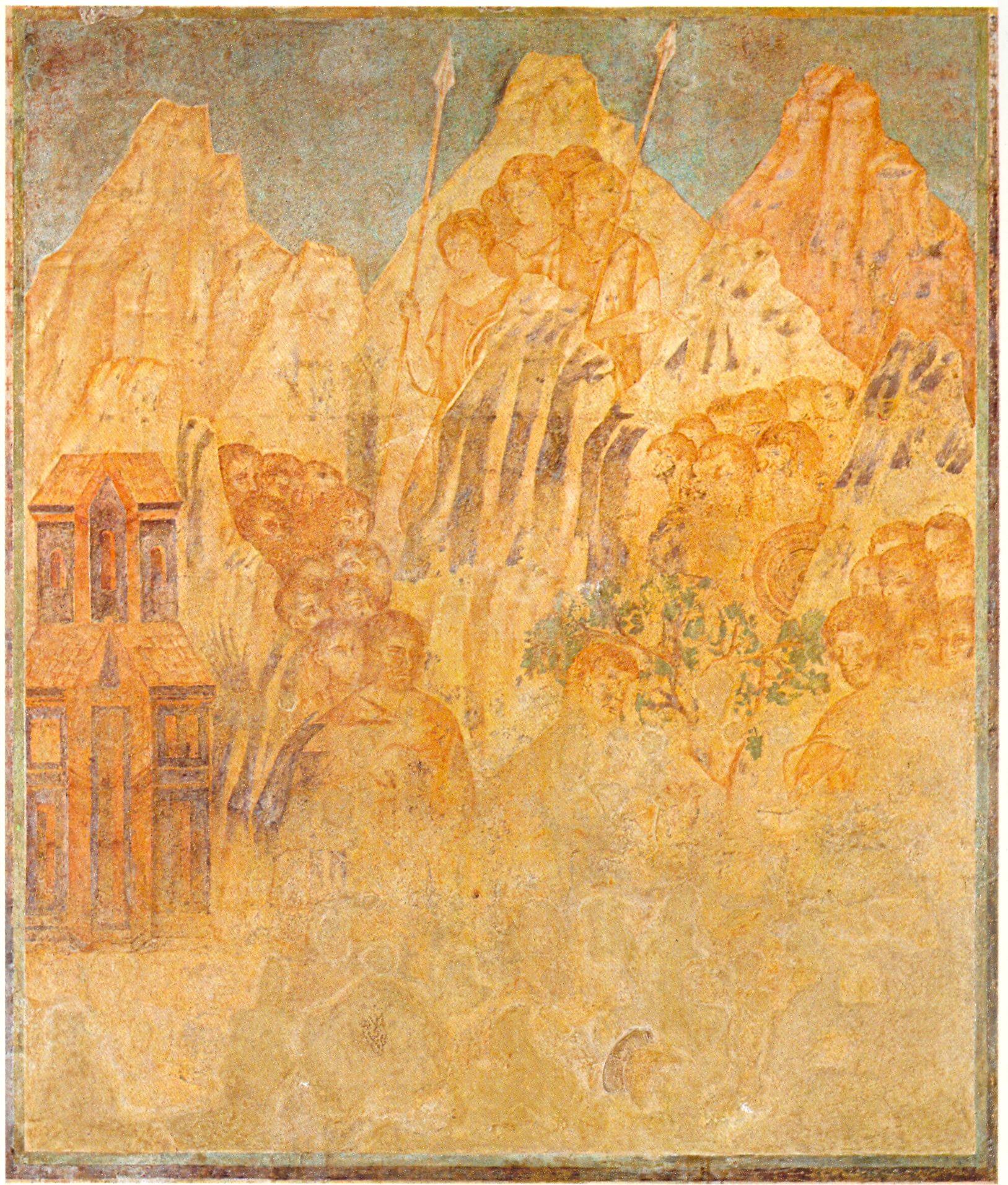
Décapitation de Saint Paul.

Saints Abbondio et Crisanto
- Tabernacle aux saints Abbondio et Crisanto. 1290-1300. Tempera sur parchemin. Museo Civico Palazzo dei Consoli. Gubbio

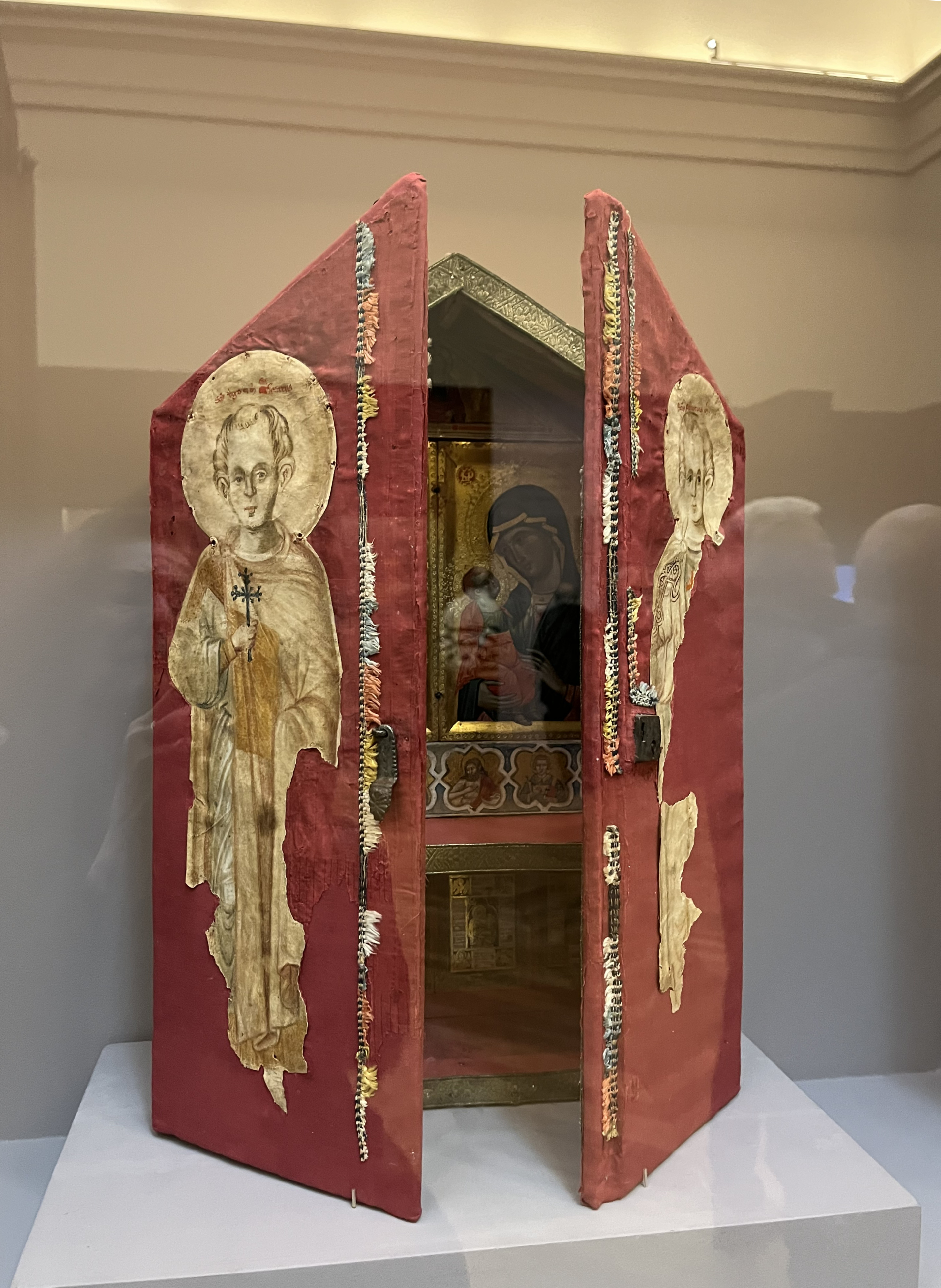
Tabernacle.

Cathédrale de Pise
- Saint Jean, mosaïque de l'abside de la cathédrale Notre-Dame-de-l'Assomption de Pise (1301-1302) (Sebastiano Ciampi 1810 (SUDOC 042603080))

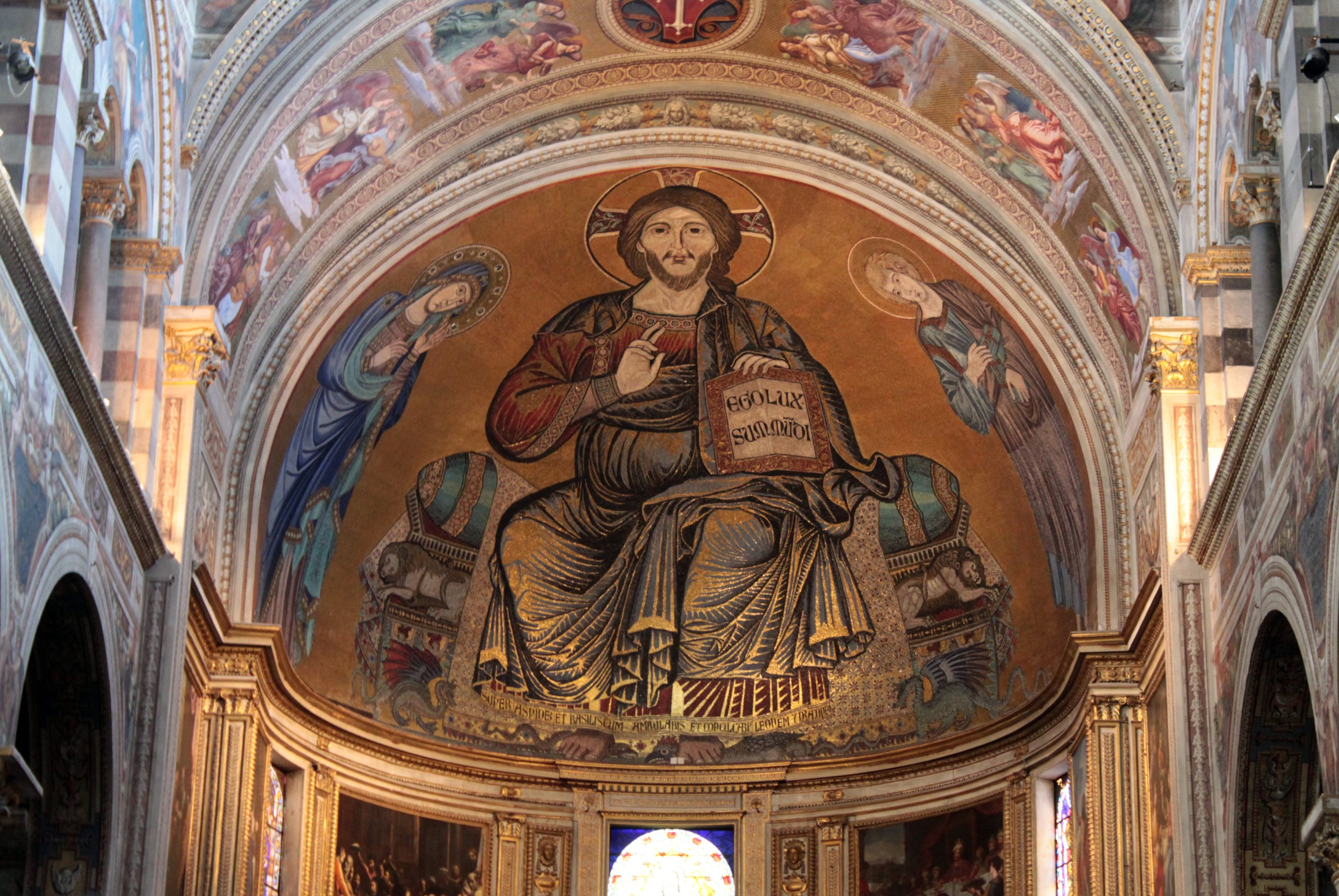
Mosaïque de l'abside du dôme de Pise.
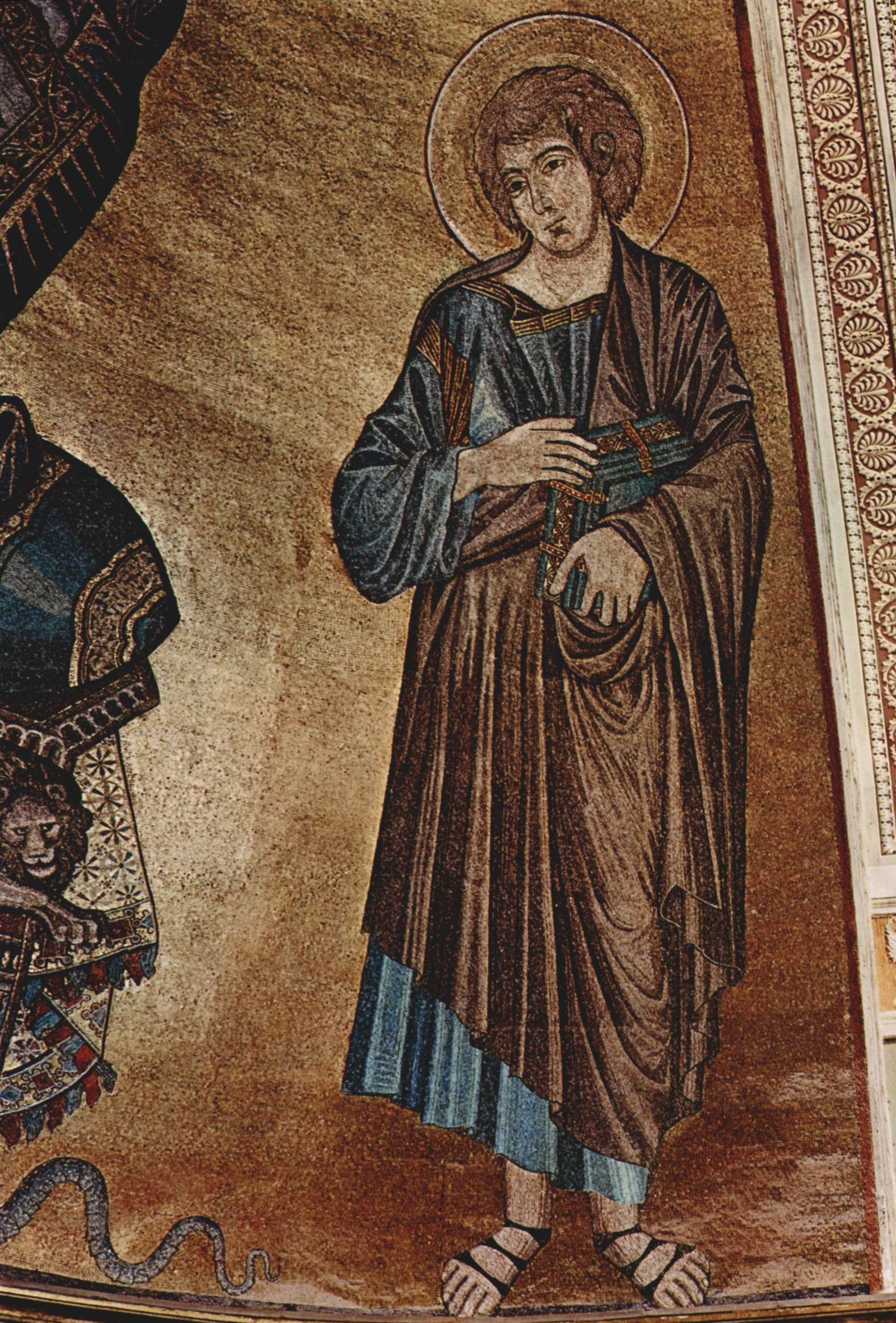
Saint Jean.
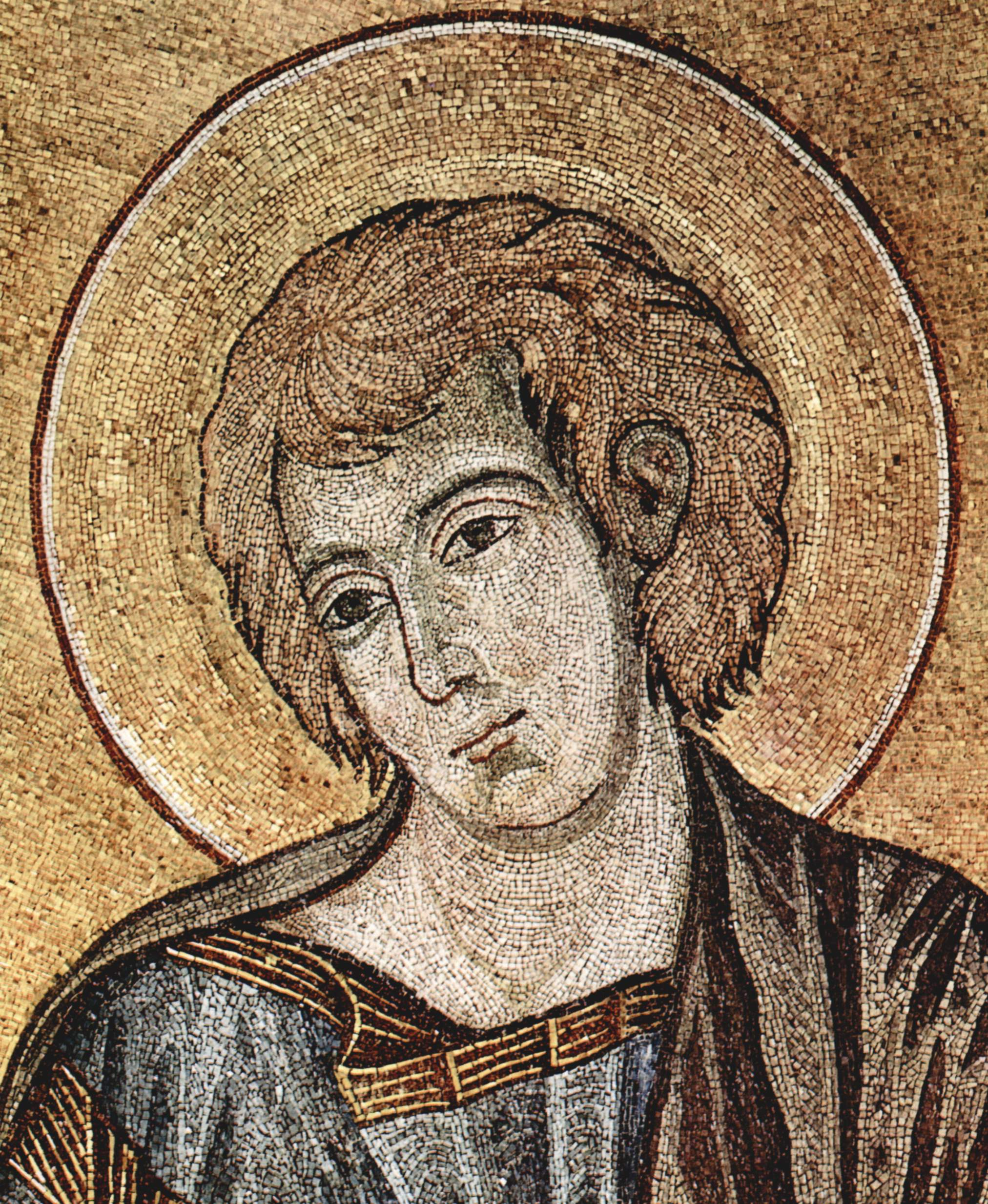
Tête du Saint Jean (détail).

### Œuvres dont l'attribution reste controversée
- Saint-François, tempera et or sur bois, 107 × 57 cm, Assise, Basilique Sainte-Marie-des-Anges
- Maestà avec saint François et saint Dominique, tempera et or sur panneau, 133 × 82 cm, Florence, collection Contini Bonacossi[94].
- Saints Abbondio et Crisanto, Gubbio, pinacothèque municipale[95]
- Madone de Castelfiorentino (en), tempera et or sur panneau, 68 × 47 cm, Castefiorentino, Museo di Santa Verdiana[96].

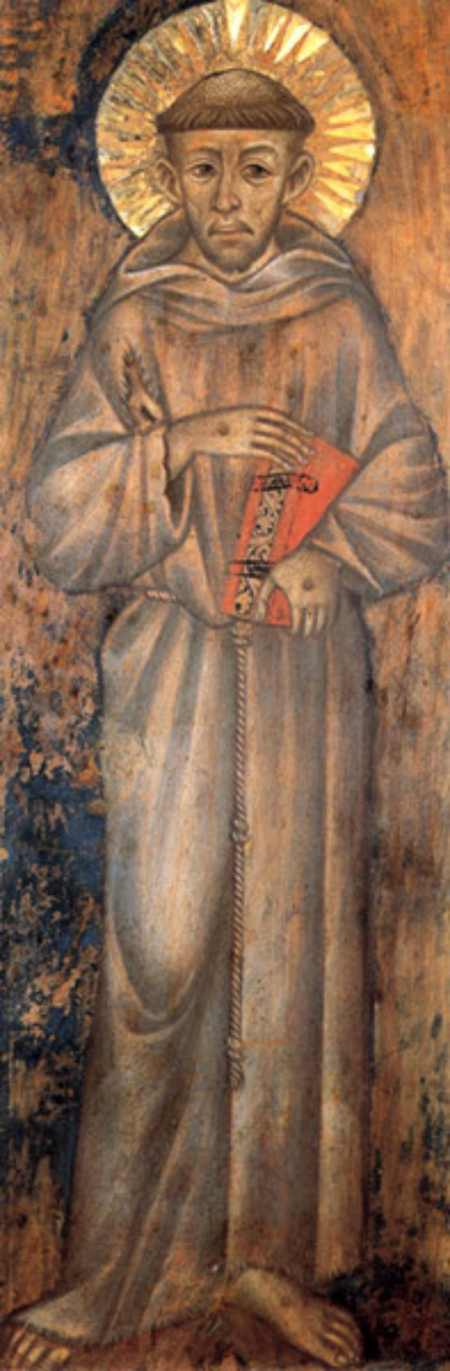
Saint François d'Assise. Assise
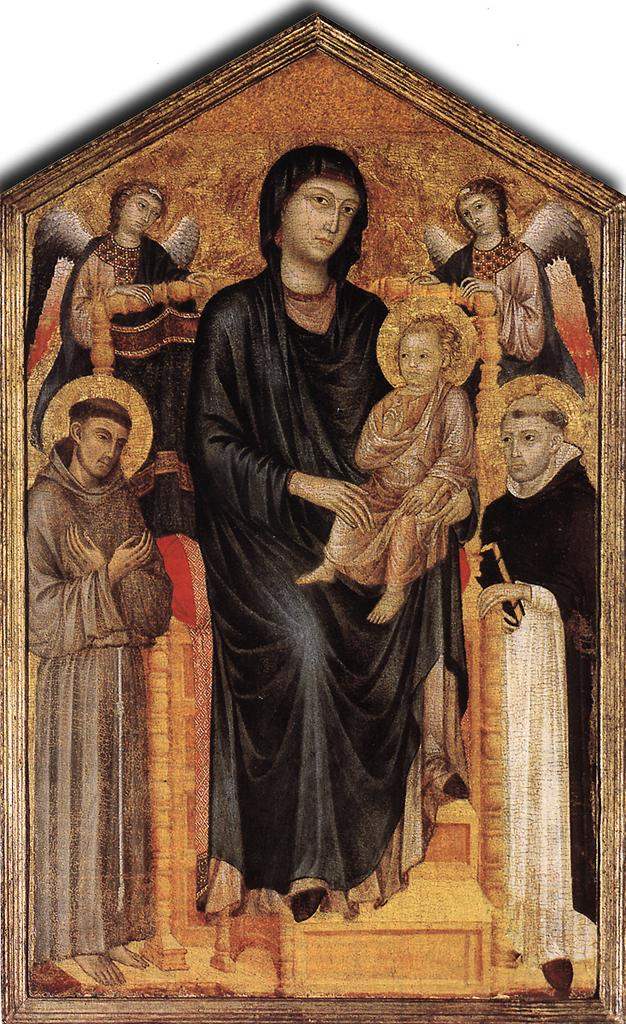
Maestà entre François et Dominique (Maestà Bonacossi)
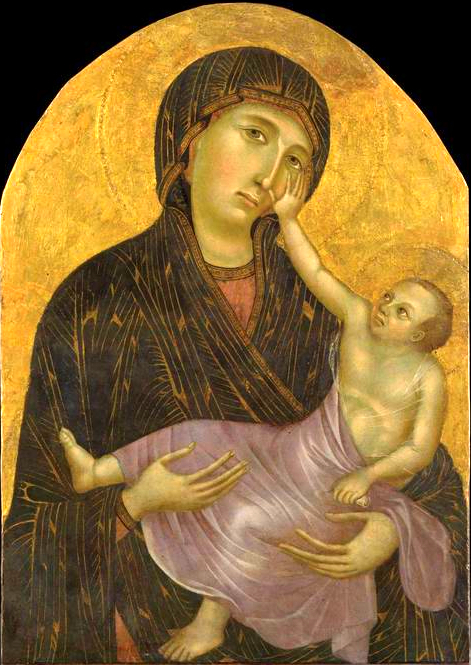
Madone de Castelfiorentino

Certaines peintures posent encore de grandes difficultés pour leur attribution à Cimabue ou à Duccio. La Madone de Castelfiorentino en est un exemple actuel, mais déjà Vasari avait attribué à Cimabue la Madone Ruccellai, reconnue aujourd'hui comme de la main de Duccio.

### Œuvres anciennement attribuées
Madones
- Maestà Kress (it) / Vierge à l’Enfant avec les saints Jean Baptiste et Pierre et deux anges, tempera et or sur panneau, 34,3 × 24,4 cm, Washington, National Gallery of Art
- Vierge à l'Enfant, tempera et or sur panneau, 156 × 74 cm, Stia, Pieve di santa Maria Assunta (it) (Maître de Varlungo)
- Vierge à l’Enfant, tempera et or sur panneau, 151 × 71,5 cm, Couvent des Oblates (it) à Careggi (Florence)[97] (attribuée à Meliore ou au Maître de Bagnano).
- Vierge à l’Enfant avec deux anges, tempera et or sur panneau, 125 × 63 cm, Mosciano (Scandicci, Florence), église Sant’Andrea (aujourd'hui attribuée à Vigoroso da Siena ou à Manfredino da Pistoia)
- Madone de San Remigio, tempera et or sur panneau, 142 × 76 cm, Florence, San Remigio (Maître de San Remigio, Maître de la Madeleine, ou encore Gaddo Gaddi)
- Madone Rucellai attribuée sur la base des Vite de Vasari à Cimabue jusqu'en 1889, date à laquelle F. Wickhoff[N 24], la rattache de manière décisive à un document bien connu de 1285 dans lequel la compagnie des Laudesi commandait à Duccio le tableau pour Santa Maria Novella.
- Madone de Buonconvento, tempera et or sur panneau, 67 × 48 cm, Buonconvento (Sienne), Museo d'arte sacra della Val d'Arbia (attribuée à Duccio)
- Madone de Crevole, tempera et or sur panneau, 89 × 60 cm, Sienne, Museo dell'Opera della Metropolitana (attribuée à Duccio)

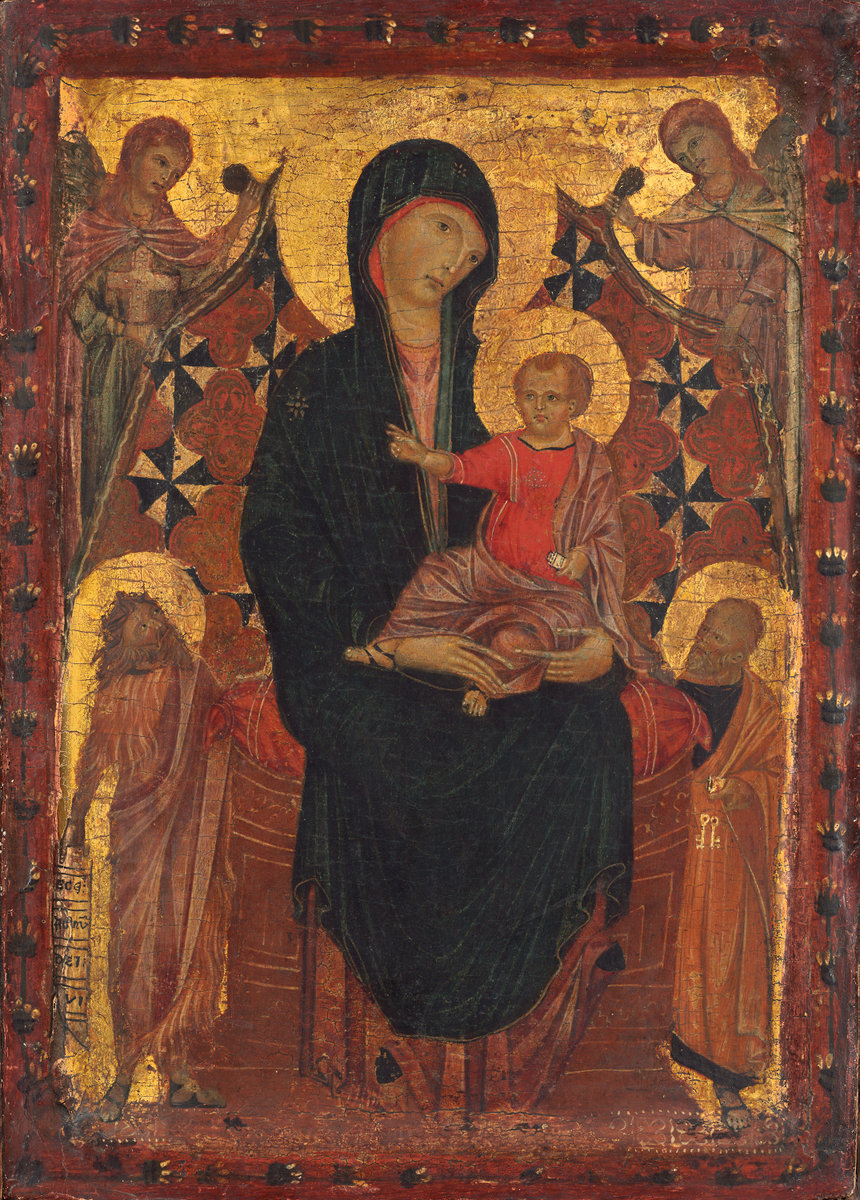
Maestà Kress
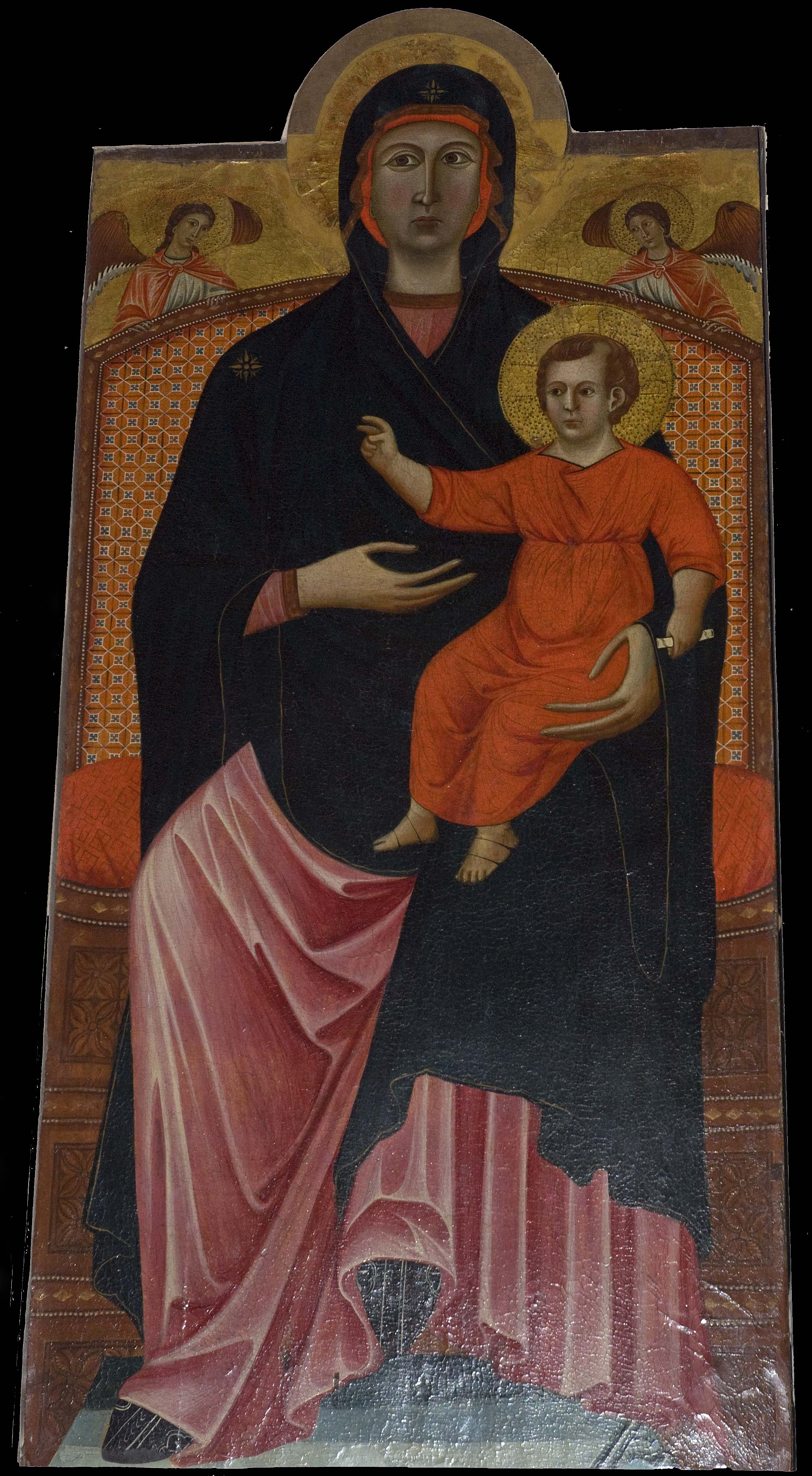
Vierge à l'enfant, Pieve di santa Maria Assunta
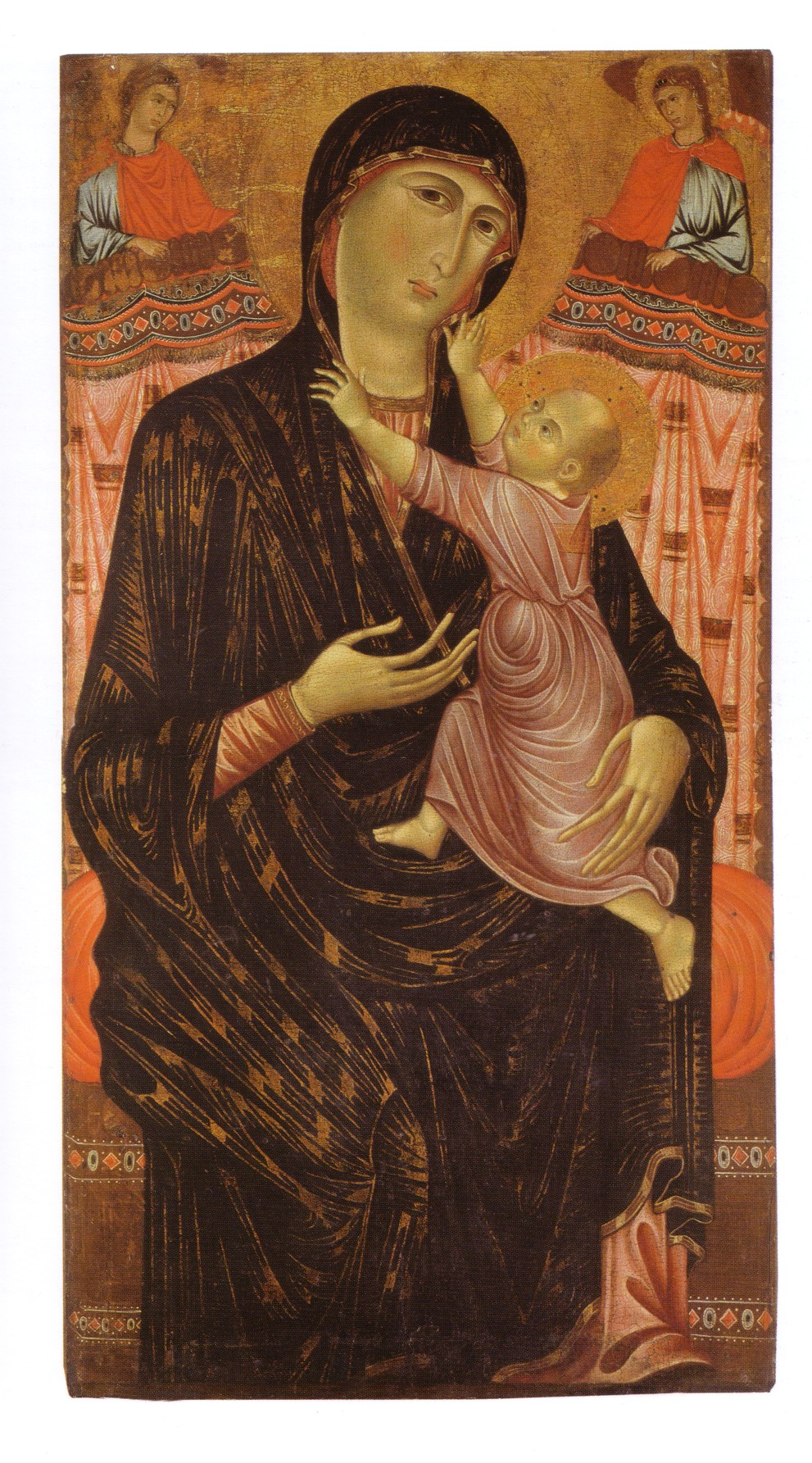
Maestà de San Remigio
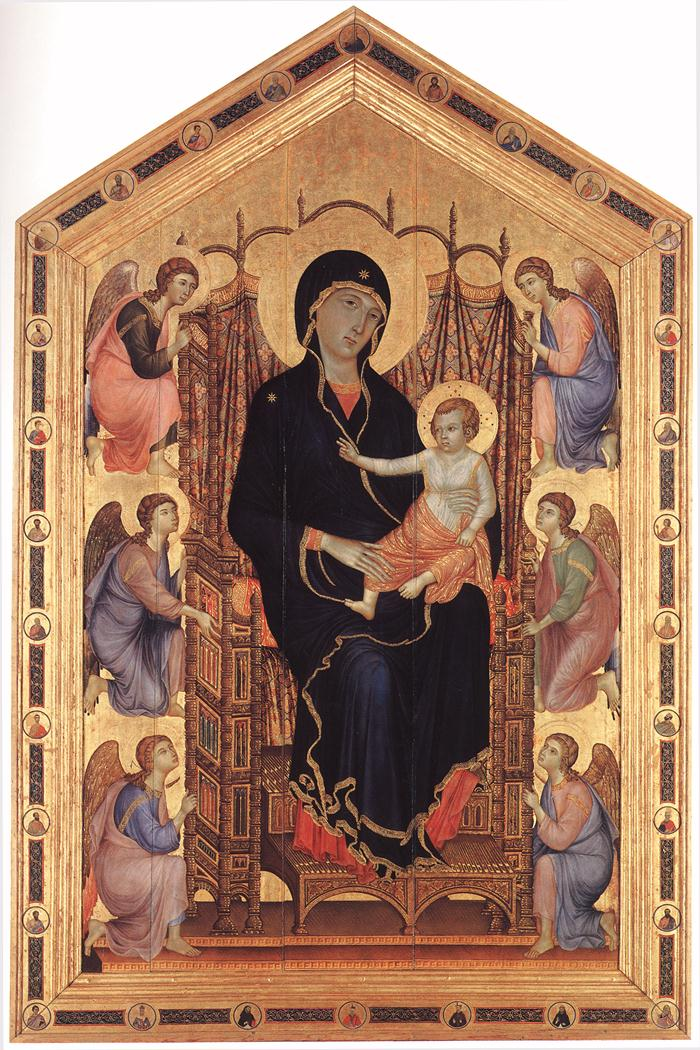
Duccio, Madone Rucellai
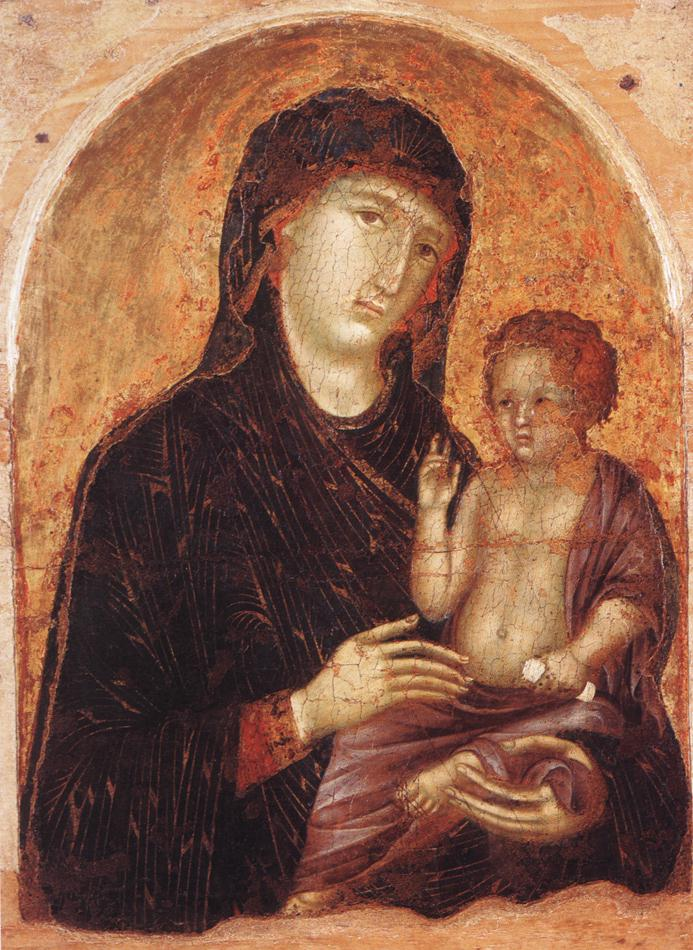
Madone de Buonconvento
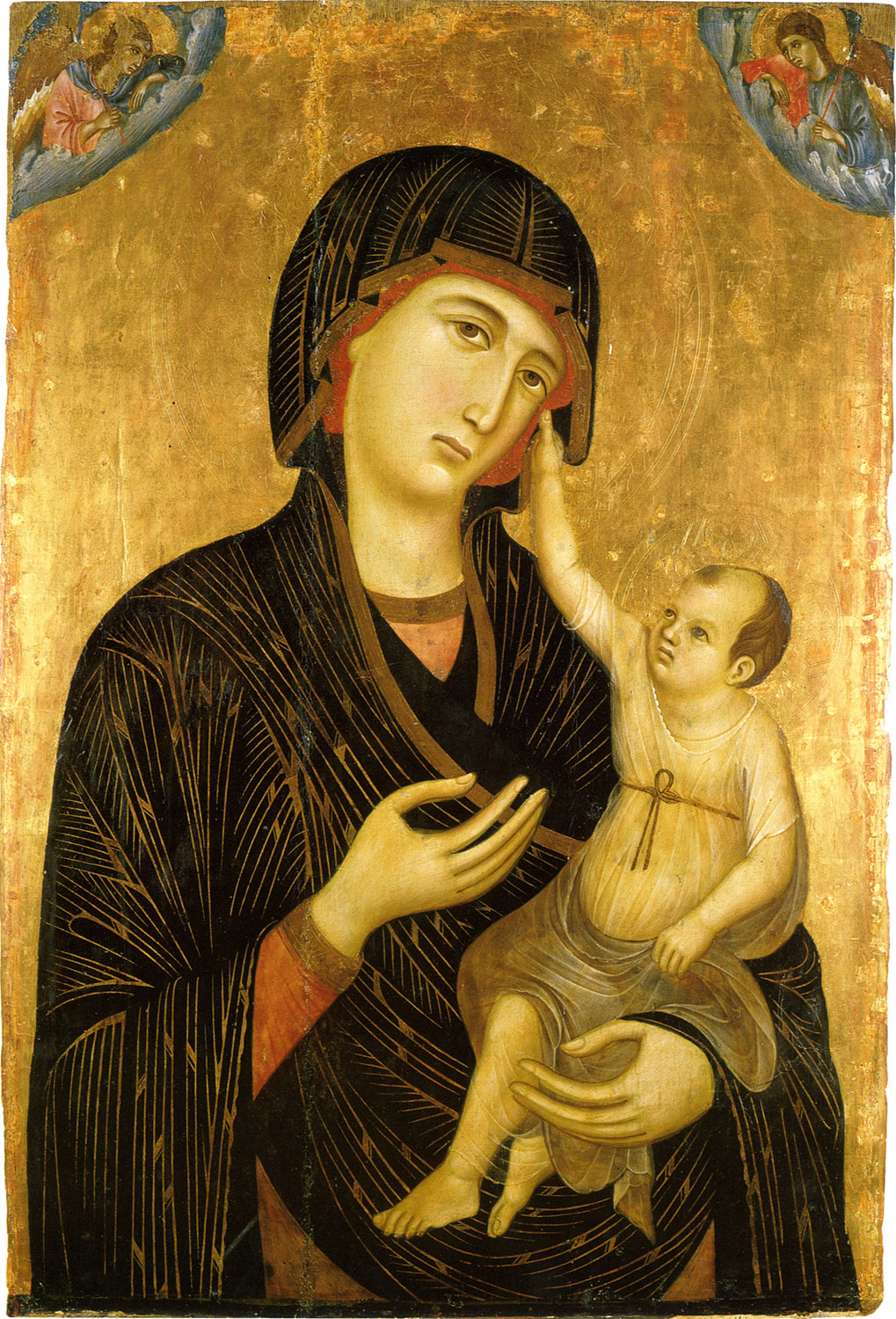
Madone de Crevole

Crucifix
- Croix peinte sur les deux faces, tempera et or sur panneau, 82 × 85 cm, Cologne, Wallraf-Richartz Museum (auj. attribué au Maître des Crucifix bleus/Maître des Croix Franciscaines)
- Crucifix (Odescalchi), Tempera sur panneau, 176,5 × 135 cm, Rome (autrefois à), collection Odescalchi (attribué à Duccio)
- Croix, tempera et or sur panneau, 130 × 132 cm, Florence, Palazzo vecchio, collection Loeser (Maître de la Madone de San Remigio)
- Croix, tempera et or sur panneau, 225 × 170 cm, Paterno (Bagno a Ripoli, Florence), église Santo Stefano (Maître de la Madone de San Remigio)

Polyptyques
- Les Histoires de Jésus (Polyptyque Foresti/Longhi) (it), tempera et or sur bois.
  - Nativité, 17 × 19 cm, Florence, Fondation Longhi
  - Dernière Cène, 17 × 18 cm, New Orleans, New Orleans Museum of Art
  - Capture du Christ, 18 × 16 cm, Portland, Portland Art Museum
  - Crucifixion, 17 × 18 cm, Barcelone, Monastère de Pedralbes
  - Jugement Dernier, 17 × 19 cm, Milan, collection Bagnarelli

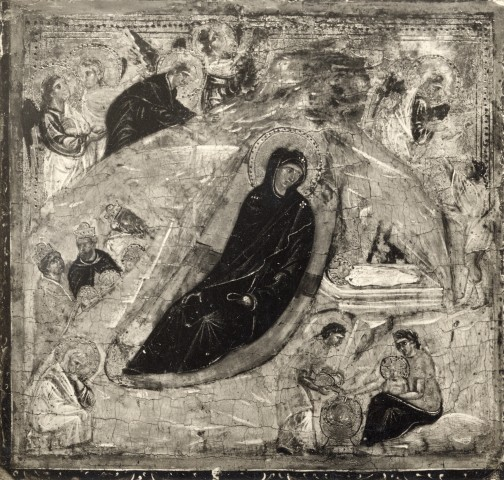
Nativité
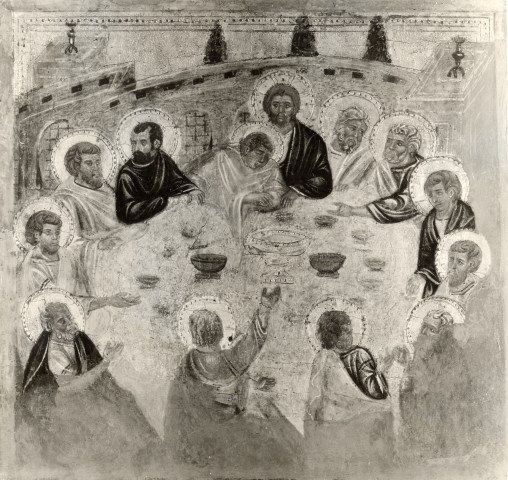
Dernière Cène
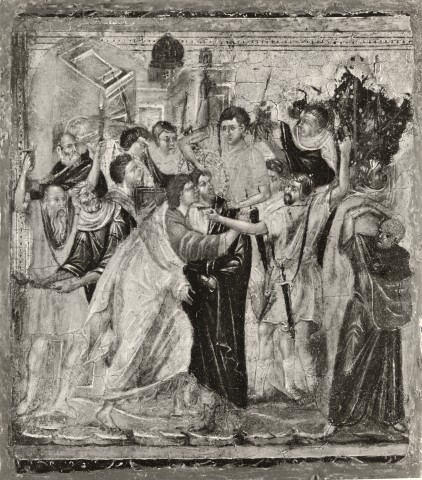
Capture du Christ
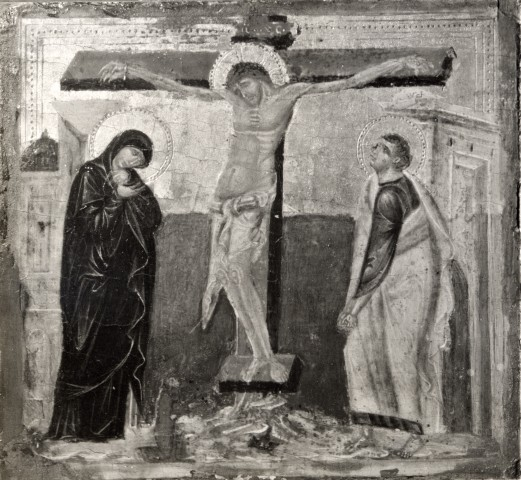
Crucifixion
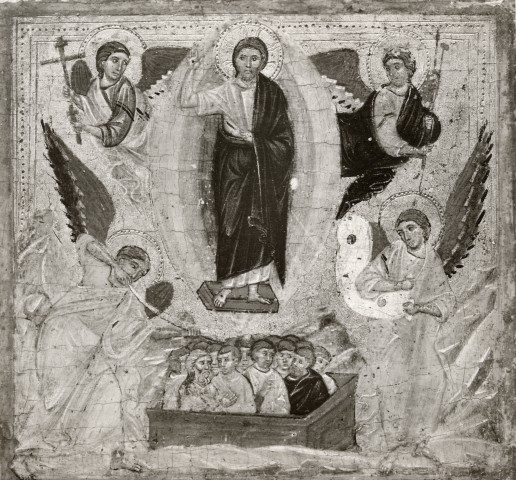
Jugement Dernier

- Polyptyque Artaud de Montor (aujourd'hui attribué à Grifo di Tancredi)

Fresques
- Les fresques de la Chapelle Velluti (it), date incertaine, Florence, Basilique de Santa Croce ; attribution incertaine, au point d'avoir défini un Maître de Velluti anonyme.

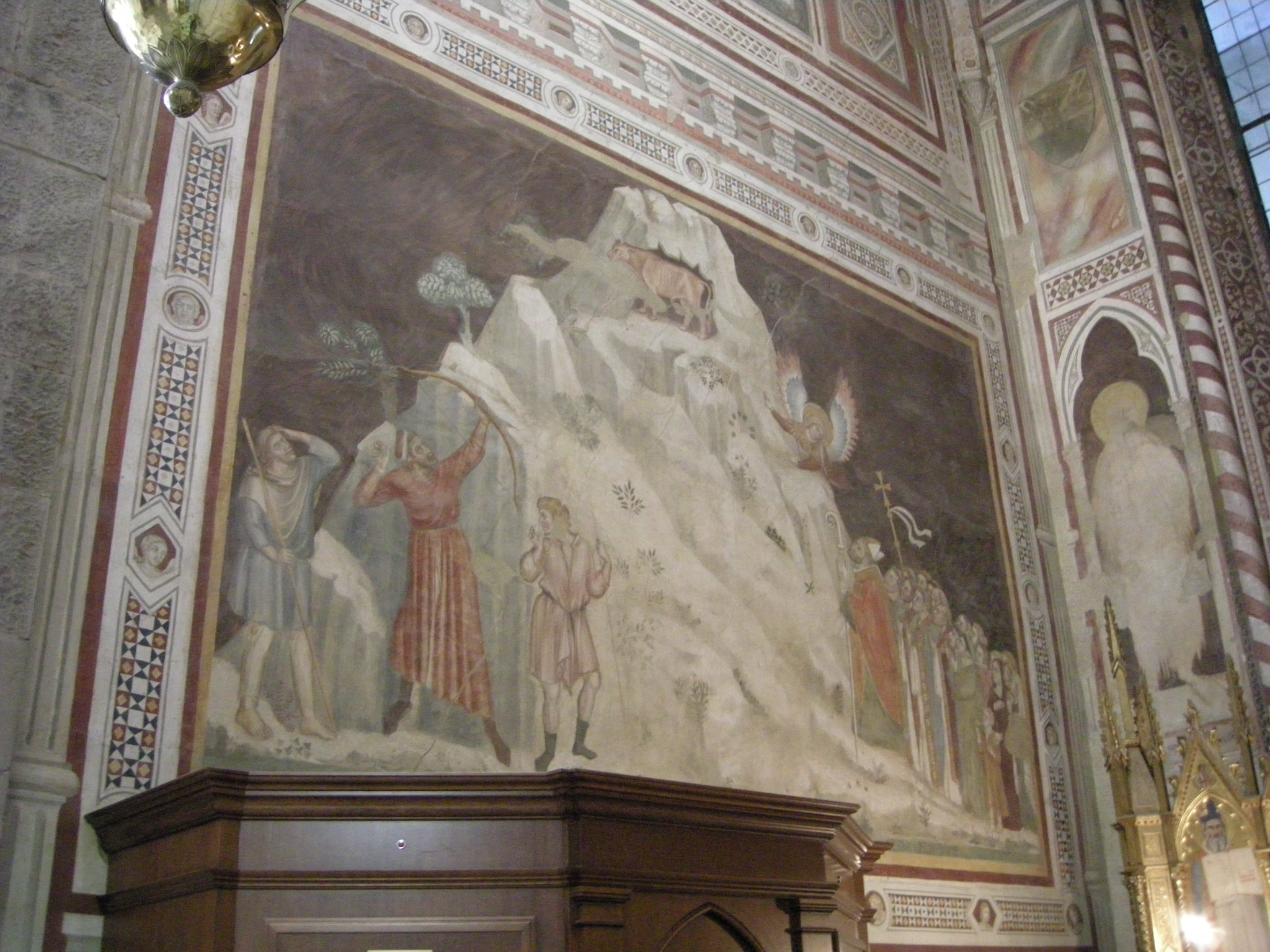
Chapelle velluti, Miracle sur le mont Gargano
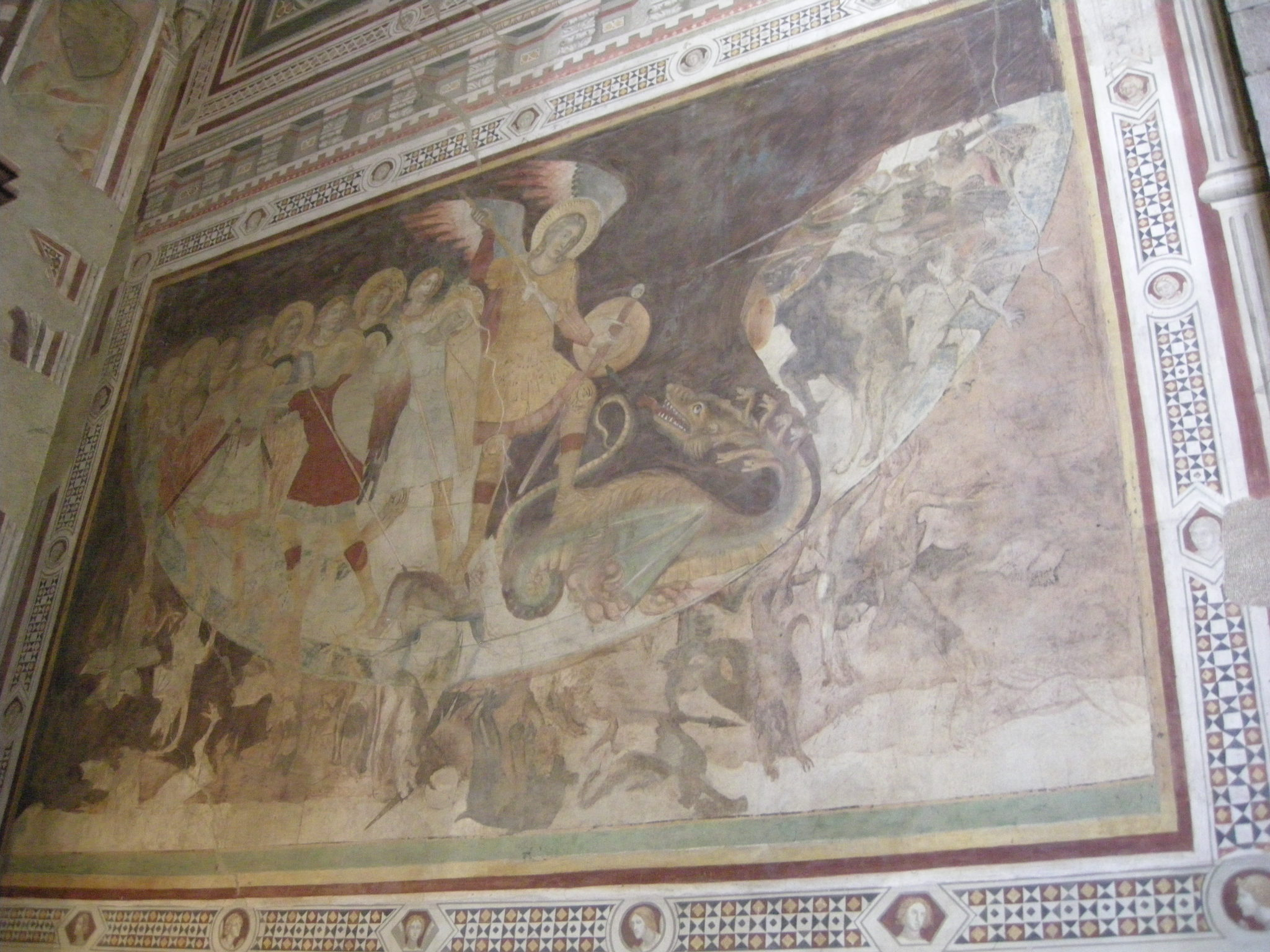
Chapelle velluti, Saint-Michel et le dragon

- Les fresques de la chapelle du Saint-Sacrement, Florence, Basilique Santa Maria Novella (Christ sur un trône entre deux anges et Saint Grégoire (ou Zanobi) en chaire entre deux diacres) aujourd'hui restituées à Duccio.

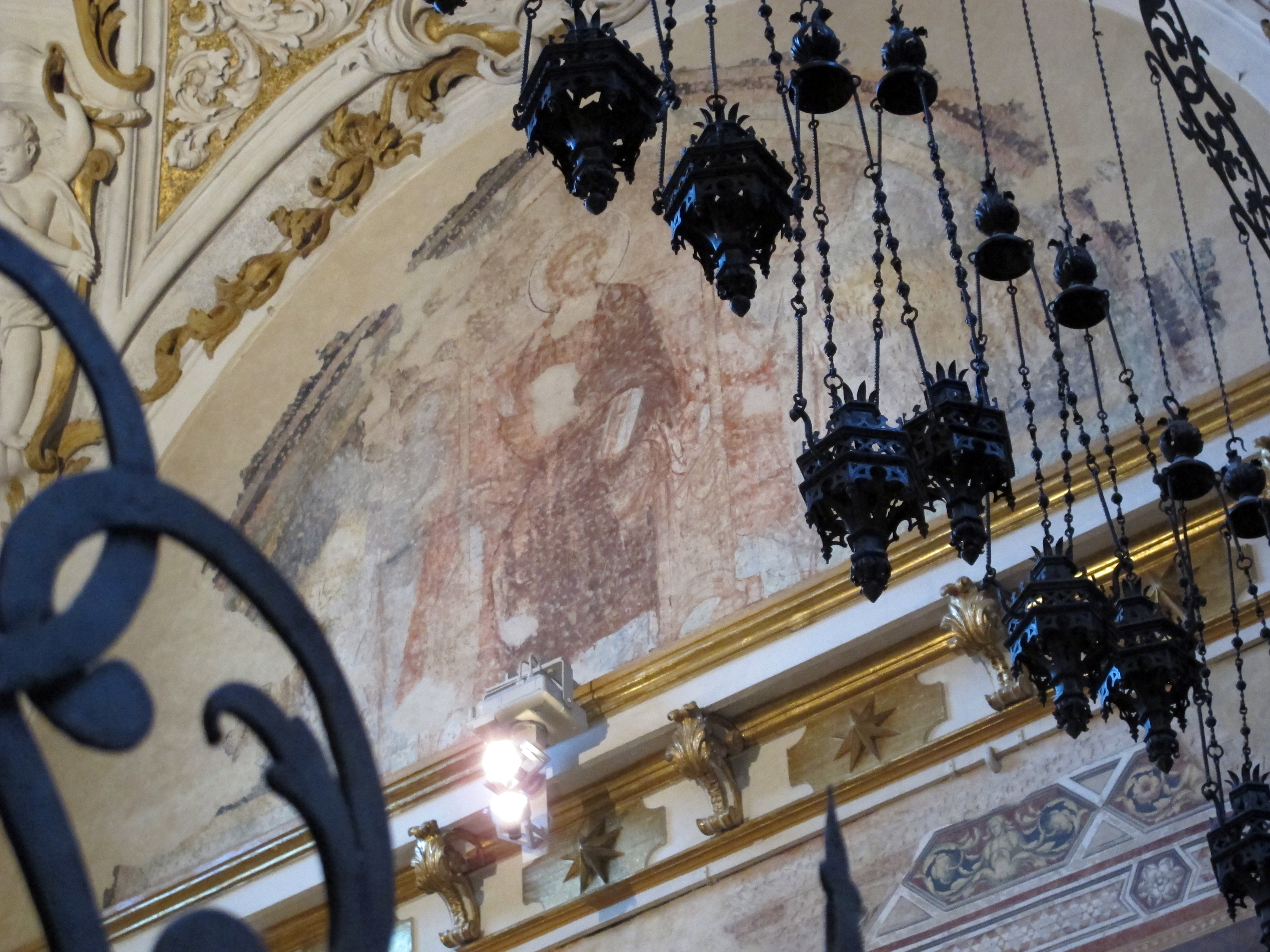
Christ sur un trône entre deux anges
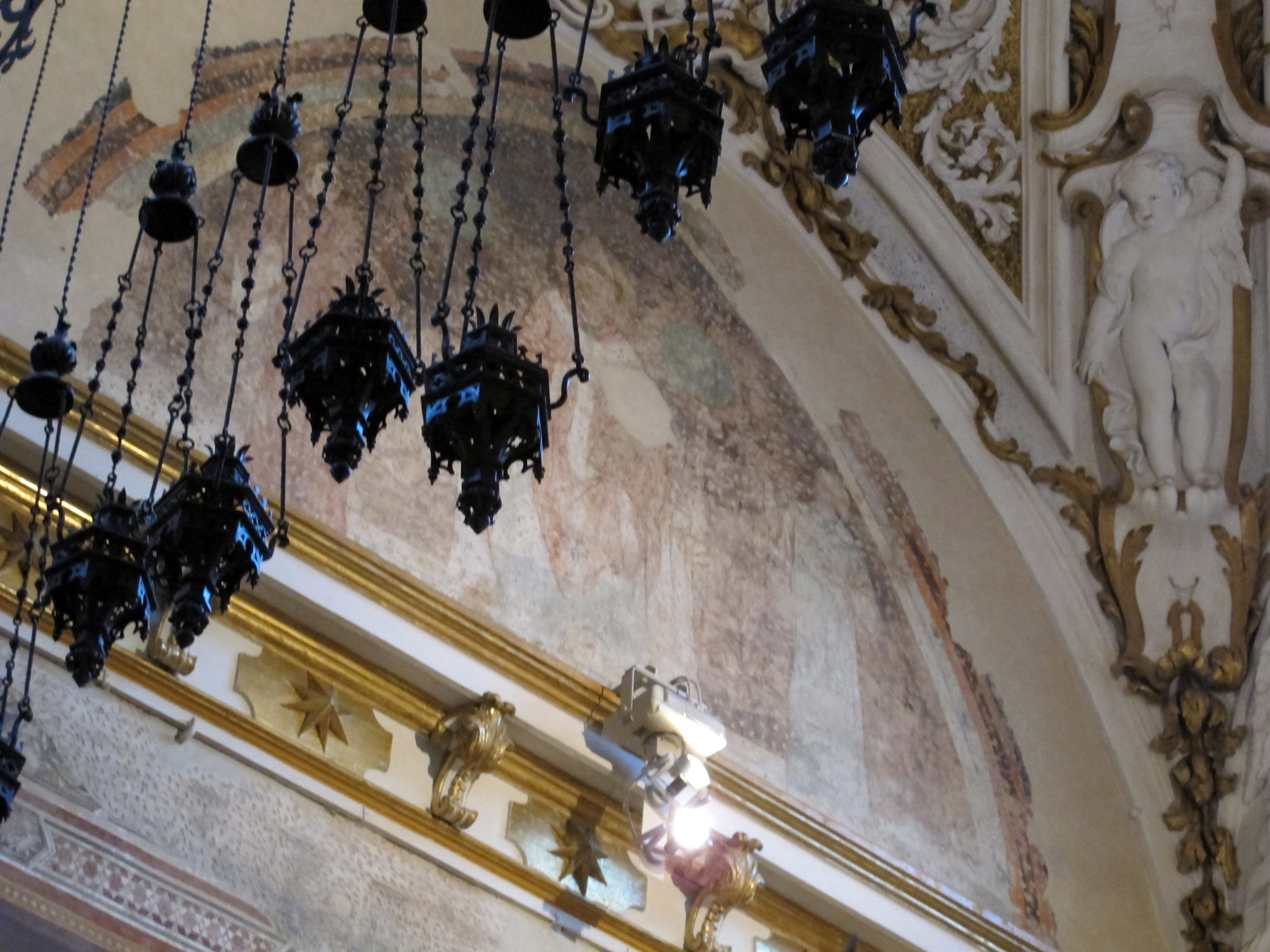
Saint Grégoire (ou Zanobi) en chaire entre deux diacres

Autres
- Enfin la rosace du dôme de Sienne - œuvre fondamentale de Duccio, révélée par les études d’Enzo Carli (1946) - que seuls John White (1966) et en partie Ennio Sindona (1975, p. 117-118) ont attribuée à Cimabue.

## Influence
L'influence de Cimabue perdure pendant le dernier tiers du XIIIe siècle, notamment en Toscane.
À Florence tout d'abord, son influence est visible sur les peintres en activité : Meliore (même avant son devant d’autel de 1271, aujourd’hui aux Offices), le jeune Maître de la Madeleine et ses élèves Corso di Buono et le remarquable Grifo di Tancredi; mais aussi Coppo di Marcovaldo (cf. Madone de l’église Santa Maria Maggiore à Florence) et son fils Salerno di Coppo. Parmi les continuateurs anonymes, très proches du maître, on peut citer : le Maître de la Madone San Remigio, le Maître de Varlungo (it), le Maître de la chapelle Velutti, le Maître du crucifix Corsi, le Maître de la Croix de San Miniato al Monte... Enfin il y a évidemment Giotto.
À Sienne, il influence tous les grands peintres siennois Dietisalvi di Speme, Guido da Siena, Guido di Graziano, mais aussi Vigoroso da Siena Rinaldo da Siena, et bien entendu Duccio di Buoninsegna.
À Pise, l'influence de Cimabue est plus limitée du fait du rayonnement du Maître de Saint-Martin/Ugolino di Nerio, qui domine le troisième quart du XIIIe siècle. On peut cependant citer le lucquois Deodato Orlandi et le tardif Maître de San Torpè.
En Ombrie, les fresques de Cimabue n'ont pas eu de réelles influences sur la peinture locale - même si sur le chantier d'Assise elle est notable sur le Maître de la capture du Christ et le Maître de la montée au Calvaire. Ce constat s'explique du fait de maîtres locaux importants (le Maître de Saint-François et le Maître de Sainte-Claire/Maître de Domina Benedicta) et surtout par la révolution giottesque qui a suivi de peu. Dans le domaine de l'enluminure, on ne peut oublier le Maître des missels de Deruta-Salerno. L'influence à Orvieto est indirecte, liée à la présence de Coppo di Marcovaldo et de son fils Salerno.
À Rome, les fresques du Maître de Sancta Sanctorum, le principal auteur de la décoration de l'oratoire de Sancta Sanctorum (vers 1278 et 1280) montrent de nombreuses et très fortes similitudes avec les fresques d'Assise de Cimabue. L'influence de Cimabue est aussi visible sur Jacopo Torriti mais bien moindre. On peut aussi citer l'auteur du grand Crucifix peint (vers 1275-80) de la Walters Art Gallery (Baltimore),. Et les fresques dégradées du prétendu temple de Romulus de l'église Santi Cosma e Damiano - peut-être dues au Maître de Sancta Sanctorum sont clairement cimabuesques.
Enfin par l'intermédiaire de Manfredino di Alberto la leçon de Cimabue s'étend jusqu'à Gênes et Pistoia.

## Réévaluations de Cimabue
La perception de Cimabue a été faussée durant des siècles par le portrait qu'en a donné Giorgio Vasari dans sa première version des Vies des meilleurs peintres, sculpteurs et architectes (connu aussi comme les Vies) biographie s'inscrivant dans une vision orientée à la gloire de Florence (écartant de facto Giunta Pisano, peintre originaire de Pise, actif entre 1229 et 1254) et dont le principal objectif est de servir d'introduction et de faire-valoir à celle du florentin Giotto.
Le simple fait qu'il soit dans les Vies a longtemps rendu inacceptable sa formation à Pise (qui était, alors, la principale rivale de Florence), les biographies continuant systématiquement à le rattacher à Coppo di Marcovaldo — le Florentin le plus illustre de la génération précédente. Et le retrait de la Madone Rucellai du catalogue de Cimabue en 1889 — œuvre clef selon Vasari — a même, un temps, remis en cause la véracité de son existence.

### Dégradations
La réévaluation de Cimabue s'est aussi heurtée à une malédiction persistante dont souffre le maigre corpus d’œuvres parvenues jusqu'à nous : la céruse (blanc de plomb) utilisée dans les fresques de l'église supérieure de la basilique Saint-François d'Assise est, par oxydation, devenue noire, produisant l'effet d'un « négatif photographique », déroutant voire illisible ; de plus, le sublime crucifix de Santa Croce a subi des dommages irréversibles lors des inondations de Florence en 1966 ; enfin, le tremblement de terre de 1997, en Ombrie, a fortement endommagé la voûte des quatre évangélistes — la partie jusqu'alors la mieux préservée des fresques de la basilique Saint-François d'Assise —, pulvérisant notamment le Saint Matthieu.

### Découverte deLa Dérision du Christ(2019)
La connaissance de l'œuvre de Cimabue a bénéficié de la découverte, en 2019, d'un panneau La Dérision du Christ, appartenant à un diptyque de dévotion (dont la plus grande partie n'est pas connue actuellement) et venant compléter les deux seuls autres panneaux connus de ce diptyque, la Vierge à l'Enfant trônant et entourée de deux anges (National Gallery, Londres) et La Flagellation du Christ (The Frick Collection, New York).
Acquise pour la somme de 24,18 millions d’euros,, par la collection Alana de Newark (Delaware) le 27 octobre 2019, lors d'une vente publique à Senlis, l'œuvre devient aussi le tableau primitif le plus cher vendu aux enchères en même temps qu'il établit un record mondial pour l'artiste.
Le 20 décembre 2019, le ministère de la Culture annonce que l'œuvre est classée trésor national et, de ce fait, interdite de sortie du territoire français durant trente mois,,. Le tableau est acquis par le musée du Louvre en 2023.

### Recherches et exposition
Une meilleure connaissance du contexte de la peinture byzantine, alors en pleine mutation, et des transferts culturels, qui s'opèrent dans le milieu italien en particulier, permet aujourd'hui de mieux appréhender ce qu'apporte Cimabue à son époque.
Du 22 janvier au 12 mai 2025, le musée du Louvre présente l'exposition « Revoir Cimabue : aux origines de la peinture italienne »,. Celle-ci est accompagnée d'un cycle de cours de l'École du Louvre, proposés par le commissaire de l'exposition.

## Fortune littéraire - textes anciens

### Citations
« [Cimabue] triompha des habitudes culturelles grecques qui semblaient passer de l’un à l’autre : on imitait sans jamais rien rajouter à la pratique des maîtres. Il consulta la nature, corrigea en partie la raideur du dessin, anima les visages, plia les tissus, plaça les personnages avec beaucoup plus d’art que ne l’avaient fait les Grecs. Son talent ne comportait pas la grâce ; ses Madones ne sont pas belles, ses anges dans un même tableau sont tous identiques. Fier comme le siècle où il vécut, il réussit parfaitement les têtes des hommes de caractère et spécialement celles des vieillards, leur imprimant un je ne sais quoi de fort et de sublime que les modernes n’ont pu dépasser. Large et complexe dans les idées, il donna l’exemple des grandes histoires et les exprima en grandes proportions. »

— Luigi Lanzi
Son influence est immense dans toute l'Italie centrale entre 1270 et 1285 environ. Les deux tiers du livre de Marques consacré au duecento concerne le cimabuisme, l'influence de Cimabue. :

« Avec ses surprenantes capacités d’innovation et avec la puissance imaginative qui lui a permis les grands effets d'Assise, Cimabue fut de loin le peintre le plus influent de toute l’Italie centrale avant Giotto ; mieux : il en fut le point de référence. »

— Luciano Bellosi
Notre connaissance de Cimabue ne peut faire abstraction de deux textes, presque systématiquement cités à la moindre évocation de Cimabue : les vers du Purgatoire de Dante et la biographie des Vite de Vasari.

### Dante (1315)
Dante (1265-1321) témoin oculaire de Cimabue, l’évoque dans un célèbre passage (XI, 79-102) du Purgatoire, le deuxième volet de la Divine Comédie, lors du passage de Dante et Virgile sur la première corniche ou premier cercle, celui où souffrent les orgueilleux. L’un d’entre eux reconnaît Dante et l’appelle, Dante répond :
| 79  | «Oh!», diss' io lui, «non se' tu Oderisi, l'onor d'Agobbio e l'onor di quell' arte ch'alluminar chiamata è in Parisi?». | « Oh » ! lui dis-je, « n'es-tu pas Oderisi, l’honneur de Gubbio et l’honneur de cet art qu’on appelle à Paris enluminure ? »                |
| 82  | «Frate», diss' elli, «più ridon le carte che pennelleggia Franco Bolognese; l'onore è tutto or suo, e mio in parte.     | « Frère », dit-il, « les feuillets où met ses pinceaux Franco Bolognese sont plus riants; l’honneur est tout à lui, je n'en ai qu'une part. |
| 85  | Ben non sare' io stato sì cortese mentre ch'io vissi, per lo gran disio de l'eccellenza ove mio core intese.            | Je n’aurais pas été aussi courtois pendant ma vie, à cause du grand désir de l’excellence où mon cœur aspirait.                             |
| 88  | Di tal superbia qui si paga il fio; e ancor non sarei qui, se non fosse che, possendo peccar, mi volsi a Dio.           | De cet orgueil on paie ici la dette; et je n'y serais pas encore si ce n'était que, pouvant pécher, je me tournai vers dieu.                |
| 91  | Oh vana gloria de l'umane posse! com' poco verde in su la cima dura, se non è giunta da l'etati grosse!                 | Oh ! vaine gloire de la puissance humaine ! Comme il dure peu le vert sur votre cime, s'il n'est suivi par des temps plus grossiers !       |
| 94  | Credette Cimabue ne la pittura tener lo campo, e ora ha Giotto il grido, sì che la fama di colui è scura.               | Cimabue crut, dans la peinture tenir le champ, et Giotto à présent a le cri, si bien que la gloire de l'autre est obscure.                  |
| 97  | Così ha tolto l'uno a l'altro Guido la gloria de la lingua; e forse è nato chi l'uno e l'altro caccerà del nido.        | Ainsi un Guido a pris à l’autre la gloire du langage ; et peut-être est-il né celui qui chassera l'un et l’autre du nid.                    |
| 100 | Non è il mondan romore altro ch'un fiato di vento, ch'or vien quinci e or vien quindi, e muta nome perché muta lato.    | La rumeur du monde n'a qu'un souffle de vent, qui tantôt vient de là, tantôt d'ici, et change de nom en changeant de côté.                  |
|     | Dante, Purgatoire, XI, 79-102                                                                                           | Traduction J. Risset |

Il faut expliquer ici la profonde symbolique des lieux : celle du purgatoire et plus précisément celle de la corniche des orgueilleux.
Le purgatoire

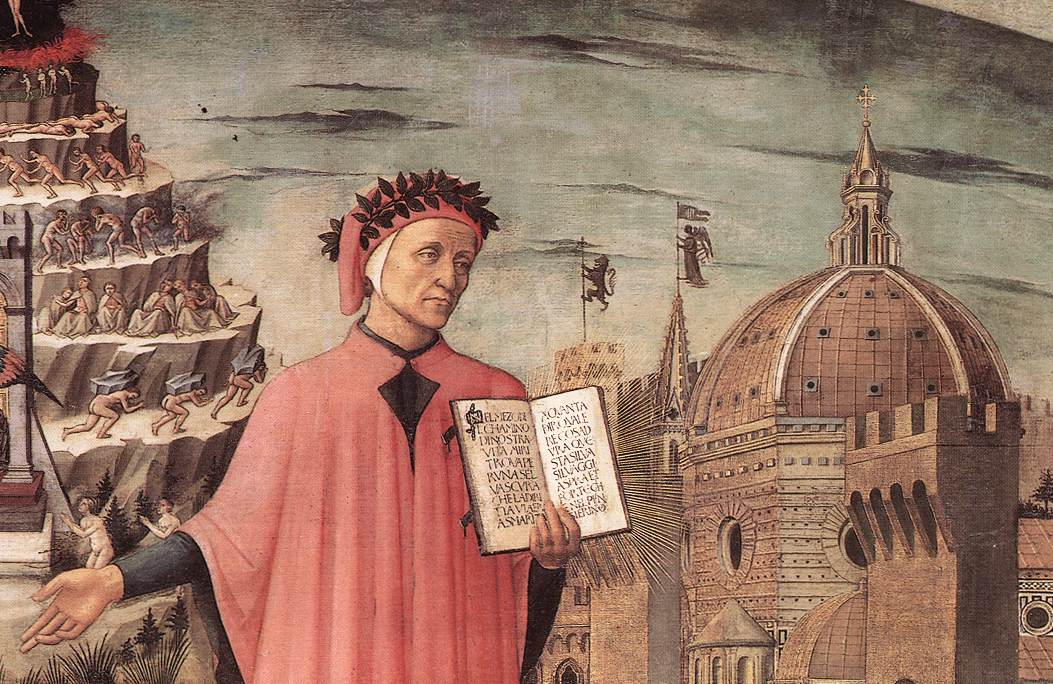
Dante, entre la montagne du Purgatoire et la cité de Florence. (Domenico di Michelino, 1465, détail)

Le Purgatoire a été officiellement reconnu par l’Église chrétienne en 1274, lors du deuxième concile de Lyon. Jusque-là, les royaumes de l'au-delà étaient officiellement deux : Enfer et Paradis. Ce « troisième lieu » intermédiaire où l’on purge ses péchés véniels, fait ainsi passer le dogme d'un schéma binaire (bien/mal, enfer/paradis) à une structure ternaire (bien et mal pris dans la logique dialectique d'une nouvelle répartition des âmes entre Enfer, Purgatoire et Paradis).
Avec la Divine Comédie, écrite juste quelques décennies plus tard, cette idée neuve du Purgatoire acquiert pour la première fois une représentation majestueuse, un espace total, « montagne au milieu de la mer, dans la lumière du soleil, habitée par les anges, rythmée par les manifestations de l'art – sculptures, chants, rencontres de poètes » (J. Risset). Cette montagne est constituée de sept cercles ou corniches dont la circonférence diminue en allant vers le sommet, correspondant aux sept péchés capitaux, dans l'ordre : l'orgueil, l'envie, la colère, la paresse, l'avarice, la gourmandise et la luxure. Dante et son guide Virgile vont parcourir ces sept corniches, se purifiant, s'élevant au double sens physique et spirituel. Le Purgatoire est ainsi « le lieu où l'on change – lieu de la métamorphose intérieure » (J. Risset), lieu intermédiaire « en rapport avec la problématique de l'Incarnation, et, par voie de conséquence, avec tous les champs où l'homme se manifeste comme créature incarnée, double, en chemin vers Dieu et la vérité dévoilée, dépositaire d'un savoir précisément intermédiaire et voilé : c'est le champ de l'art. » (J. Risset).
La corniche des orgueilleux - la corniche des artistes
Ainsi la première corniche - celle des orgueilleux - est presque par défaut celle des artistes, et Dante lui-même, le voyageur Dante « sait qu'il viendra, après sa mort, au Purgatoire; il sait déjà dans quelle corniche : celle des orgueilleux. ». Il convient donc de relativiser quelque peu l'affirmation selon laquelle seul l'orgueil de Cimabue expliquerait son évocation sur la corniche des orgueilleux.
Enfin un mot sur l’hypothèse de Douglas – selon laquelle Dante placerait Cimabue dans une position aussi prestigieuse pour exalter un concitoyen florentin, elle est contredite par les autres artistes évoqués, Dante opposant à un miniaturiste ombrien (Oderisi da Gubbio) un Bolonais (Franco (it)), et à un poète Émilien (Guido Guinizelli) un Florentin (Guido Cavalcanti).

### Commentaires de laDivine Comédie(1323-1379)
Parmi les sources littéraires du Trecento se trouvent les commentaires de La Divine Comédie qui commentent les vers ci-dessus, notamment ceux de :
- Jacopo della Lana (1323-1328)
- l'auteur anonyme de l'Ottimo Commento (1334)
- Pietro Alighieri (vers 1340)
- l'anonyme florentin (1300-50)
- Benvenuti da Imola (1376-79)

L’Ottimo Commento (1334)
On désigne par ce nom de convention un des plus importants commentaires datant du trecento de la Divine Comédie de Dante Alighieri, dont on possède jusqu'à 34 manuscrits :

« Fu Cimabue nella città di Firenze pintore nel tempo dello Autore, e molto nobile, de più che uomo sapesse; e con questo fu sí arrogante, e si sdegnoso, che se per alcuno gli fosse a sua opera posto alcuno difetto, o egli da sé l’avesse veduto (che, come accade alcuna volta, l’artefice pecca per difetto della materia in ch'adopera, o per mancamento che è nello strumento, con che lavora) immantenente quella cosa disertava, fosse cara quanto si volesse. »

« Cimabue fut un peintre de Florence, de l'époque de notre auteur (Dante), très important, que tout un chacun connaissait ; mais il était tellement arrogant et fier avec cela, que si quelqu’un découvrait un défaut dans son travail, ou s'il en avait perçu un lui-même (comme cela arrive souvent à l'artiste qui échoue du fait de son matériel, ou des défauts des instruments qu’il utilise), il abandonnait immédiatement ce travail, aussi coûteux soit-il. »

Ottimo Commento della Divina Commedia - (éd. Torri 1838, p. 188), repris in [Benkard 1917] et [Battisti 1967].
Ce texte fut presque intégralement repris par Vasari dans sa vie de Cimabue.

### Alamanno Rinuccini (1473)
Dans une lettre (XXXII) de 1473 pour Bellosi, 1474 pour Battisti, dédiant au duc d’Urbino Frédéric de Montefeltre (federicum feretranum urbini) sa traduction en latin de la Vie d'Apollonios de Tyane de Philostrate, Alamanno Rinuccini (1426-1499) cite Cimabue, aux côtés de Giotto et de Taddeo Gaddi, parmi les génies qui illustrèrent les arts avant les peintres du Quattrocento (et parmi eux Masaccio, Domenico Veneziano, Filippo Lippi et Fra Angelico) :

« Cogitanti mihi saepe numero, generosissime princeps Federice, […] Atque, ut ab inferioribus profecti ad maiorem tandem veniamus, sculturae picturaeque artes, iam antea Cimaboi, Iocti, Taddeique Gaddi ingeniis illustratas, qui aetate nostra claruerunt pictores, eo magnitudinis bonitatisque perduxere, ut cum veteribus conferri merito possint […] »

— Lettere ed Orazioni (éd. Giustiniani 1953), p. 106
cité in [Battisti 1967 US], p. 94

### Cristoforo Landino (1481)
Cristoforo Landino (1425-1498), dans la préface à son édition de la Divine Comédie de 1481, présentant les Florentins remarquables en peinture et en sculpture, commence précisément par Ioanni Cimabue :

« Fu adunque el primo Joanni fiorentino cognominato Cimabue che ritrovò e liniamenti naturali et la vera proportìone, la quale e greci chiamano Symetria; et le figure ne' superiori pictori morte fece vive et di vari gesti, ci gran fama lasciò di sé: ma molto maggiore la lasciava, se non avessi avuto sì nobile successore, quale fu Giotto fiorentino coetaneo di Dante. »

— Landino, texte établi selon [Battisti 1967 US], p. 94-95
.

« Le premier fut donc Giovanni, un Florentin nommé Cimabue, qui retrouva à la fois les lignes naturelles des physionomies et la véritable proportion que les Grecs nomment symetria ; et il rendit la vie et l’aisance des gestes aux personnages qu’on aurait dits morts chez les anciens peintres; il laissa après lui une grande réputation. »

— traduction in [BELLOSI 1998 FR], p. 13
.
Dans ce passage, Landino, responsable de la première édition révisée de l'Histoire naturelle de Pline l'Ancien en 1469 et de sa traduction italienne en 1470, semble pasticher la biographie du célèbre peintre grec Parrhasios :

« Parrhesius d'Éphèse contribua beaucoup, lui aussi, au progrès de la peinture. Il a le premier observé la proportion [Primus symmetriam picturae dedit], mis de la finesse dans les airs de tête [primus argutias voltus], de l'élégance dans les cheveux [elegantiam capilli], de la grâce dans la bouche [venustatem oris], et, de l'aveu des artistes, il a remporté la palme pour les contours [confessione artificum in liniis extremis palmam adeptus]. »

— Pline l'Ancien, Histoire naturelle, livre XXXV, 36, §7, traduction E. Littré (1848-50)
.

### Giorgio Vasari (1550/1568)
La biographie de Cimabue constitue la première des Vite de Giorgio Vasari (1511-1574).

#### Le frontispice

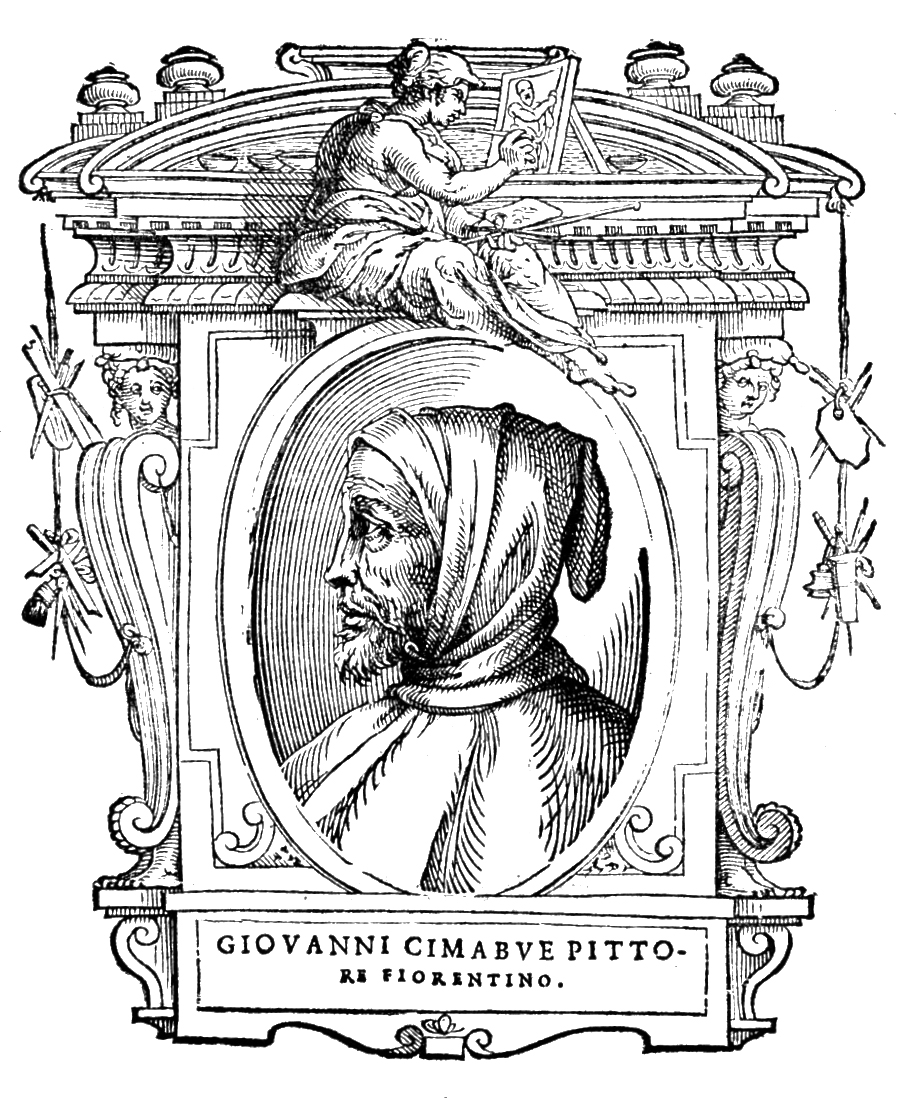
Frontispice des Vite (1568)
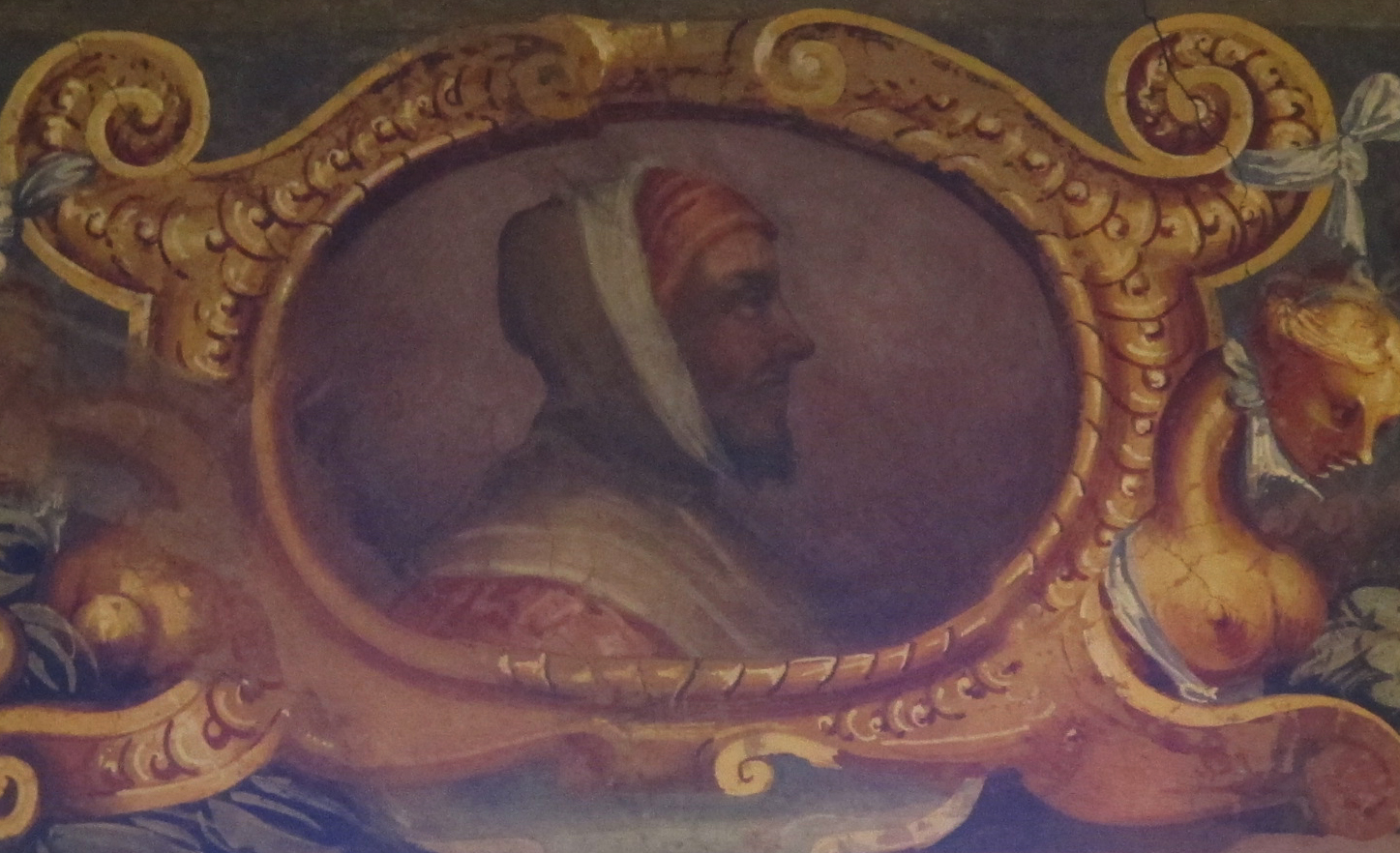
Portrait de Cimabue, Salon de la Casa Vasari (Florence) (it) (1572)

Il n’existe aucun portrait connu de Cimabue. Vasari s’est semble-t-il inspiré d’une figure de la fresque intitulée Triomphe de l'Église militante réalisée vers 1365 ! par Andrea di Bonaiuto à la chapelle des Espagnols, Santa Maria Novella, Florence.

#### Les œuvres citées
Si on se réfère à la fois aux deux éditions des Vite (celle de 1550 et celle de 1568), Vasari attribue en tout quinze œuvres à Cimabue.
Cinq d’entre elles n’existent plus :
- Fresques de l'Hôpital del Porcellana Ognissanti (Annonciation, Jésus Christ en compagnie de Cléophas et de Luc), Florence[124]
- Sainte Agnès, Église San Paolo a Ripa d'Arno, Pise[125]
- Histoire de la vie du Christ, fresques du Cloître Santo Spirito à Florence[126]
- ouvrages à Empoli[127]
- Christ en croix, cloître de l'église San Francesco, Pise[126]

Parmi les œuvres évoquées et qui nous sont parvenues, quatre seulement sont considérées comme de Cimabue :
- la Madone de Santa Trinita[128], aujourd’hui aux Offices
- la Croix de Santa Croce[129]
- la Madone de l'église San Francesco à Pise[130] (aujourd’hui au Louvre)
- les fresques de la basilique d’Assise: dans la seconde édition (1568), à la suite d'un voyage à Assise en 1563, Vasari ajoute aux quatre Histoires de Marie (dans l’abside de la basilique supérieure), la voûte des Evangélistes et la quatrième voûte de la nef (qui reviennent bien à Cimabue), mais également les trois autres voûtes de la nef et les Histoires de l’Ancien et du Nouveau Testament, sur les registres supérieurs de la même nef, qui sont en réalité l’œuvre de Jacopo Torriti et de son atelier, de quelques suiveurs de Cimabue et du Maître d’Isaac.

Les six dernières œuvres évoquées ne sont plus aujourd'hui attribuées à Cimabue :
- le Saint François et vingt épisodes de sa vie[131], aujourd’hui dans la chapelle Bardi de Basilique Santa Croce à Florence : œuvre certainement antérieure à l’époque de Cimabue. Aujourd’hui on penche plutôt pour une attribution au jeune Coppo di Marcovaldo. (Bellosi)
- le retable avec Saint François et les Histoires de sa vie, de l’église San Francesco à Pise[130] : une œuvre antérieure à l’époque de Cimabue et que Boskovits et Bellosi attribuent à Giunta Pisano
- la Madone Rucellai, que Vasari présente comme le « chef-d’œuvre de Cimabue ». Vasari associe ce tableau à deux anecdotes : la « très solennelle procession » qui accompagna le tableau jusqu’à l’église, dans une ambiance de fête, et la visite de Charles d’Anjou à l'atelier de Cimabue. Cette visite aurait suscité dans tout le voisinage un accueil si chaleureux que la rue où se trouvait l'atelier fut depuis ce jour appelée borgo Allegri (faubourg des joyeux). Nous savons aujourd’hui que la Madone Rucellai fut commandée à Duccio di Buoninsegna en 1285.
- le Retable de Sainte-Cecile[132], aujourd’hui aux Offices, œuvre considérée depuis longtemps comme étant du Maître de Sainte-Cécile
- la Madone de Santa Croce[133], maintenant à la National Gallery de Londres, aujourd'hui attribuée au Maître des Albertini
- « Quelques petites choses à la manière des miniatures » : le Rédempteur sur un trône et quelques scènes de La Vie de Marie et du Christ aujourd'hui généralement attribués à Vigoroso da Siena[134].

Œuvres évoquées par Vasari qui ne sont plus attribuées à Cimabue
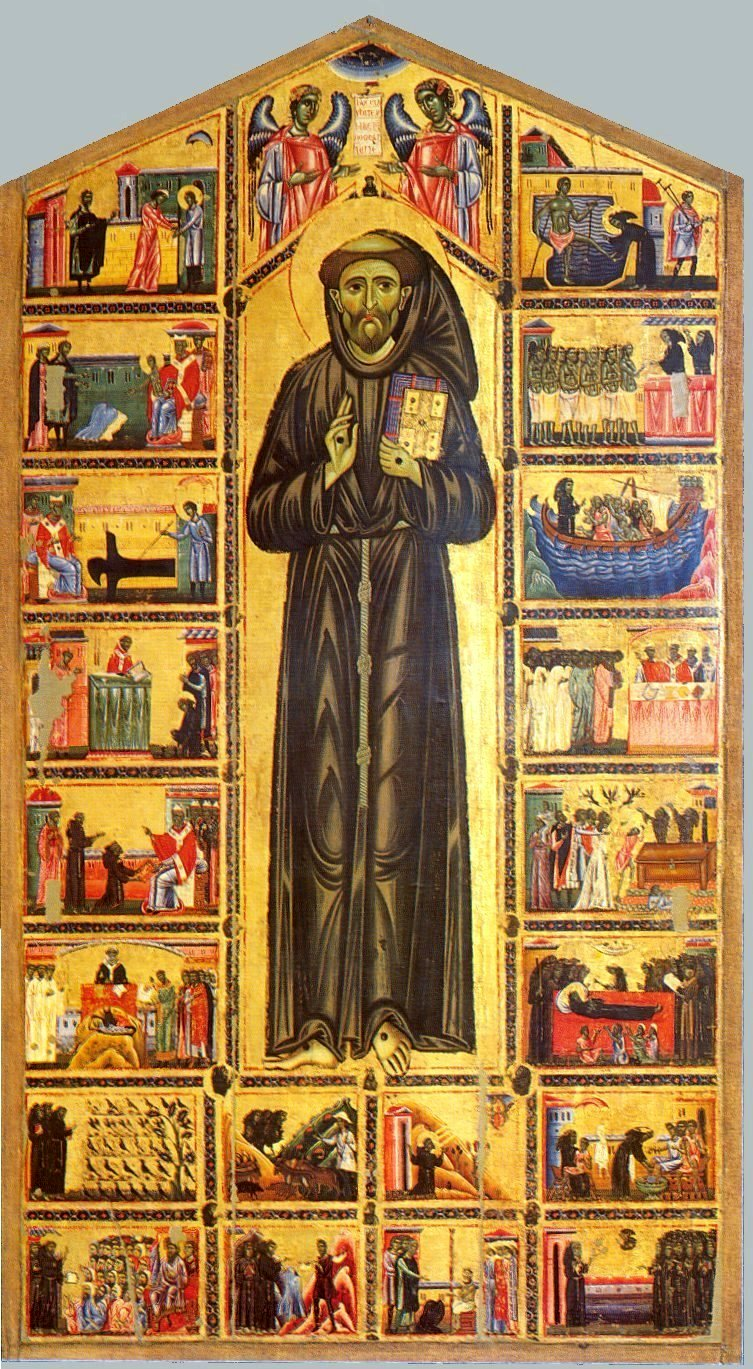
Maestro del San Francesco Bardi (Florence, première moitié du XIIIe siècle) Saint François et vingt épisodes de sa vie Chapelle Bardi
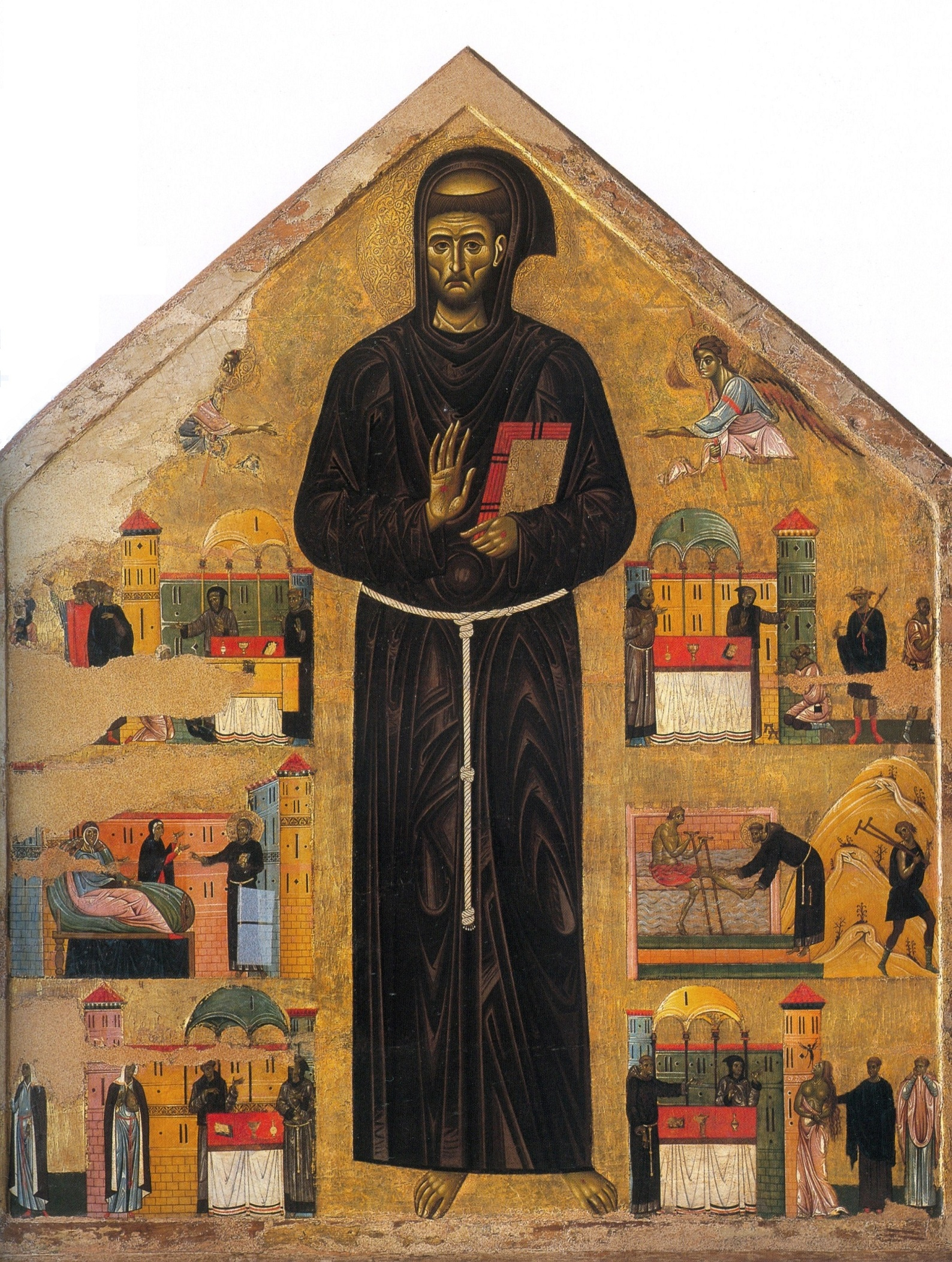
Giunta Pisano, Retable de saint François et six de ses miracles, vers 1255
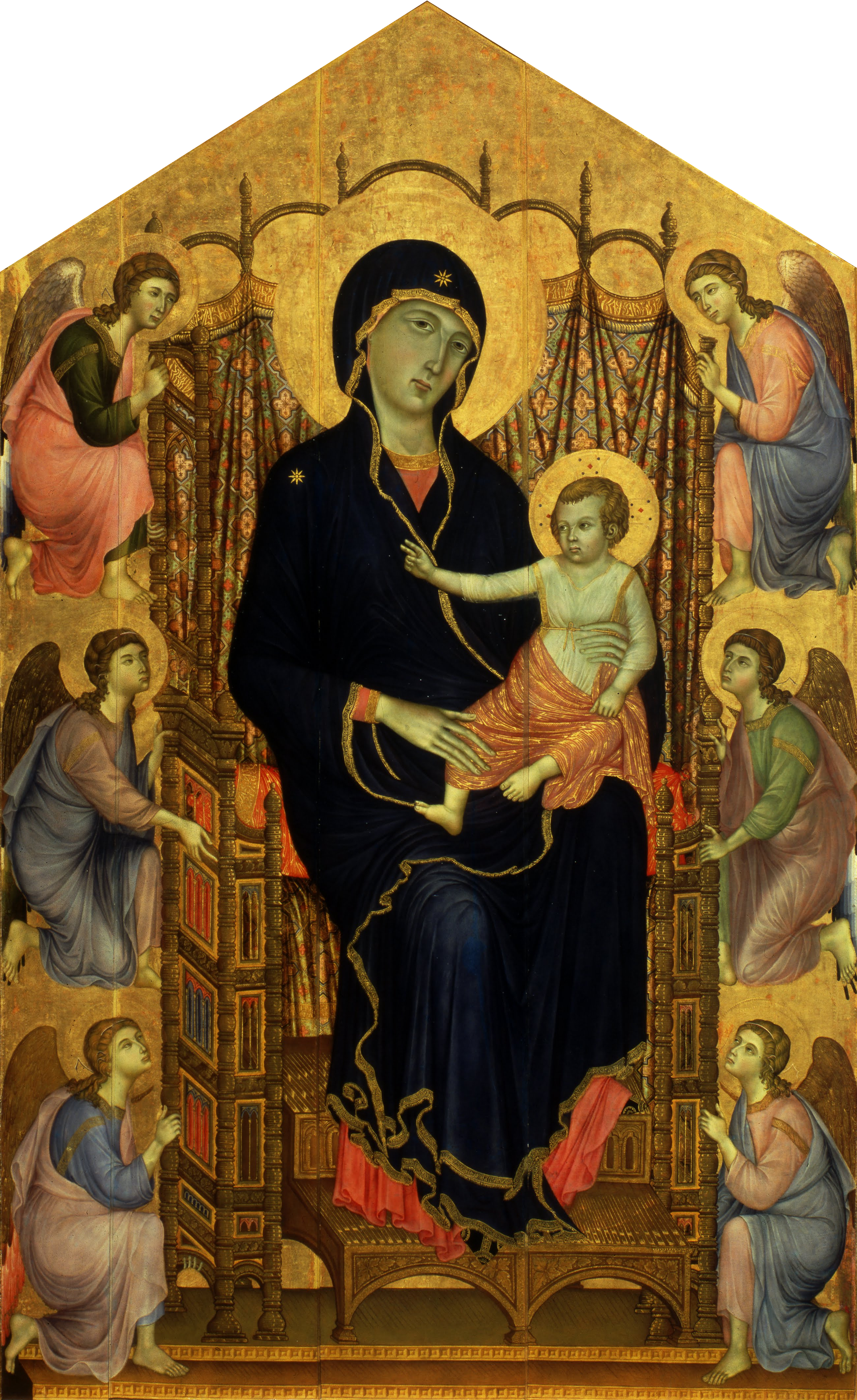
Duccio Madone Rucellai, vers 1285, H. 4,50 m
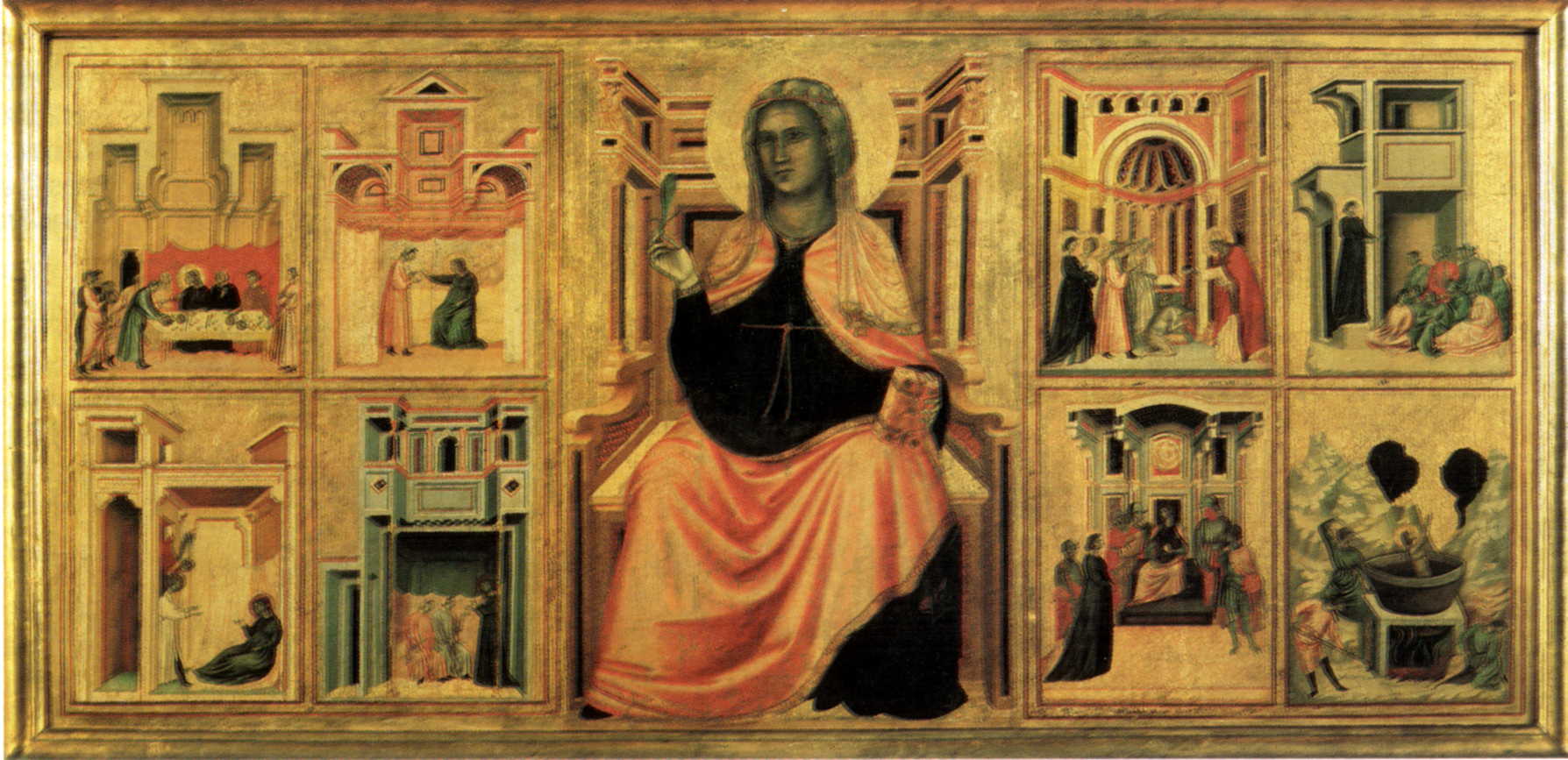
Maître de Sainte Cécile Retable Sainte Cécile, vers 1304. Offices (Offices Collection: )
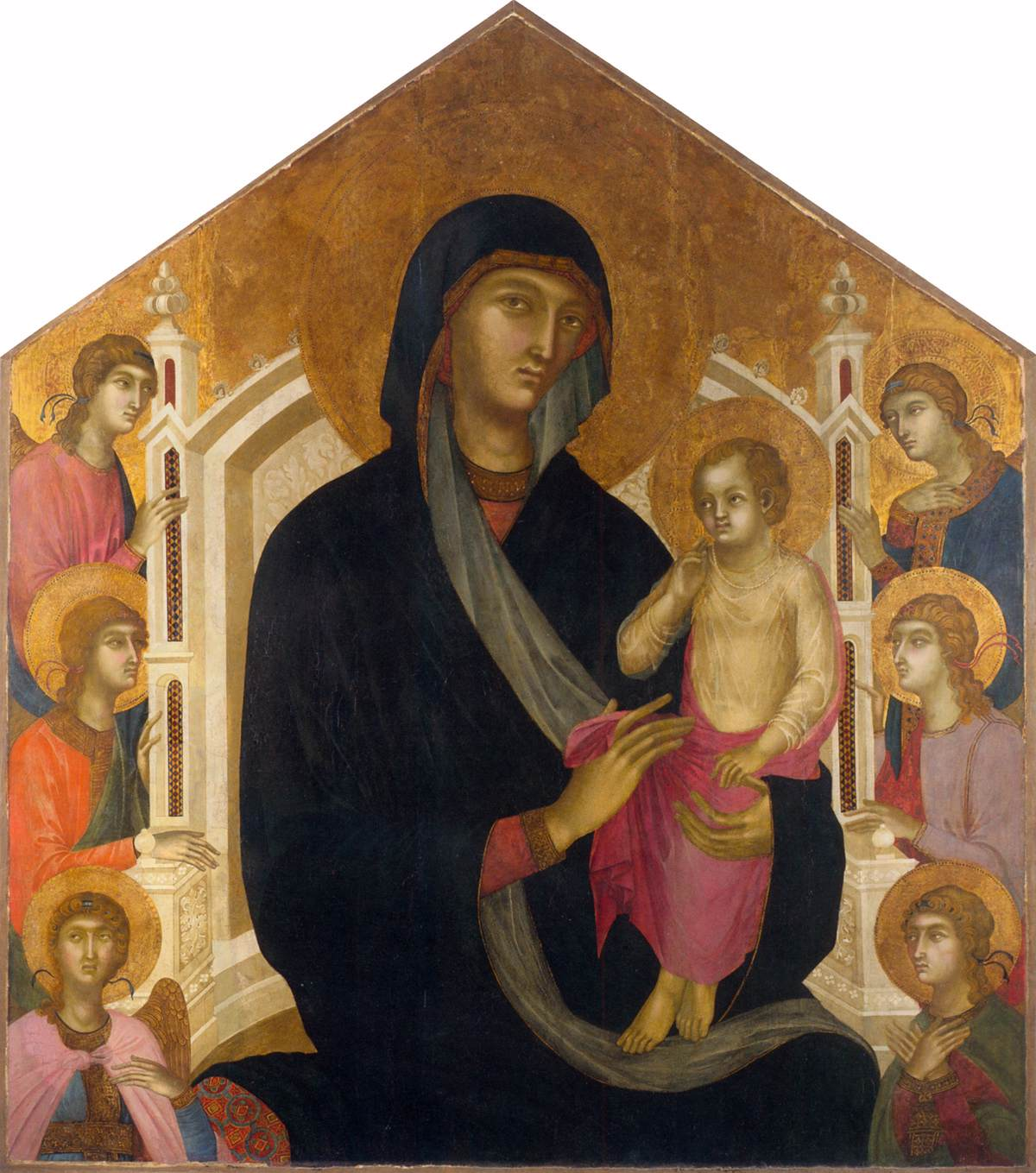
Maître des Albertini Madone de Santa Croce, vers 1310-15 (?) National Gallery, Londres

Quant à la collaboration avec Arnolfo di Cambio à la construction du dôme de Florence, aucun texte ni étude n'a confirmé l'assertion de Vasari. Plus généralement l'activité de Cimabue en tant qu'architecte n'est pas documentée. Il y a peut-être une volonté rhétorique de Vasari d'annoncer l'activité de Giotto architecte.